# Liste der Baudenkmäler in Dettelbach
Auf dieser Seite sind die Baudenkmäler in der unterfränkischen Stadt Dettelbach zusammengestellt. Diese Tabelle ist eine Teilliste der Liste der Baudenkmäler in Bayern. Grundlage ist die Bayerische Denkmalliste, die auf Basis des Bayerischen Denkmalschutzgesetzes vom 1. Oktober 1973 erstmals erstellt wurde und seither durch das Bayerische Landesamt für Denkmalpflege geführt wird. Die folgenden Angaben ersetzen nicht die rechtsverbindliche Auskunft der Denkmalschutzbehörde.
 Diese Liste gibt den Fortschreibungsstand vom 30. September 2023 wieder und enthält 217 Baudenkmäler.

## Ensembles

### Ensemble Altstadt Dettelbach
Dettelbach (Lage) liegt etwas oberhalb des Mains am Hang der Bibergauer Berge. Der 741 erstmals genannte Ort hat sich aus einer Burganlage mit anschließendem Dorf nur langsam zu einer größeren Siedlung entwickelt. Die Stadterhebung und die Ummauerung erfolgten erst 1484. Seit dem 16. Jahrhundert kam Dettelbach durch die Wallfahrt zum Gnadenbild im Weinberg erhöhte Bedeutung zu. Das Städtchen ist durch den Lauf des Altbachs geteilt. Die östliche, ältere Stadthälfte gruppiert sich um den zentralen Burgberg, der nach Süden und Westen als Terrasse vorkragt und durch eine Futtermauer abgestützt wird. Auf ihm erhebt sich beherrschend die Pfarrkirche, während die Stelle der ehemaligen Burg durch das nachmalige Rentamt, ein Gebäude des 18. Jahrhunderts, markiert ist. Zu Füßen der Stützmauer liegt der enge Marktplatz am Ort des ehemaligen Burgdorfes. Durch die Hanglage bedingt, weisen die Straßen der östlichen Stadthälfte meist unregelmäßige Führung und Steigung auf. Die westliche Stadthälfte, eine Erweiterung des 15. Jahrhunderts, breitet sich hingegen auf flacherem Gelände aus und besitzt auch einen regelmäßigeren Grundriss. In ihrer Mitte befindet sich das Spital, eine Stiftung von 1481. Ein Bindeglied zwischen beiden Stadthälften bildet das über dem Lauf des Altbachs errichtete, spätgotische Rathaus, dessen Erdgeschosshalle als Brücke für die den Ort durchziehende Durchgangsstraße Würzburg-Bamberg dient. Das Städtchen ist in erster Linie landwirtschaftlich orientiert und durch den Weinbau geprägt. Bauern- und Winzerhöfe bestimmen das Ortsbild. Stattliche aus dem 17. und 18. Jahrhundert stammende Barockhöfe reihen ihre gestreckten, jeweils durch ein breites Hoftor ausgezeichneten Traufseitfronten entlang der Würzburger und der Bamberger Straße auf. Die Nebengassen sind mit kleineren Höfen bebaut, von denen viele, besonders in der westlichen Stadthälfte, die landschaftstypischen unverputzten Bruchsteinhäuser der Mitte des 19. Jahrhunderts zeigen. Vom Gewerbe gezeichnet ist nur der Marktplatz mit einer Reihe leicht gegeneinander versetzter Fachwerkgiebelhäuser. Umgrenzung: Stadtmauer unter Einbeziehung des Grabenbereichs. Aktennummer: E-6-75-117-1.

## Stadtbefestigung Dettelbach
Die Befestigung Dettelbachs erfolgte nach der Stadterhebung 1484 mit Mauer, Graben und Türmen. Von den ehemaligen fünf Toren haben sich zwei erhalten, das Falter- und das Brückentor. Mauer und Türme stehen zum größten Teil noch. Adressen: Am Stadtgraben 2, 4, 6, Burggraben, Eichgasse 12, Nähe Falterstraße, Fischergasse 9, 13, Hirtengasse 2, Langgasse 14, 20, 24, Östliche Stadtmauer, Östliche Stadtmauer 3, Südring, Südring 2, 4, 6, Westliche Stadtmauer. Aktennummer: D-6-75-117-3.
Beginnend im Nordwesten sind, im Uhrzeigersinn, von der Stadtbefestigung folgende Teile erhalten.
Der nördliche Mauerzug zwischen Alter Stadtgraben und Schweinfurter Straße ist größtenteils in Häusern verbaut.
- Langgasse 24 (Lage): Mauerturm, Rundturm der Stadtbefestigung, 15. Jahrhundert
- Langgasse 24, 22, 20 (Lage): Stadtmauer, 15. Jahrhundert, zwischen den Straßenzügen Langgasse und Kühngasse
- Langgasse 20 (Lage): Mauerturm, Rest eines Rundturmes, 15. Jahrhundert
- Langgasse 18, 16, 14 (Lage): Stadtmauer, 15. Jahrhundert, zwischen den Straßenzügen Langgasse und Kühngasse
- Langgasse 14 (Lage): Mauerturm, Rest eines Rundturmes, 15. Jahrhundert
- Langgasse 12 (Lage): Stadtmauer, 15. Jahrhundert, zwischen den Straßenzügen Langgasse und Kühngasse
- Langgasse 10 (Lage): Stadtmauer, 15. Jahrhundert, zwischen den Straßenzügen Langgasse und Kühngasse
- Langgasse 8 (Lage): Stadtmauer, 15. Jahrhundert, zwischen den Straßenzügen Langgasse und Kühngasse
- Langgasse 6 (Lage): Stadtmauer, 15. Jahrhundert, zwischen den Straßenzügen Langgasse und Kühngasse
- Langgasse 4 (Lage): Stadtmauer, 15. Jahrhundert, zwischen den Straßenzügen Langgasse und Kühngasse mit Fundamentrest eines Rundturms
- Langgasse 2 (Lage): Stadtmauer, 15. Jahrhundert, zwischen den Straßenzügen Langgasse und Kühngasse

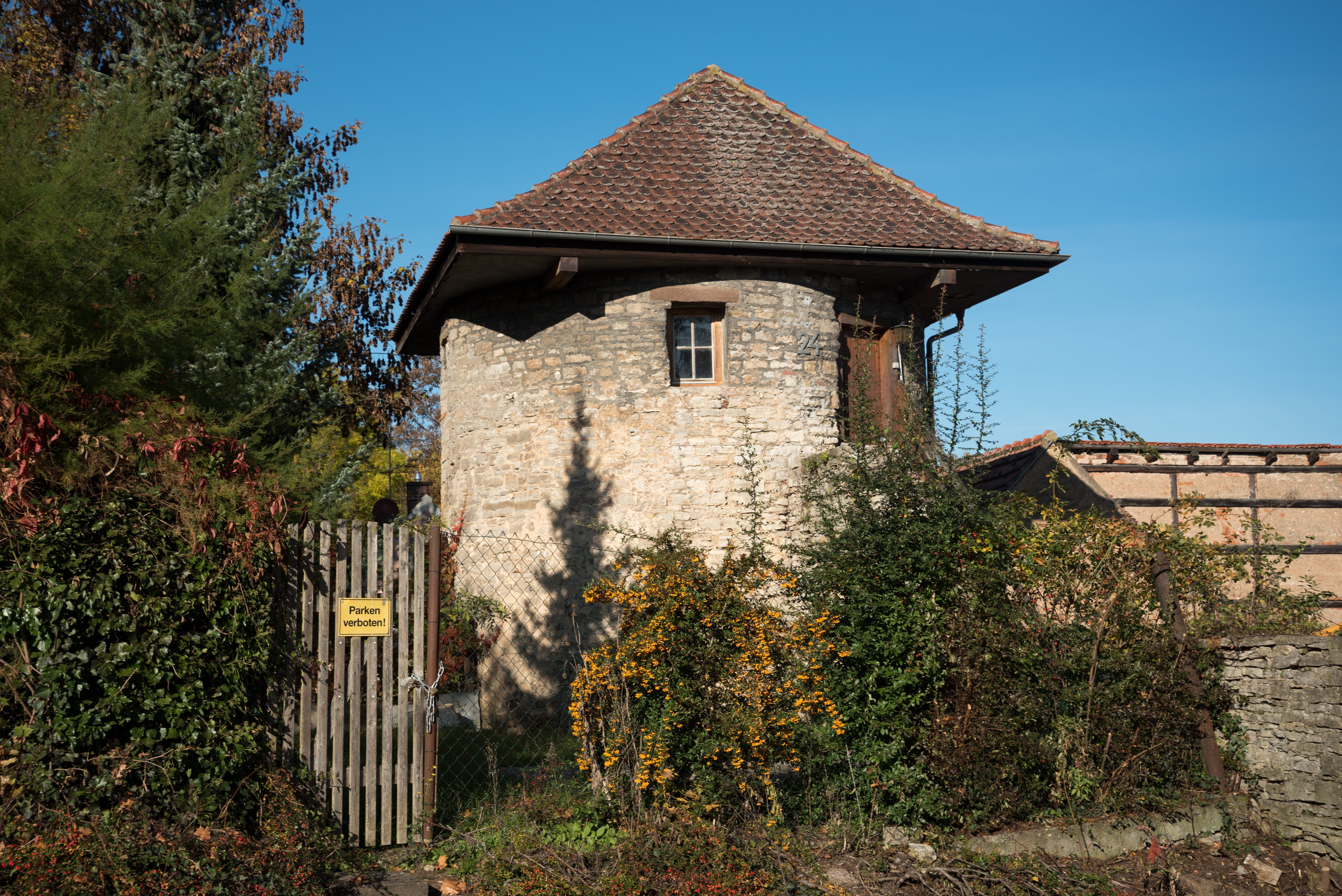
Langgasse 24, Mauerturm weitere Bilder
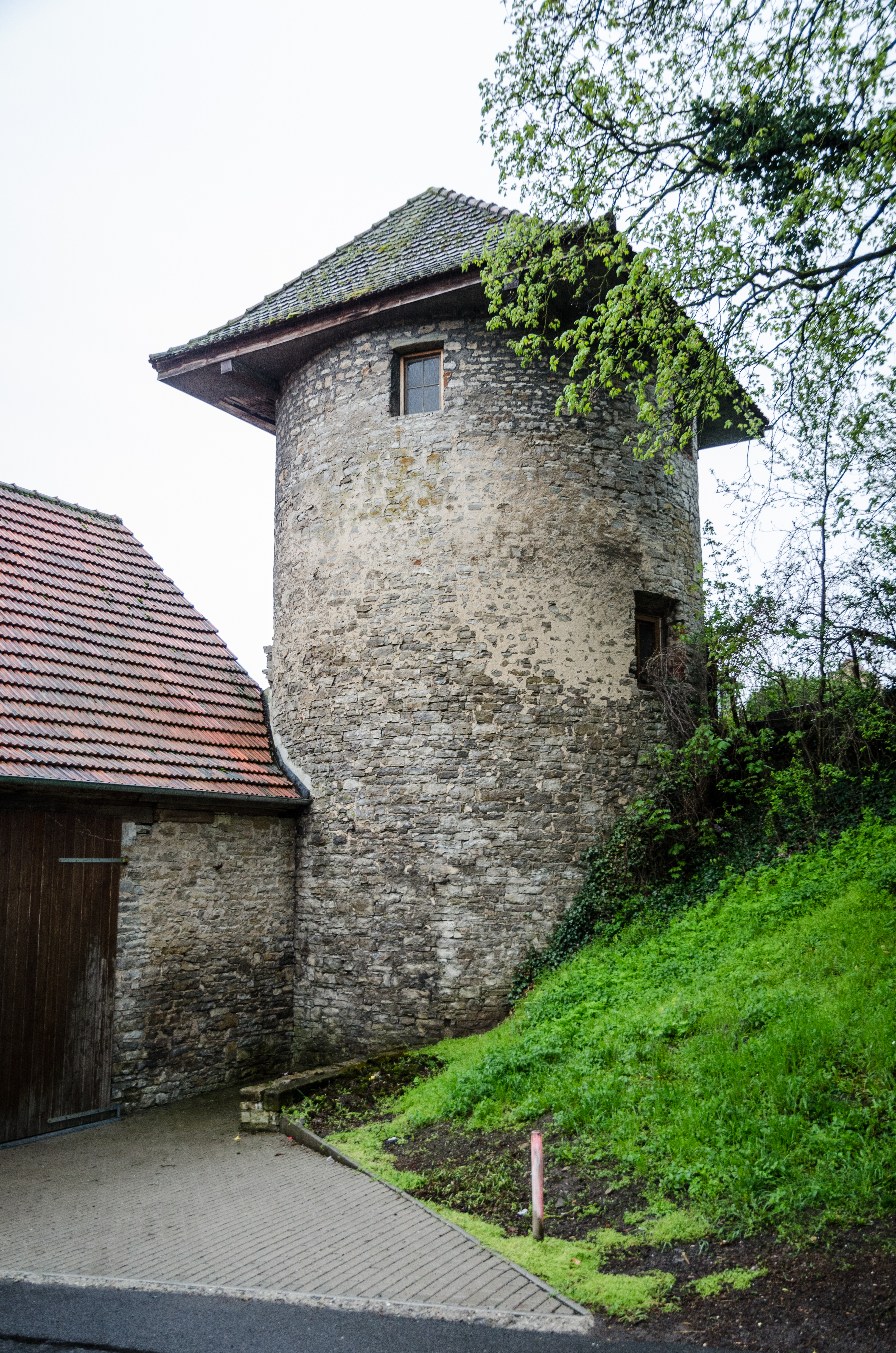
Langgasse 24, Mauerturm weitere Bilder
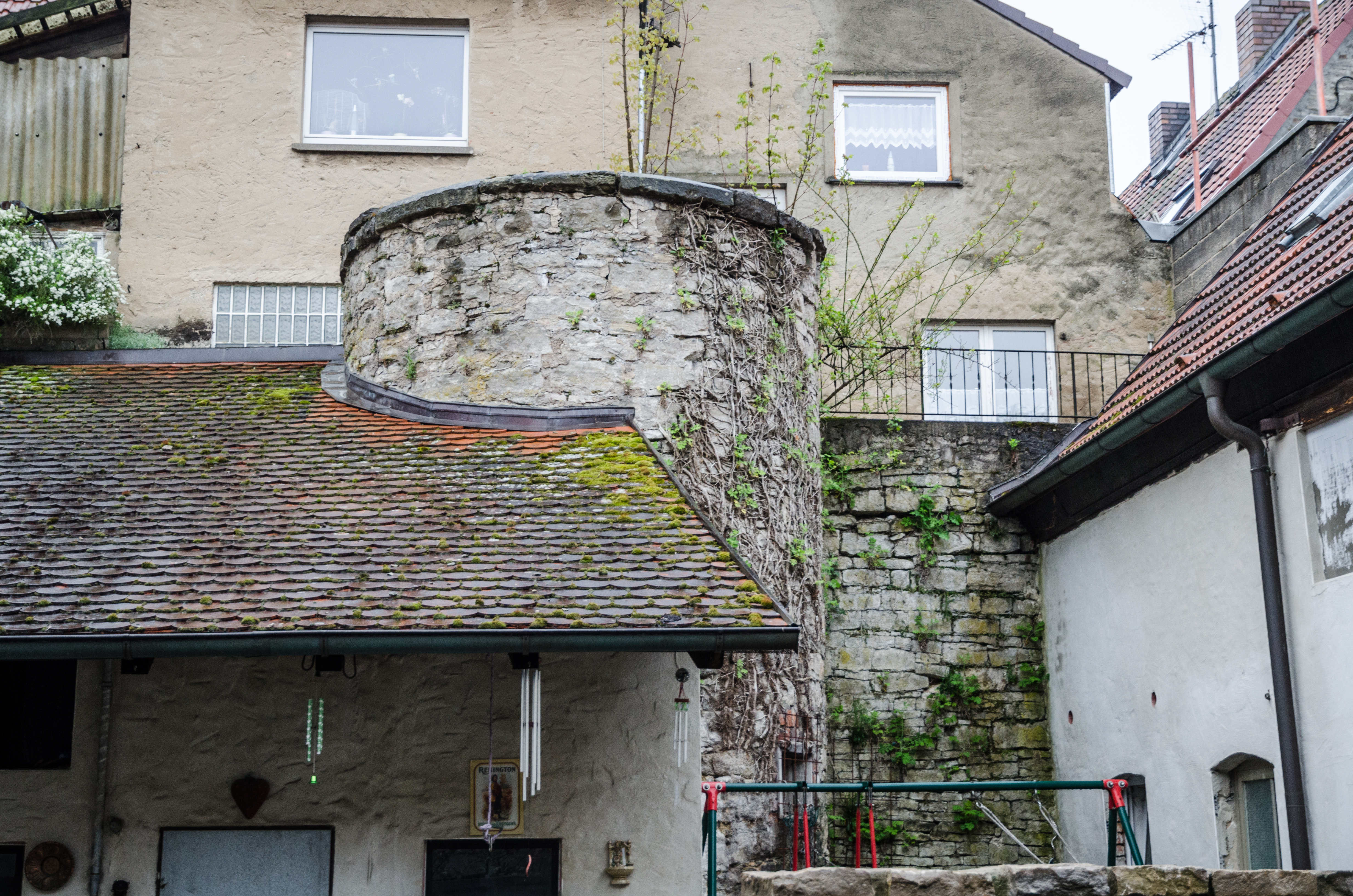
Langgasse 20, Mauerturm weitere Bilder
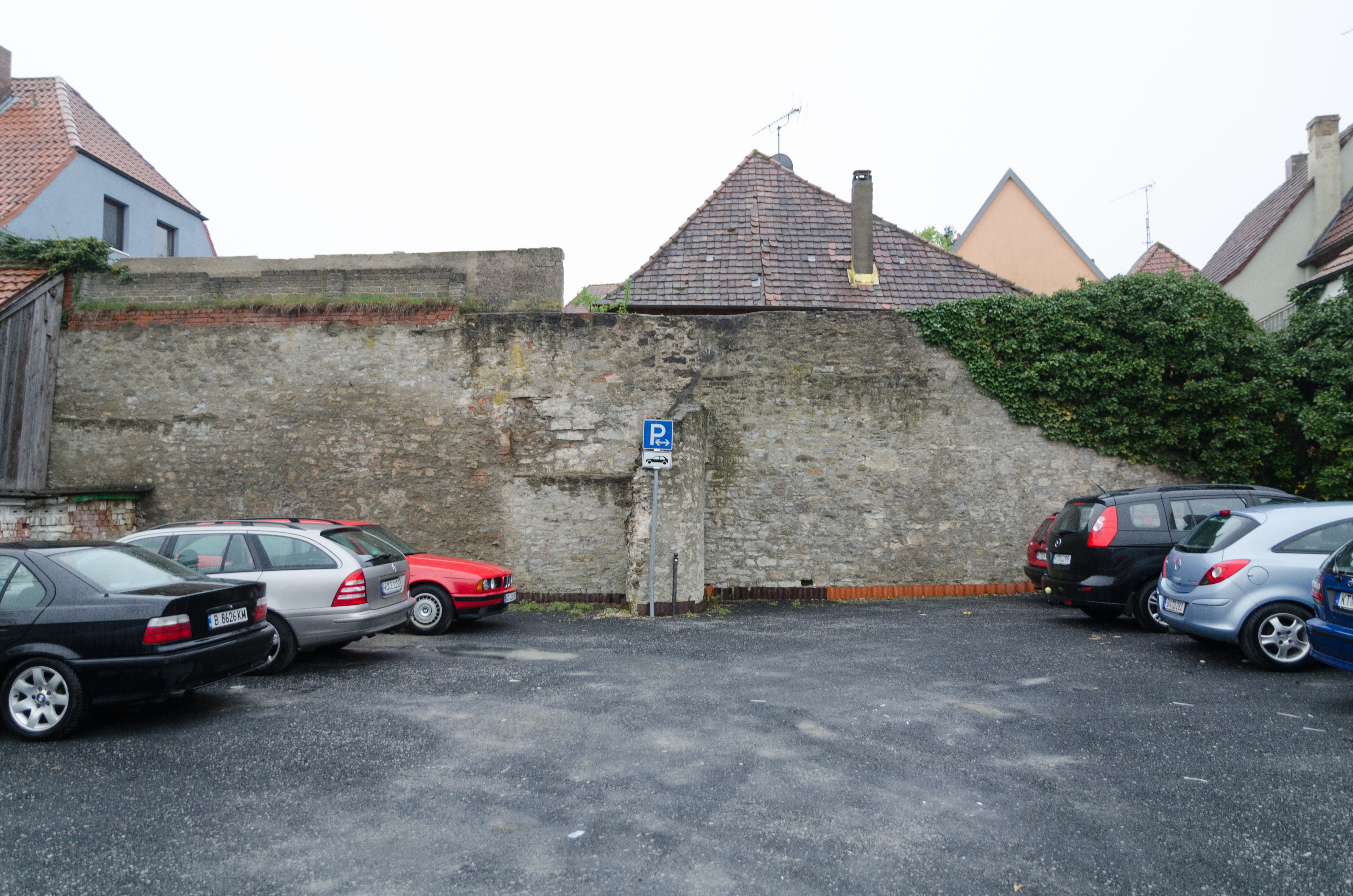
Stadtmauer bei Langgasse 4 weitere Bilder

Zwischen Schweinfurter Straße und Brücker Tor ist kein Mauerzug erhalten.
- Eichgasse 12 (Lage): Brücker Tor, Stadttor, zweigeschossiger Torturm mit Satteldach, um 1500 (D-6-75-117-26)

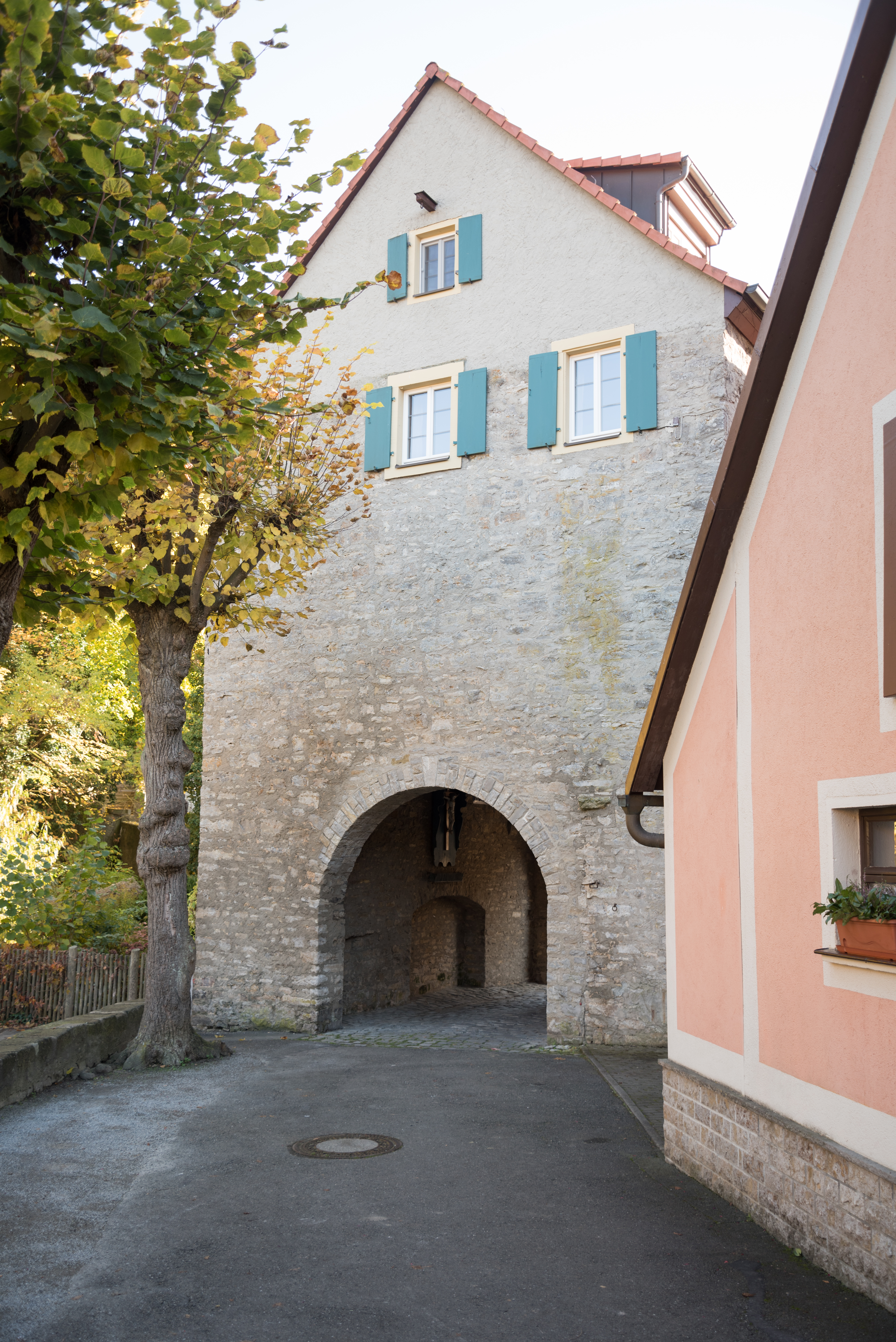
Brücker Tor, Feldseite weitere Bilder
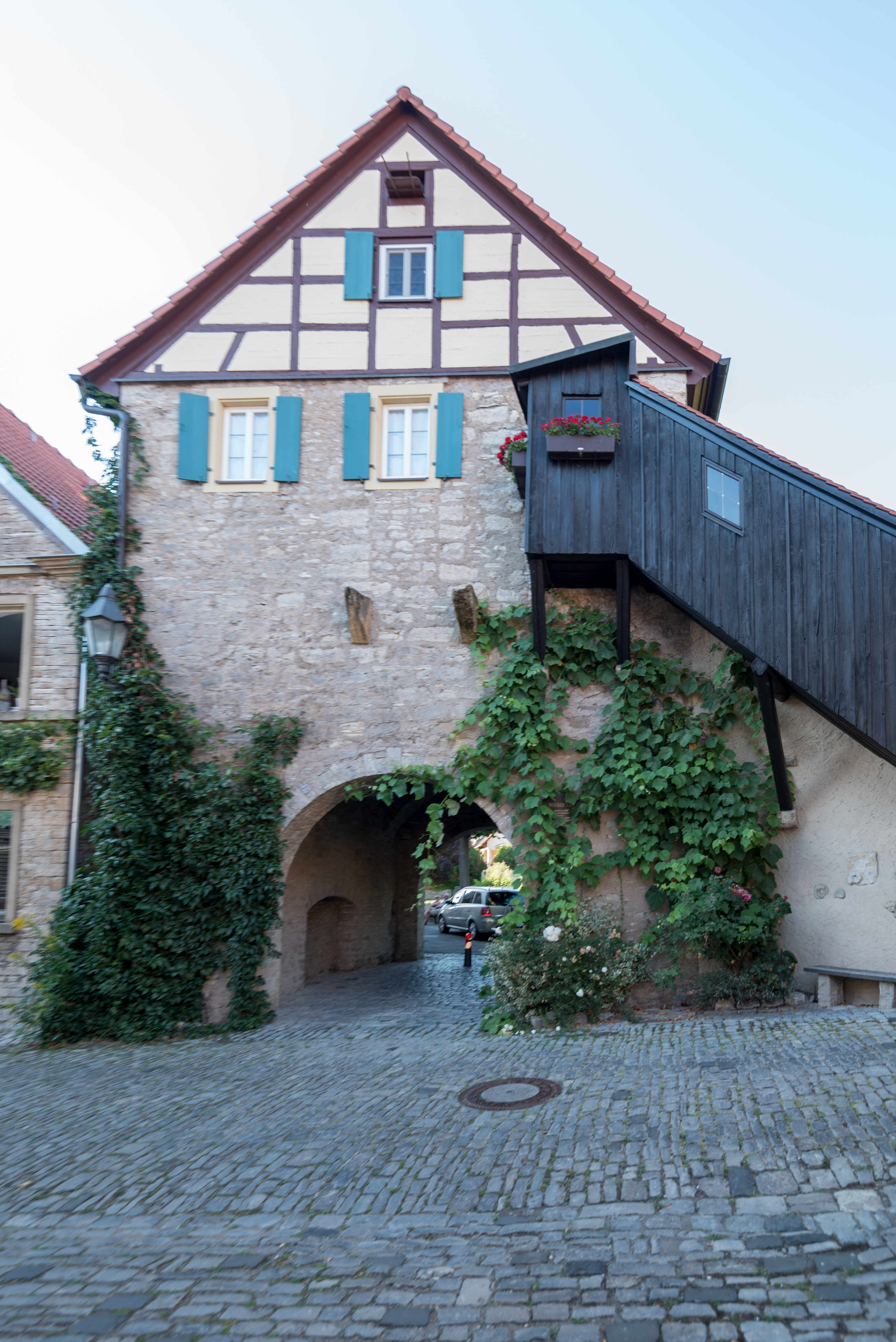
Brücker Tor, Stadtseite weitere Bilder

Im weiteren Verlauf Richtung Osten zum Faltertor beginnt der erhaltene Mauerzug bei einem Mauerturm Nähe Eichgasse 10 und verläuft dann geschlossen zwischen den Mauertürmen bis zum Faltertor:
- Burggraben, nördlich Eichgasse 10 (Lage): Mauerturm, Wehrturm, 15./16. Jahrhundert
- Nähe Burggraben 2 (Lage): Mauerturm, Wehrturm, 15./16. Jahrhundert
- Burggraben, nördlich Falterstraße 17 (Lage): Mauerturm, Wehrturm, 15./16. Jahrhundert
- Burggraben, nördlich Falterstraße 25 (Lage): Mauerturm, Wehrturm, 15./16. Jahrhundert
- Burggraben, nördlich Falterstraße 31 (Lage): Mauerturm, Wehrturm, 15./16. Jahrhundert
- Burggraben, nordöstlich Falterstraße 35 (Lage): Mauerturm, Wehrturm, 15./16. Jahrhundert

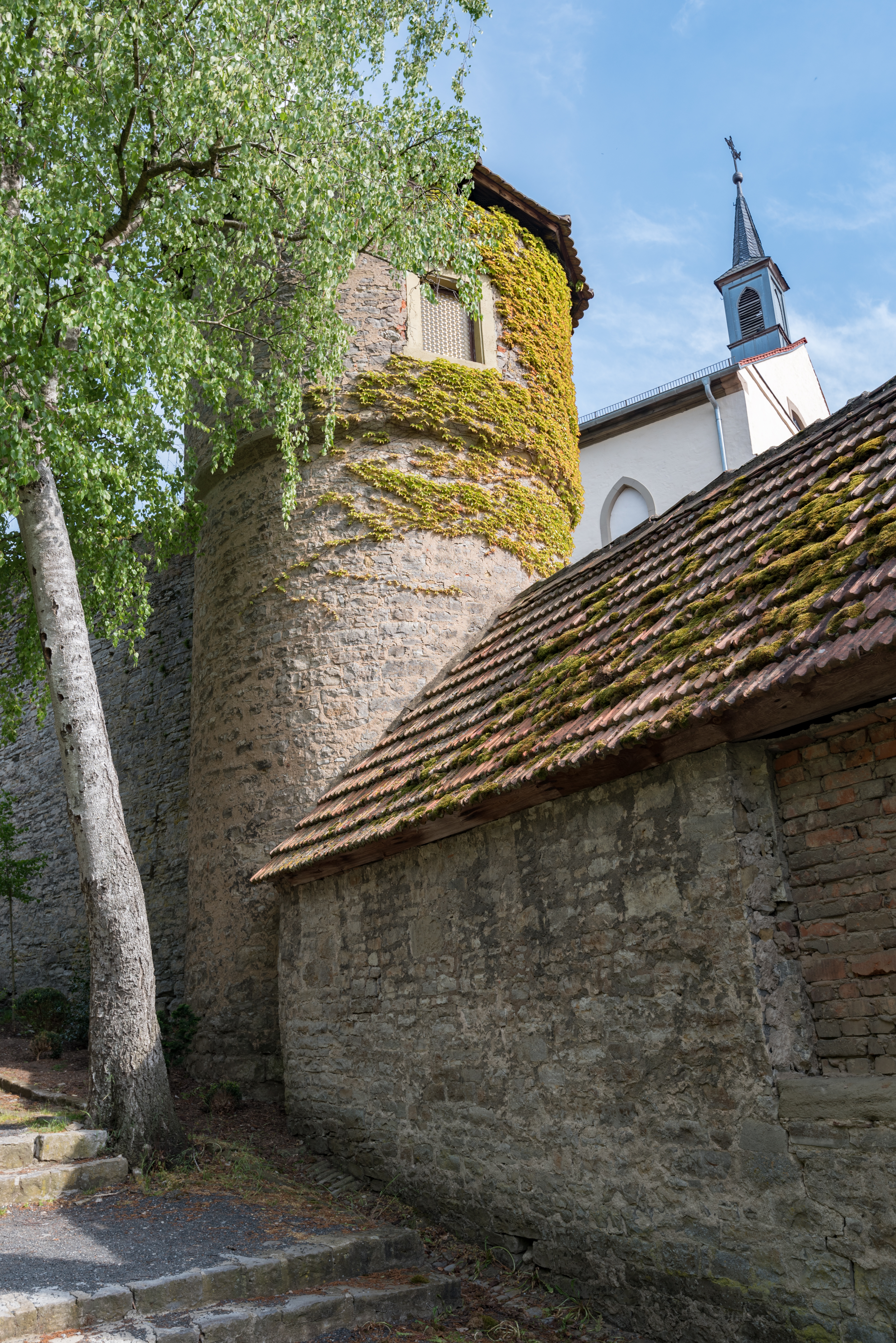
Mauerturm bei Eichgasse 10 weitere Bilder
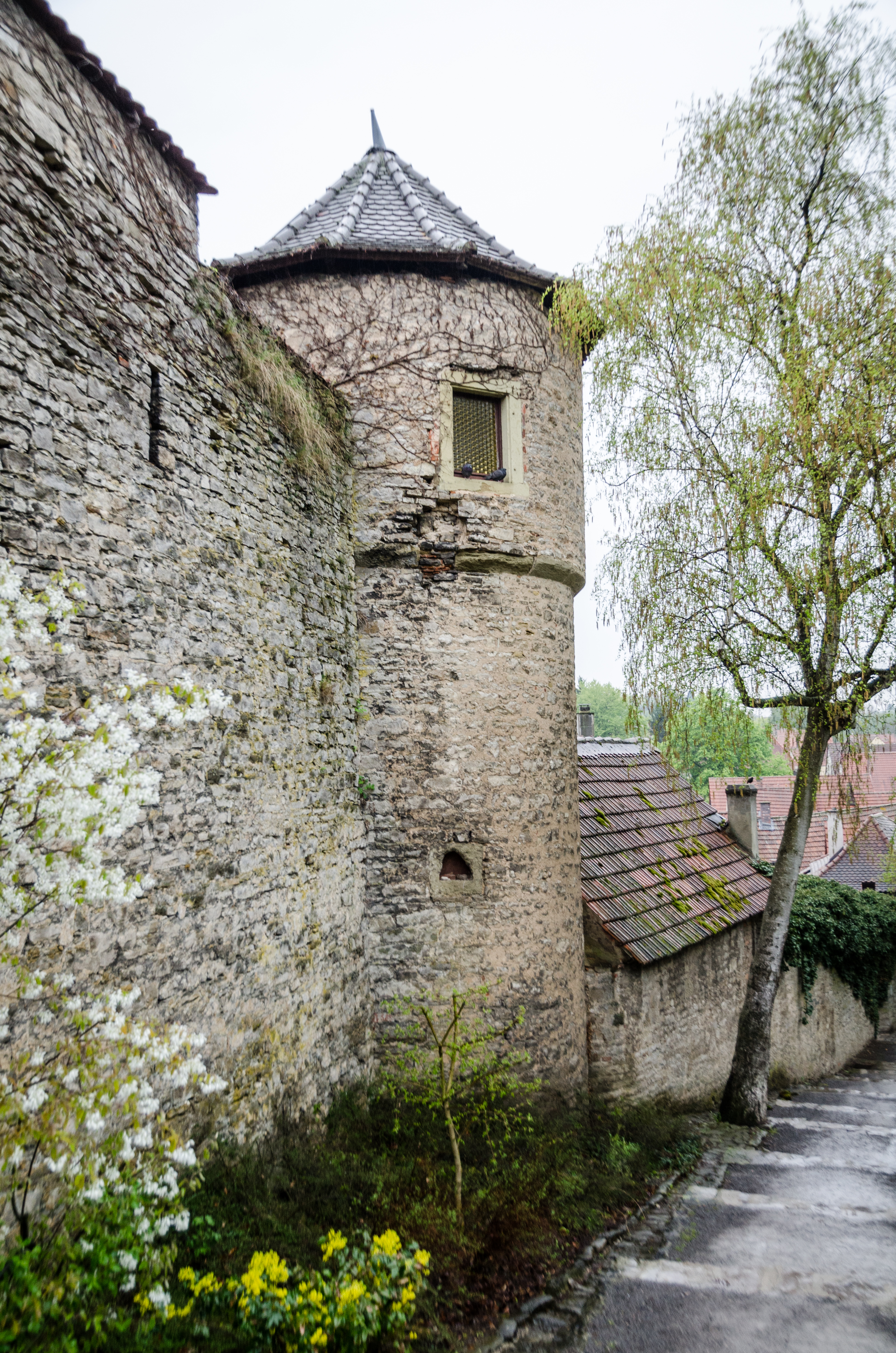
Mauerturm bei Eichgasse 10 weitere Bilder
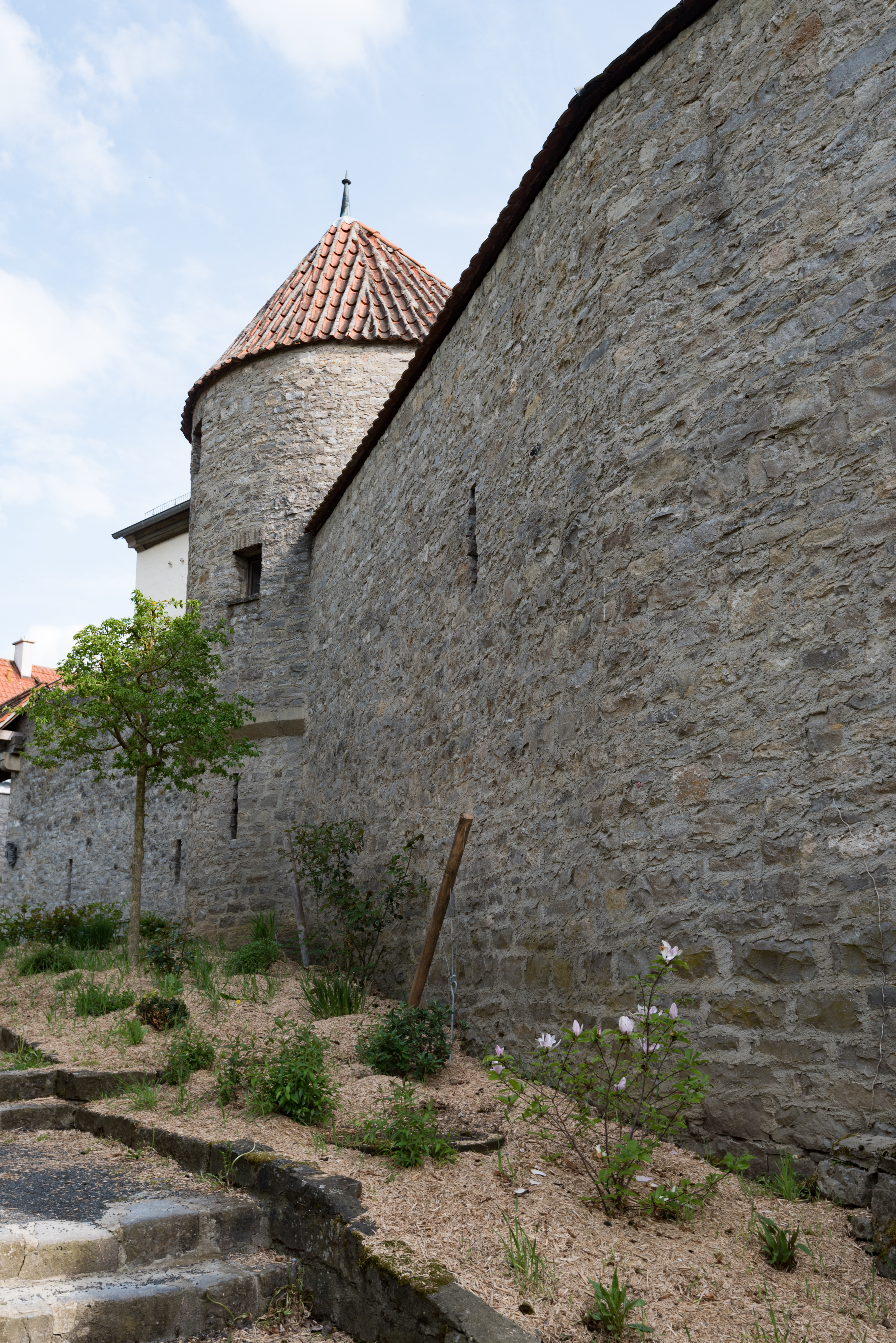
Mauerturm nähe Burggraben 2, von Westen weitere Bilder
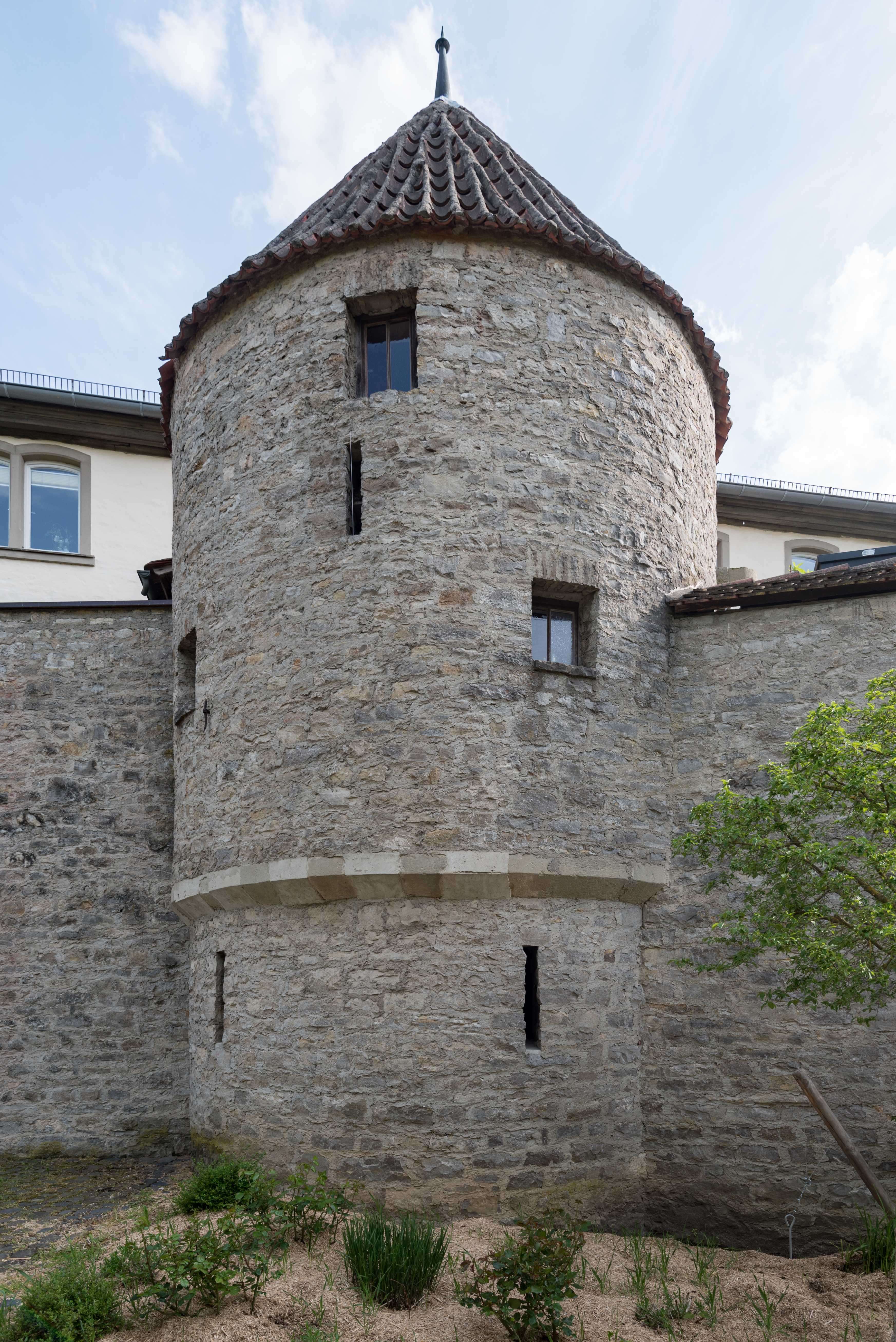
Mauerturm nähe Burggraben 2, von Norden weitere Bilder
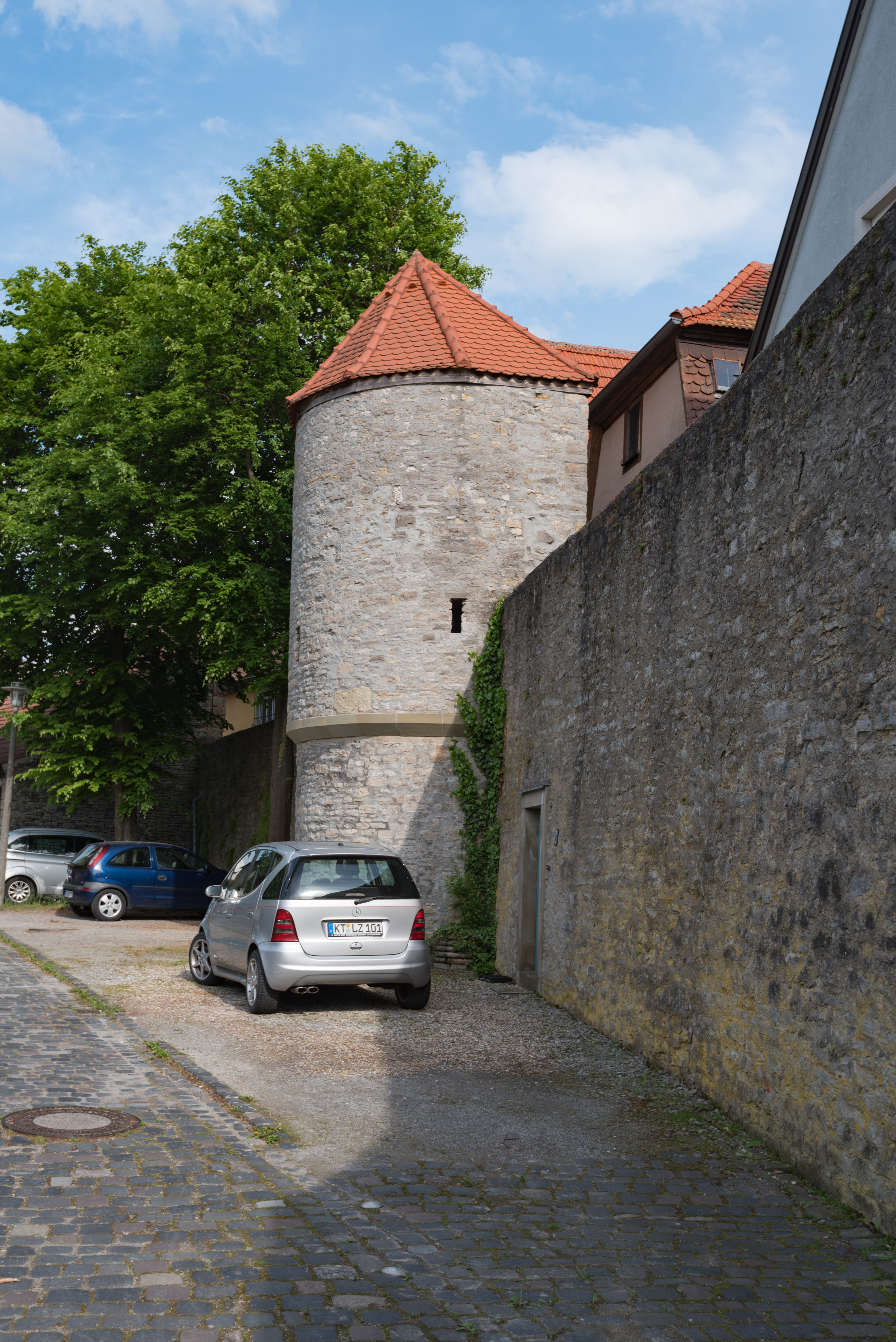
Mauerturm nördlich Falterstraße 17, Feldseite, von Westen weitere Bilder
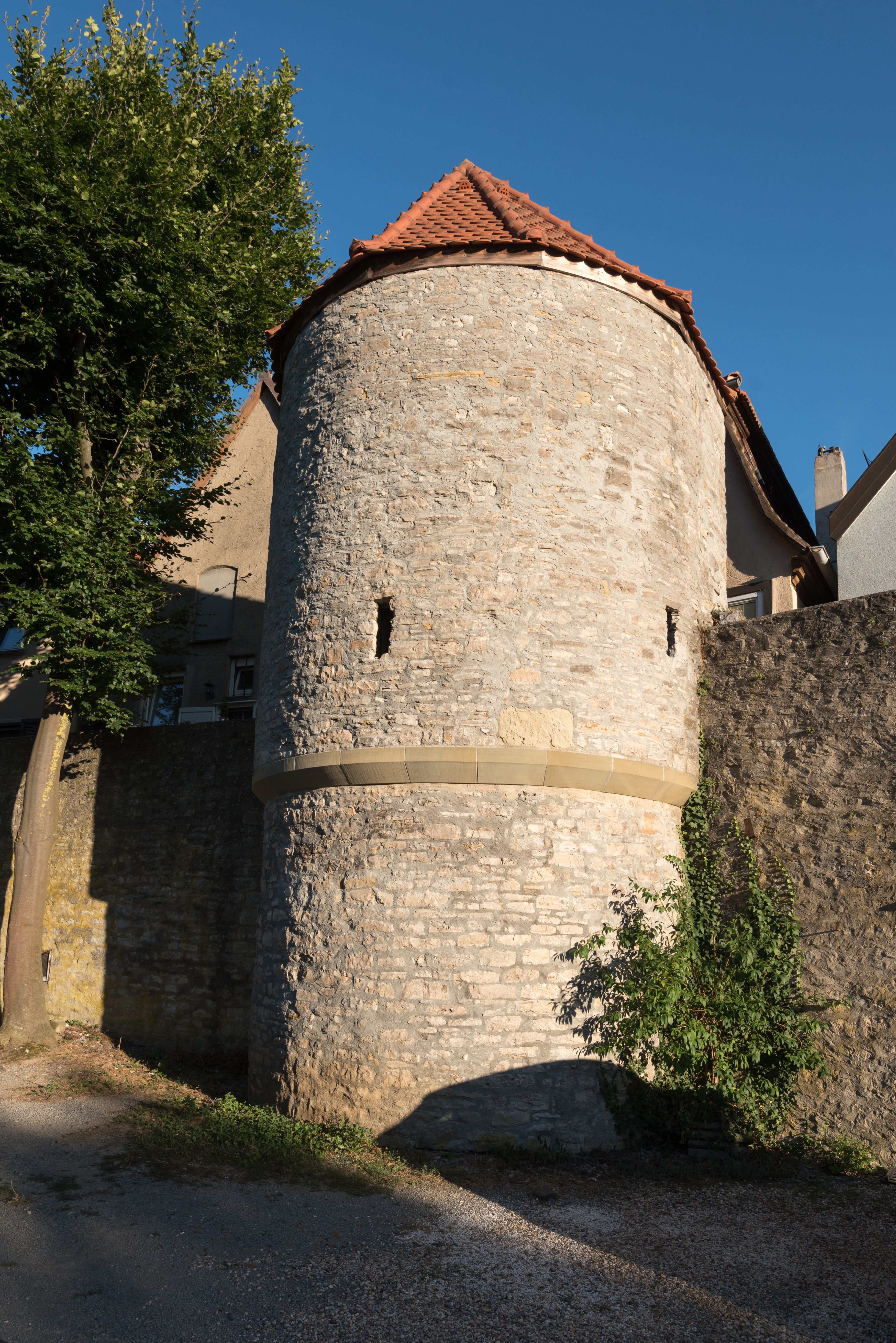
Mauerturm nördlich Falterstraße 17, Feldseite weitere Bilder
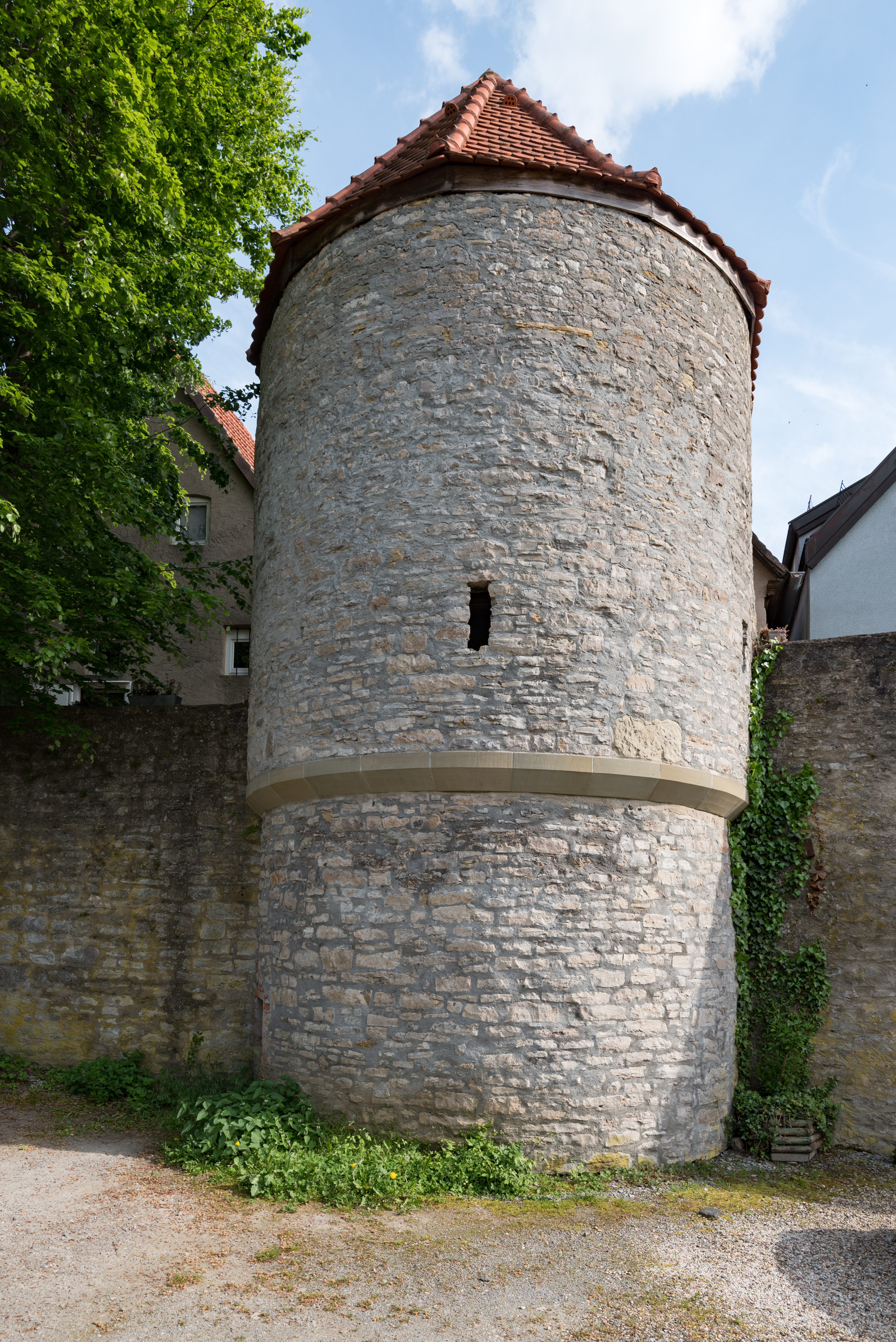
Mauerturm nördlich Falterstraße 17, Feldseite, von Norden weitere Bilder
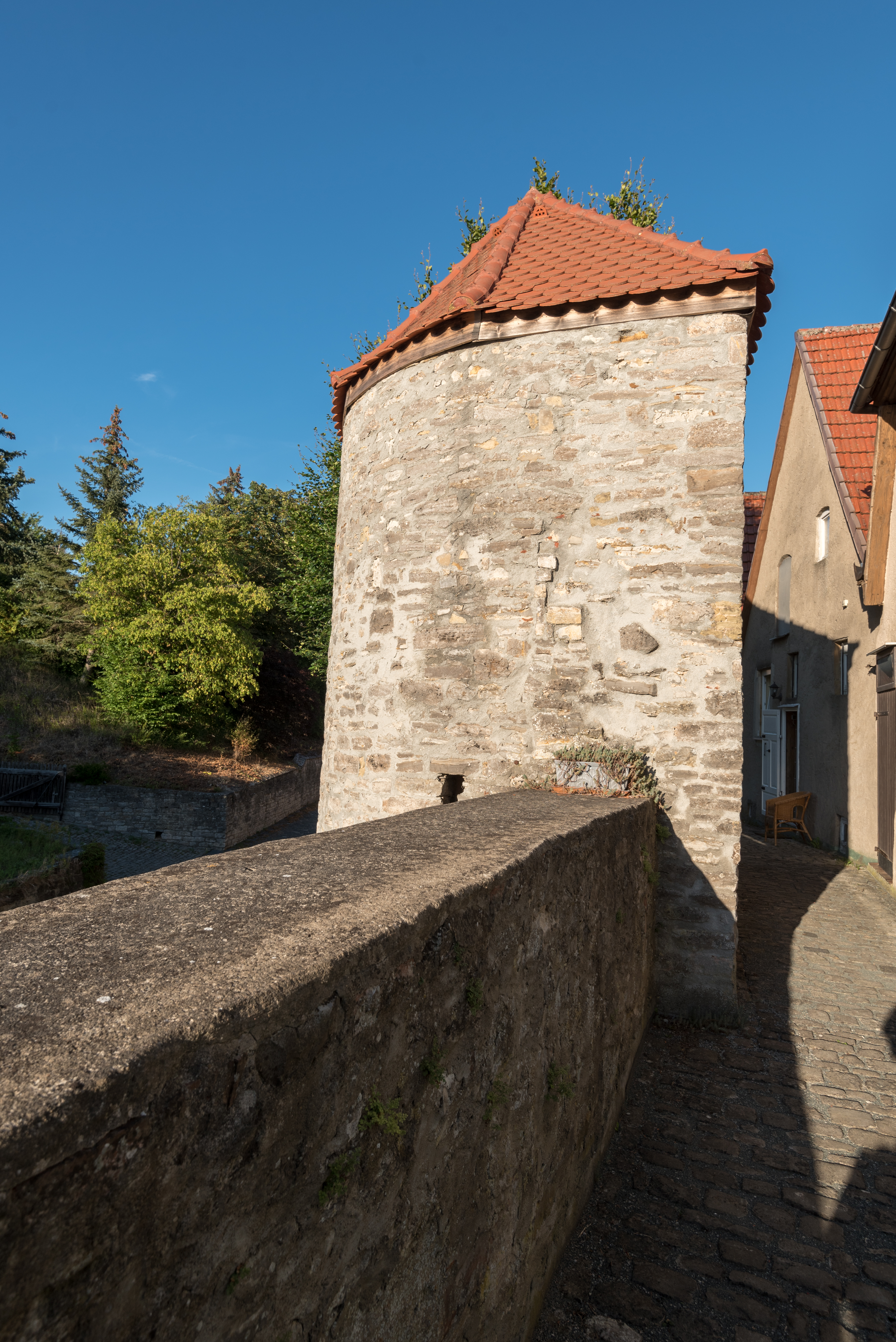
Mauerturm nördlich Falterstraße 17, Stadtseite weitere Bilder
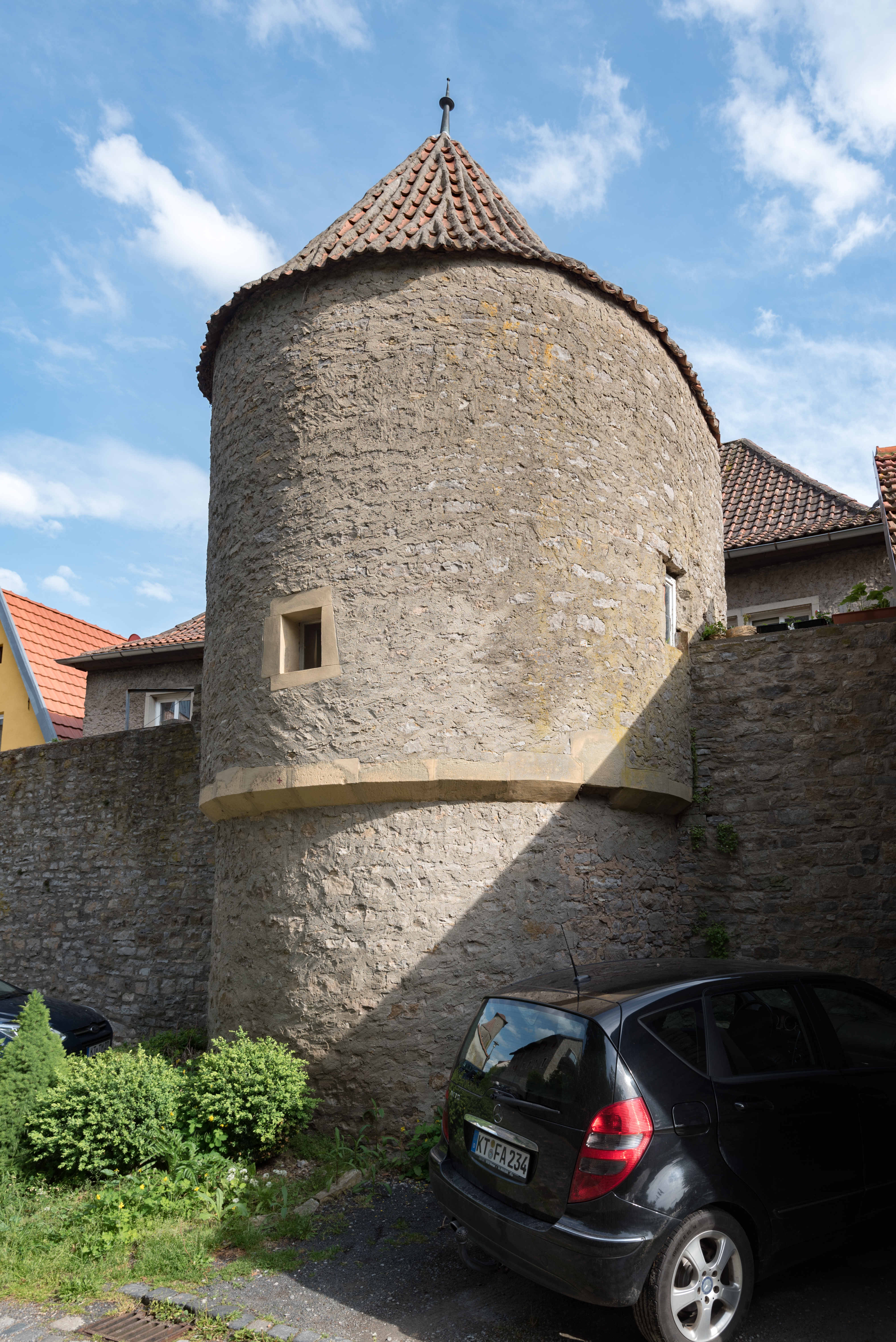
Mauerturm nördlich Falterstraße 25, Feldseite weitere Bilder
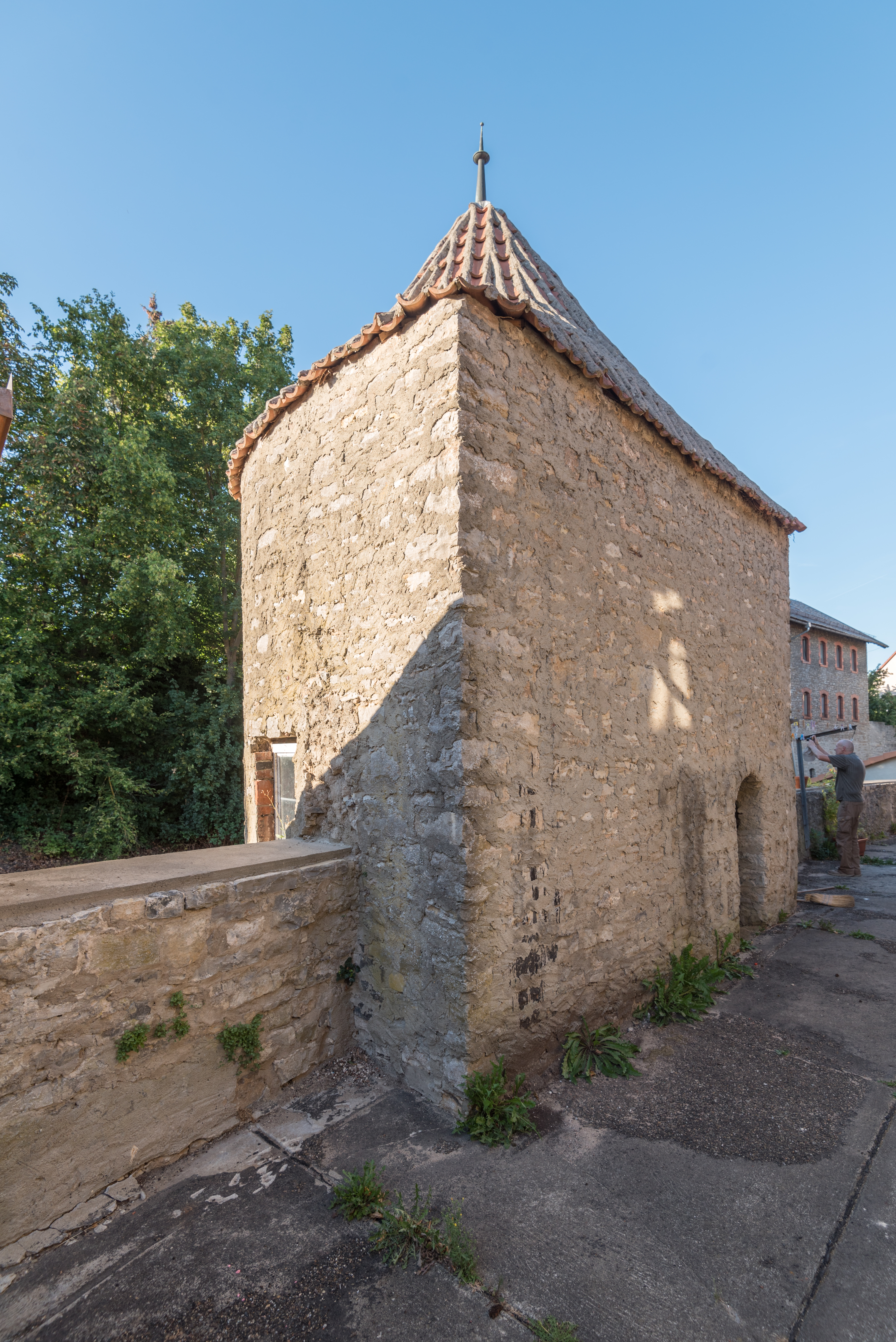
Mauerturm nördlich Falterstraße 25, Stadtseite weitere Bilder
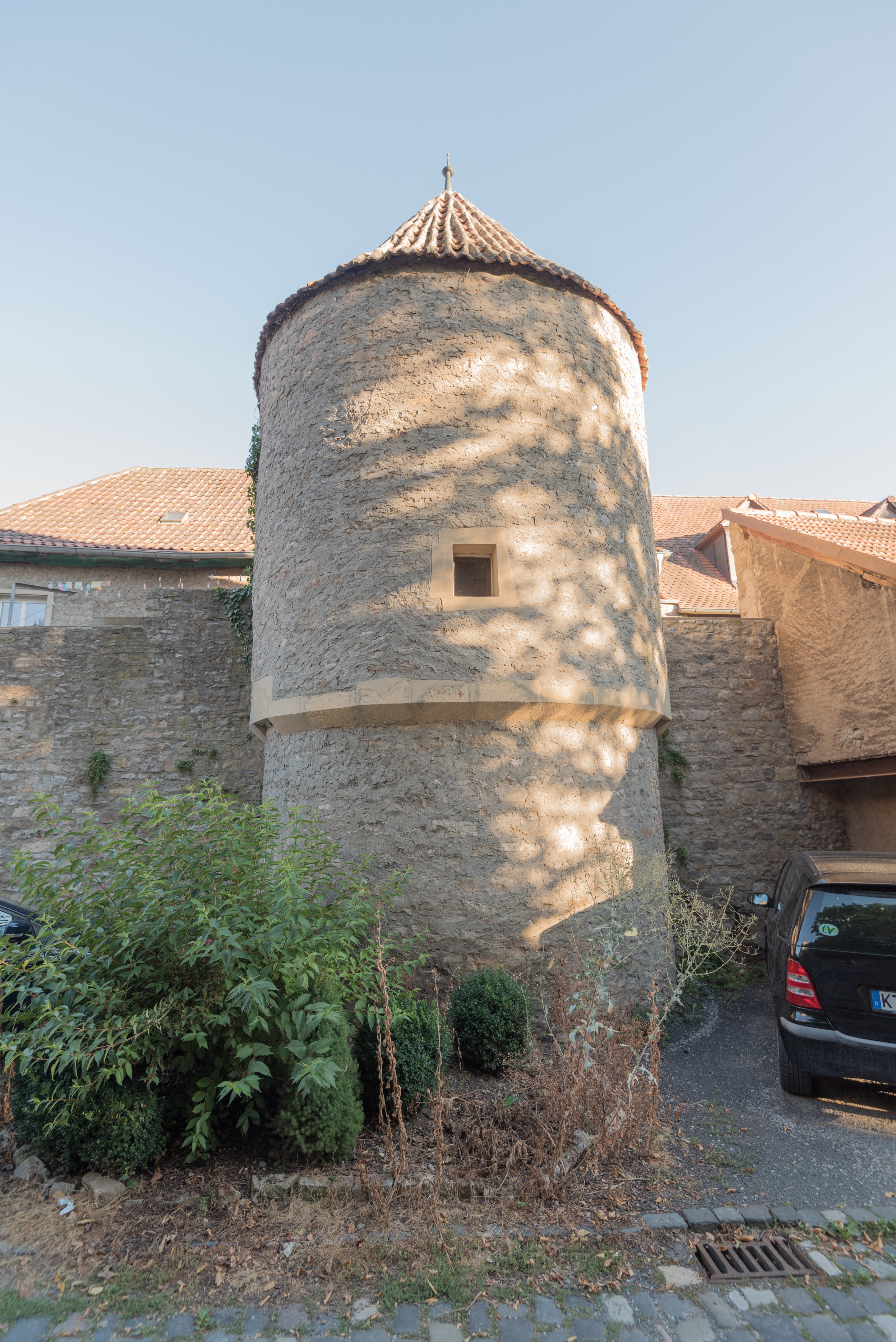
Mauerturm nördlich Falterstraße 25, Stadtseite weitere Bilder
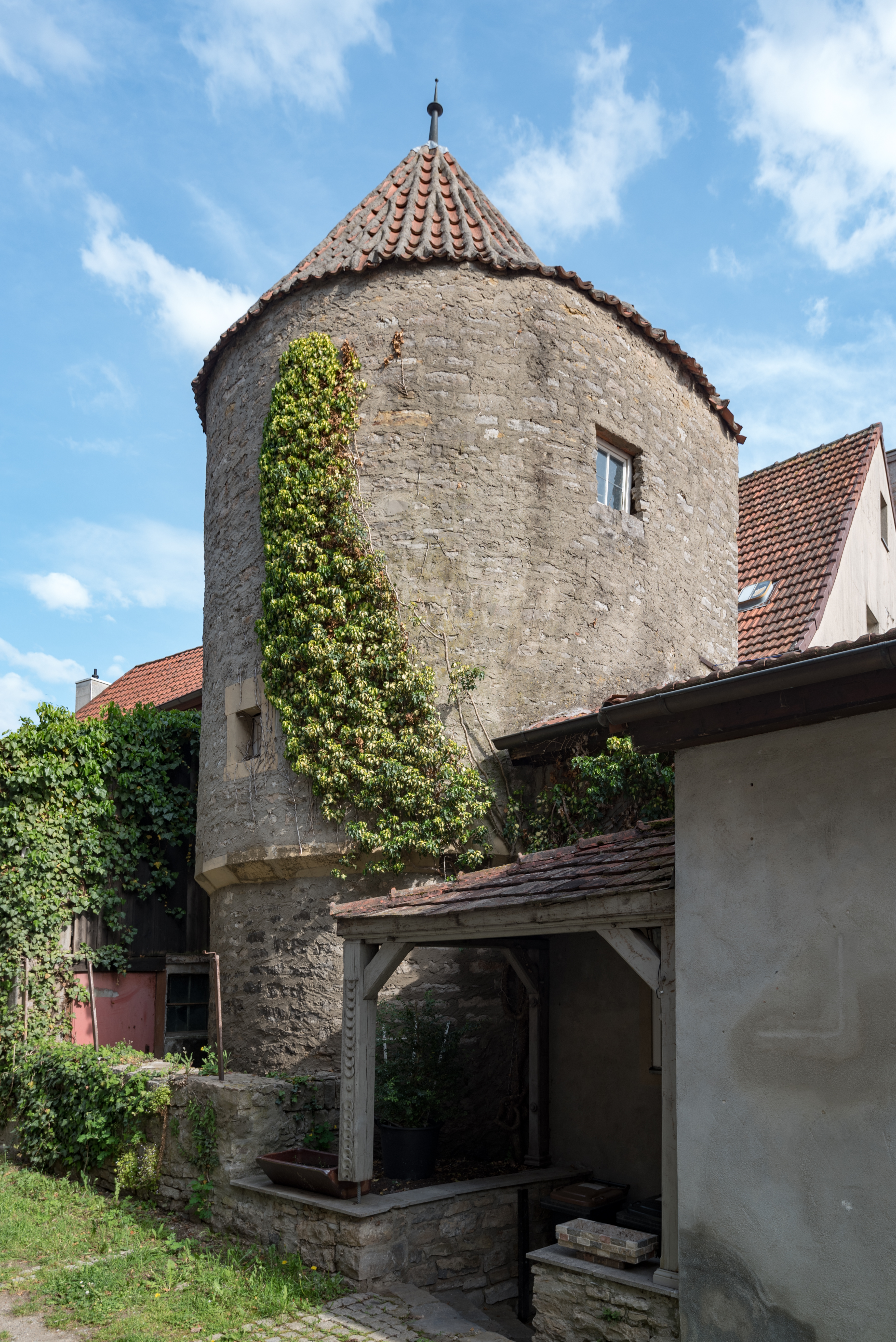
Mauerturm nördlich Falterstraße 31, Feldseite weitere Bilder
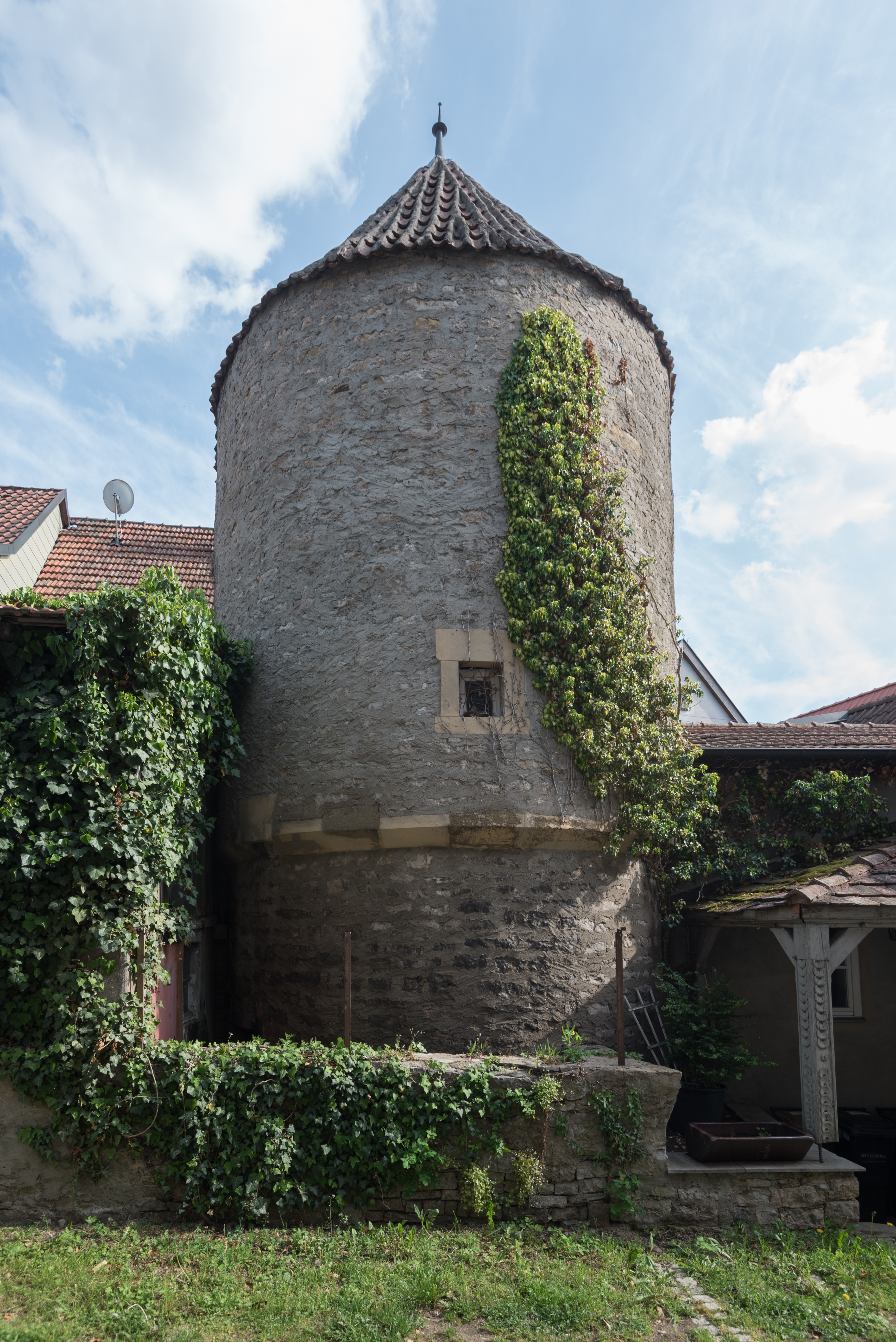
Mauerturm nördlich Falterstraße 31, Feldseite weitere Bilder
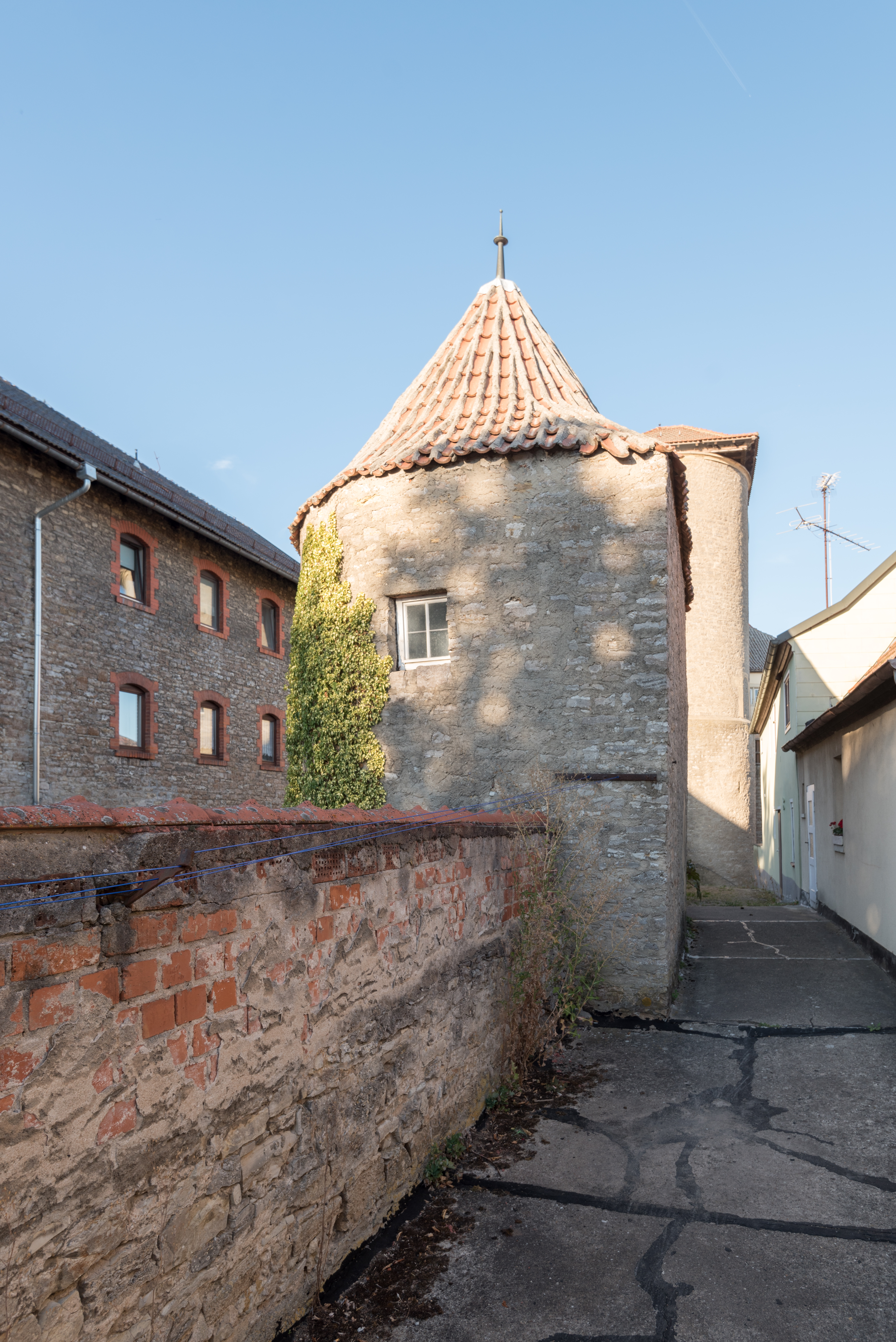
Mauerturm nördlich Falterstraße 31, Stadtseite weitere Bilder
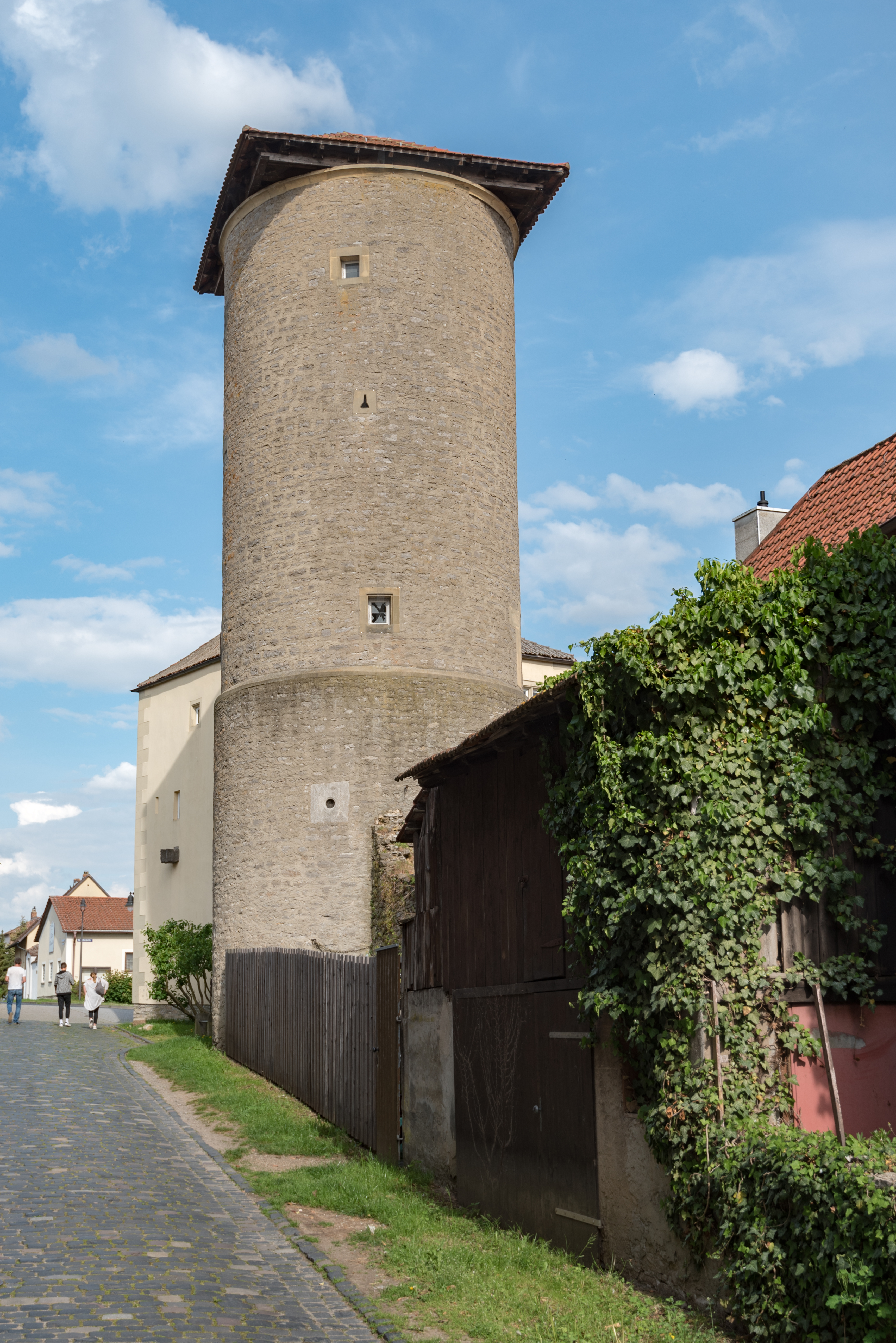
Mauerturm zwischen Falterstraße 33 und 35, Feldseite, von Westen weitere Bilder
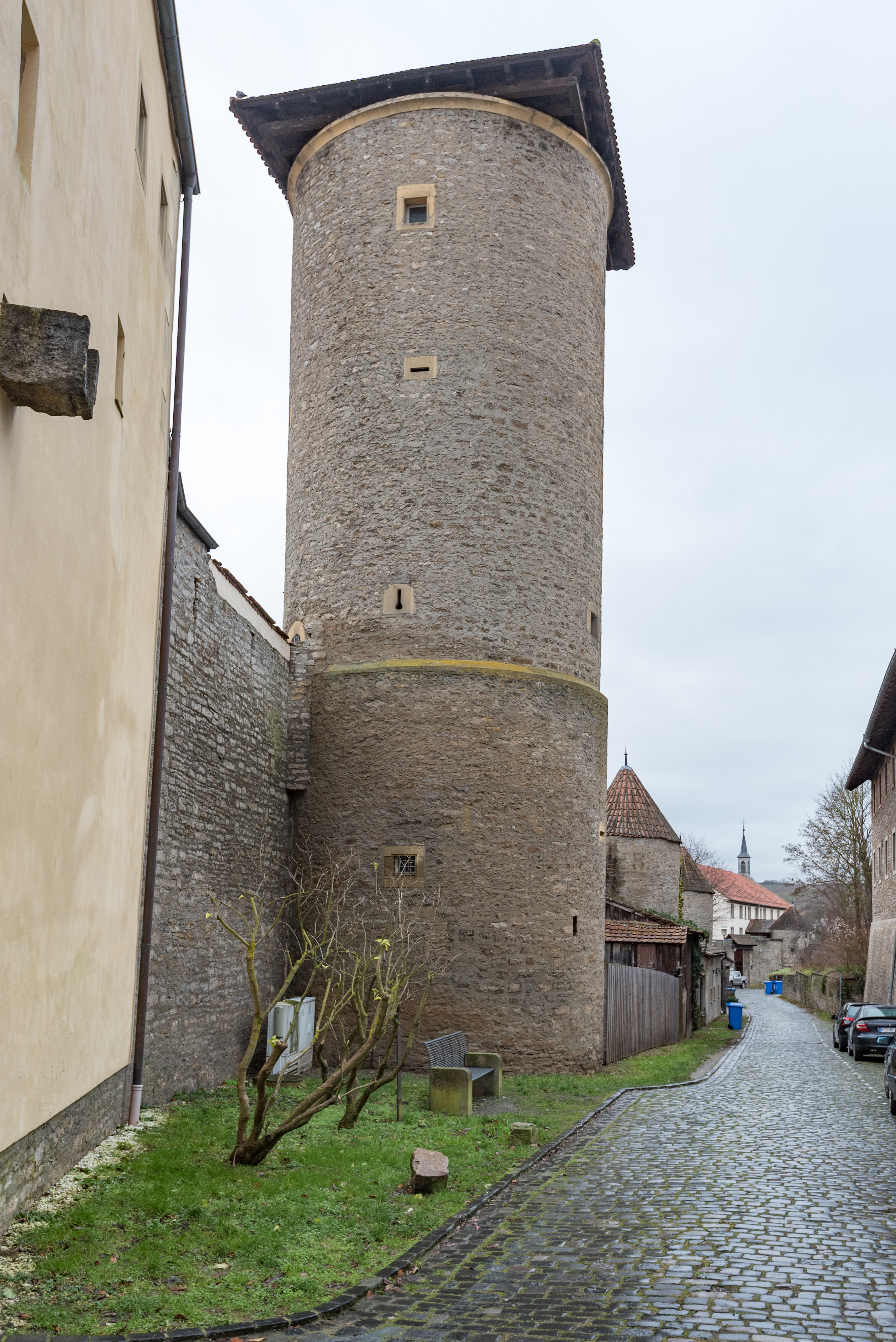
Mauerturm zwischen Falterstraße 33 und 35, Feldseite, von Osten weitere Bilder
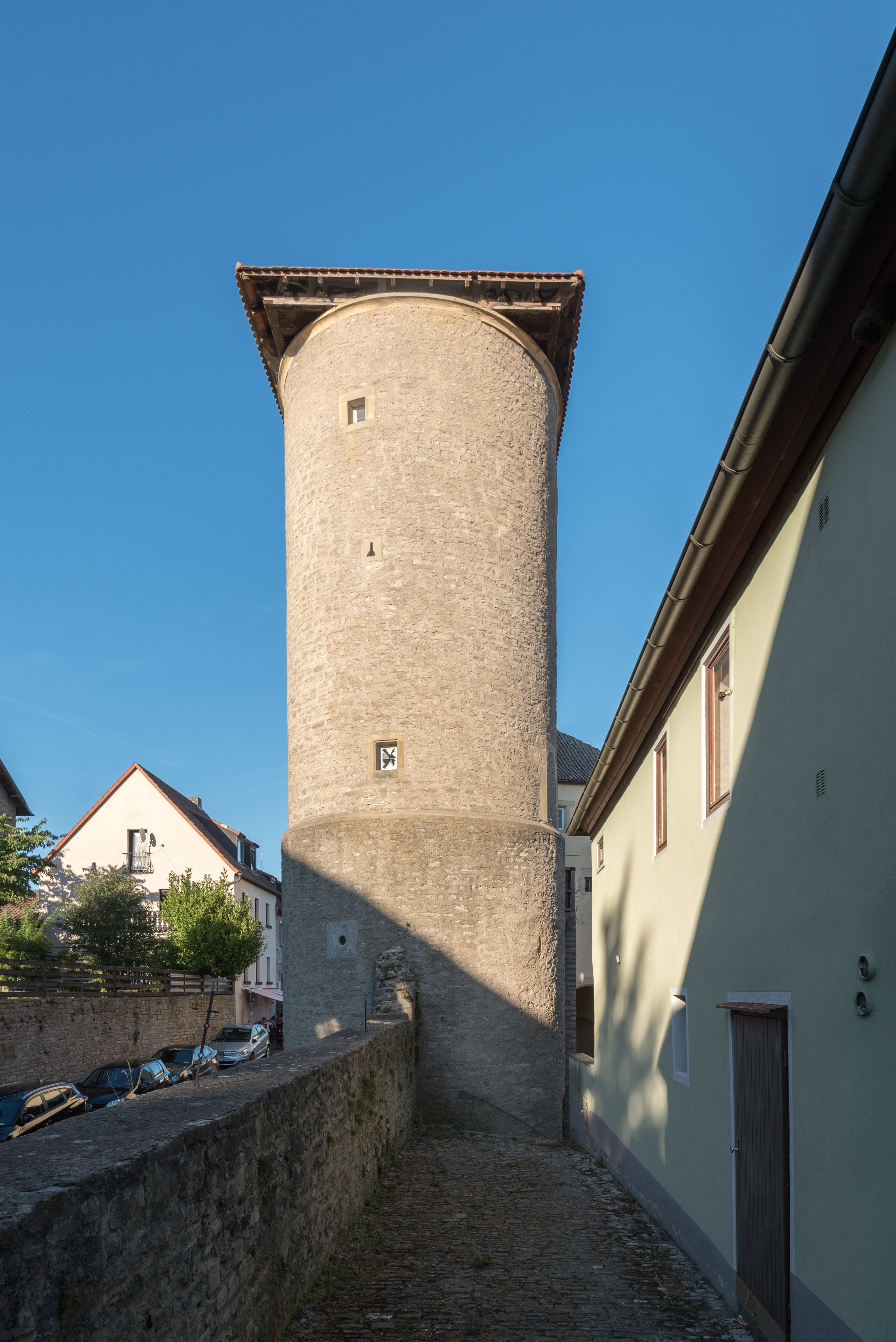
Mauerturm zwischen Falterstraße 33 und 35, Stadtseite weitere Bilder

- Falterstraße 35 (Lage): Faltertor, Stadttor, dreigeschossiger Torturm, um 1550 (D-6-75-117-44)

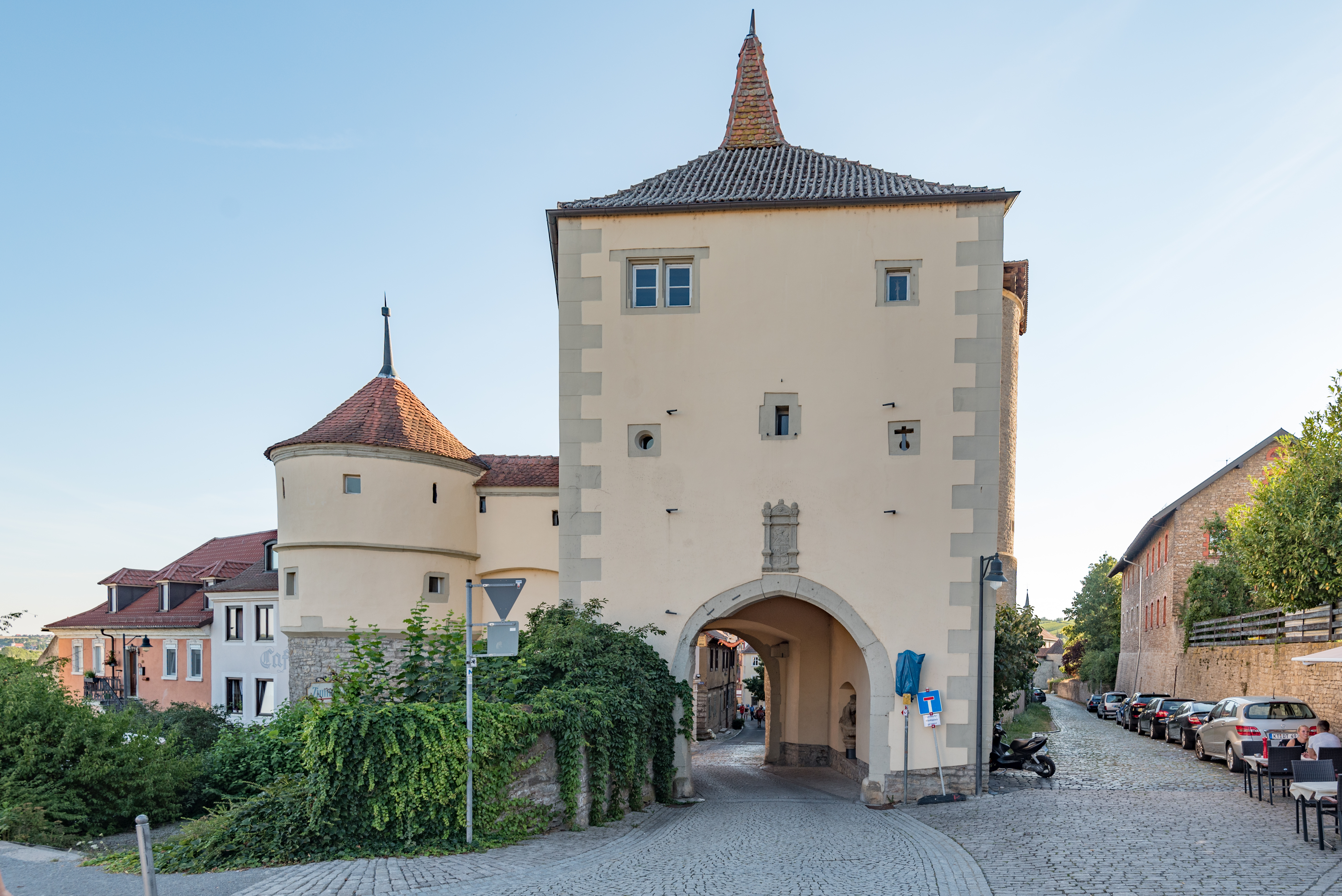
Faltertor, Feldseite weitere Bilder
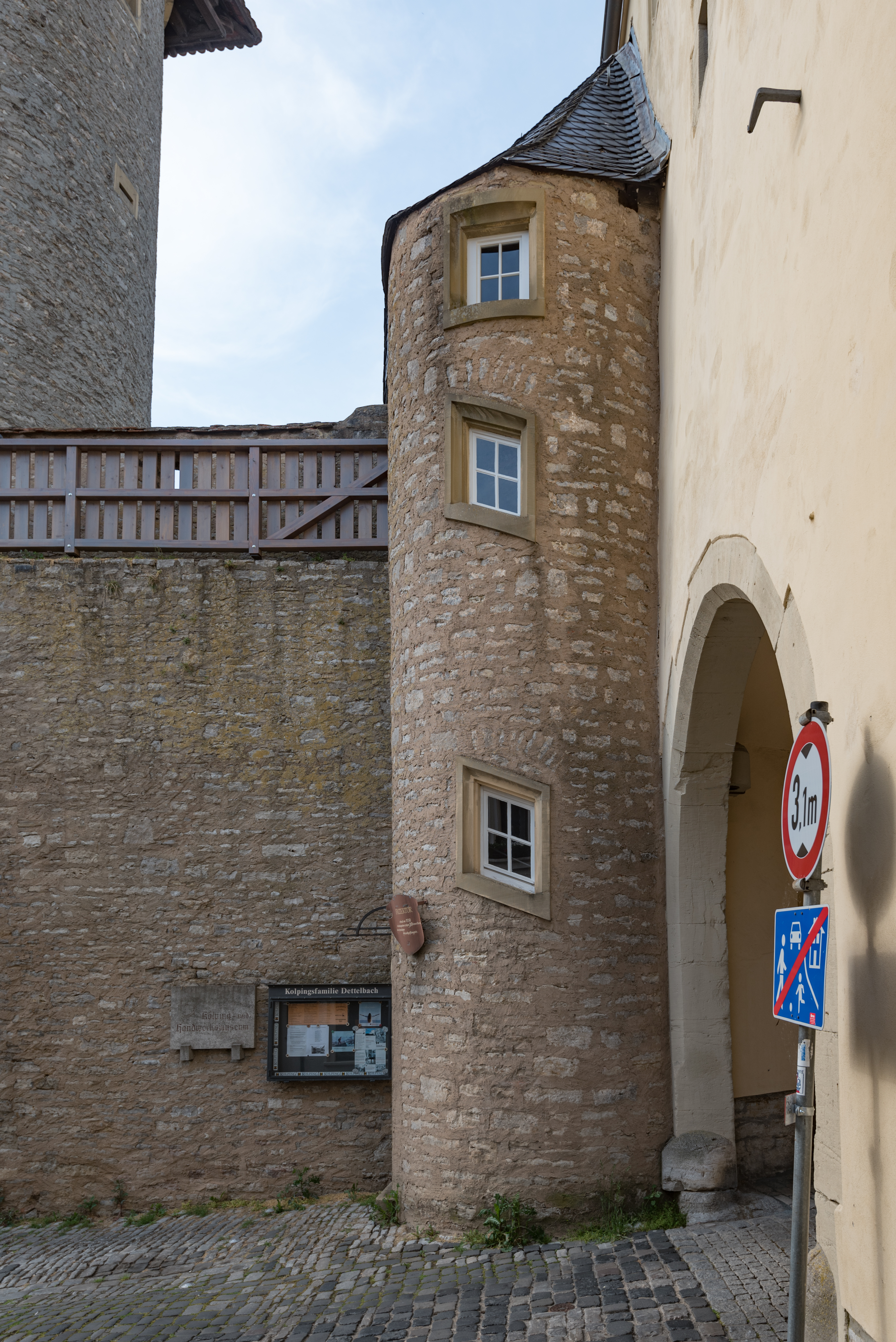
Faltertor, Stadtseite weitere Bilder

Vom Faltertor verläuft der östliche Mauerzug bis zum Durchbruch an der Bamberger Straße:
- Östliche Stadtmauer (Lage): Stadtmauer entlang des Straßenzugs, Rest der Stadtmauer mit Rundtürmen, 15. Jahrhundert
- Östliche Stadtmauer 1 (Lage): Mauerturm, ausgebauter Rundturm der Stadtbefestigung, um 1500
- Östliche Stadtmauer 3 (Lage): Mauerturm, ausgebauter Rundturm der Stadtbefestigung, um 1500
- Östliche Stadtmauer 5 (Lage): Mauerturm, ausgebauter Rundturm der Stadtbefestigung, um 1500
- Östliche Stadtmauer, Nähe Hirtengasse 12 (Lage): Mauerturm, 15./16. Jahrhundert
- östlich Hirtengasse 4 (Lage): Rest der Stadtmauer und Rundturm, 15./16. Jahrhundert

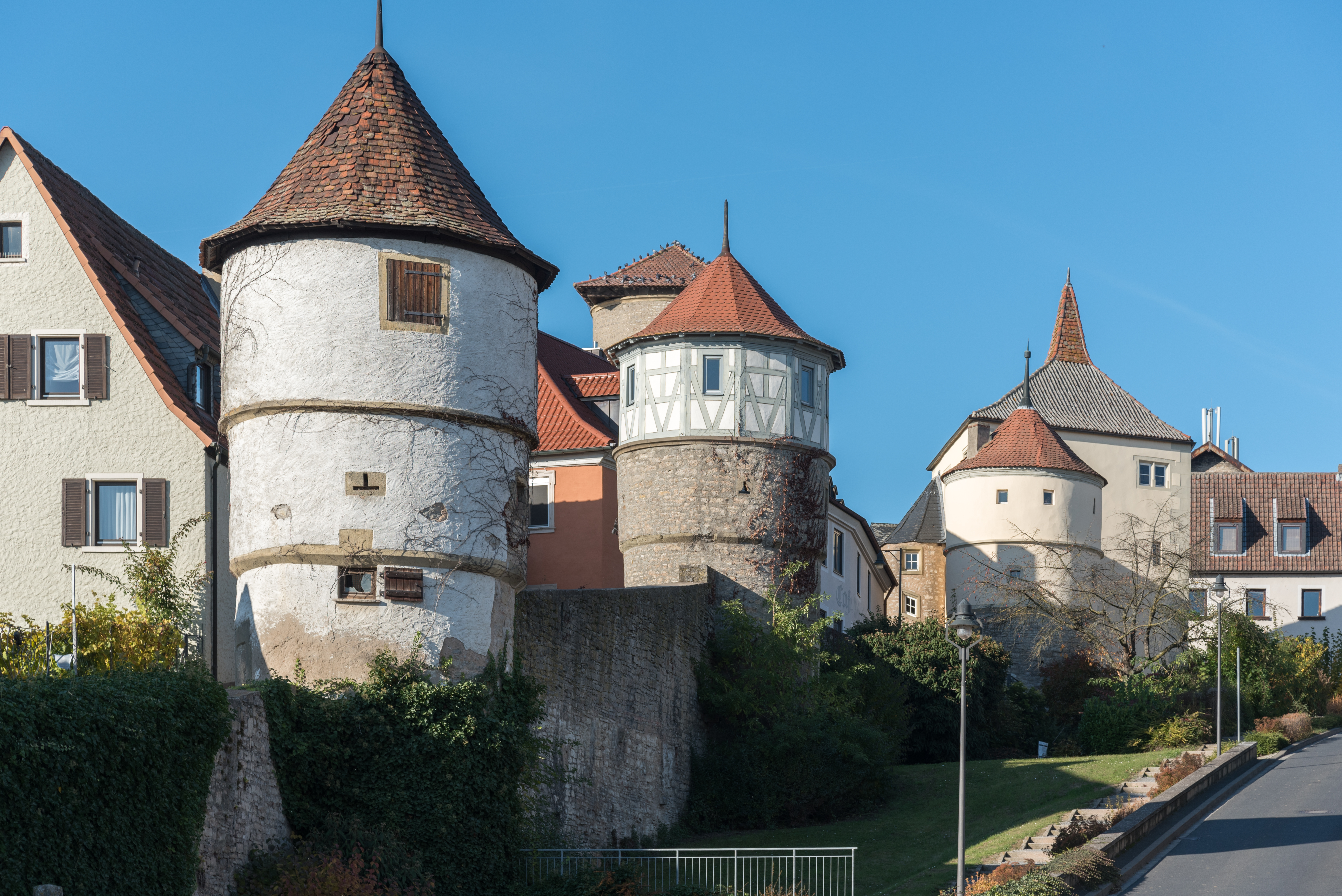
Mauerturm an der östlichen Stadtmauer weitere Bilder
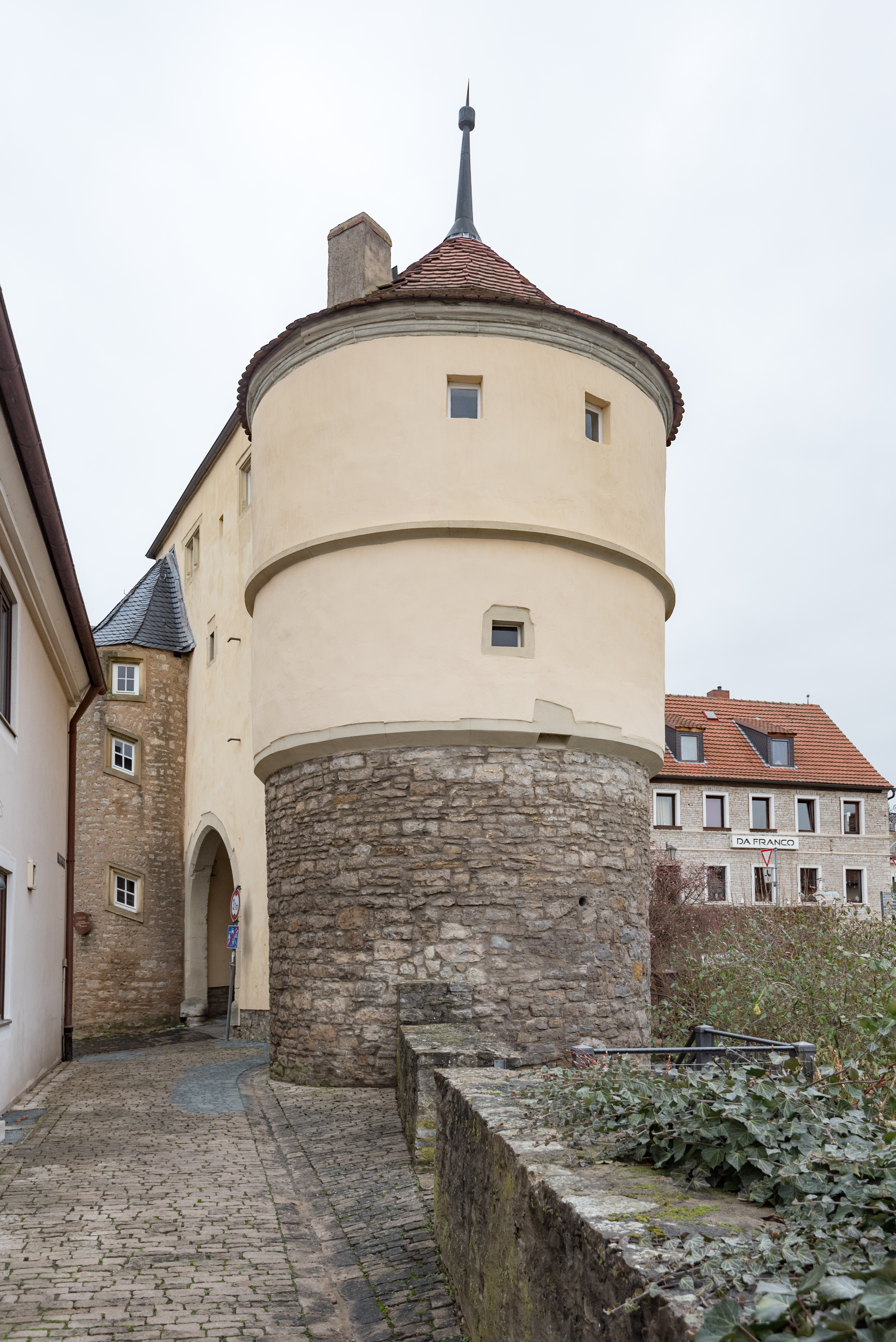
Mauerturm Östliche Stadtmauer 1 weitere Bilder
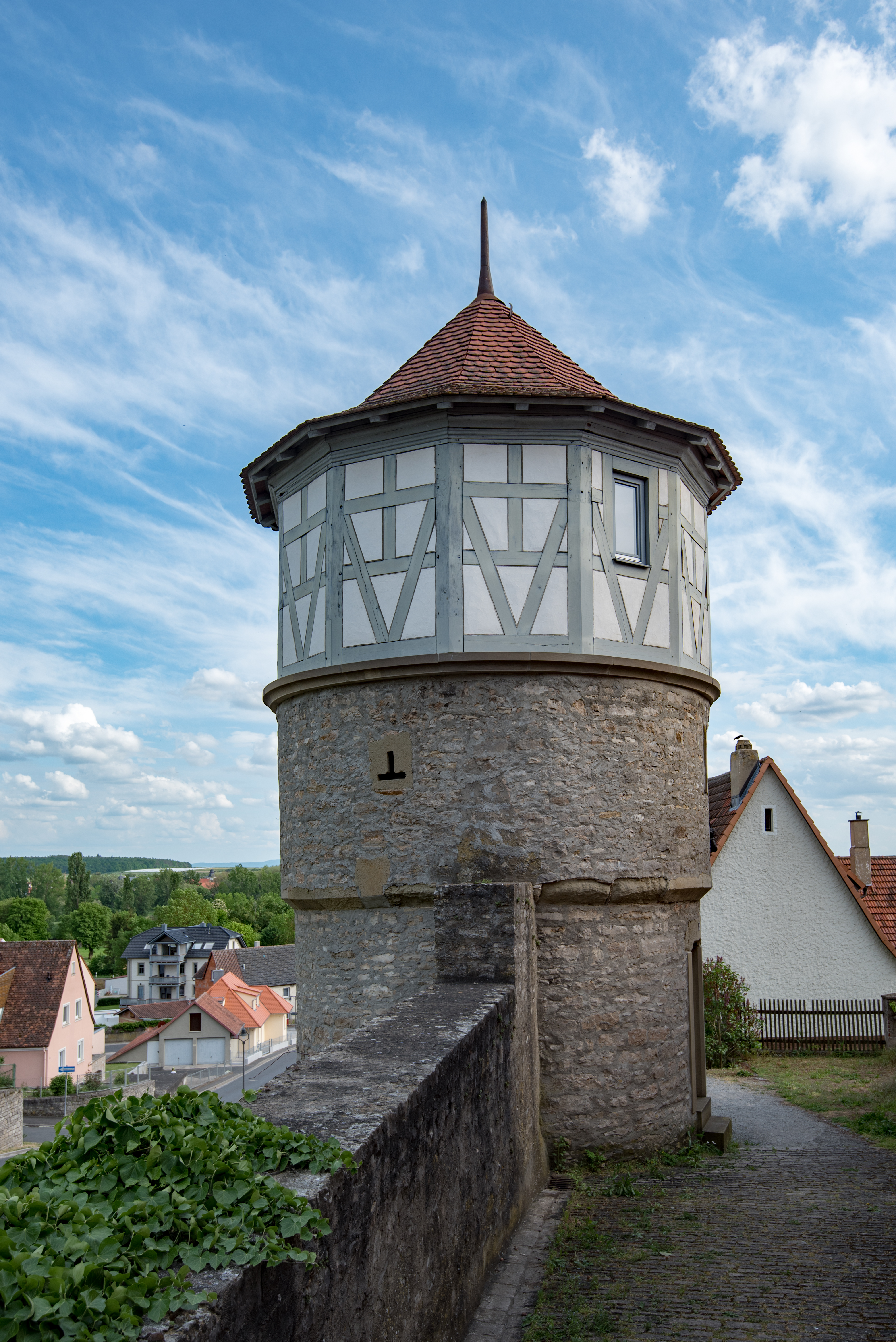
Mauerturm Östliche Stadtmauer 3 weitere Bilder
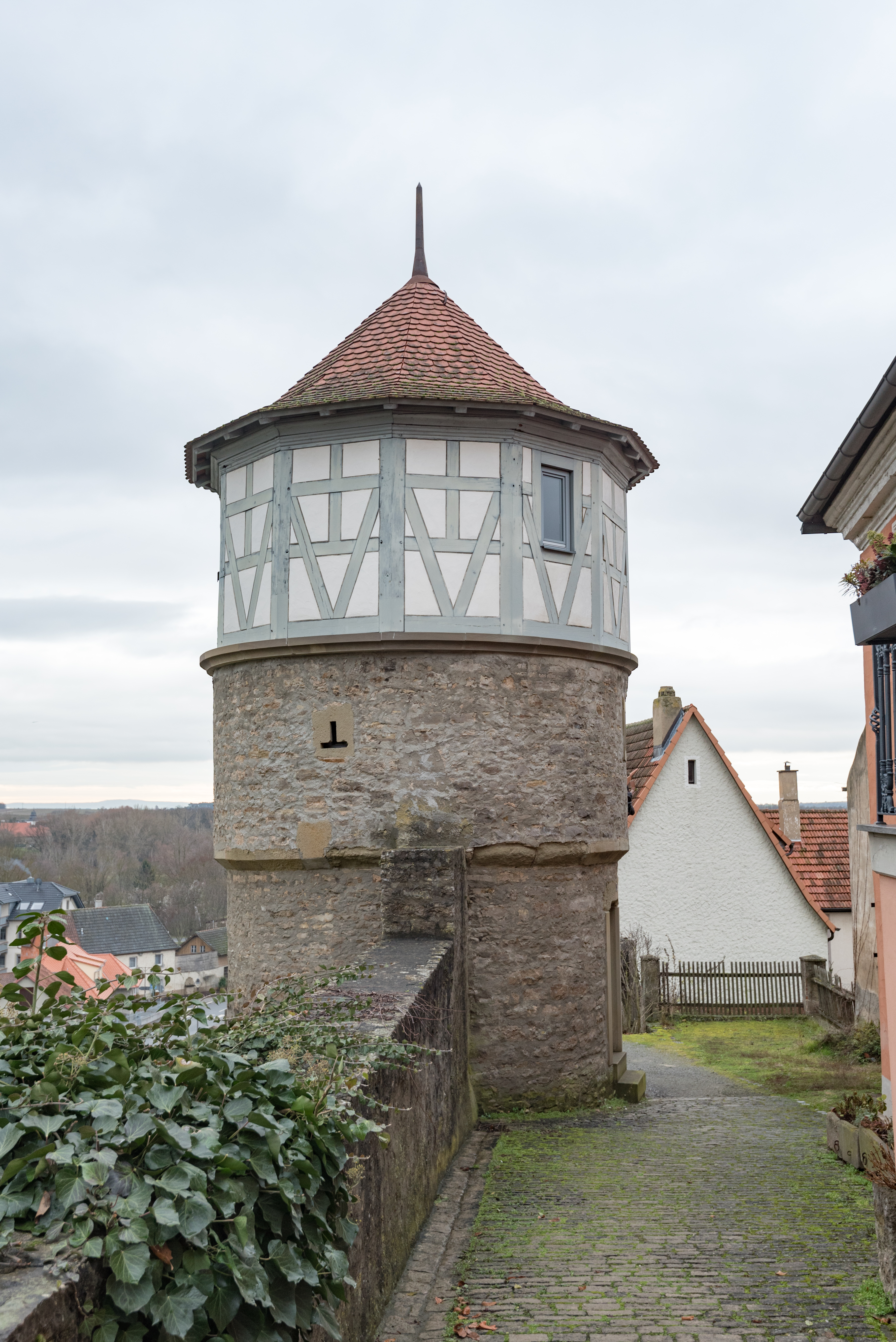
Mauerturm Östliche Stadtmauer 3 weitere Bilder
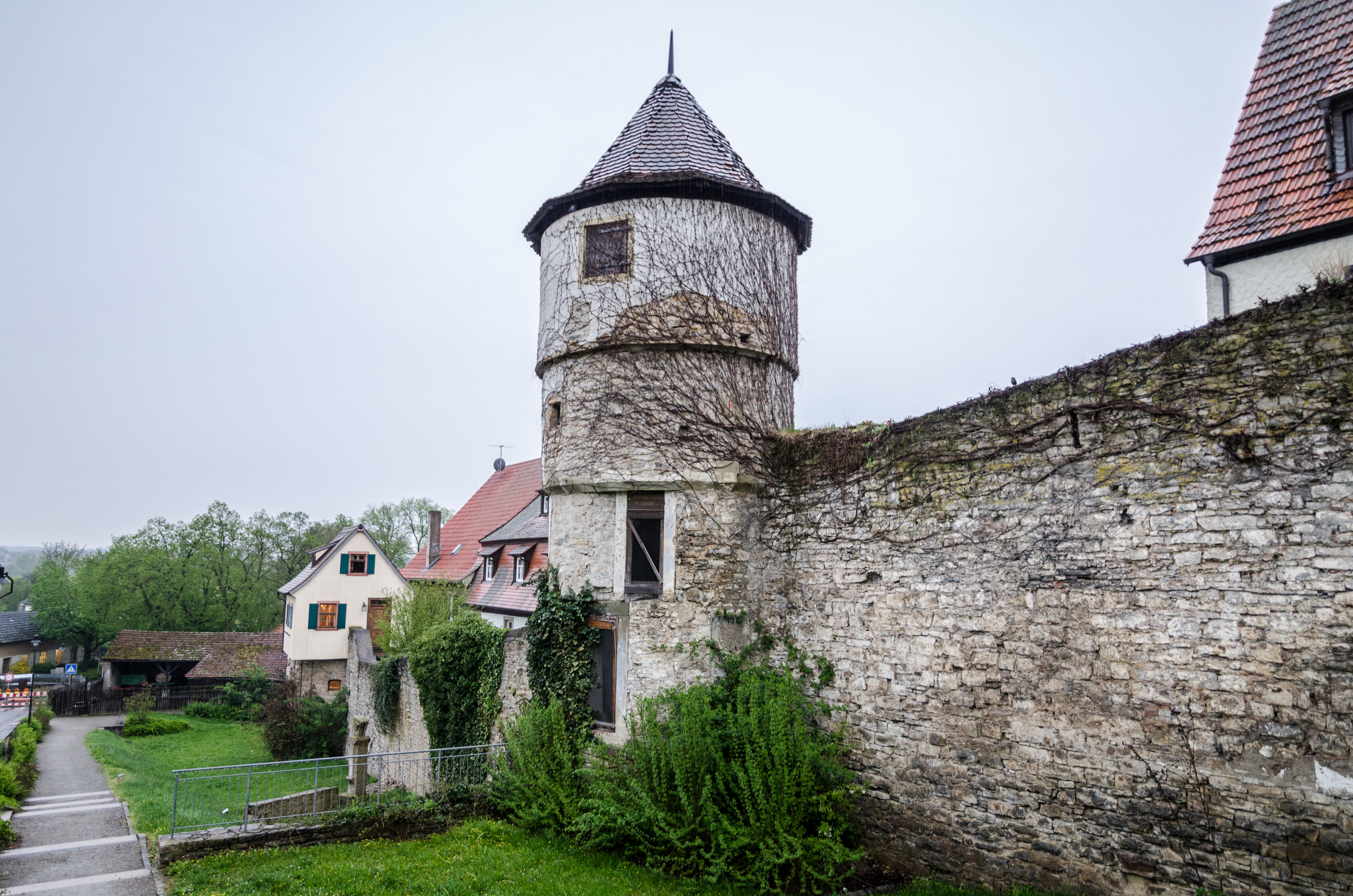
Mauerturm Östliche Stadtmauer 5 weitere Bilder
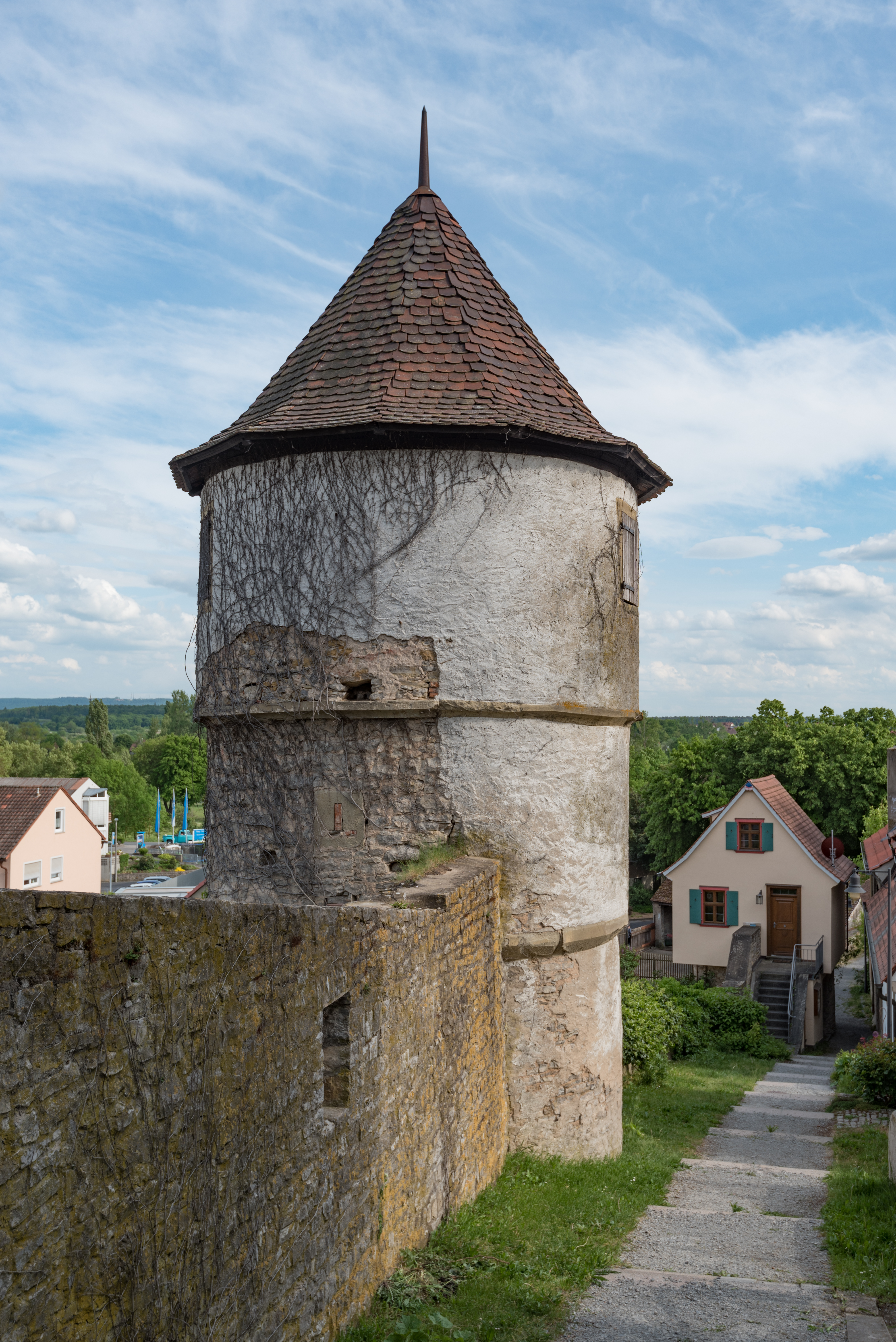
Mauerturm Östliche Stadtmauer 5 weitere Bilder
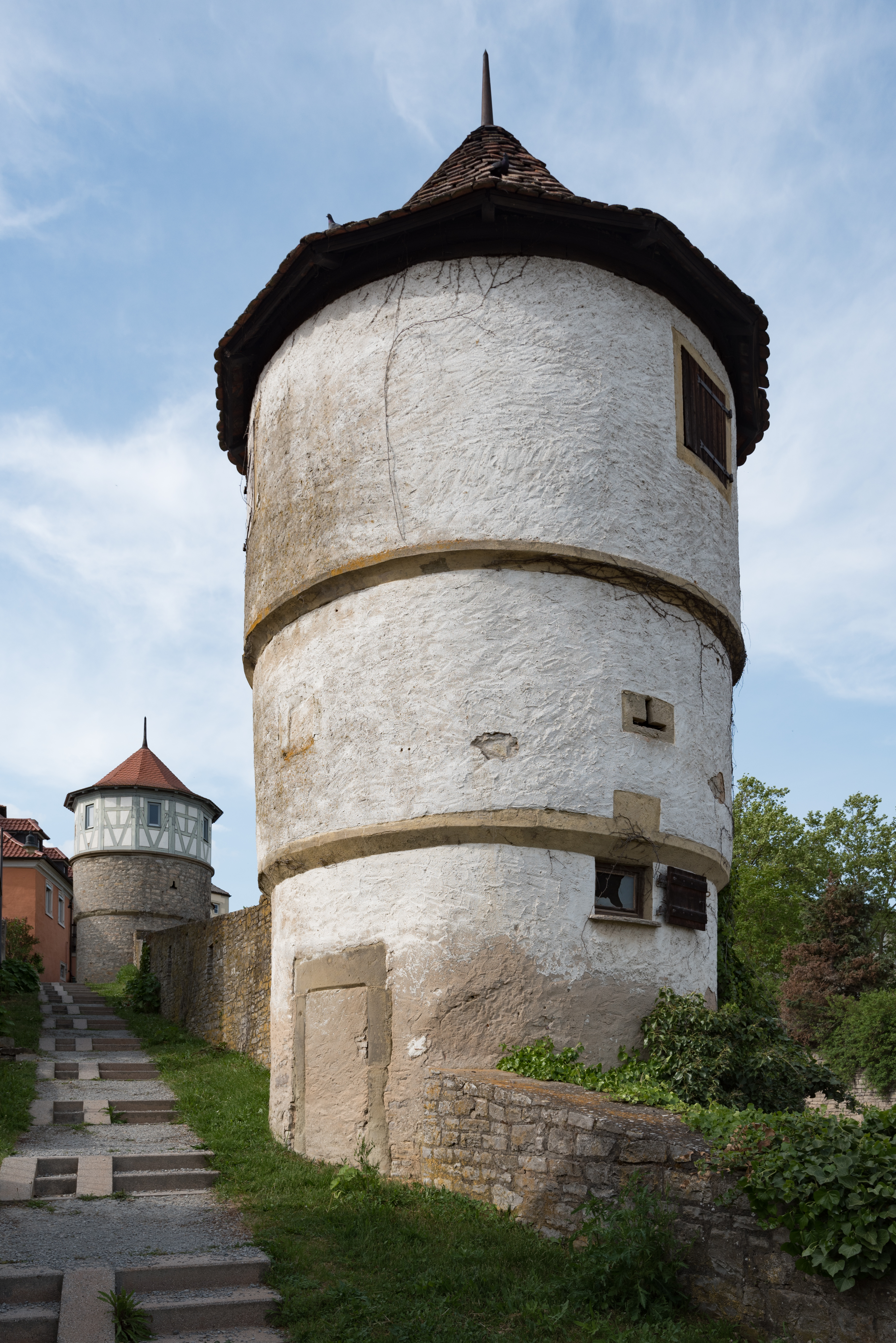
Mauerturm Östliche Stadtmauer 5 weitere Bilder
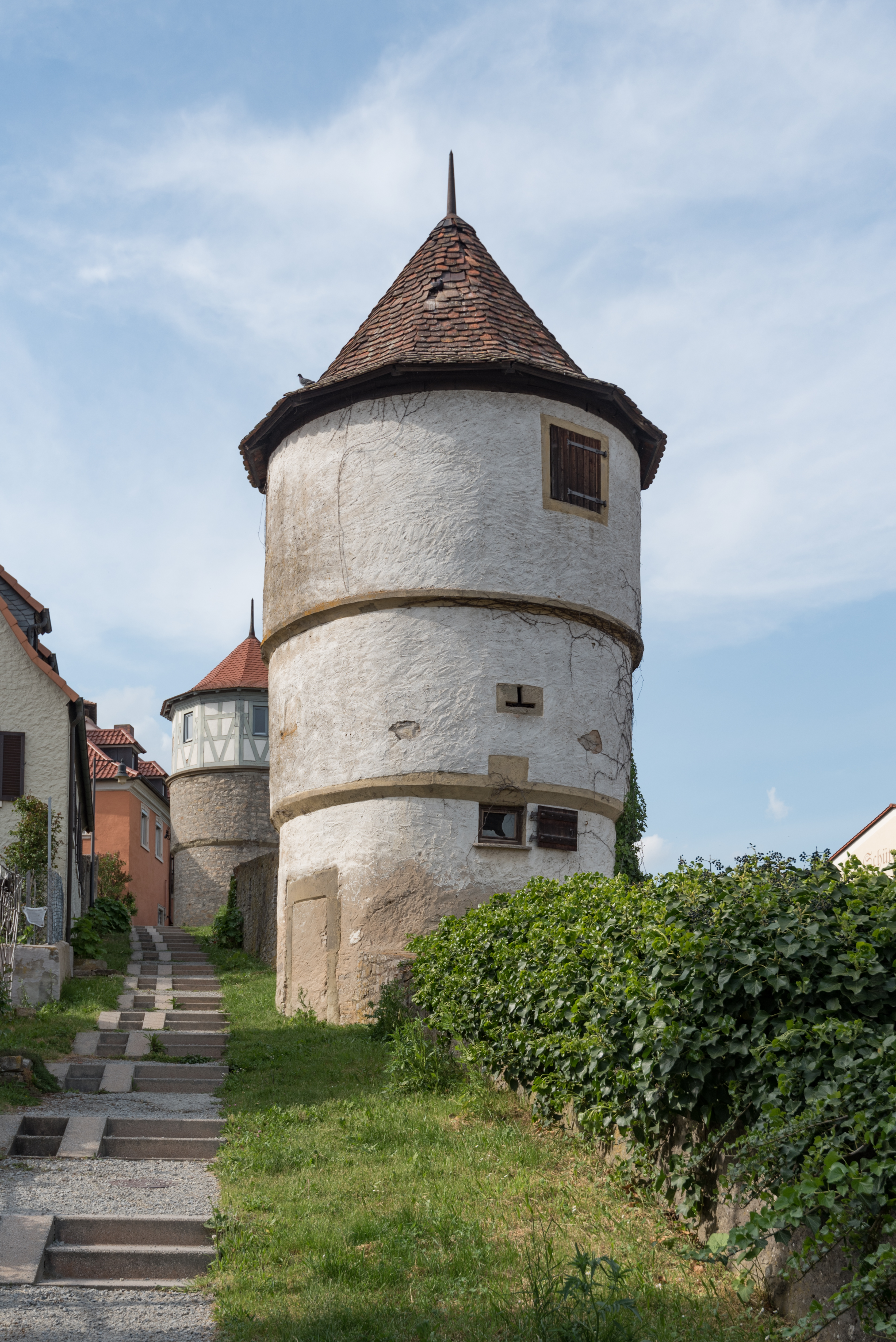
Mauerturm Östliche Stadtmauer 5 weitere Bilder
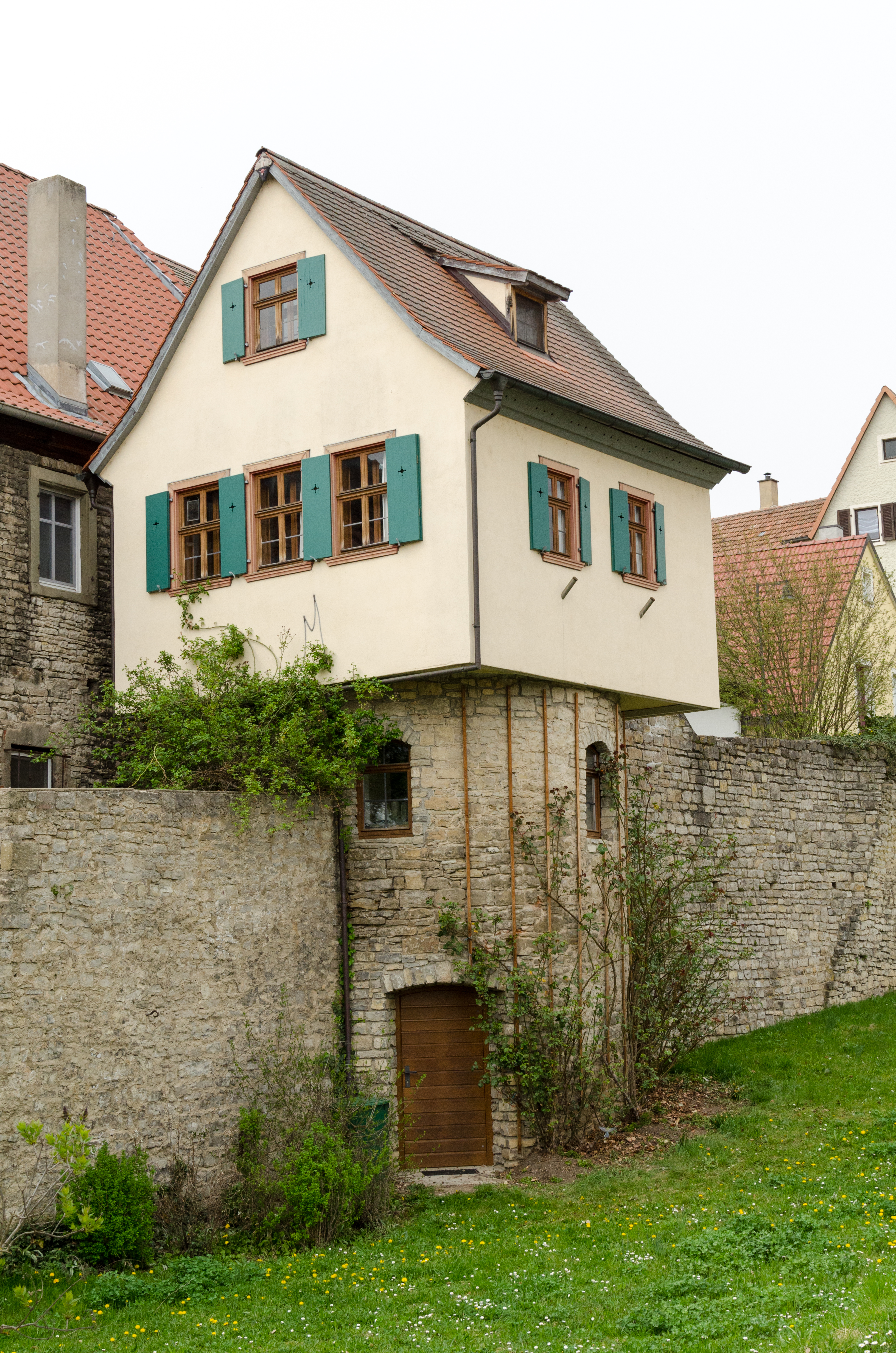
Mauerturm Östliche Stadtmauer Nähe Hirtengasse 12 weitere Bilder
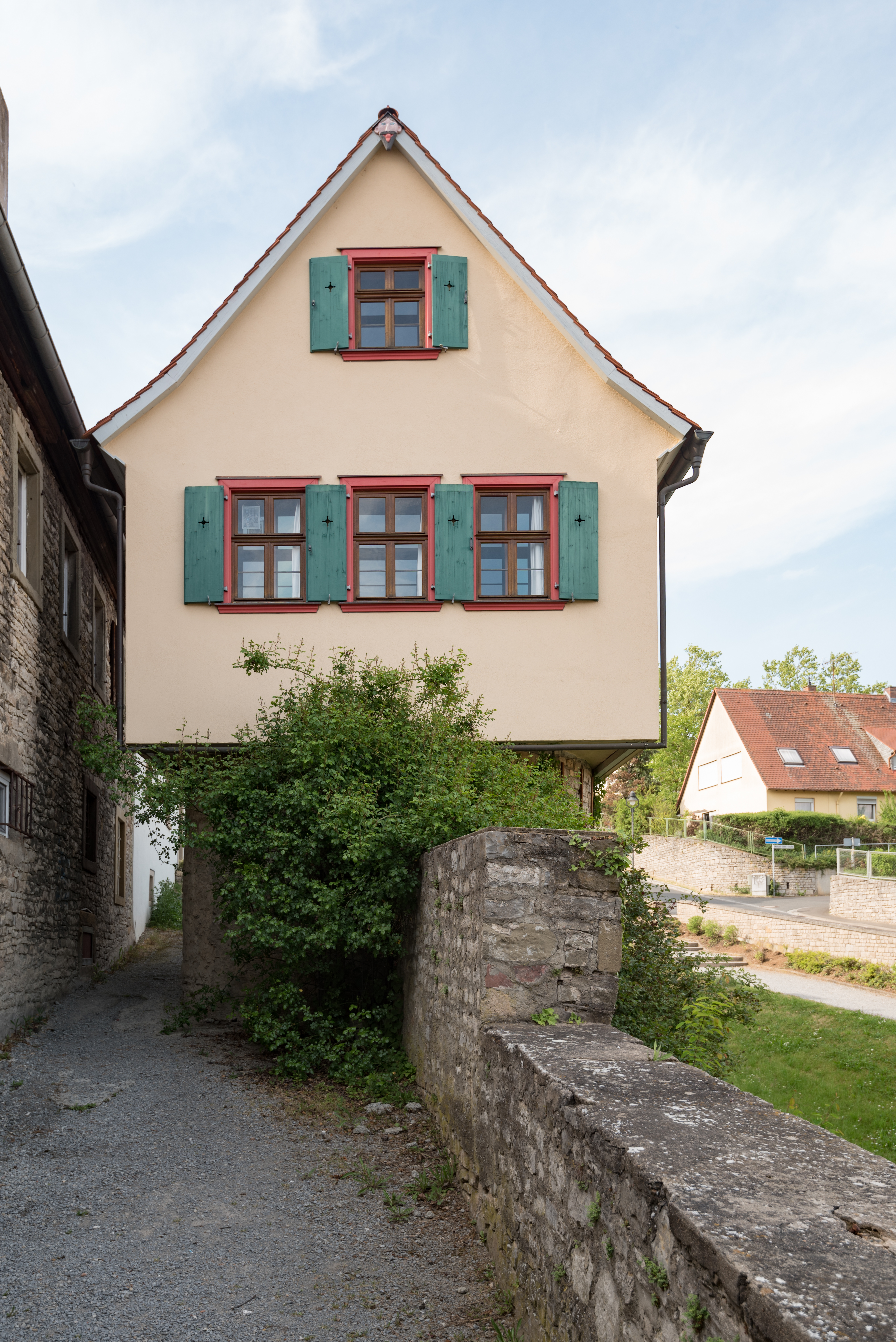
Mauerturm Östliche Stadtmauer Nähe Hirtengasse 12 weitere Bilder
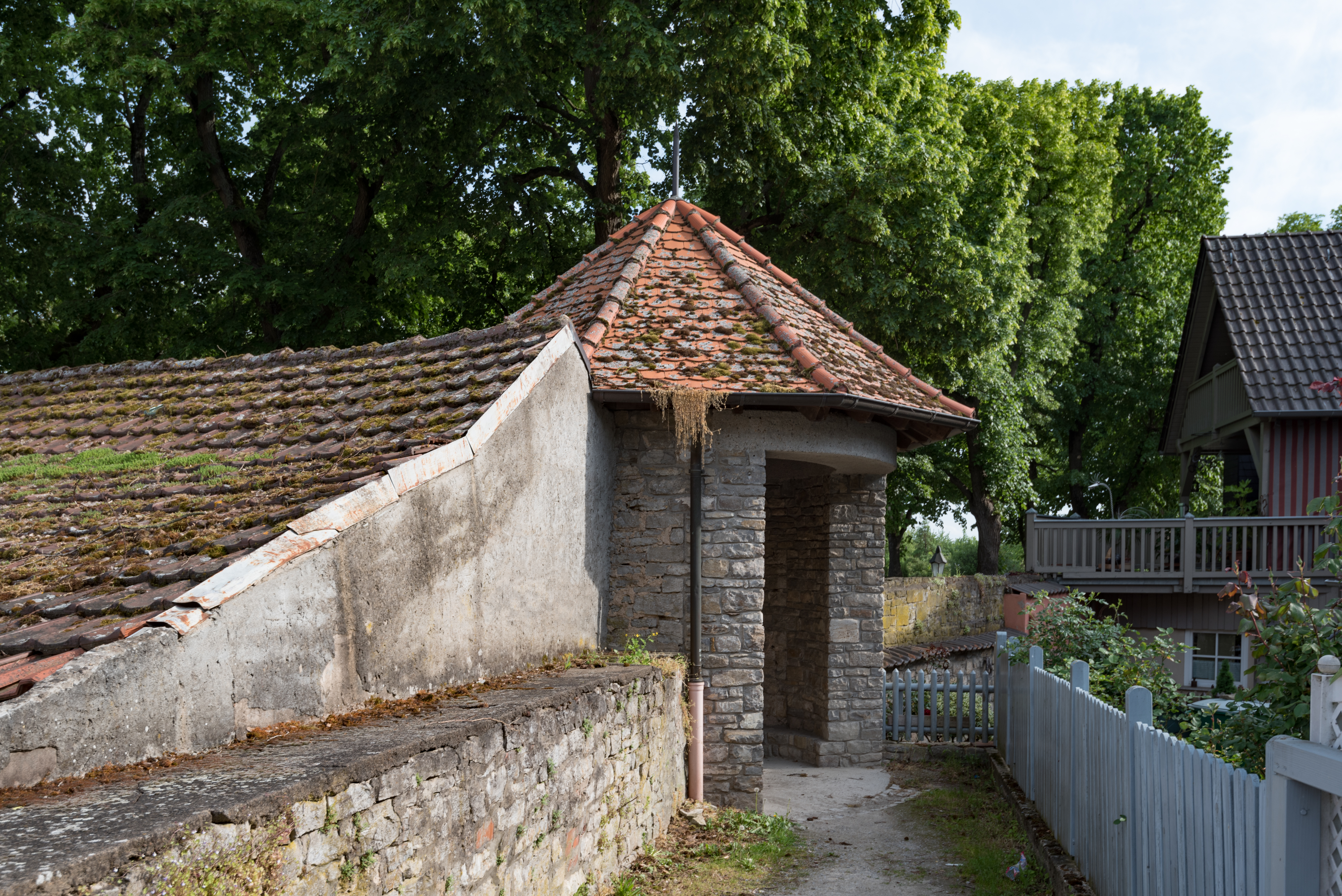
Südlichster Mauerturm Östliche Stadtmauer weitere Bilder
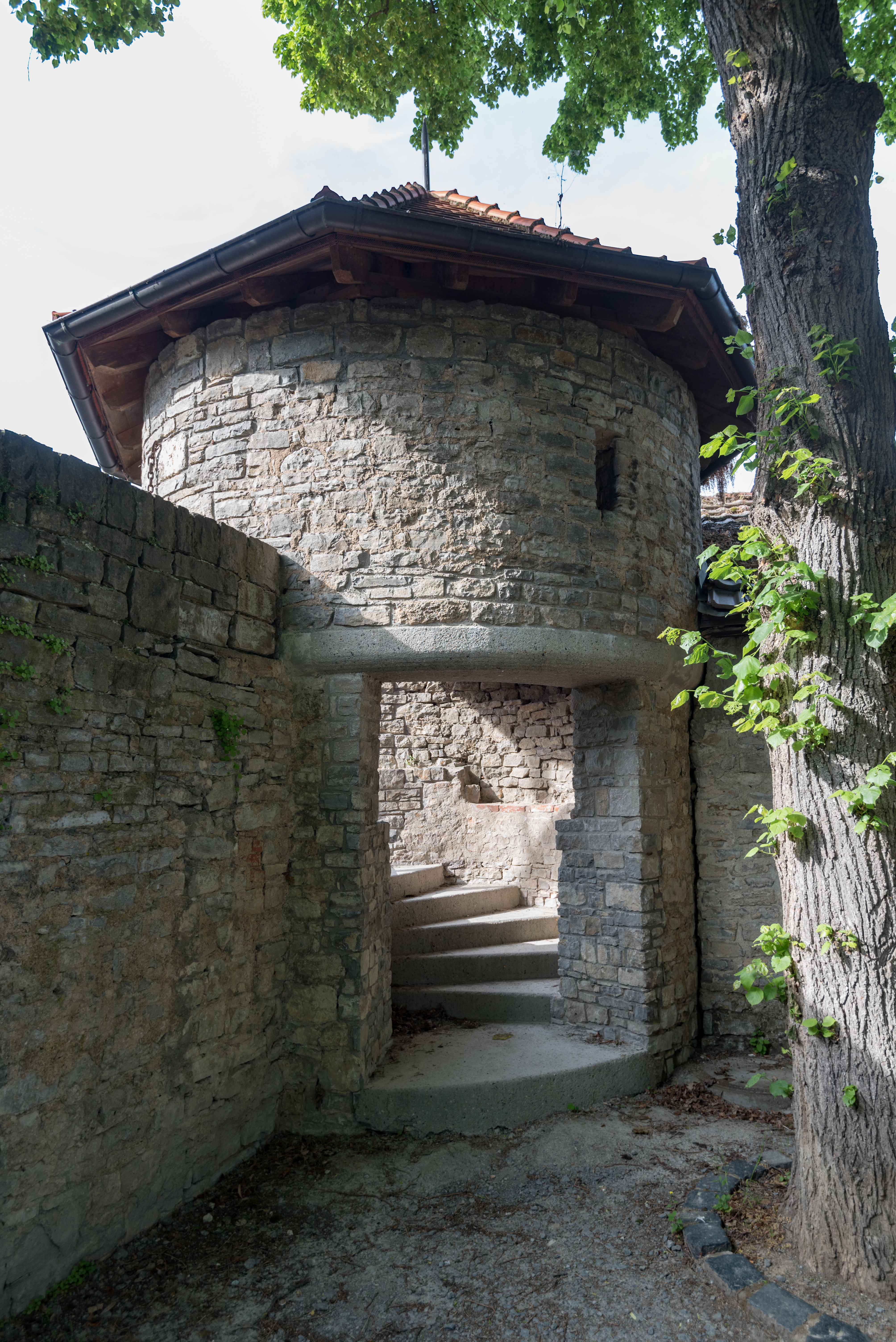
Südlichster Mauerturm Östliche Stadtmauer weitere Bilder
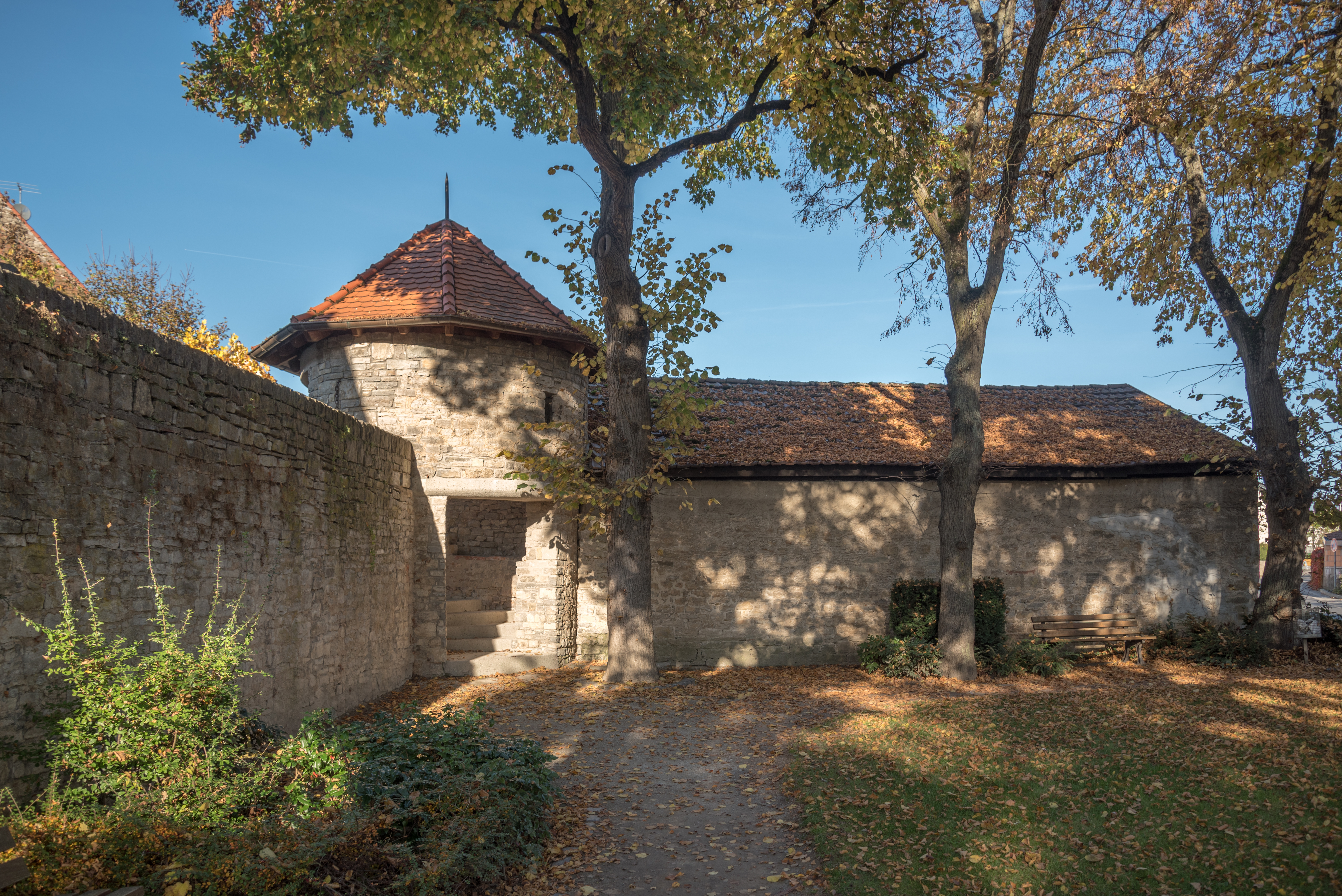
Südlichster Mauerturm Östliche Stadtmauer weitere Bilder

Der südliche Mauerzug verläuft geschlossen von der Bamberger Straße bis Am Bach:
- Südring (Lage): Entlang des Straßenzugs, Rest der Stadtmauer mit Rundtürmen
- Südlich Südring 13 (Lage): Mauerturm, Rundturm
- Südlich Südring 9 (Lage): Mauerturm, Rundturm
- Südring 6 (Lage): Mauerturm, ausgebauter Rundturm der Stadtbefestigung, um 1500
- Südring 4 (Lage): Mauerturm, ausgebauter Rundturm der Stadtbefestigung, um 1500
- Südring 2 (Lage): Mauerturm, ausgebauter Rundturm der Stadtbefestigung, um 1500
- Südlich Südring 3 (Lage): Mauerturm, Rundturm

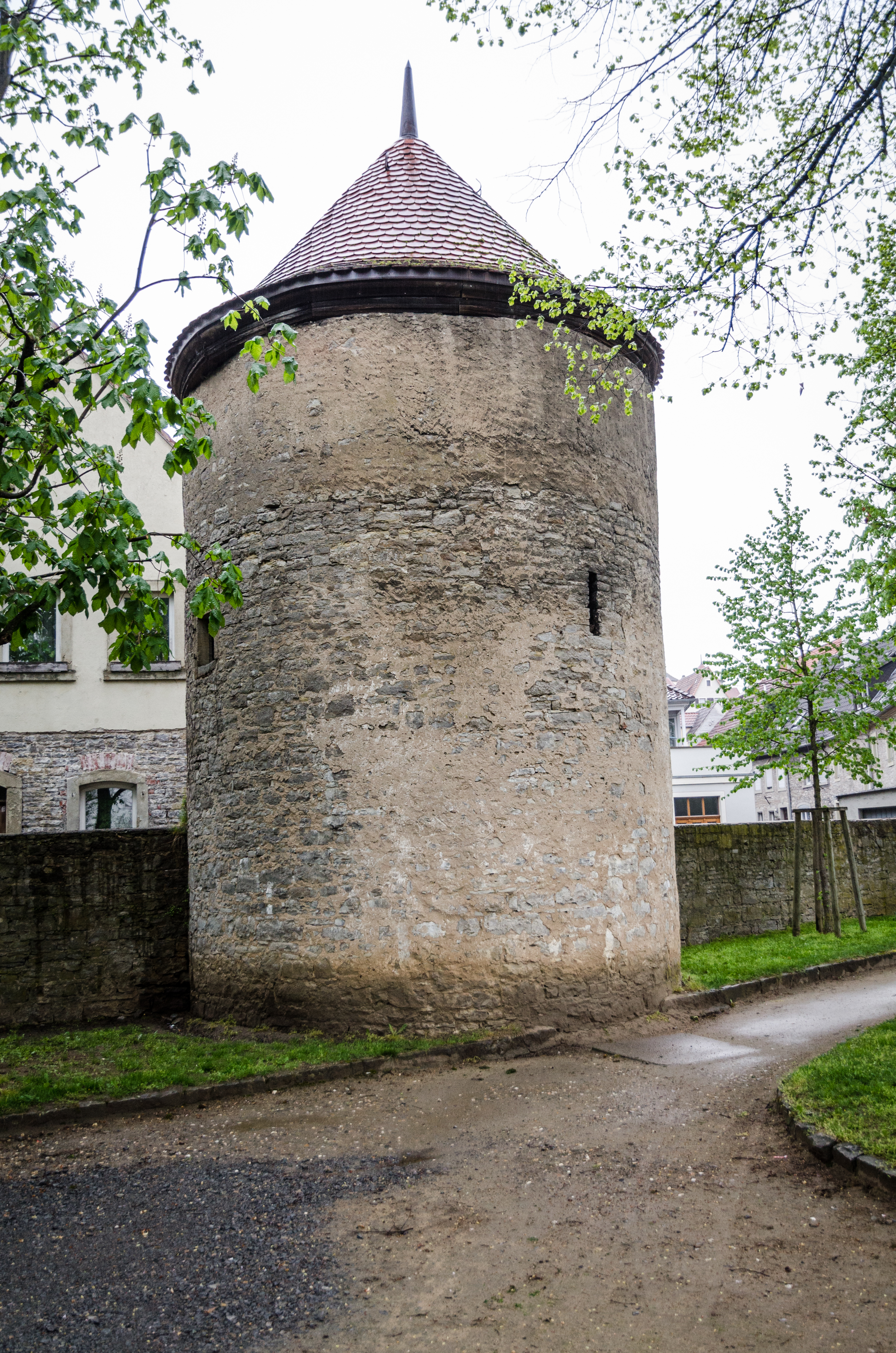
Mauerturm bei Südring 13 weitere Bilder
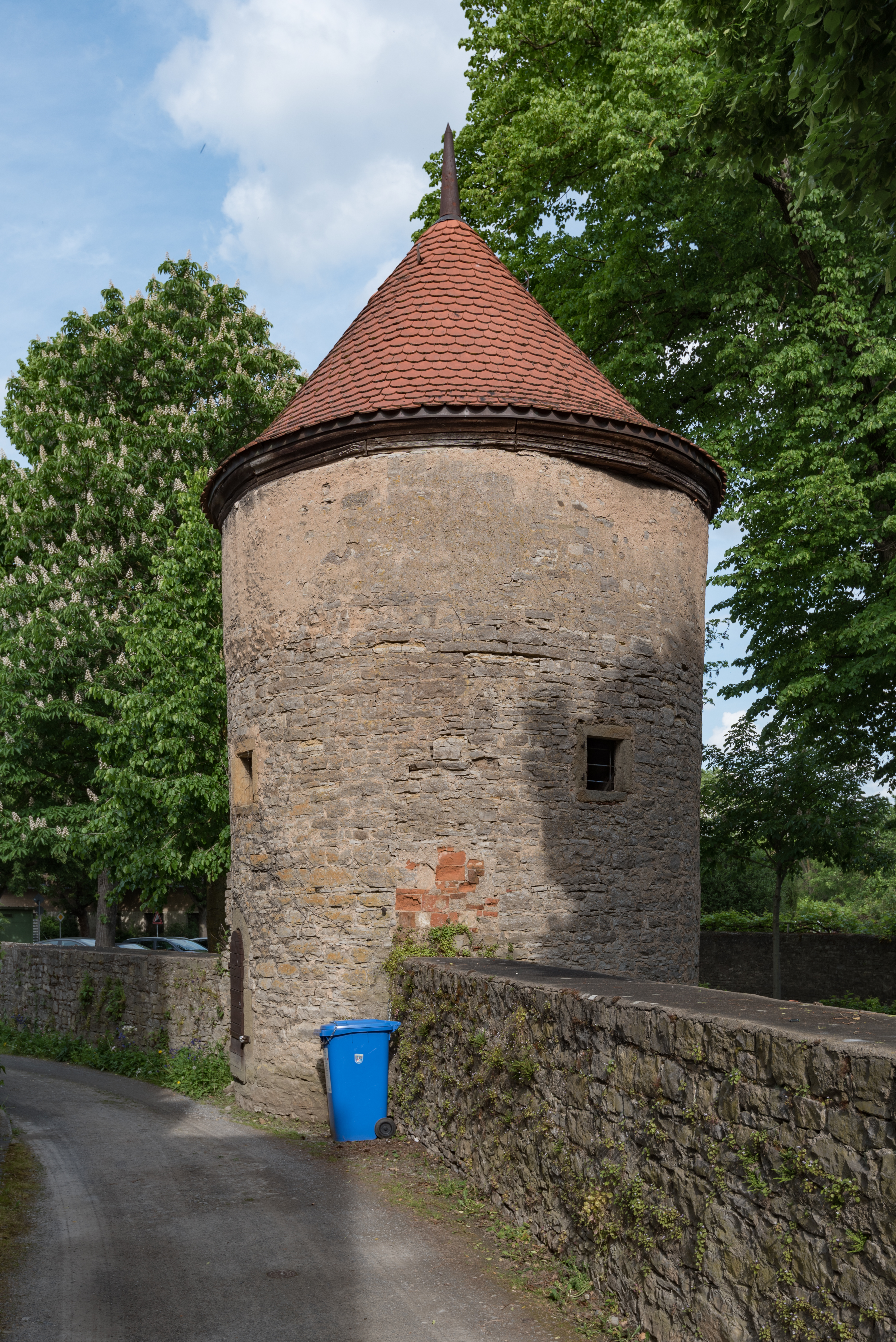
Mauerturm bei Südring 13 weitere Bilder
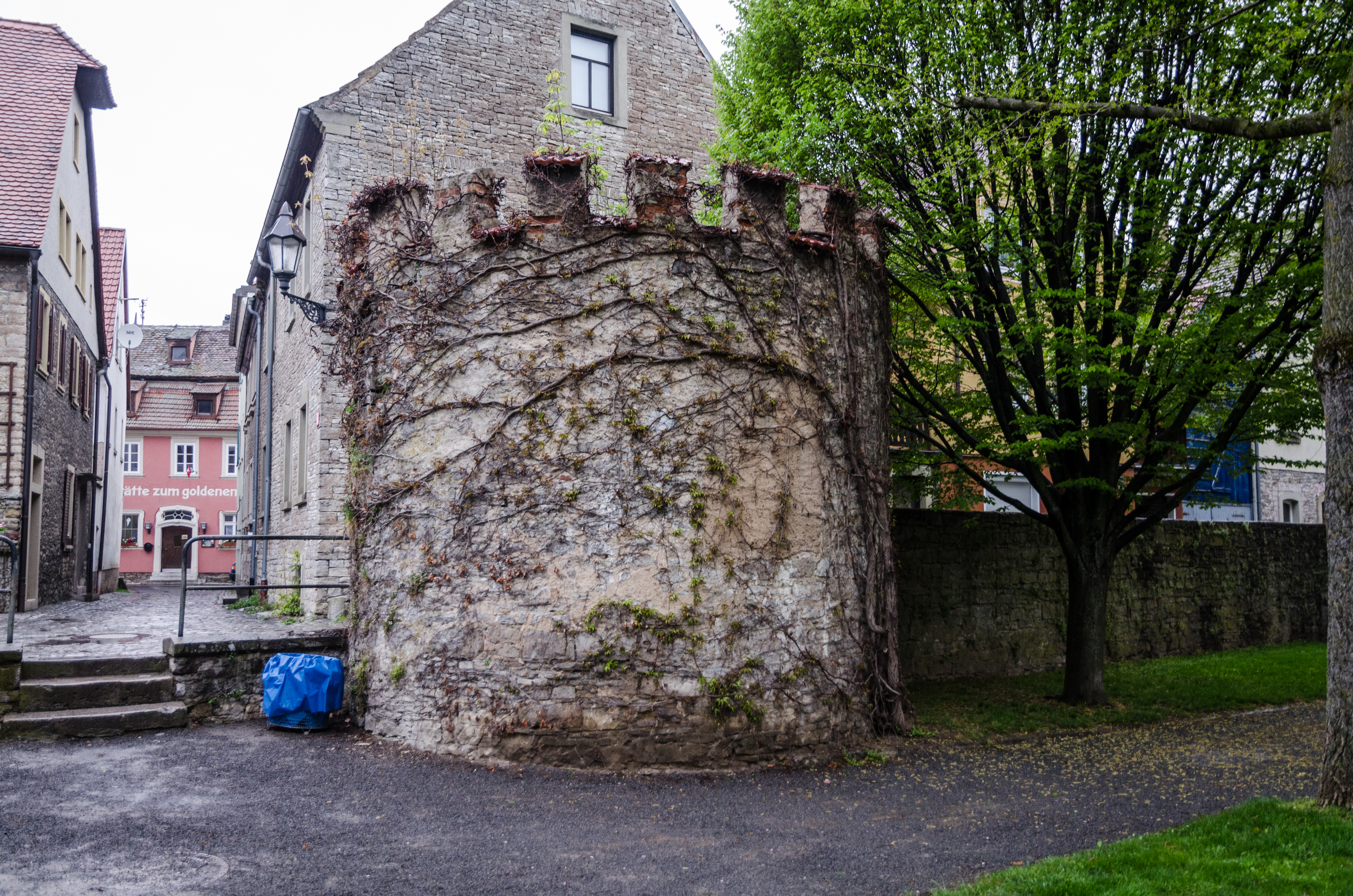
Mauerturm bei Südring 9 weitere Bilder
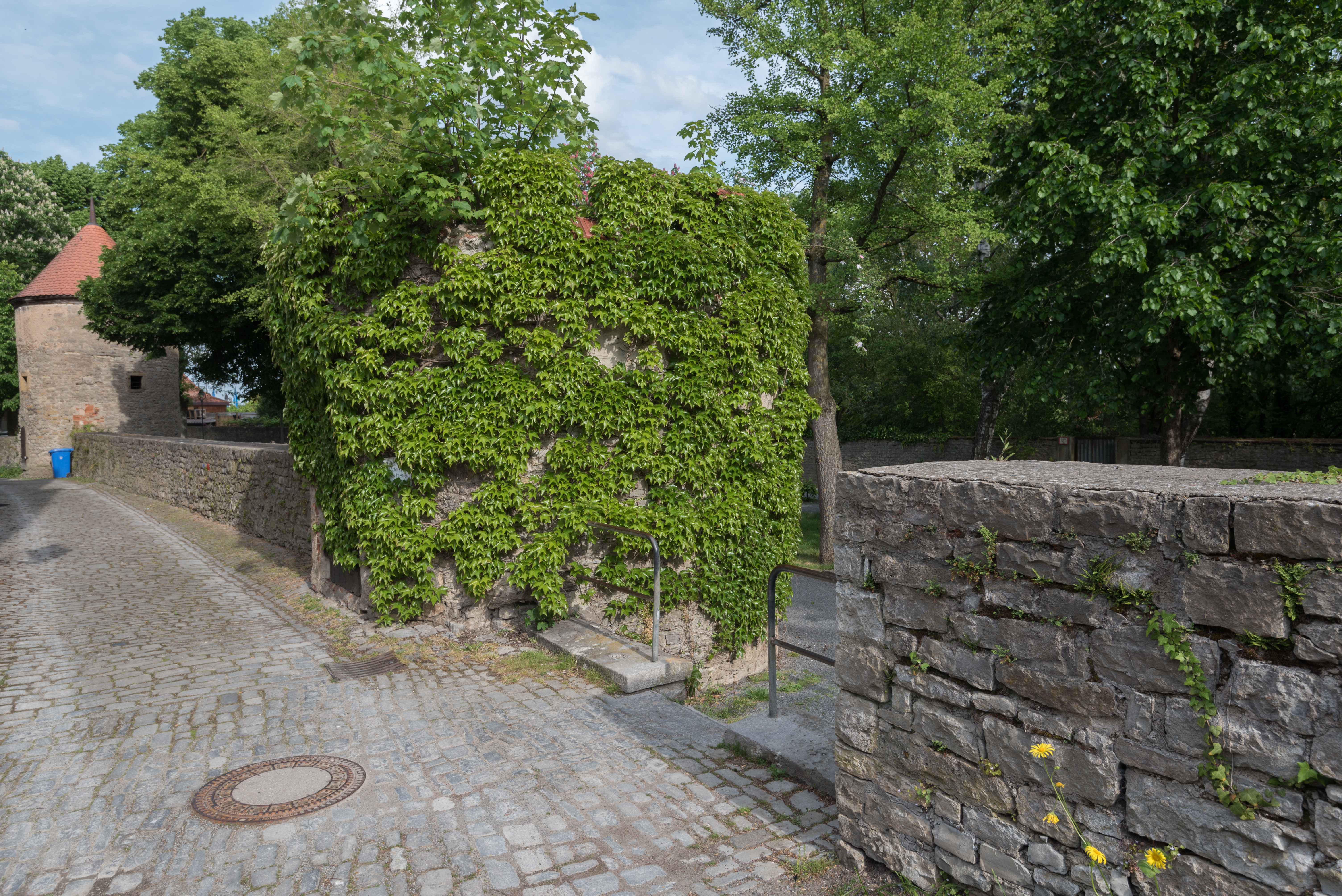
Mauerturm bei Südring 9 weitere Bilder
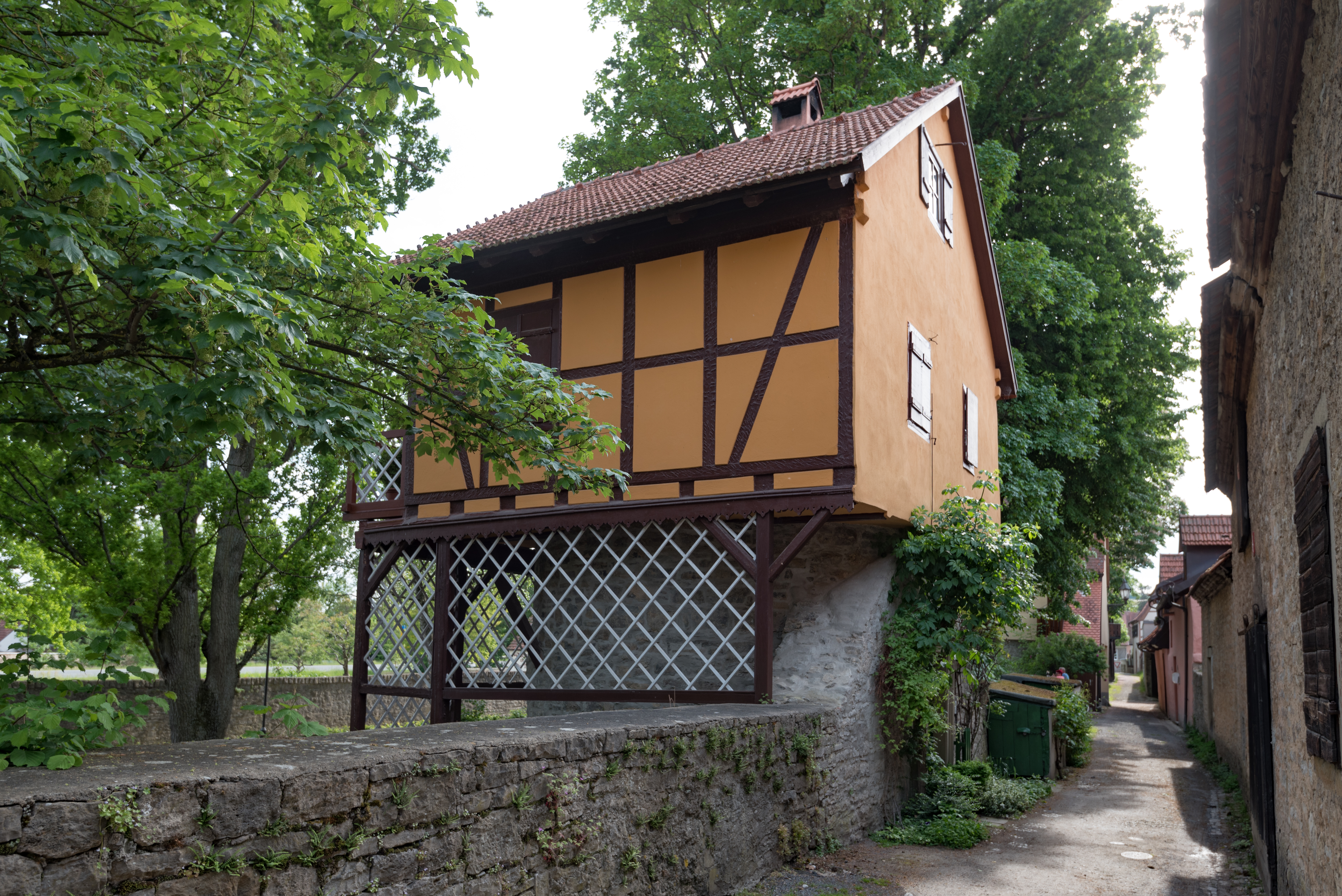
Mauerturm Südring 6 weitere Bilder
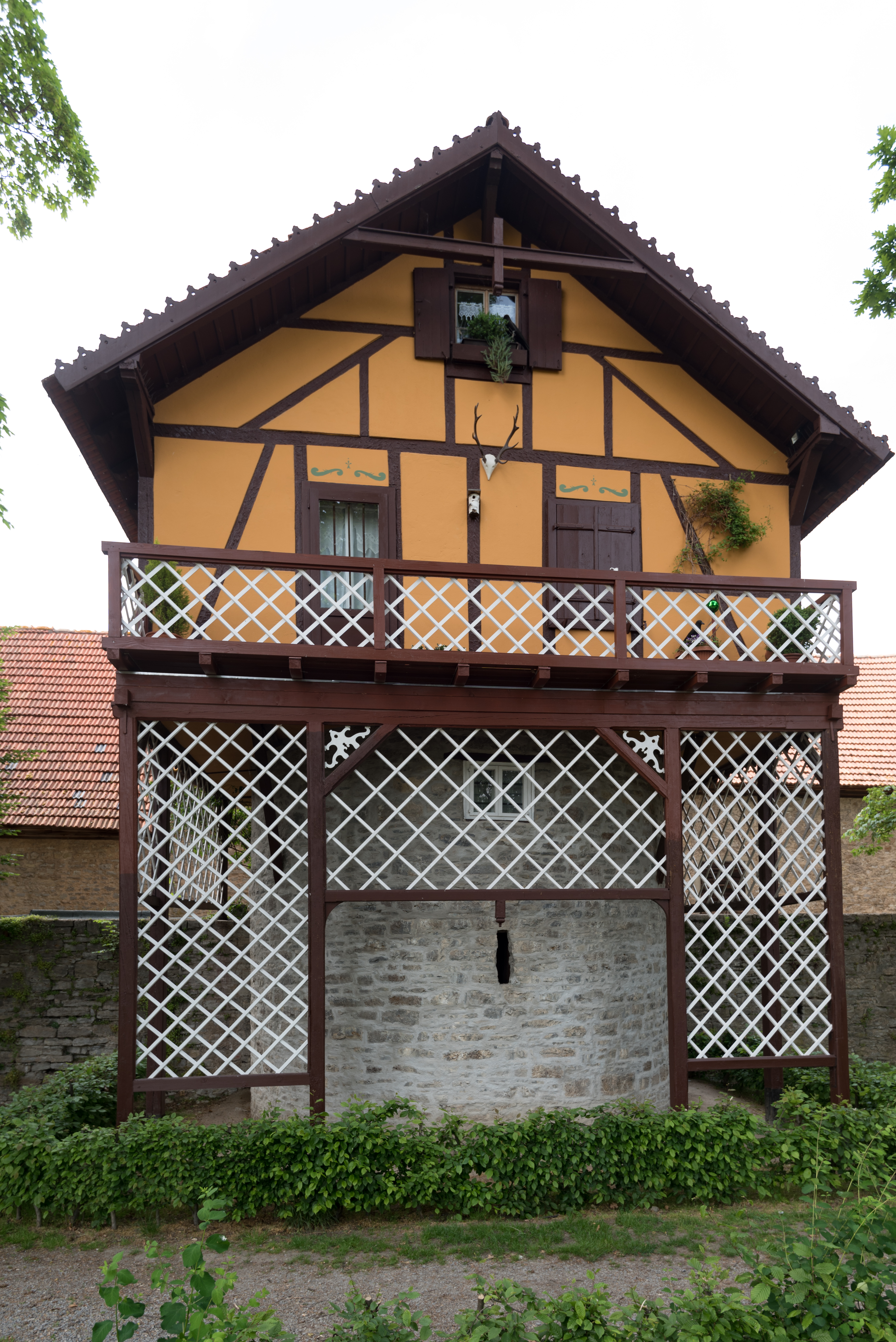
Mauerturm Südring 6 weitere Bilder
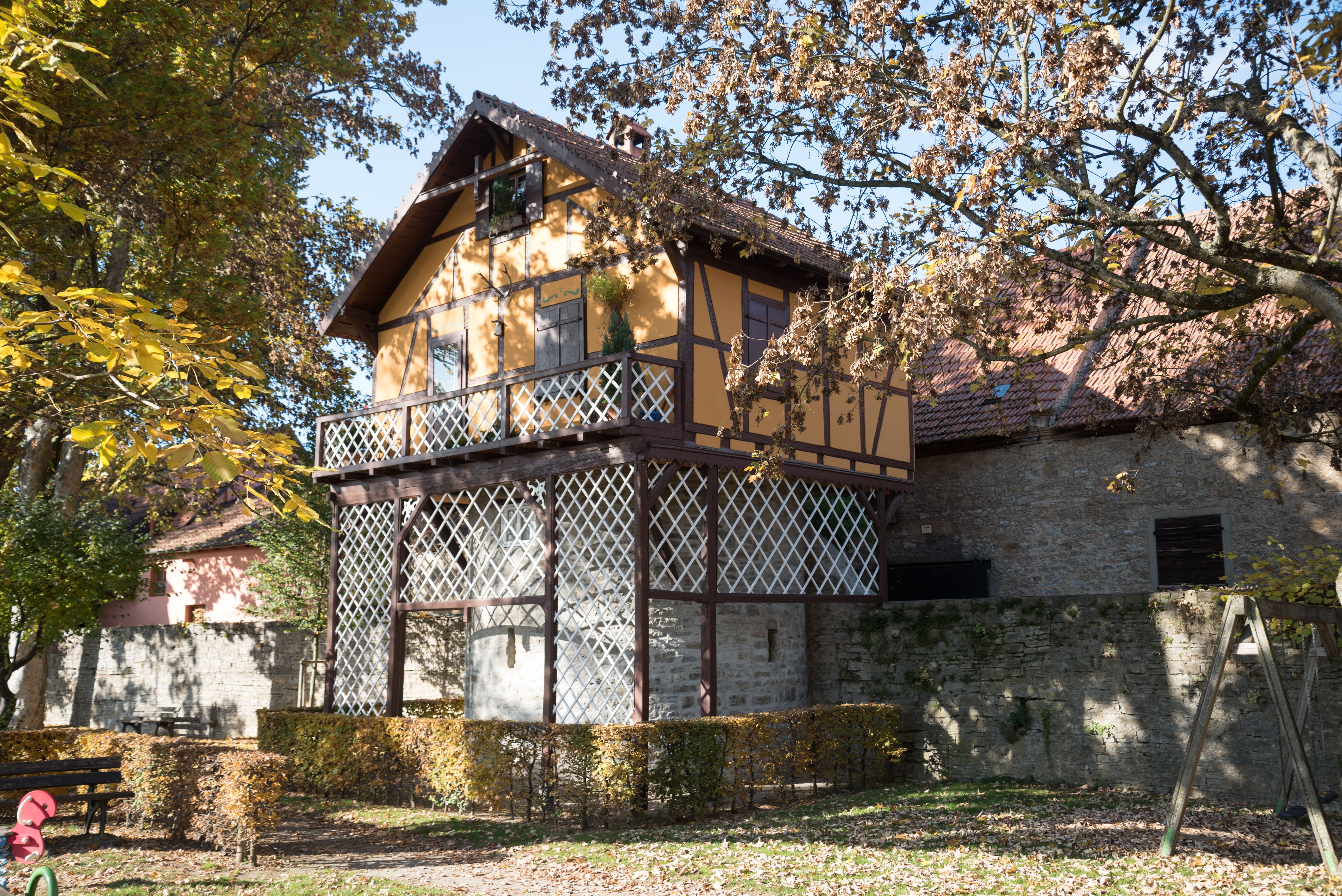
Mauerturm Südring 6 weitere Bilder
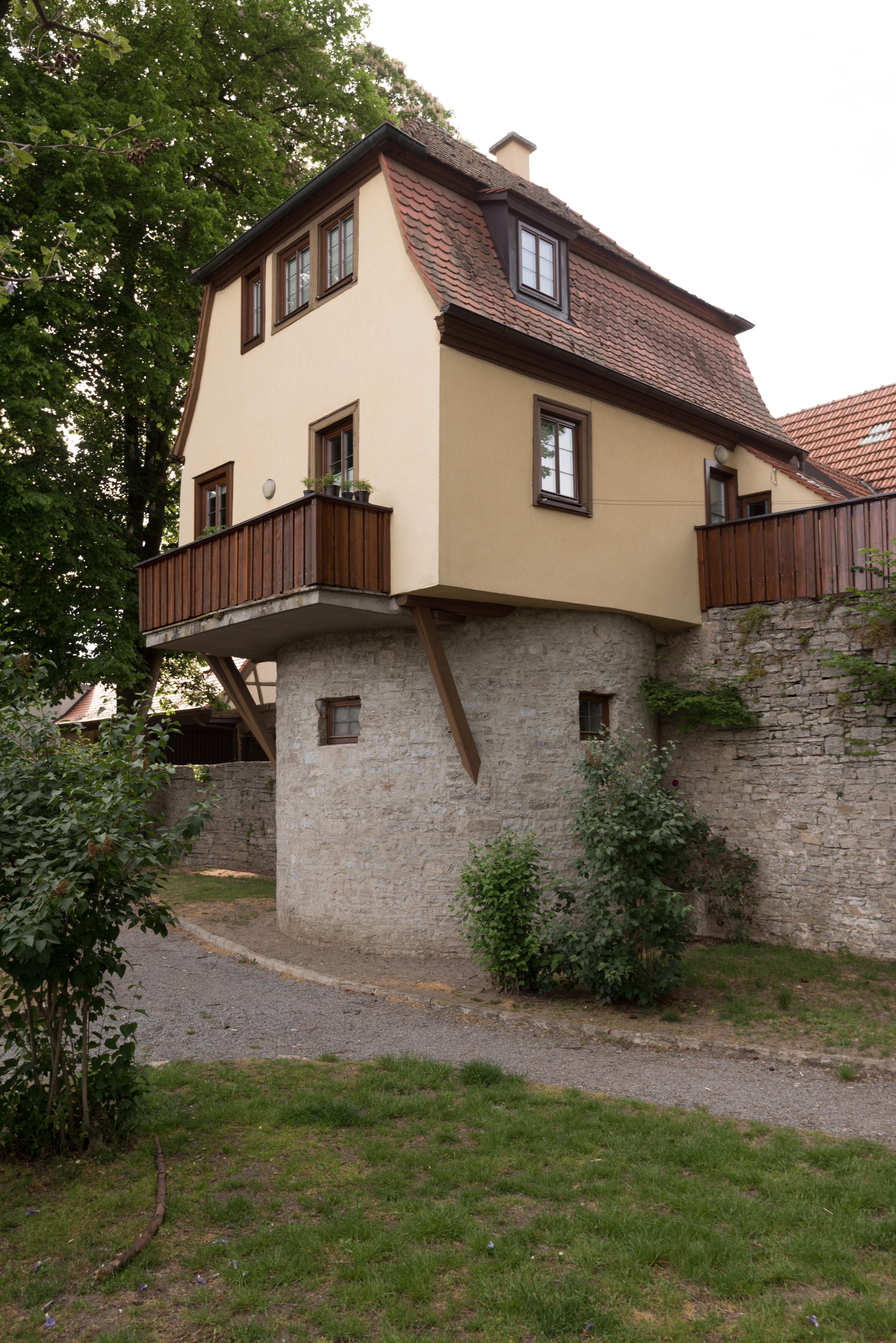
Mauerturm Südring 4 weitere Bilder
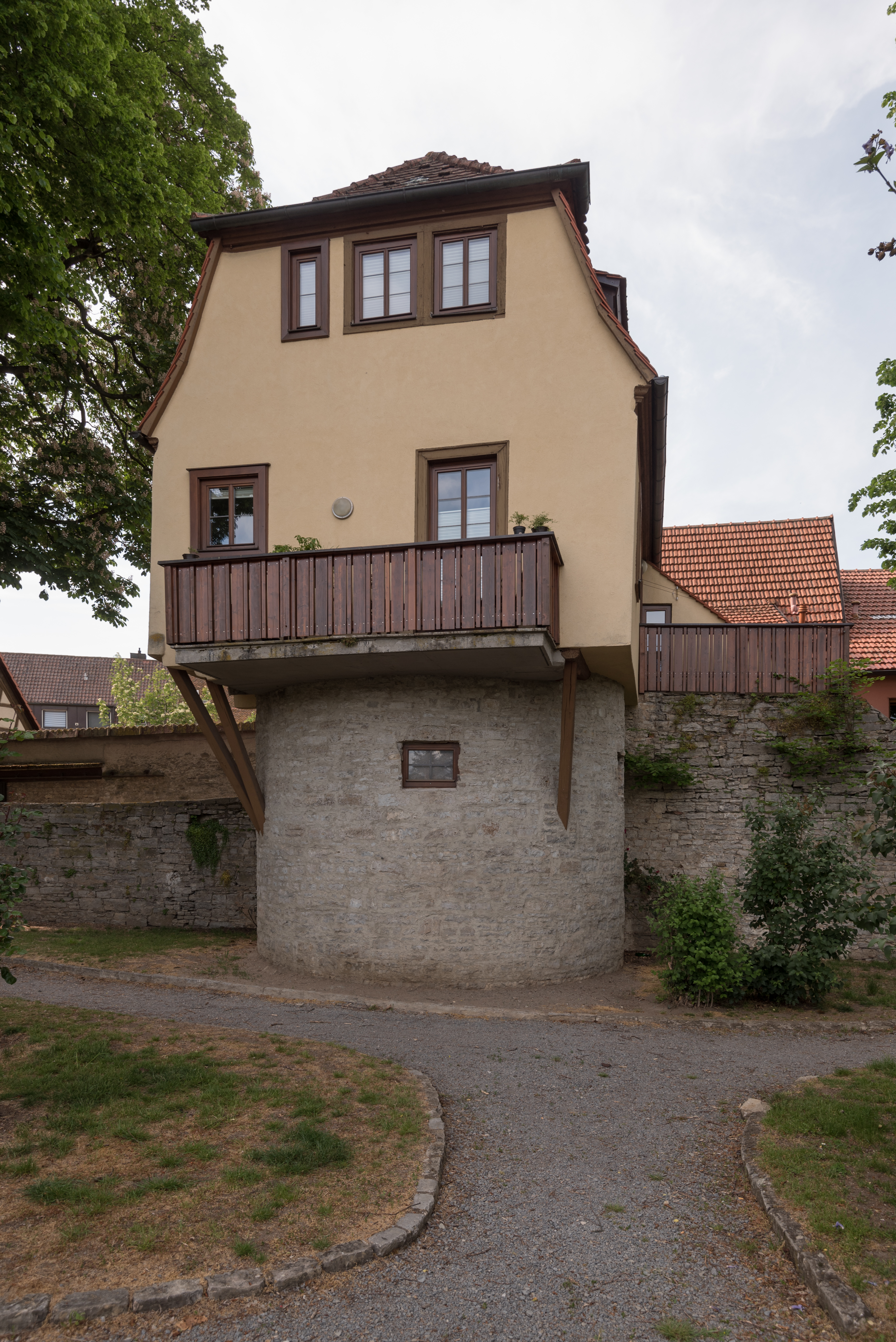
Mauerturm Südring 4 weitere Bilder
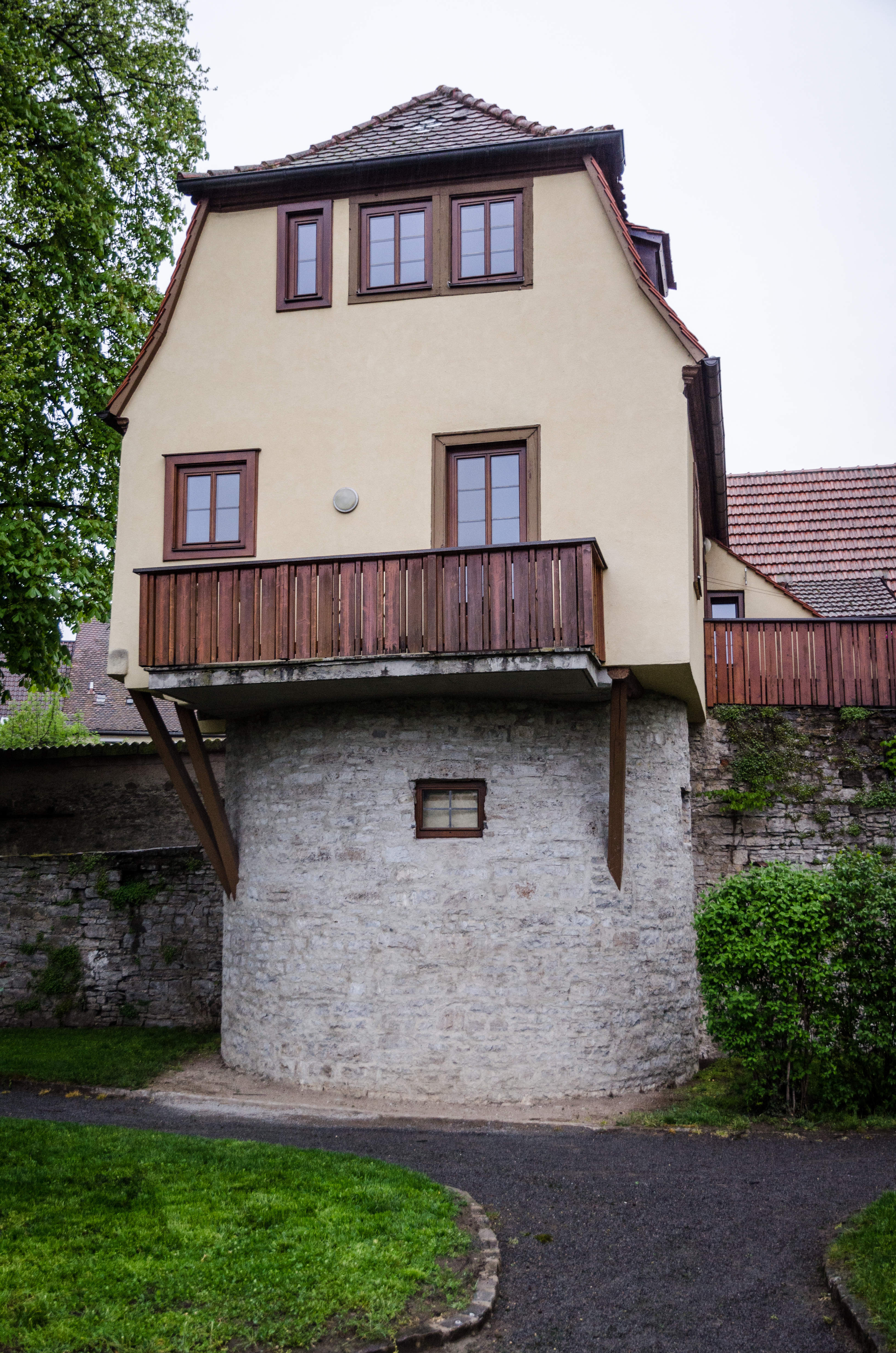
Mauerturm Südring 4 weitere Bilder
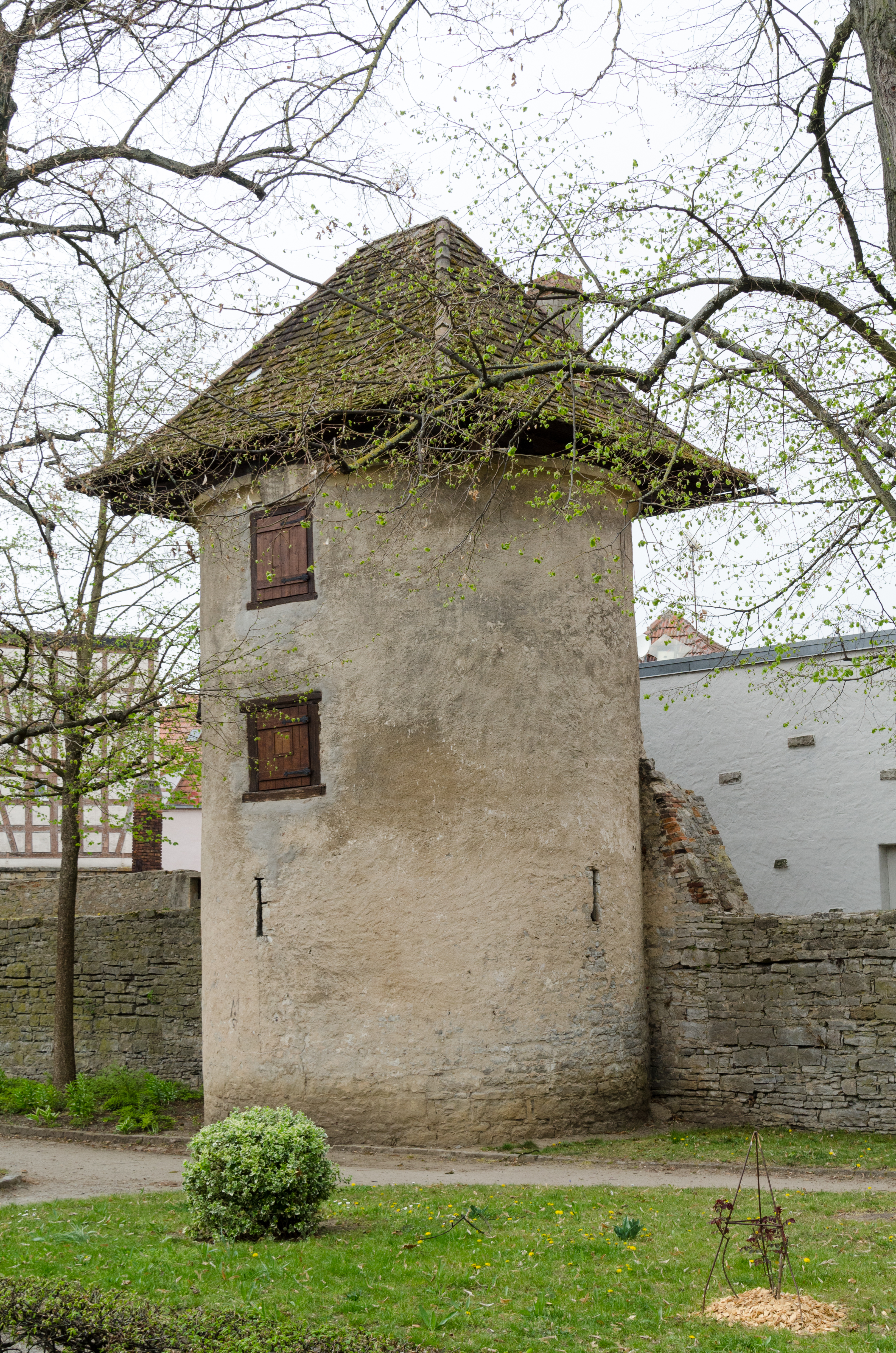
Mauerturm Südring 2 weitere Bilder
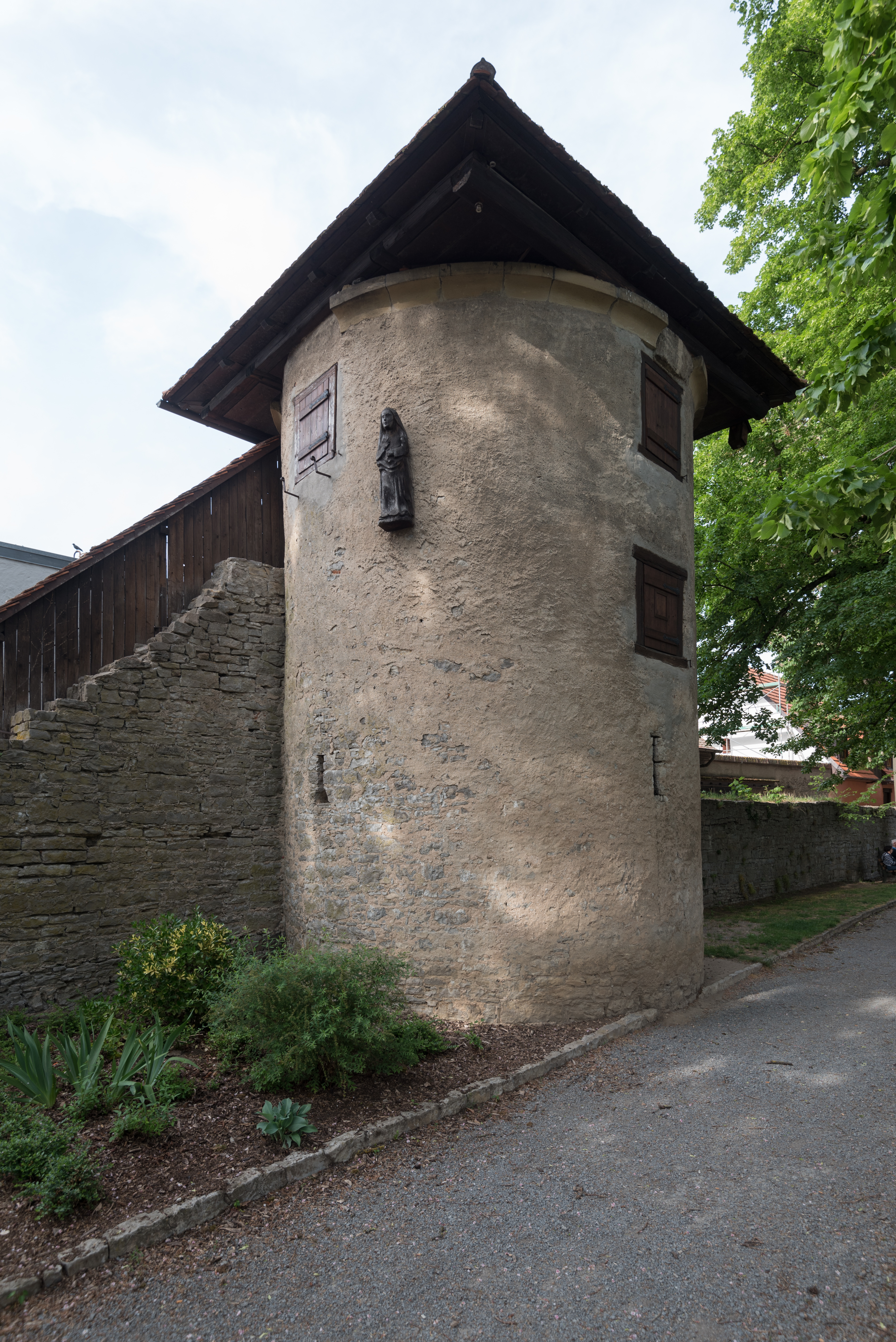
Mauerturm Südring 2 weitere Bilder
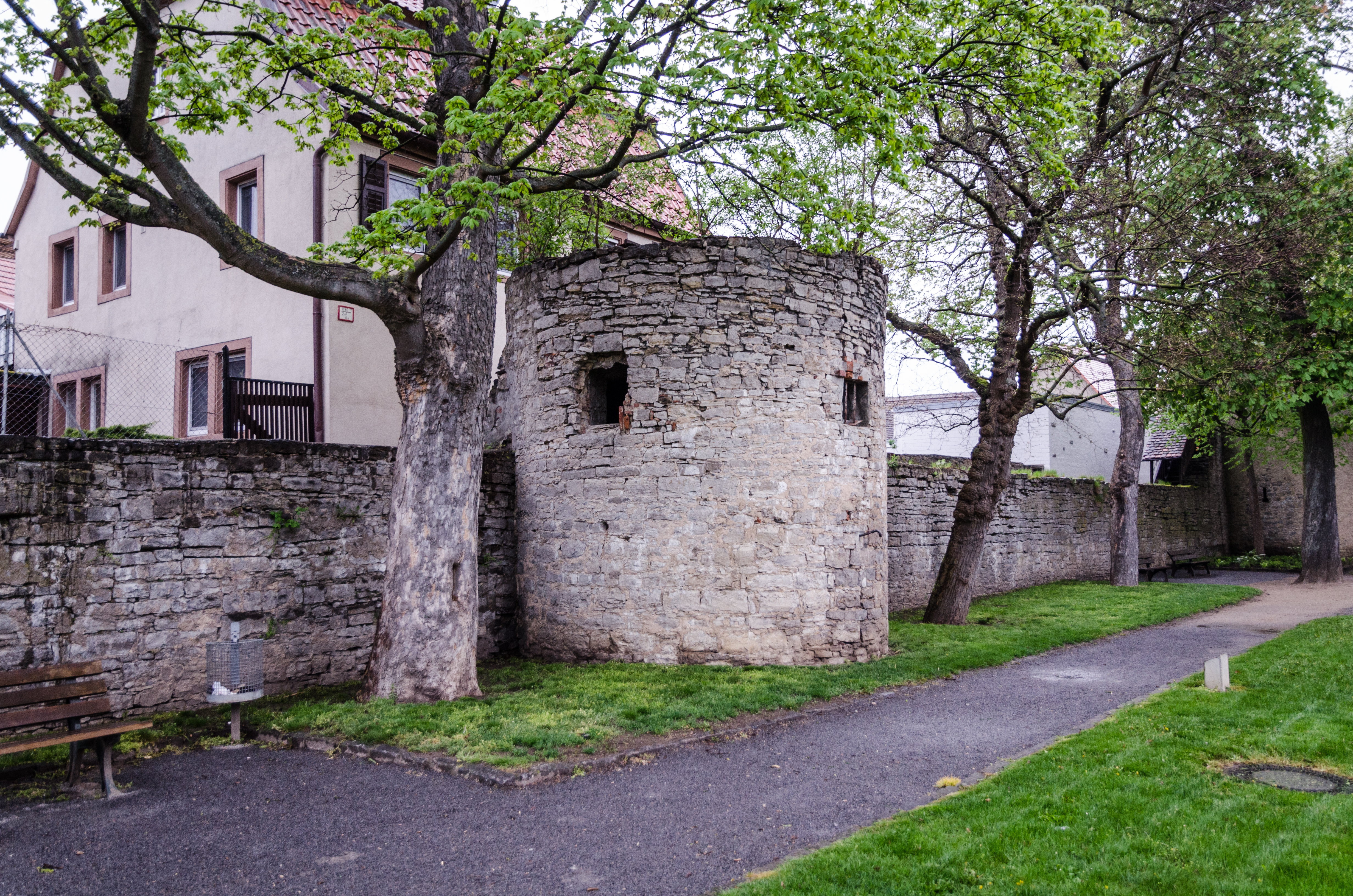
Mauerturm bei Südring 3 weitere Bilder

Im weiteren Verlauf ist ein Mauerstück mit Rundturmresten bei Fischergasse 1, danach westlich ab Fischergasse 9 bis zur Einmündung der Fischergasse in Mainstockheimer Straße erhalten:
- Nähe Fischergasse 1 (Lage): Rest der Stadtmauer, 15./16. Jahrhundert
- Nähe Fischergasse 1 (Lage): Mauerturm, Rundturm, 15./16. Jahrhundert
- Nähe Fischergasse 7 (Lage): Rest der Stadtmauer, 15./16. Jahrhundert
- Fischergasse 9 (Lage): Mauerturm, Rundturm, 15./16. Jahrhundert
- Fischergasse 9 (Lage): Rest der Stadtmauer, 15./16. Jahrhundert
- Fischergasse 13 (Lage): Rest der Stadtmauer, 15./16. Jahrhundert
- Fischergasse 13 (Lage): Mauerturm, Rundturm, 15./16. Jahrhundert

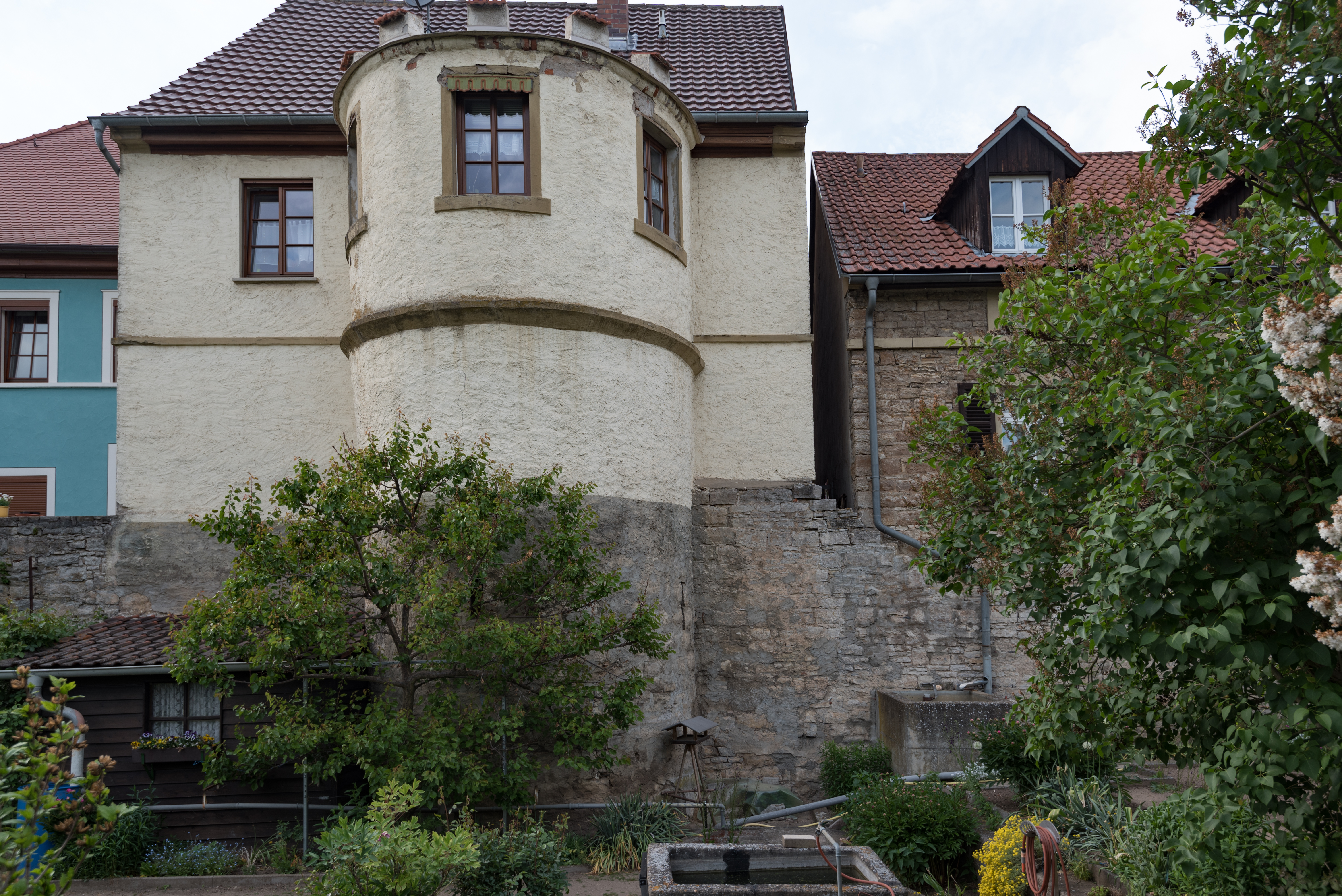
Mauerturm bei Fischergasse 9 weitere Bilder
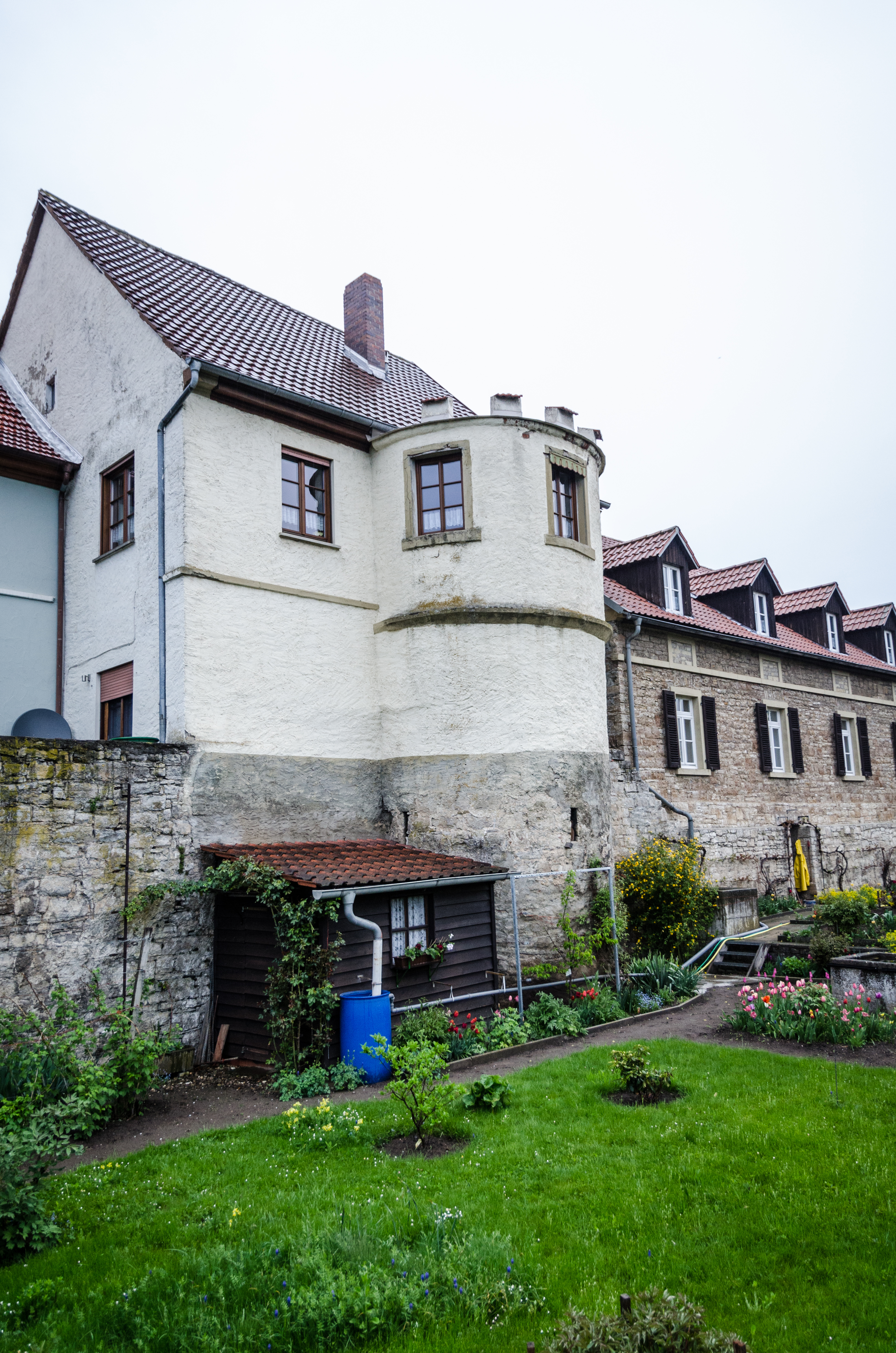
Stadtmauer bei Fischergasse 9 weitere Bilder
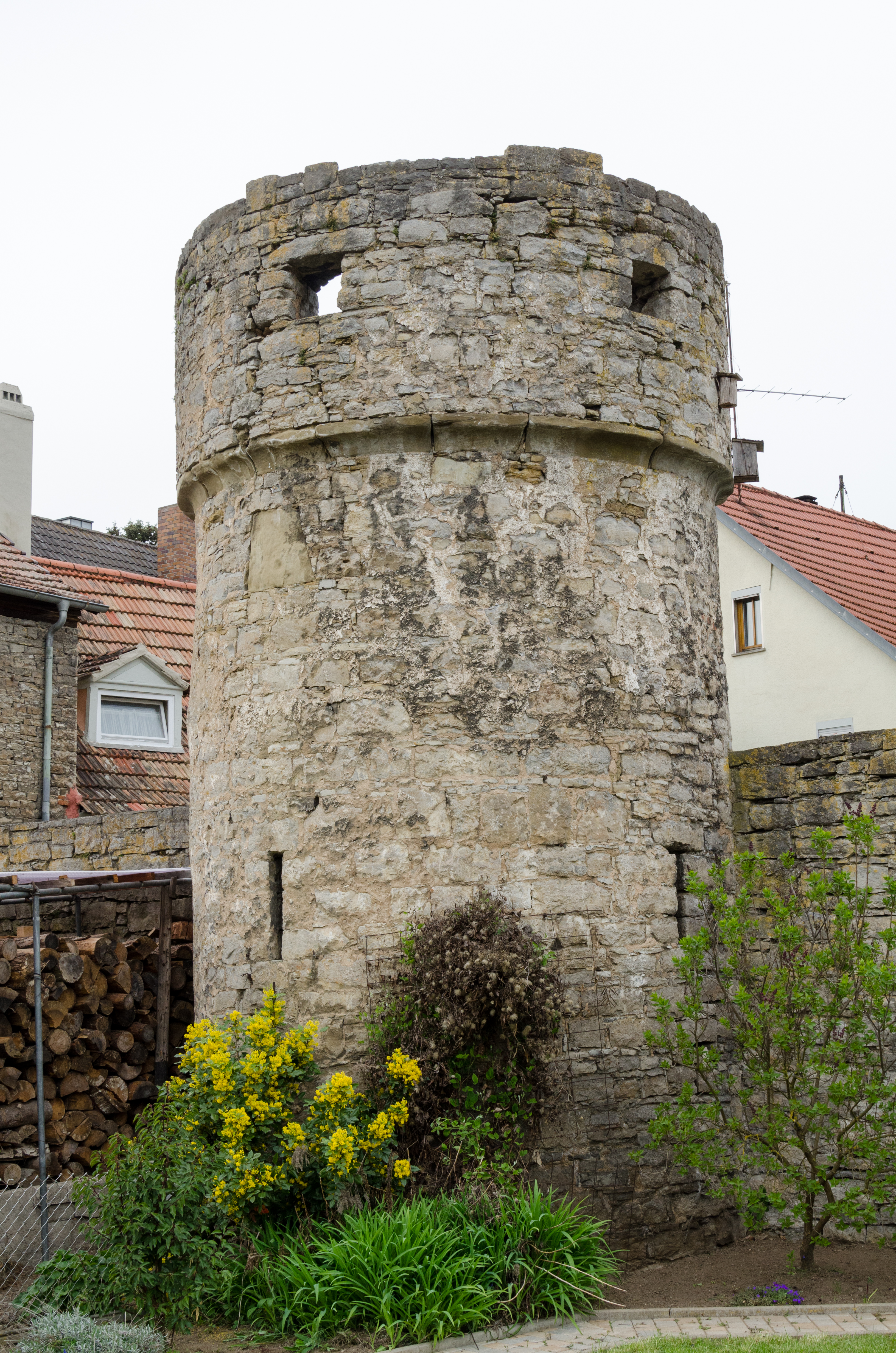
Mauerturm bei Fischergasse 13 weitere Bilder
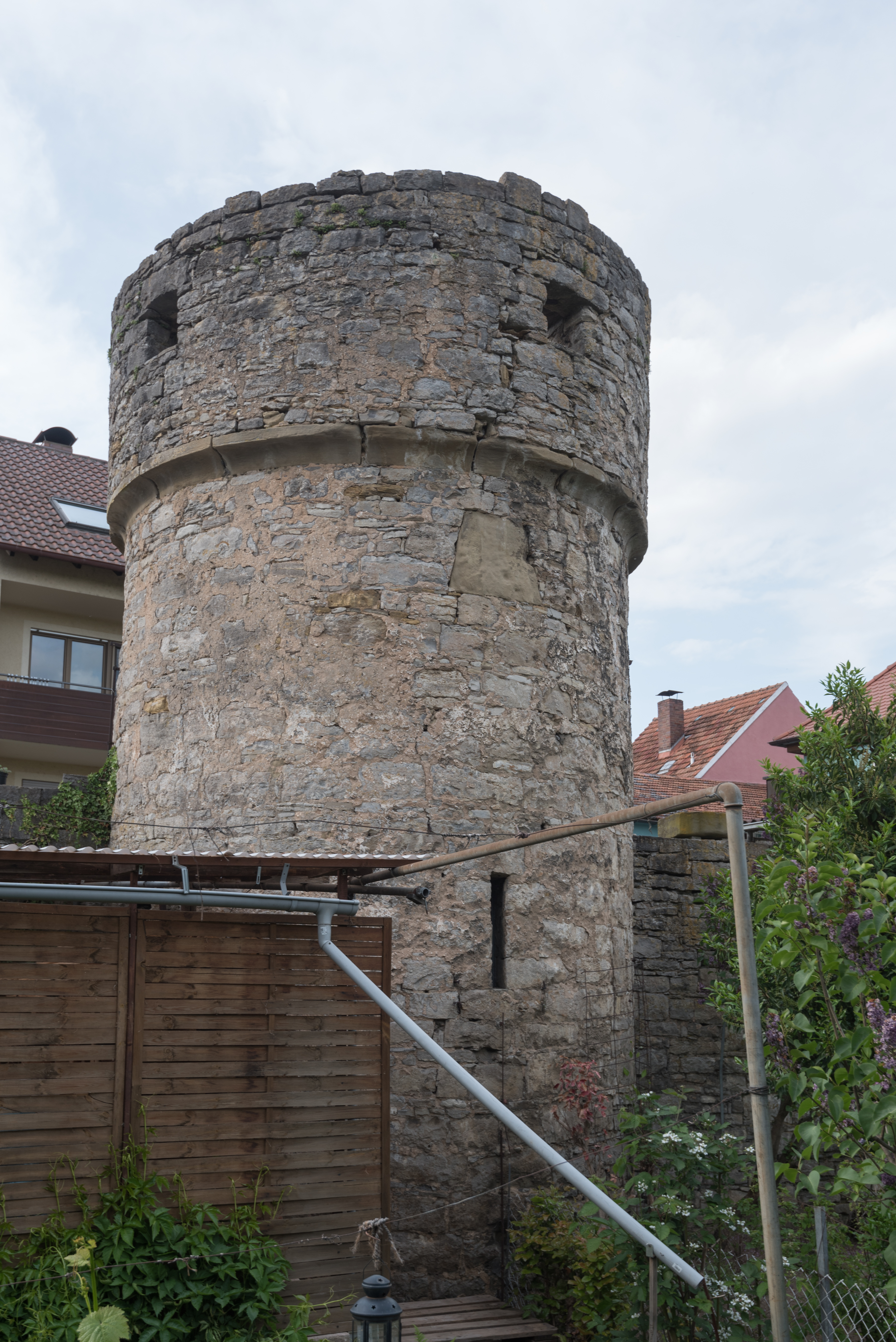
Mauerturm bei Fischergasse 13 weitere Bilder

Westlicher Mauerzug vom Durchbruch an der Fischergasse, westlich Am Stadtgraben bis zum Durchbruch am abgegangenen Würzburger Tor:
- Am Stadtgraben (Lage): Entlang des Straßenzugs, Rest der Stadtmauer mit vier ausgebauten und vier unvollständig erhaltenen Türmen, 15./16. Jahrhundert
- Am Stadtgraben 6 (Lage): Mauerturm, 15./16. Jahrhundert
- Am Sperber 2 (Lage): Mauerturm, 15./16. Jahrhundert
- Nähe Fischergasse 27 (Lage): Mauerturm, 15./16. Jahrhundert
- Nähe Dr.-Matthias-Horn-Straße 16, 18 (Lage): Mauerturm, 15./16. Jahrhundert
- Am Stadtgraben 4 (Lage): Mauerturm, 15./16. Jahrhundert
- Am Stadtgraben 2 (Lage): Mauerturm, 15./16. Jahrhundert
- Nähe Dr.-Matthias-Horn-Straße 6 (Lage): Mauerturm, 15./16. Jahrhundert
- Nähe Dr.-Matthias-Horn-Straße 2 (Lage): Mauerturm, 15./16. Jahrhundert
- Nähe Würzburger Straße 15 (Lage): Mauerturm, 15./16. Jahrhundert

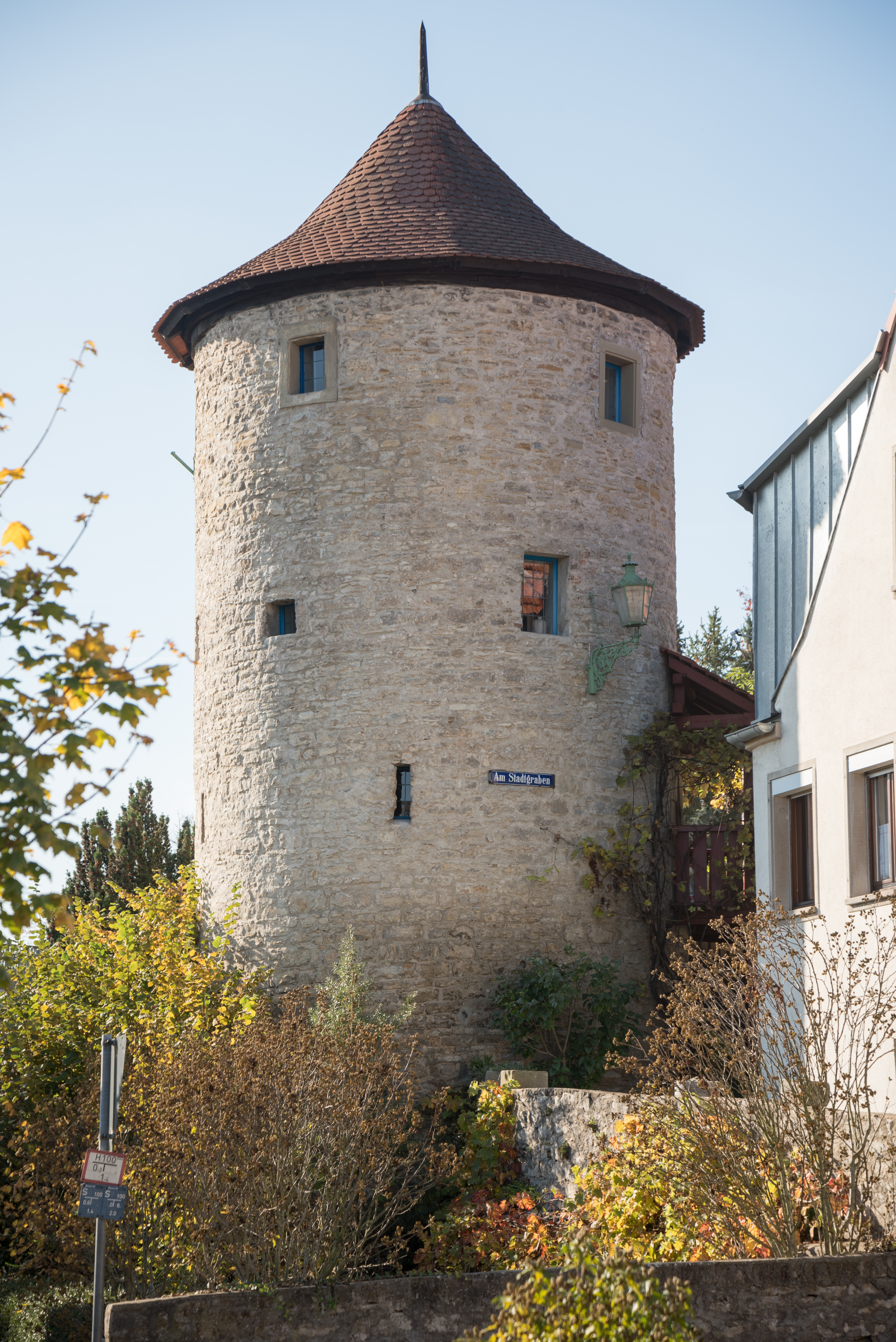
Mauerturm, Am Stadtgraben 6, von Süden weitere Bilder
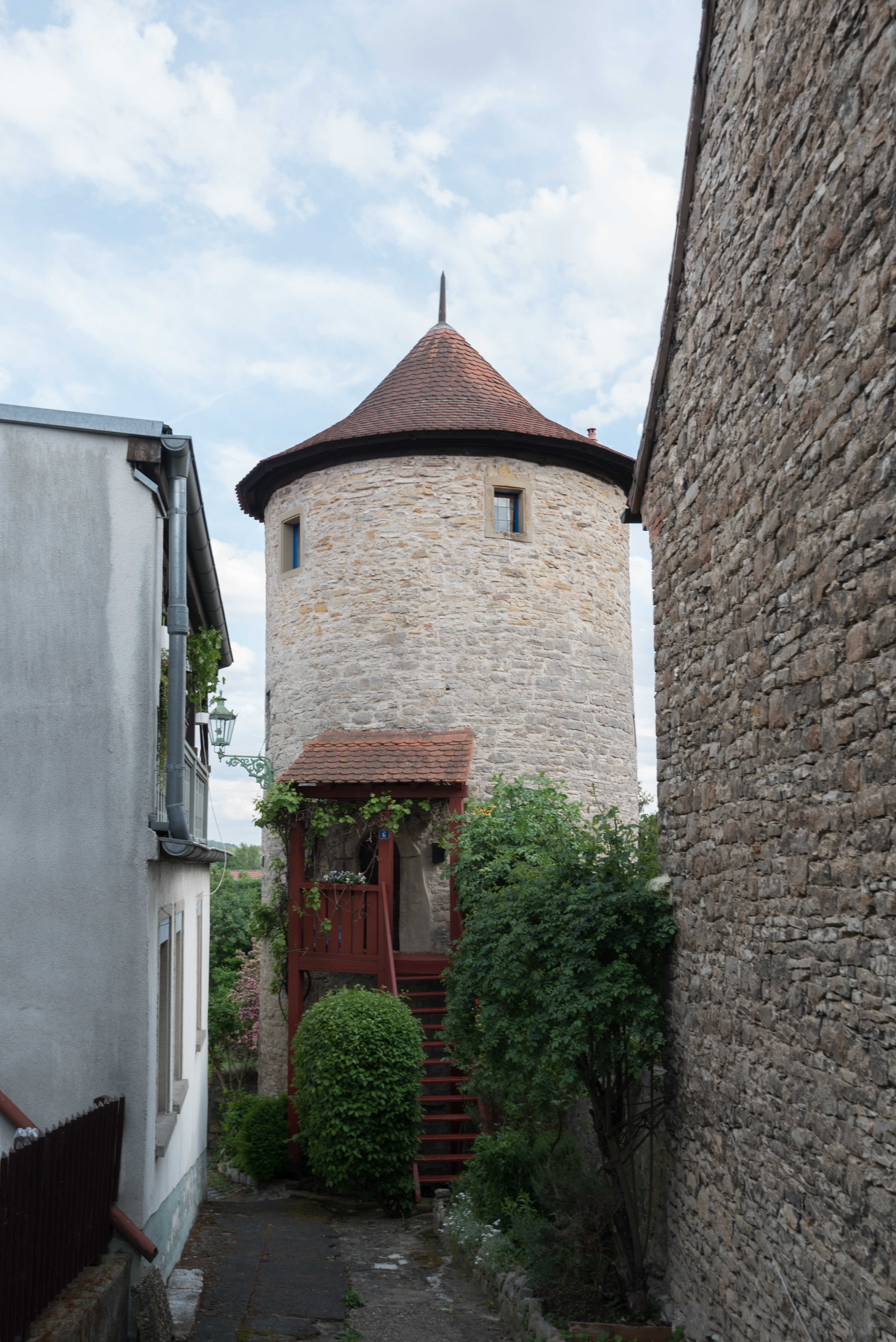
Mauerturm, Am Stadtgraben 6, von Norden weitere Bilder
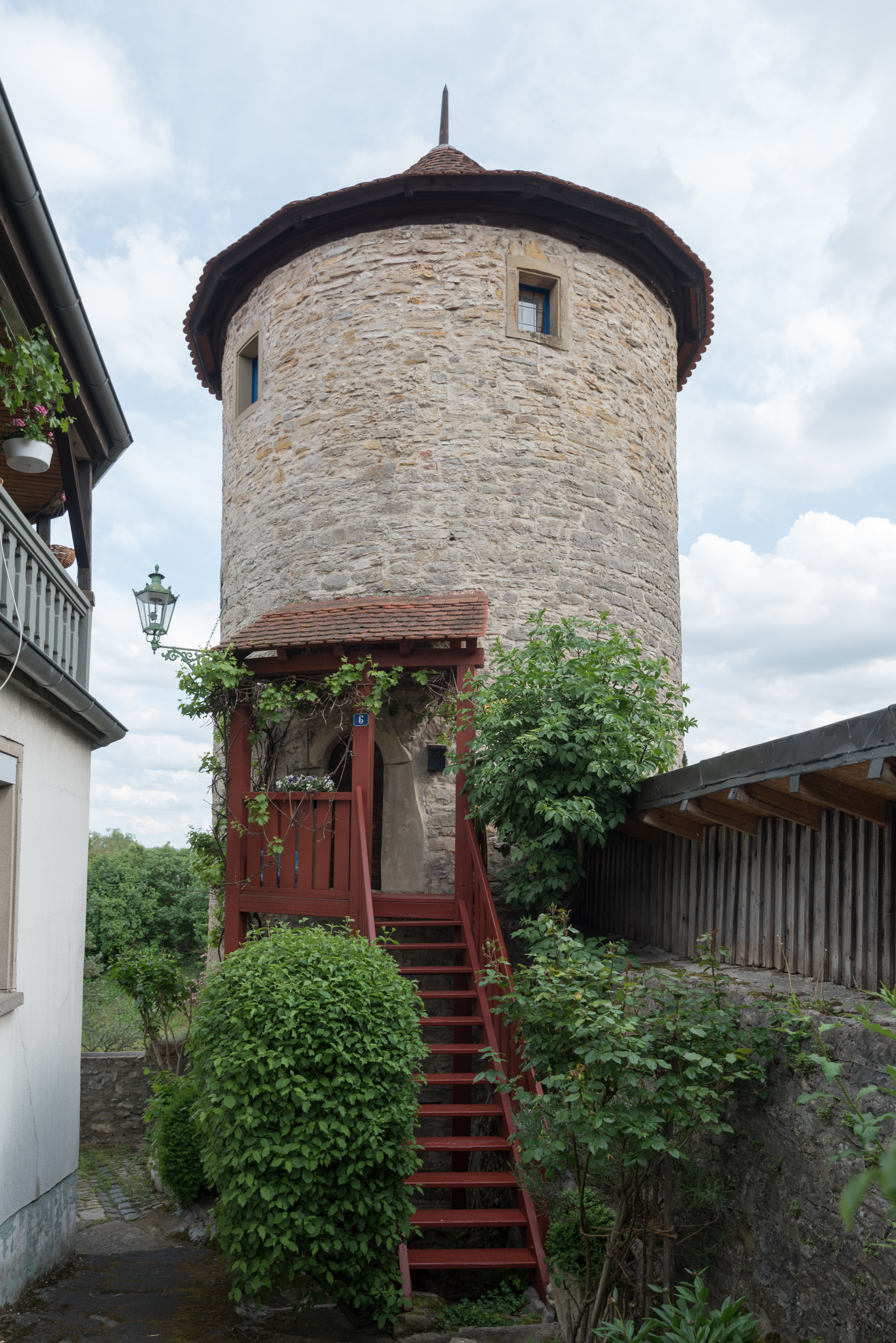
Mauerturm, Am Stadtgraben 6, von Norden weitere Bilder
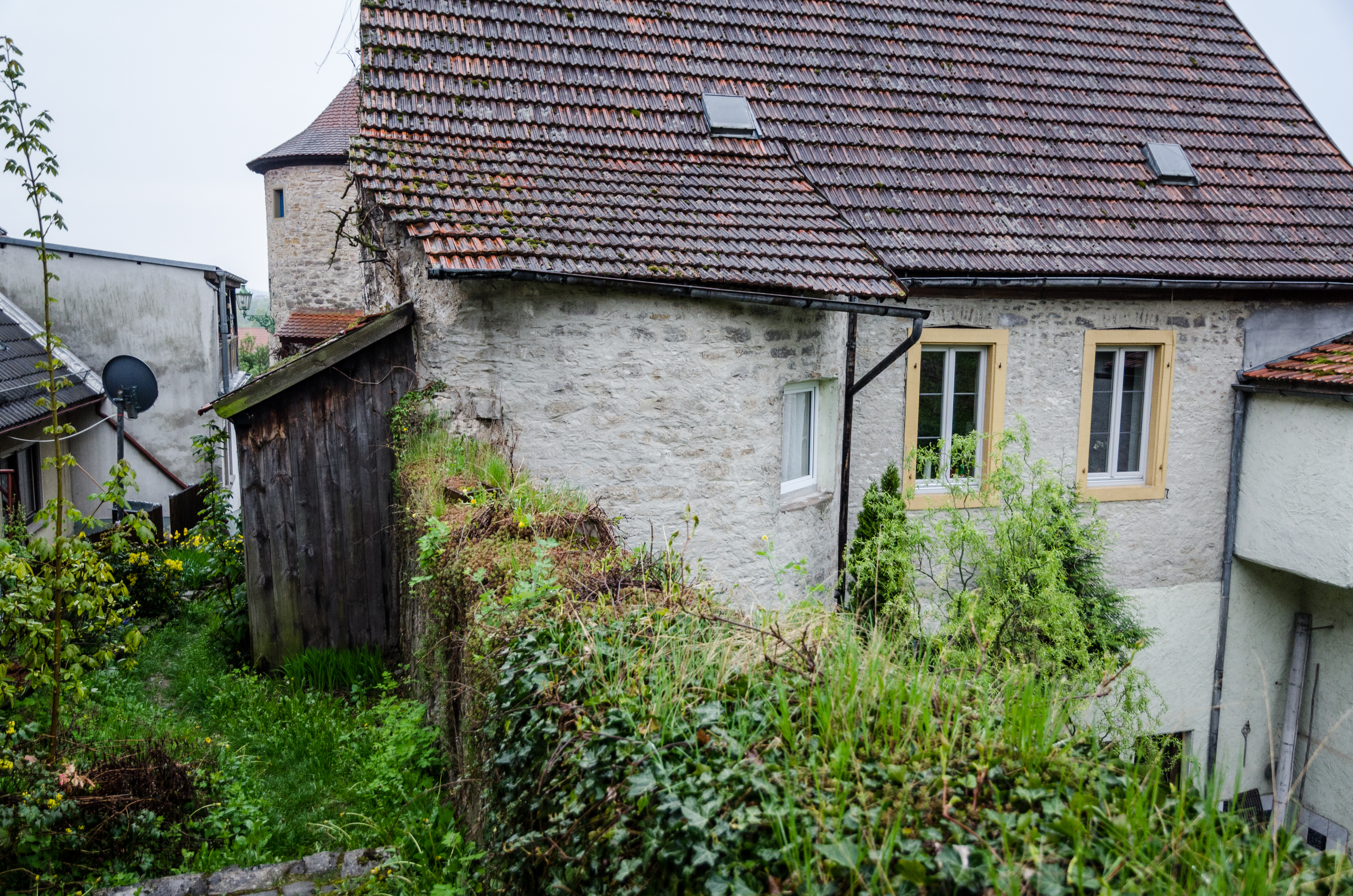
Mauerturm, Am Sperber 2 weitere Bilder
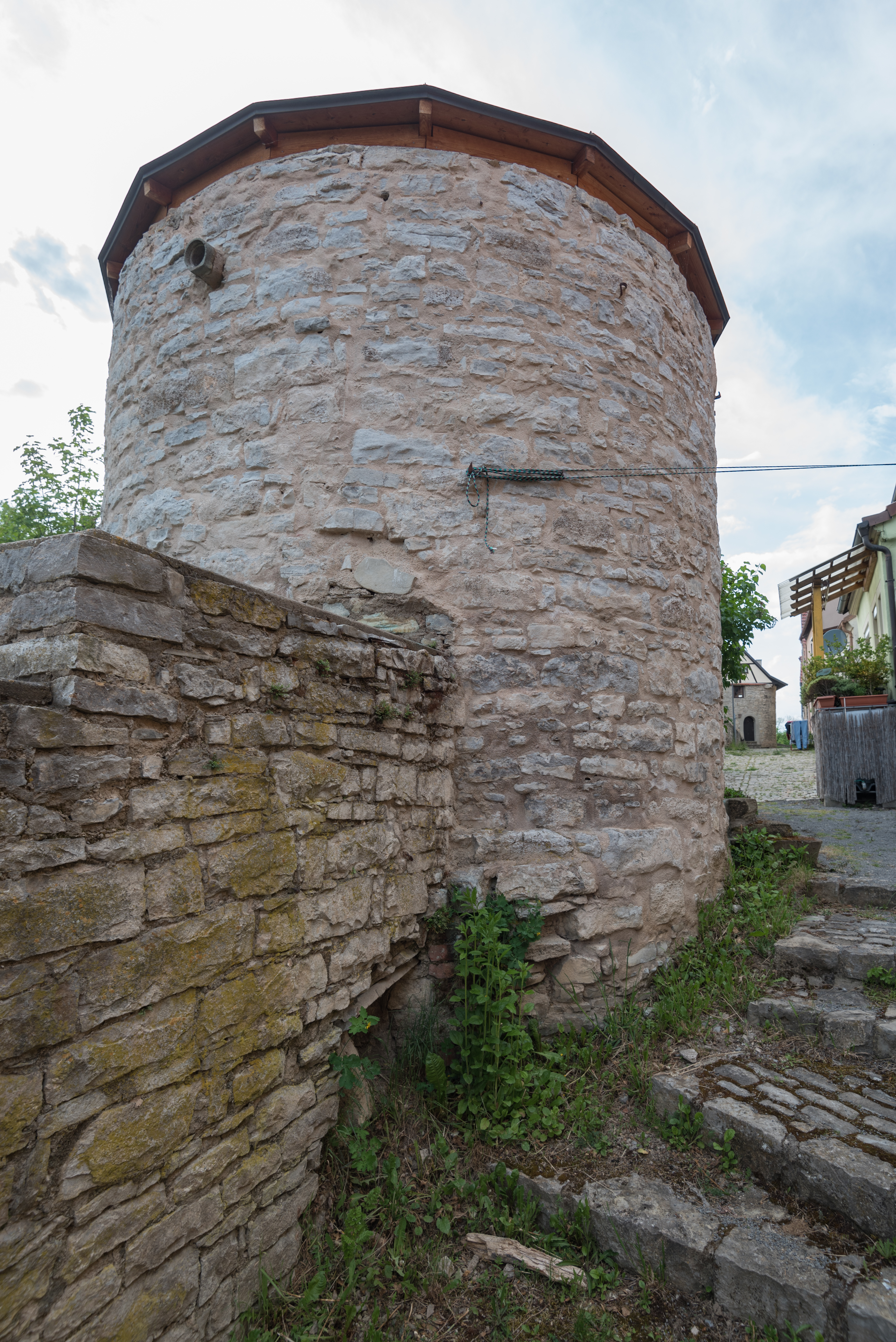
Mauerturm, gegenüber Fischergasse 27 weitere Bilder
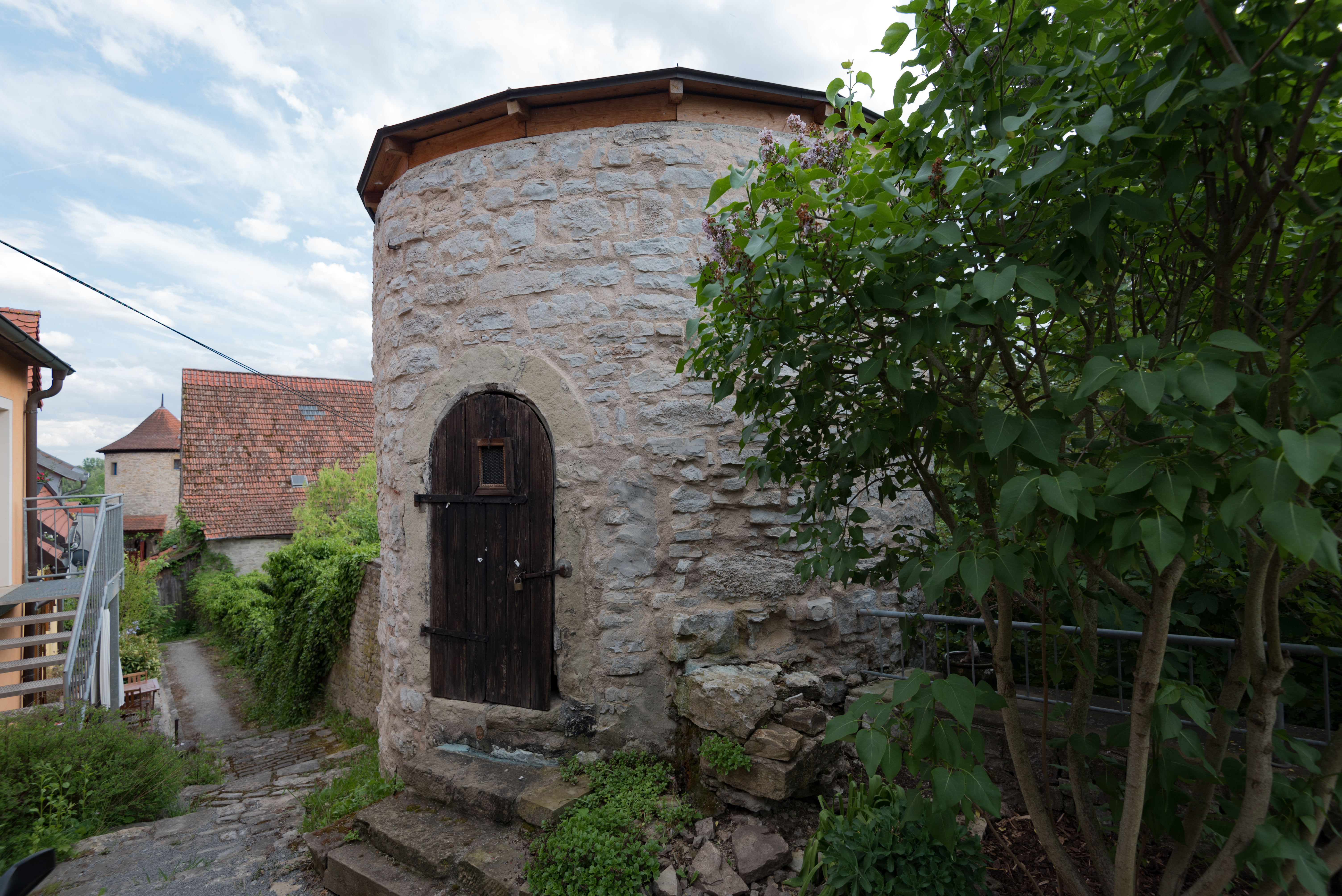
Mauerturm, gegenüber Fischergasse 27 weitere Bilder
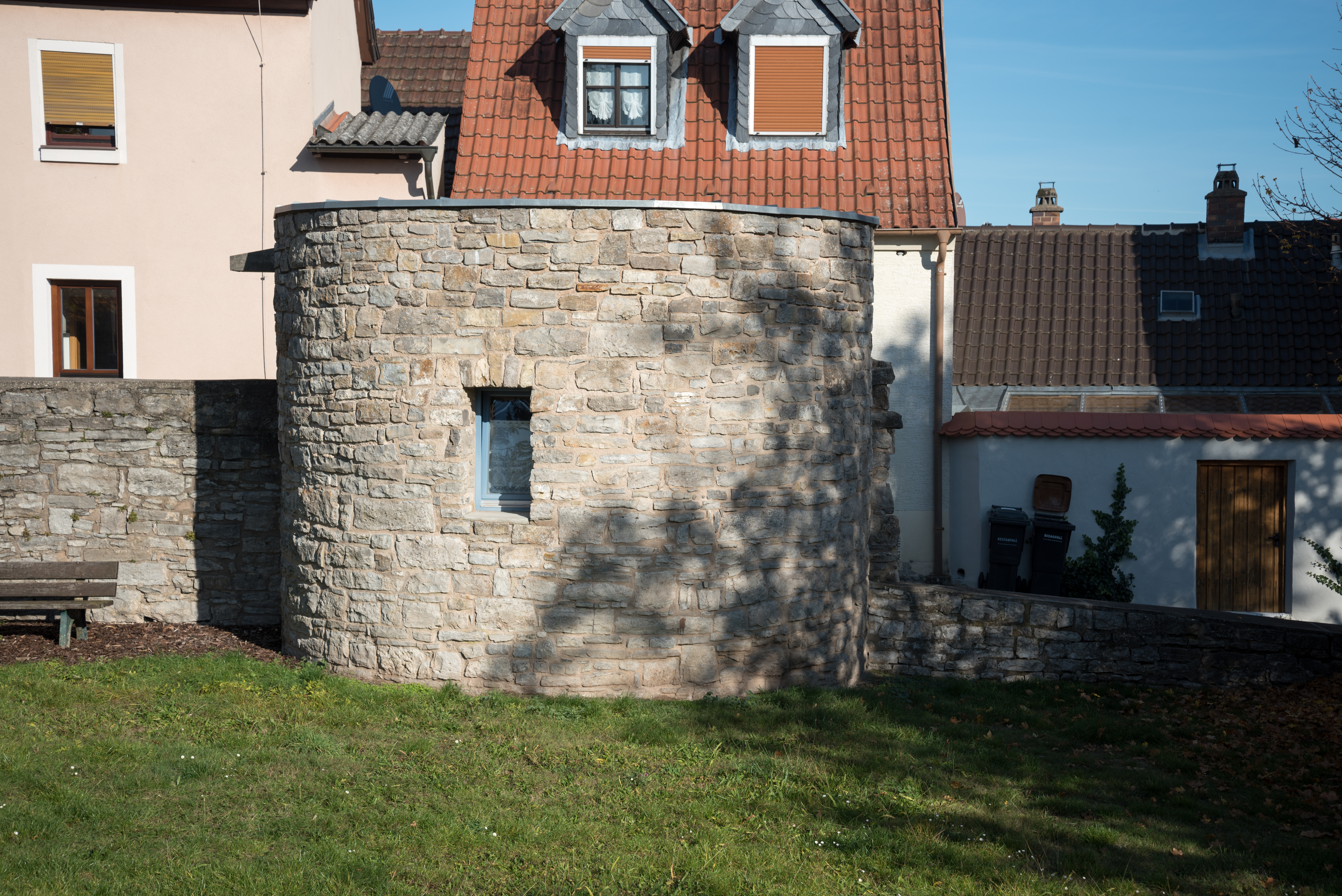
Mauerturm, gegenüber Am Stadtgraben 3 weitere Bilder
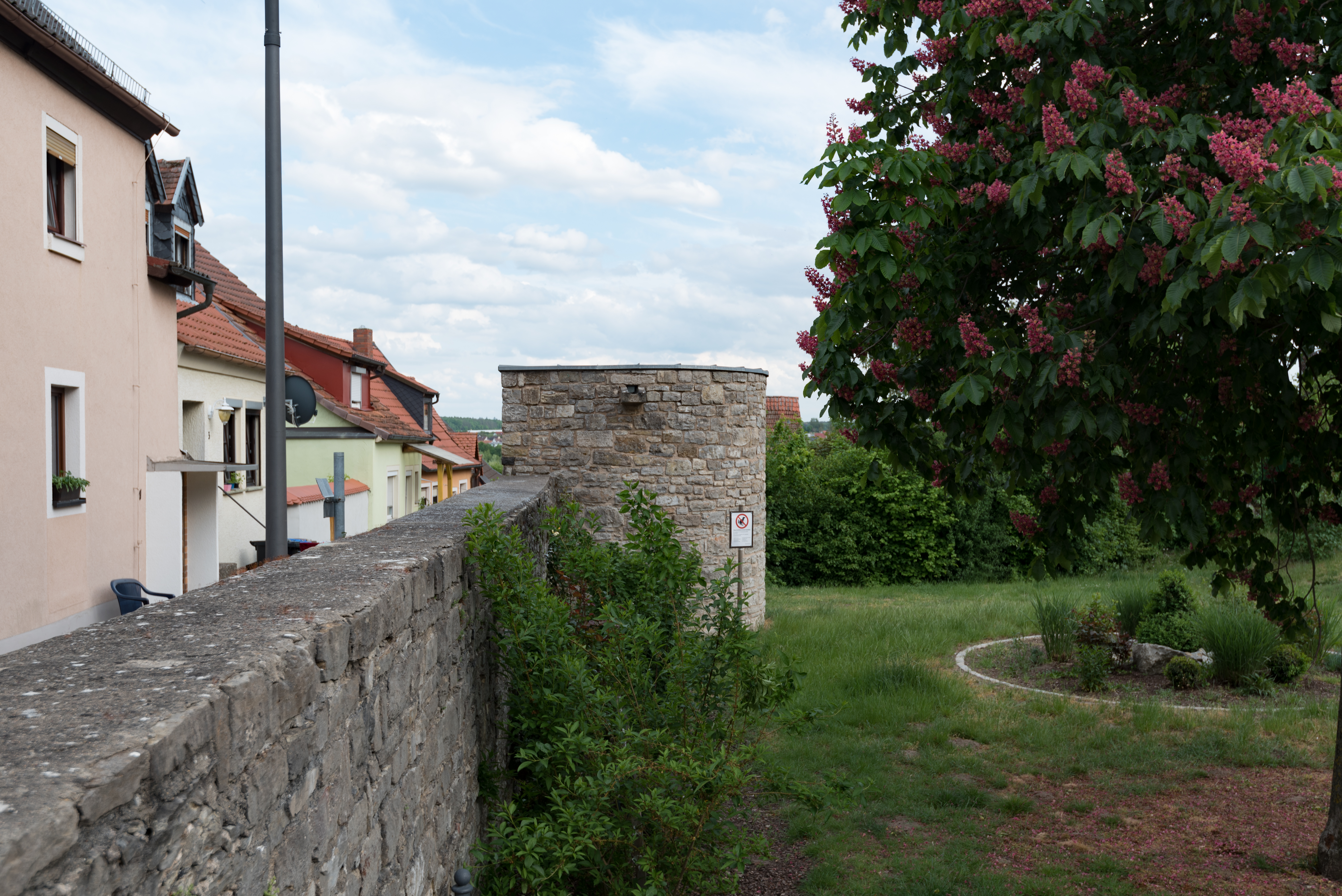
Mauerturm, gegenüber Am Stadtgraben 3, von Norden weitere Bilder
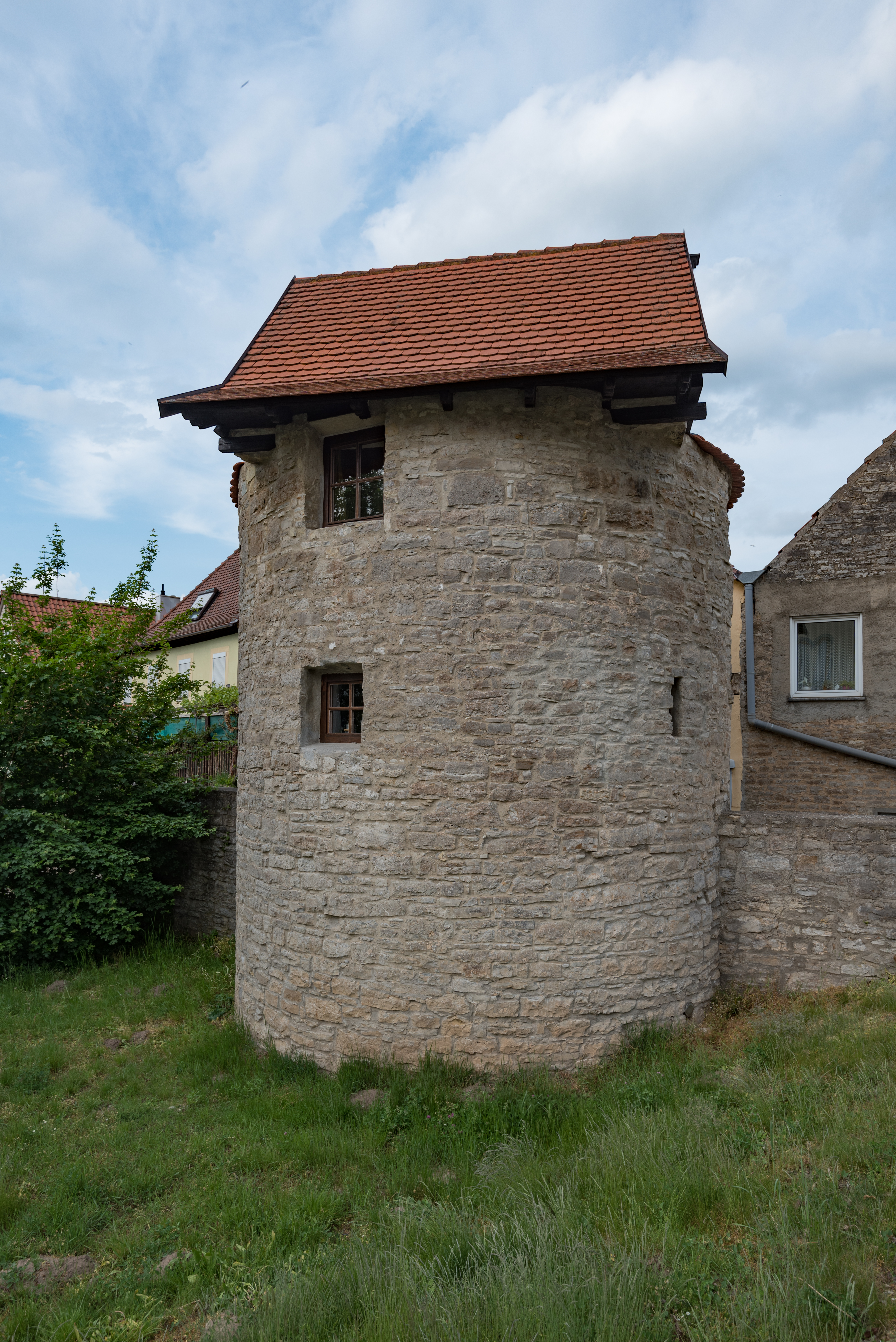
Mauerturm, Am Stadtgraben 4 weitere Bilder
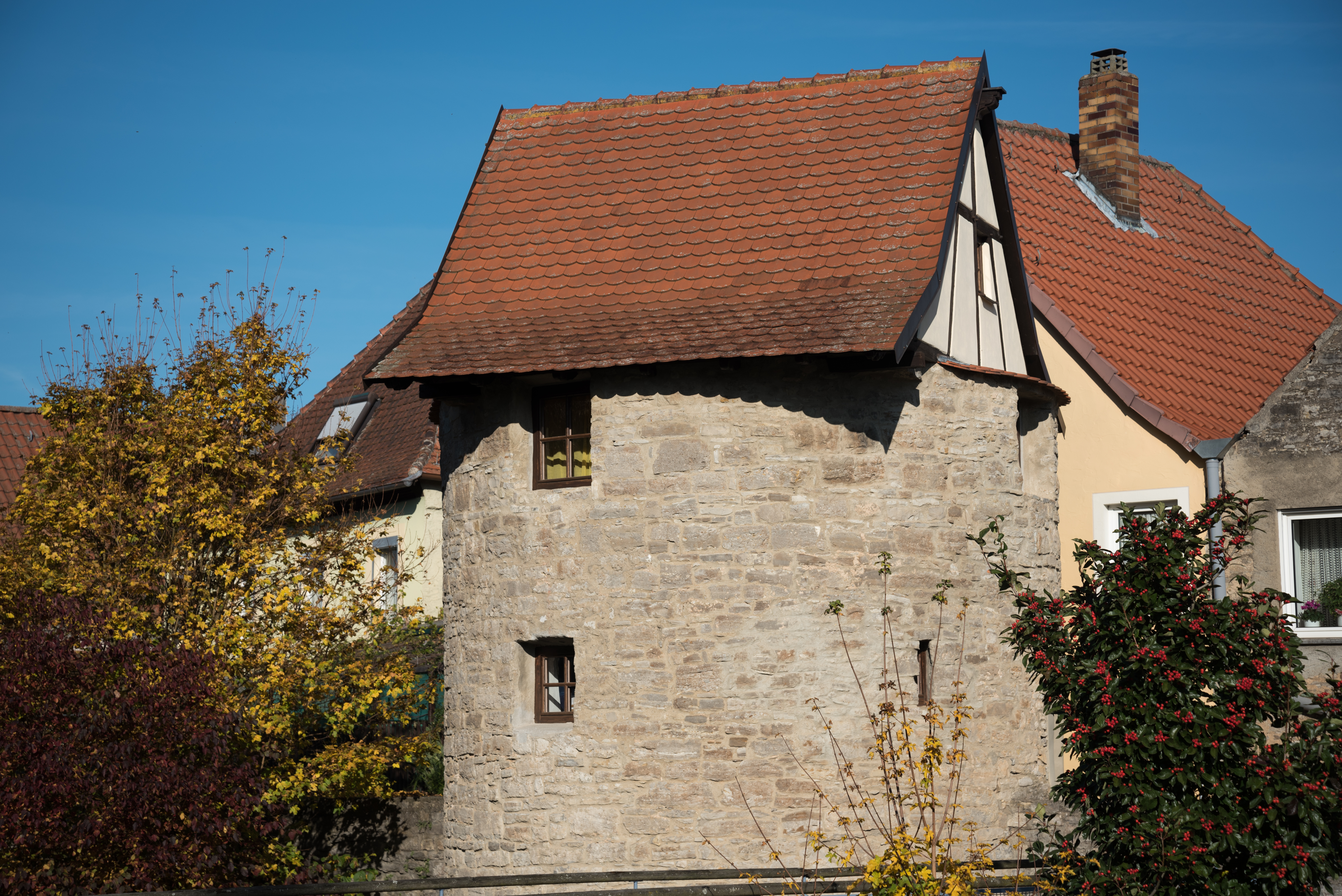
Mauerturm, Am Stadtgraben 4 weitere Bilder
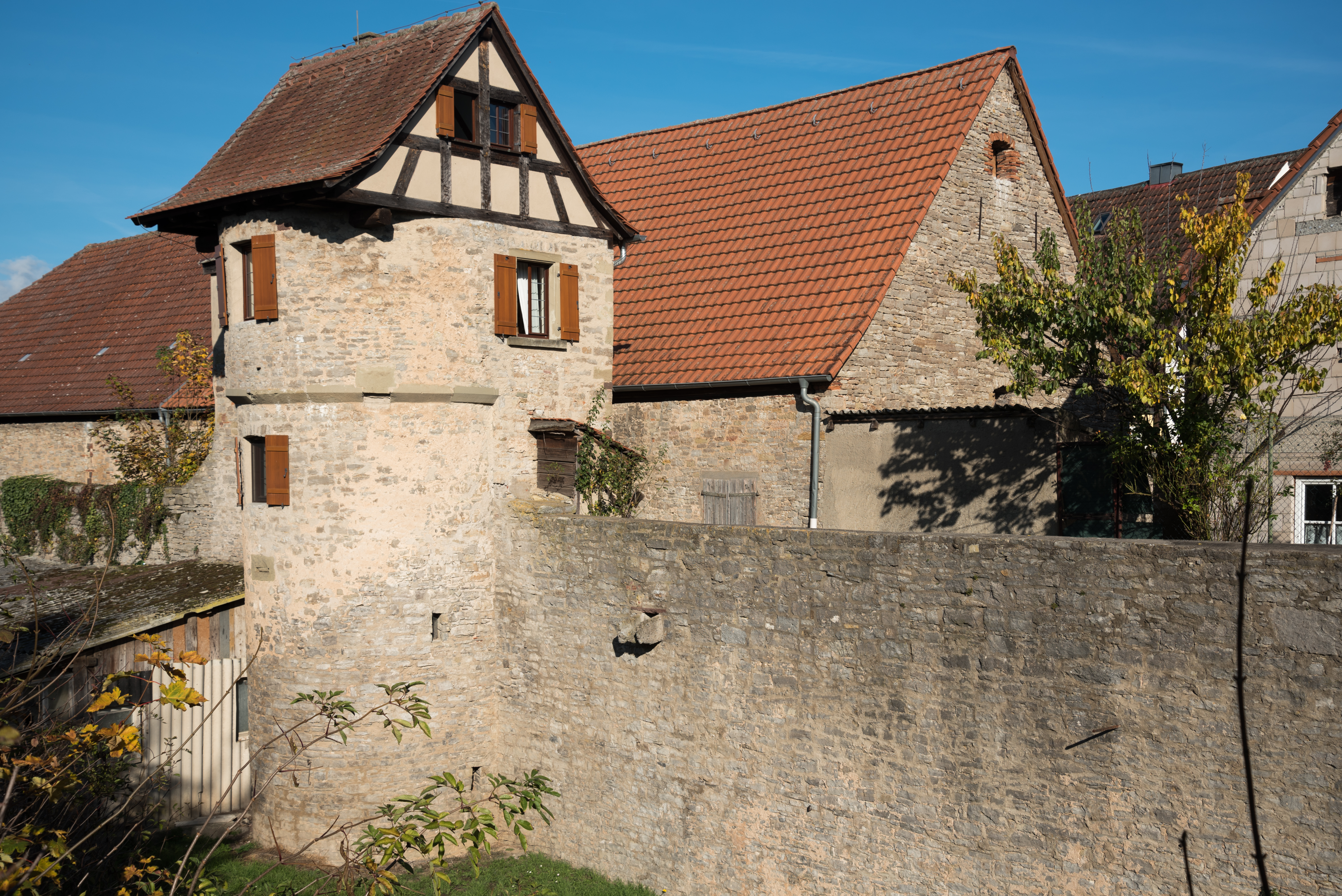
Mauerturm, Am Stadtgraben 2 weitere Bilder
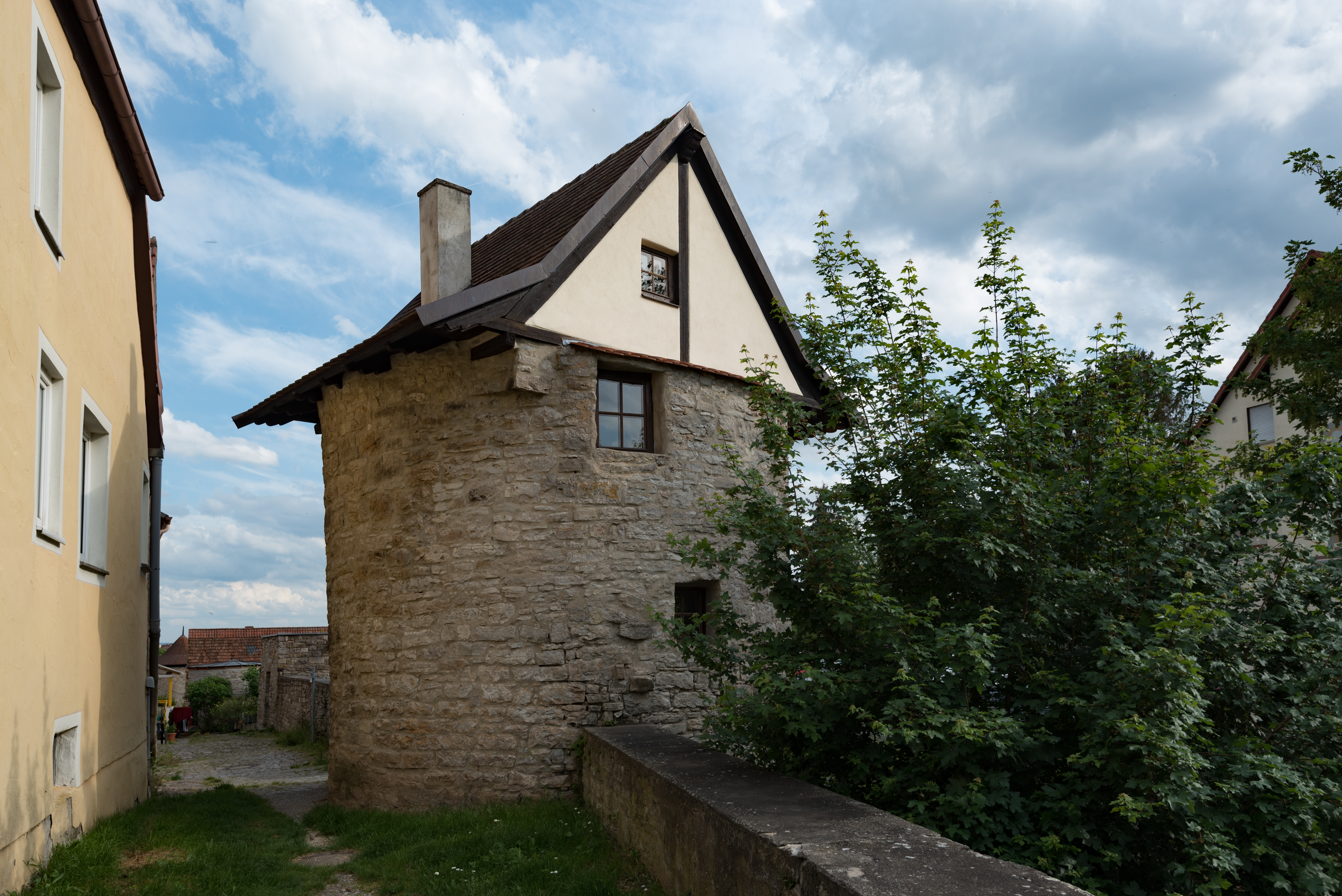
Mauerturm, Am Stadtgraben 4 weitere Bilder
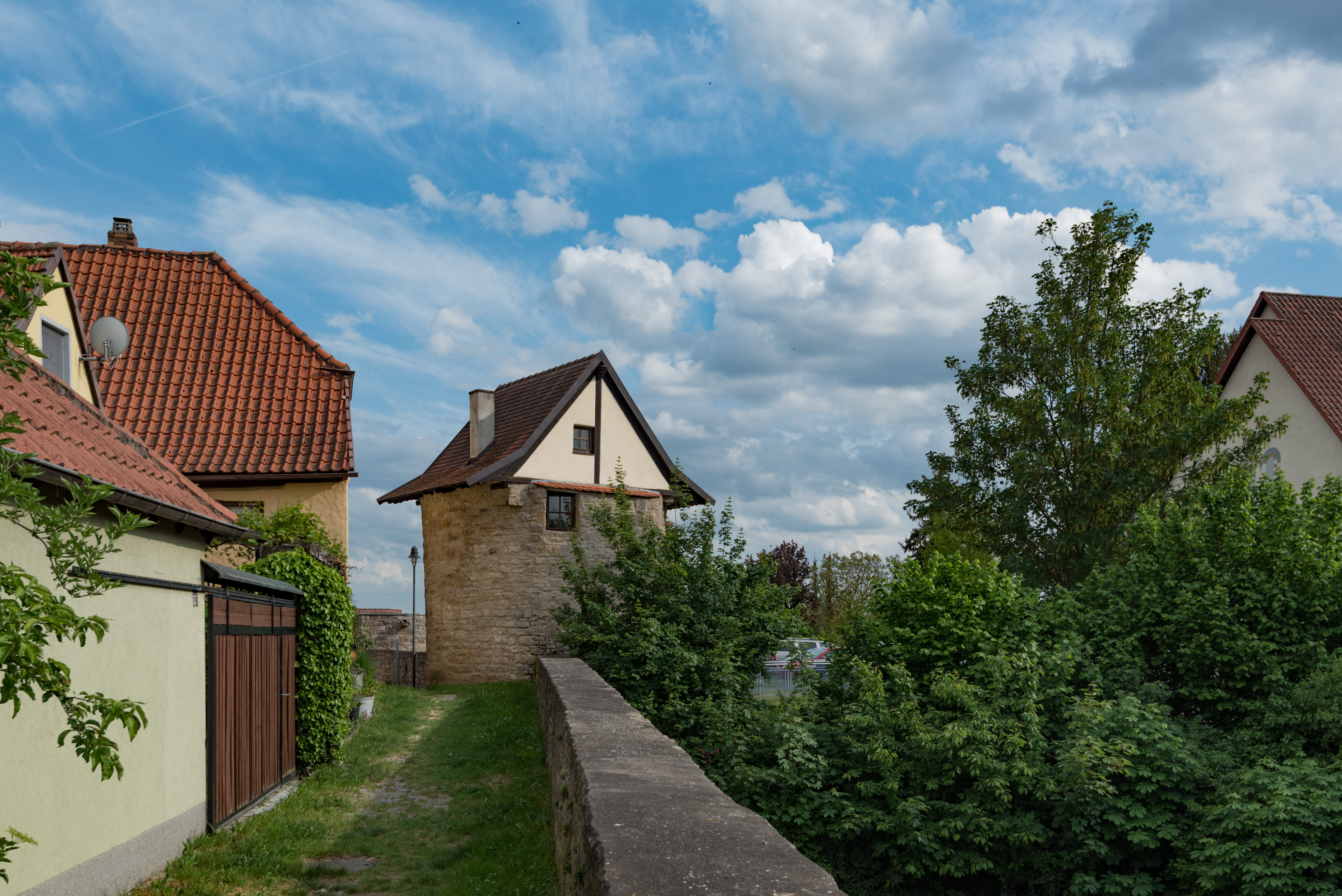
Mauerturm, Am Stadtgraben 4 weitere Bilder
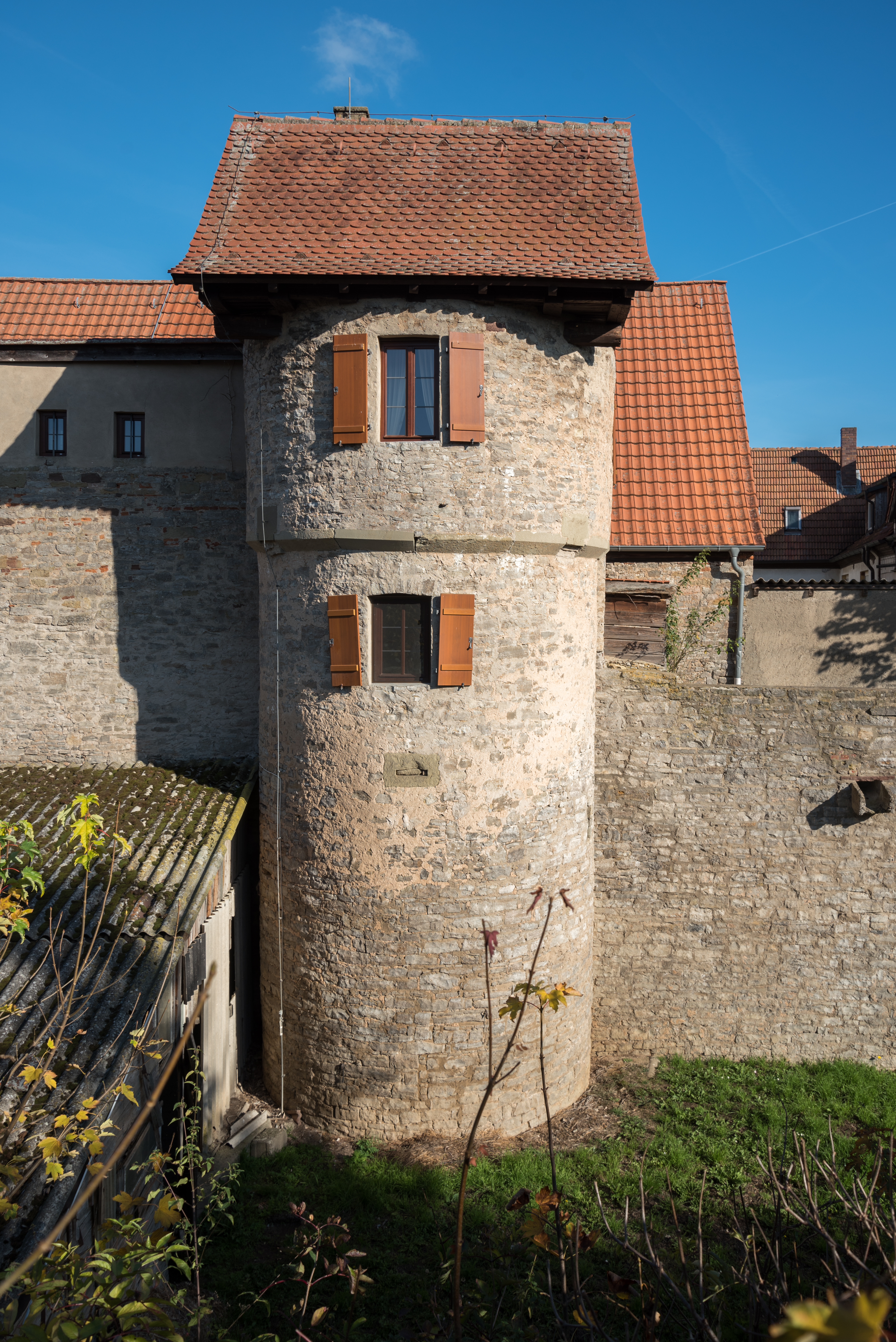
Mauerturm, Am Stadtgraben 2 weitere Bilder
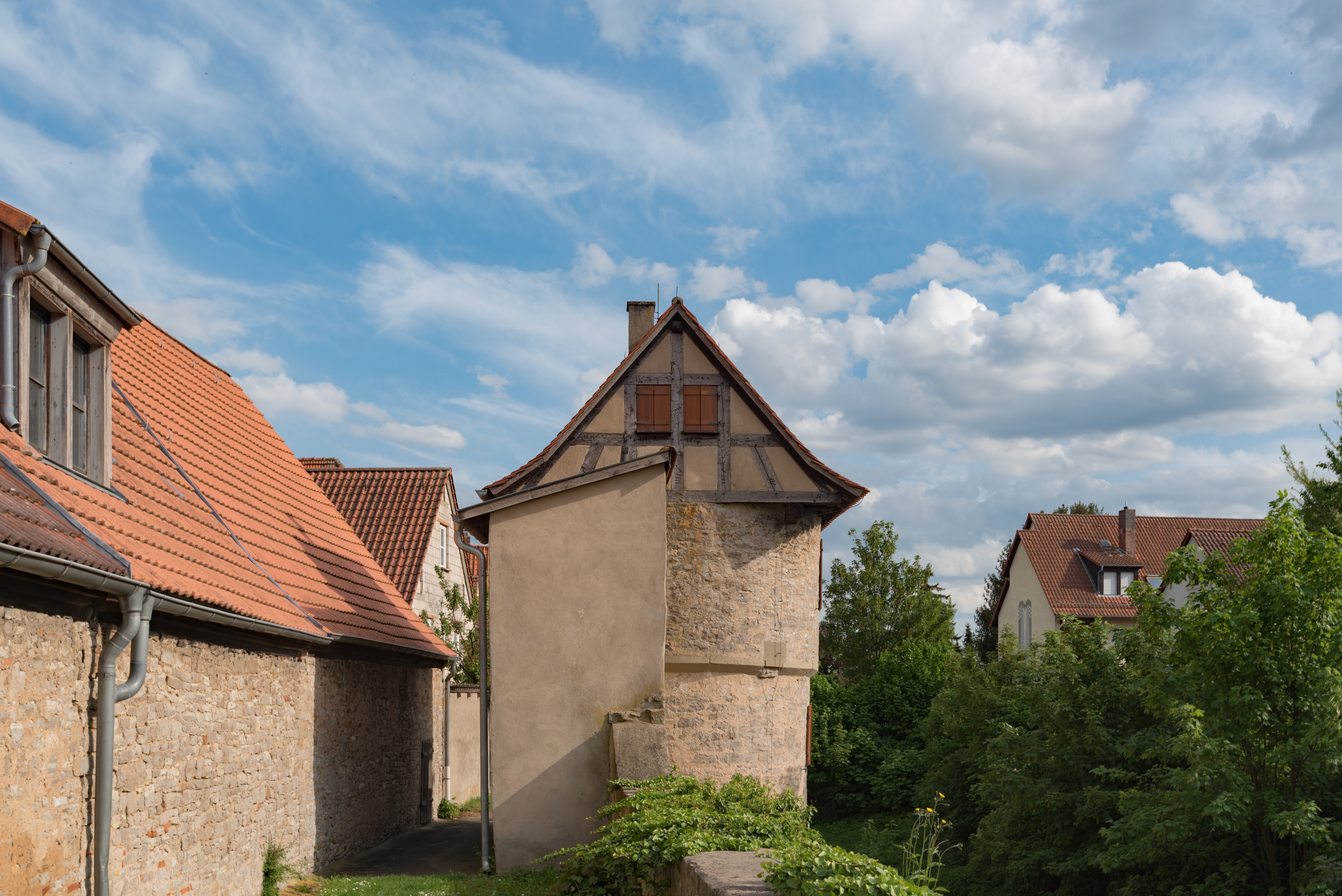
Mauerturm, Am Stadtgraben 2 weitere Bilder
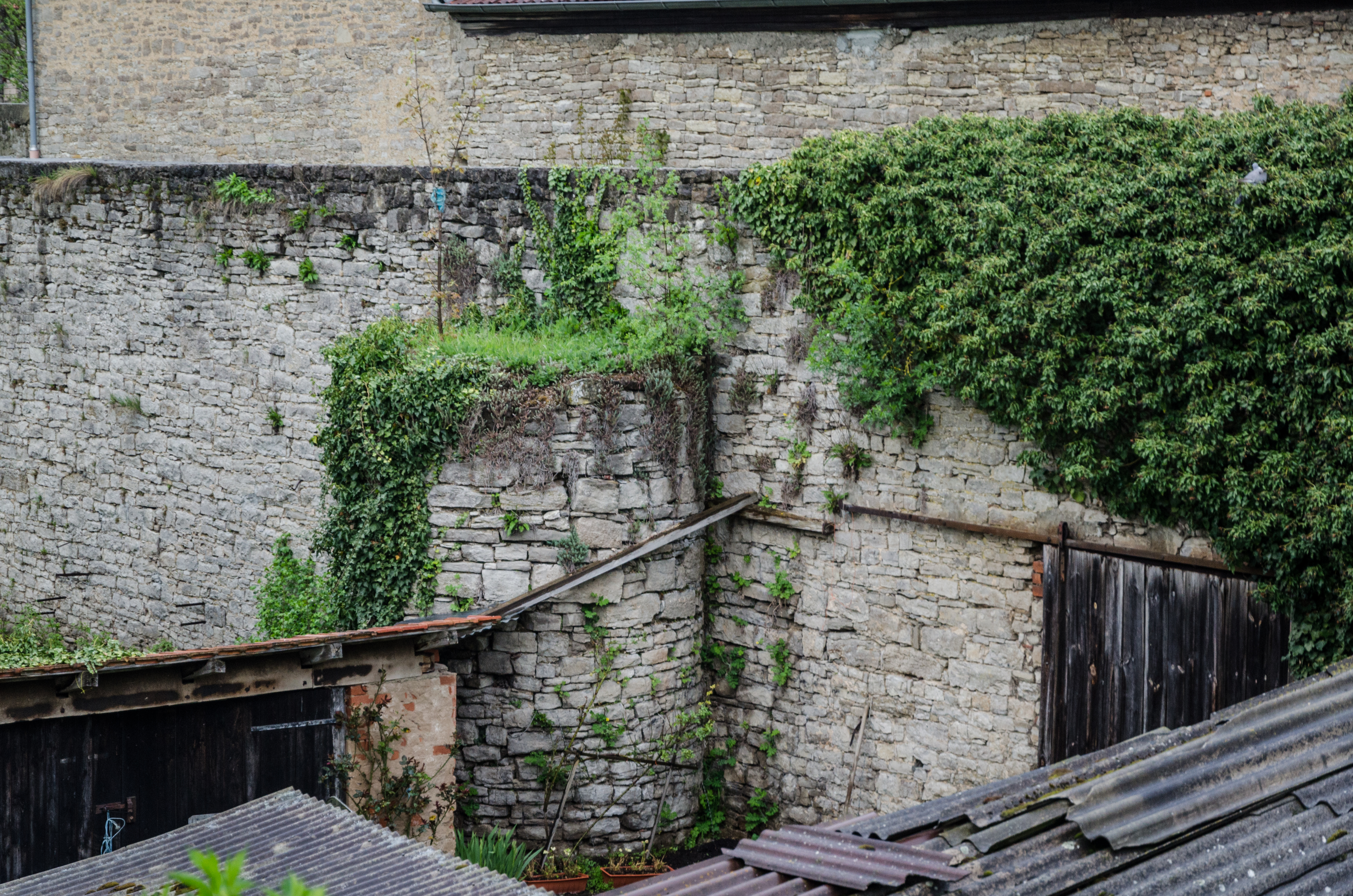
Mauerturm im Stadtgraben, Nähe Dr.-Matthias-Horn-Straße 6 weitere Bilder
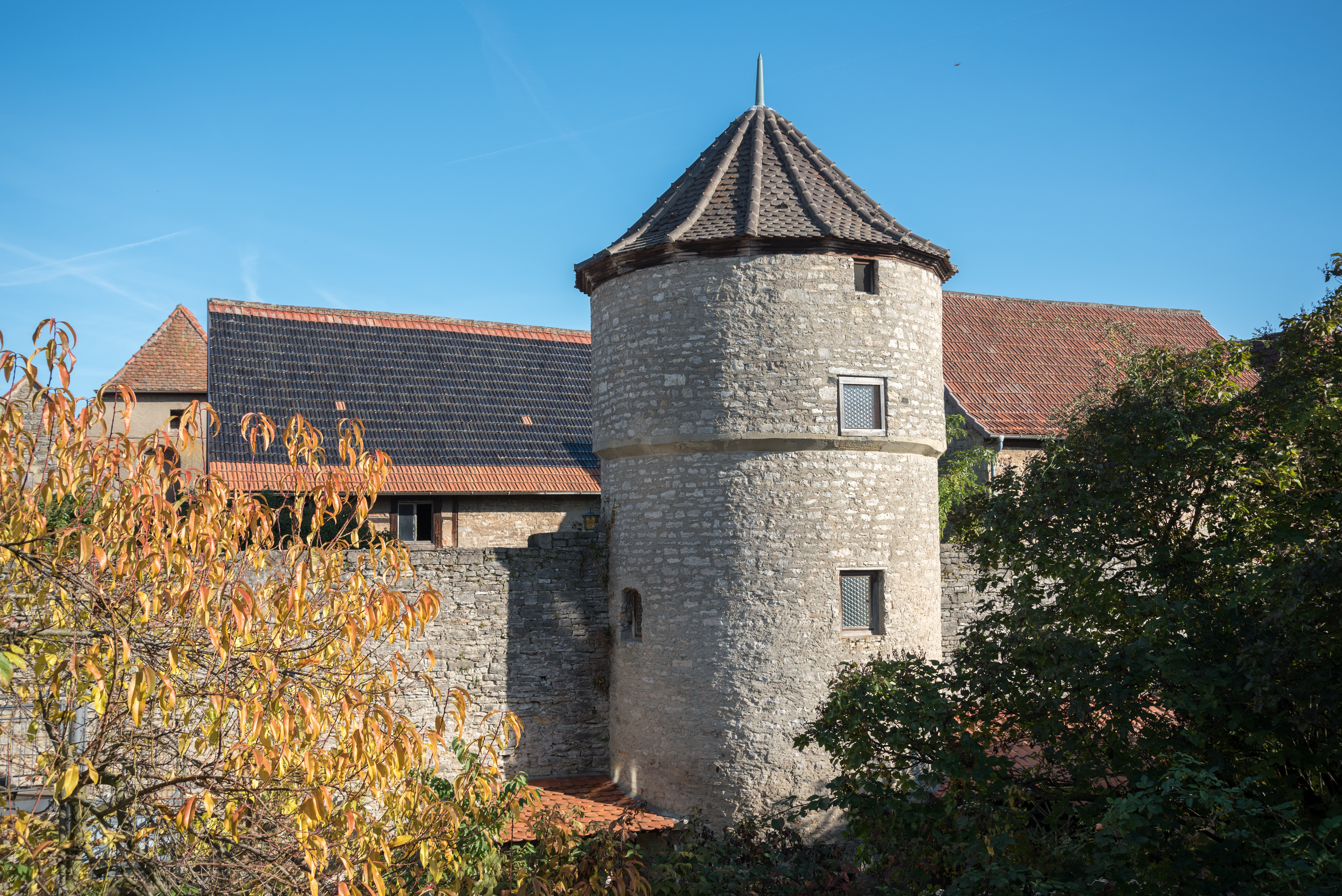
Mauerturm, Nähe Dr.-Matthias-Horn-Straße 2, Feldseite weitere Bilder
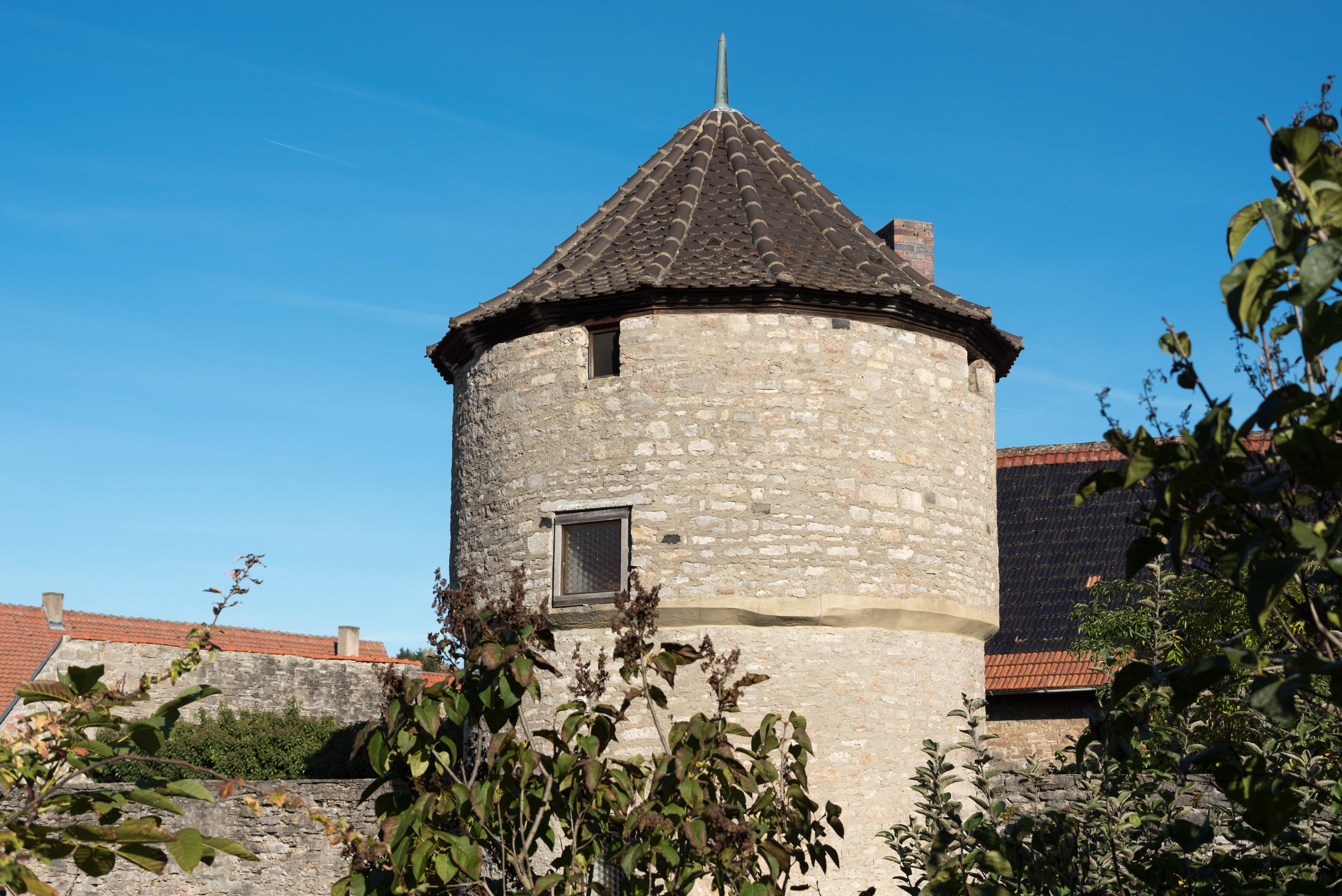
Mauerturm, Nähe Dr.-Matthias-Horn-Straße 2, Feldseite weitere Bilder
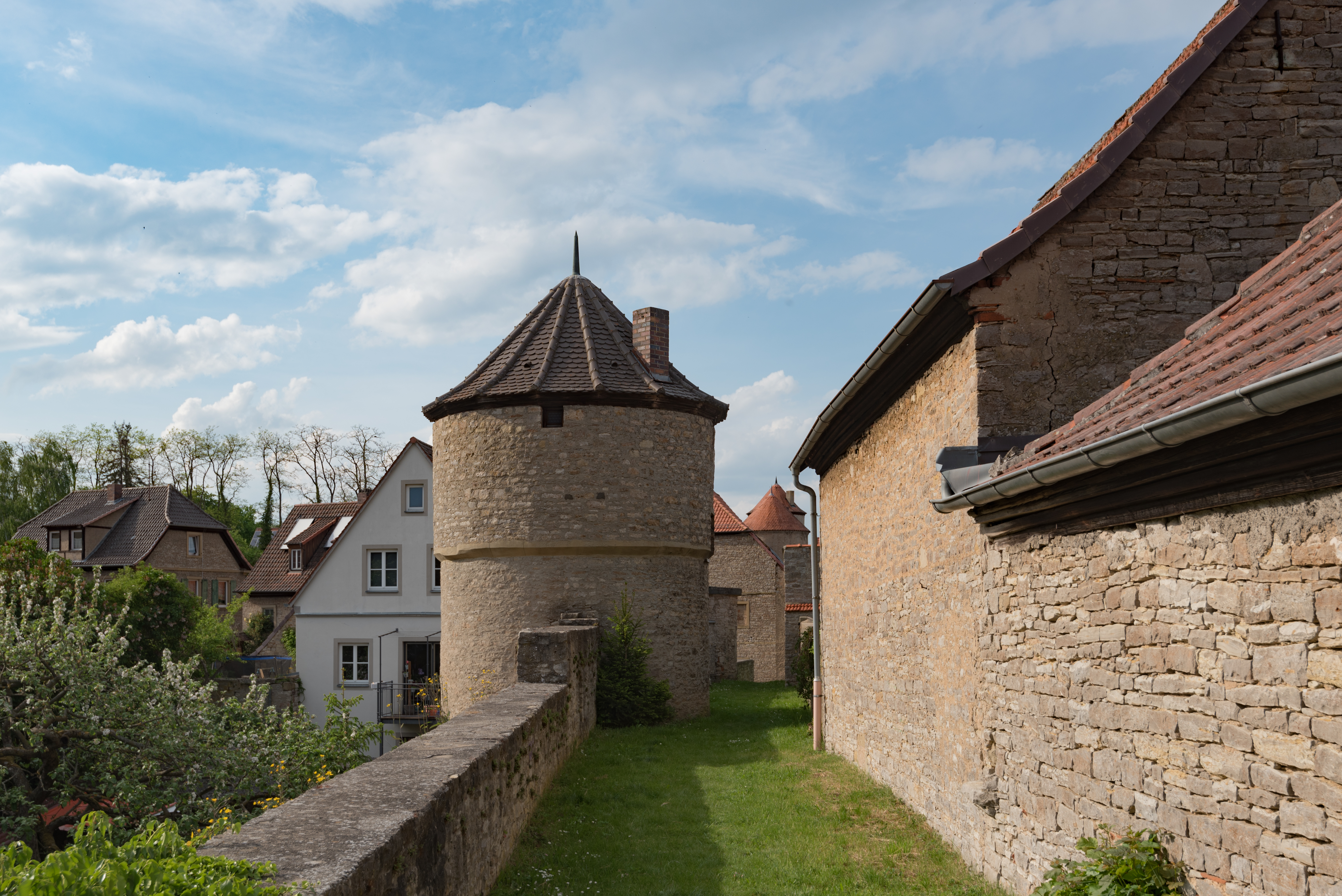
Mauerturm, Nähe Dr.-Matthias-Horn-Straße 2, von Süden weitere Bilder
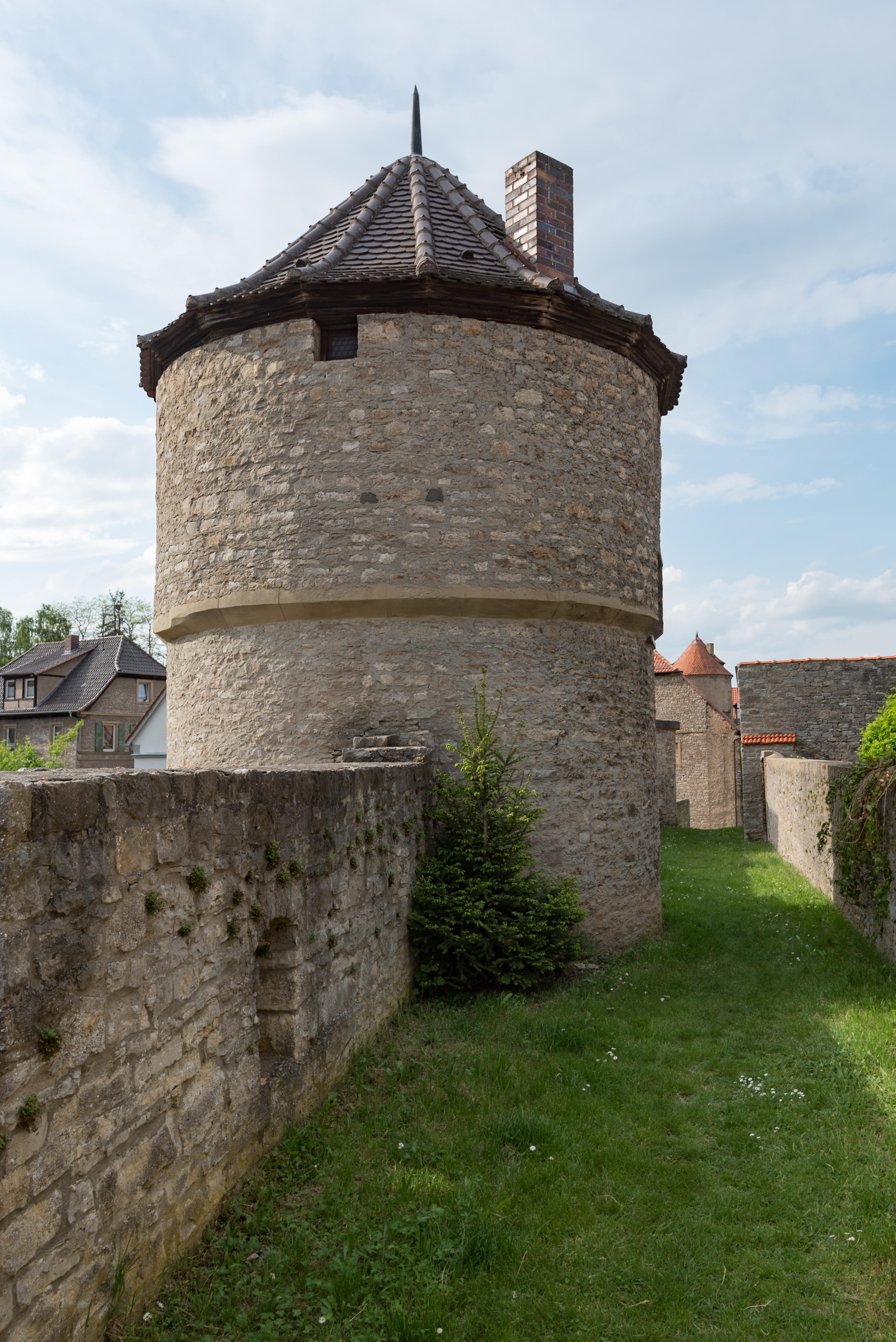
Mauerturm, Nähe Dr.-Matthias-Horn-Straße 2, von Süden weitere Bilder
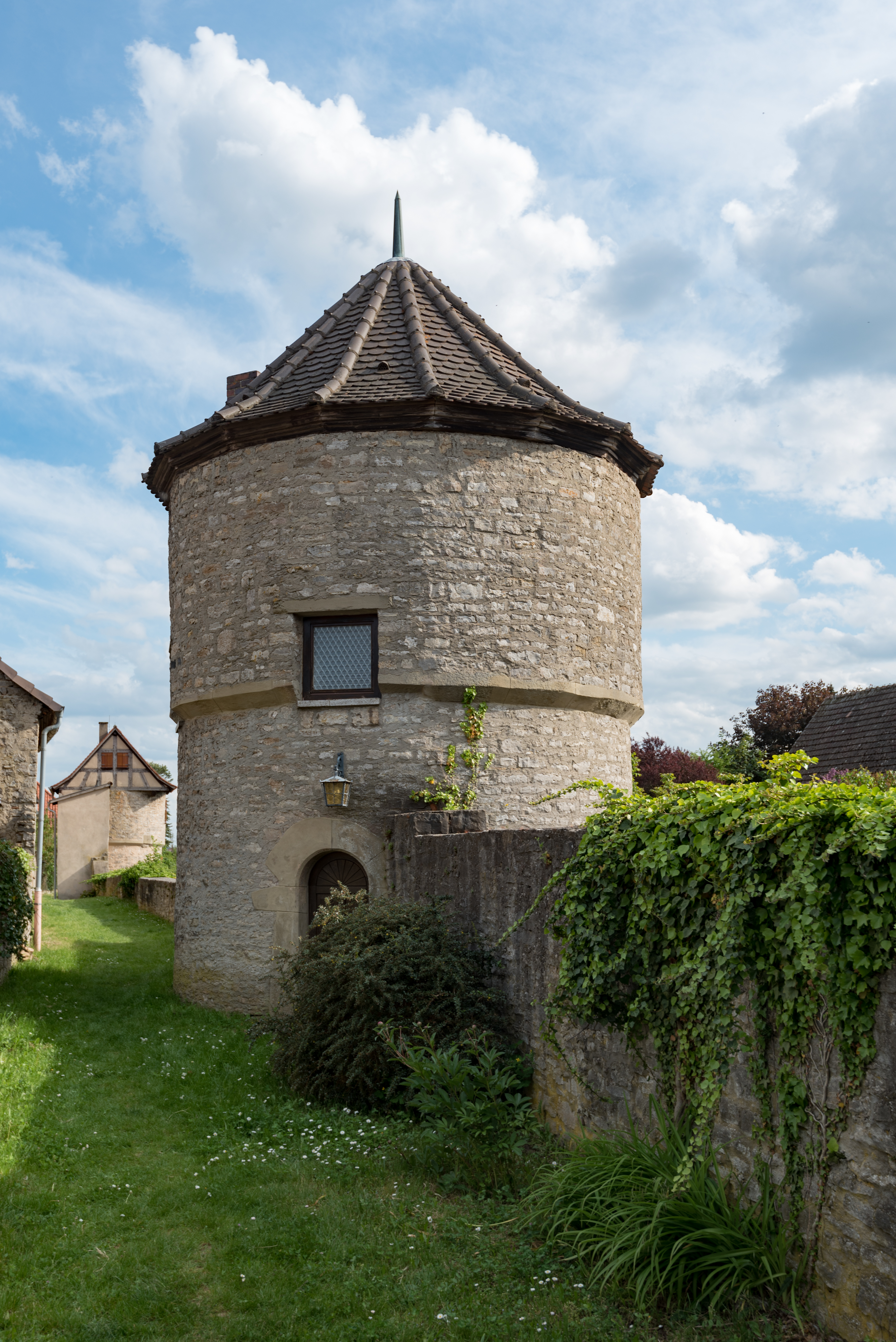
Mauerturm, Nähe Dr.-Matthias-Horn-Straße 2, von Norden weitere Bilder
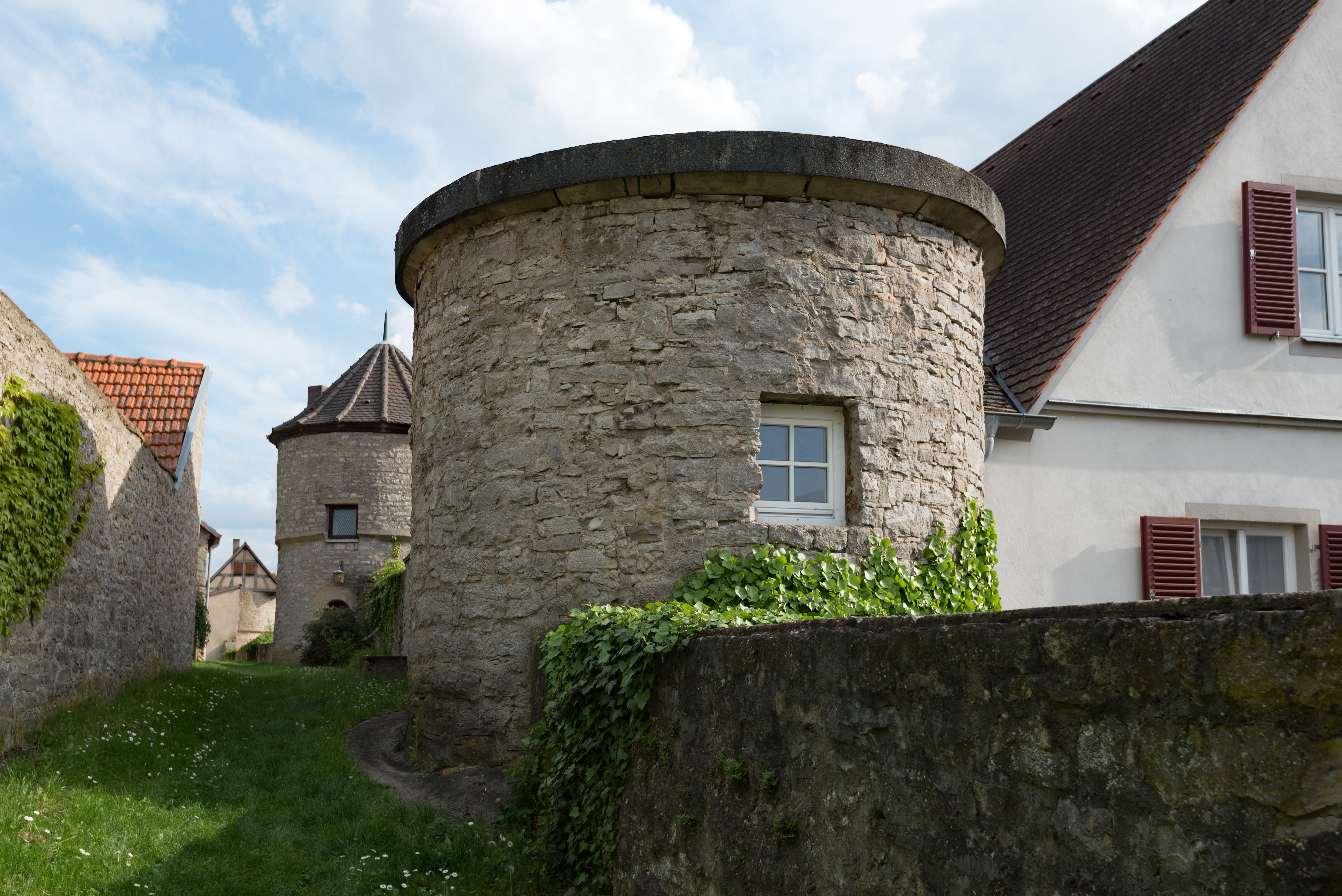
Mauerturm, Würzburger Straße 15 weitere Bilder
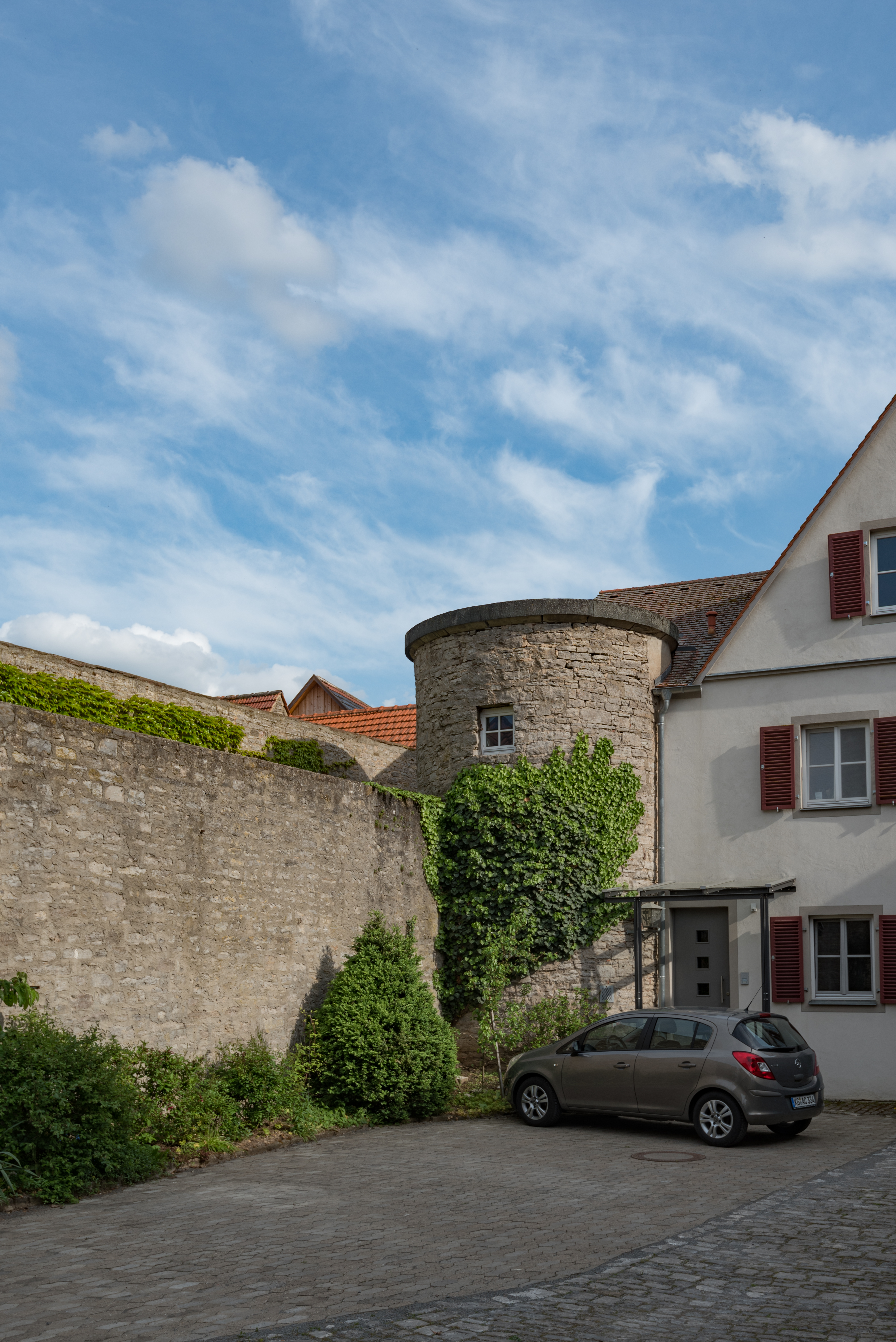
Mauerturm, Würzburger Straße 15 weitere Bilder

Nördlich der Würzburger Straße beginnt der Mauerzug bei Bahnhofstraße 2 und verläuft westlich der Gasse Westliche Stadtmauer bis zum Mauerdurchbruch an der Langgasse:
- Westliche Stadtmauer (Lage): Entlang des Straßenzugs, Rest der Stadtmauer mit Rundtürmen, 15. Jahrhundert
- Nähe Bahnhofstraße 2 (Lage): Mauerturm, Rundturm
- Nähe Bahnhofstraße 4 (Lage): Mauerturm, Rundturm
- Nähe Westliche Stadtmauer 1 (Lage): Mauerturm, Rundturm

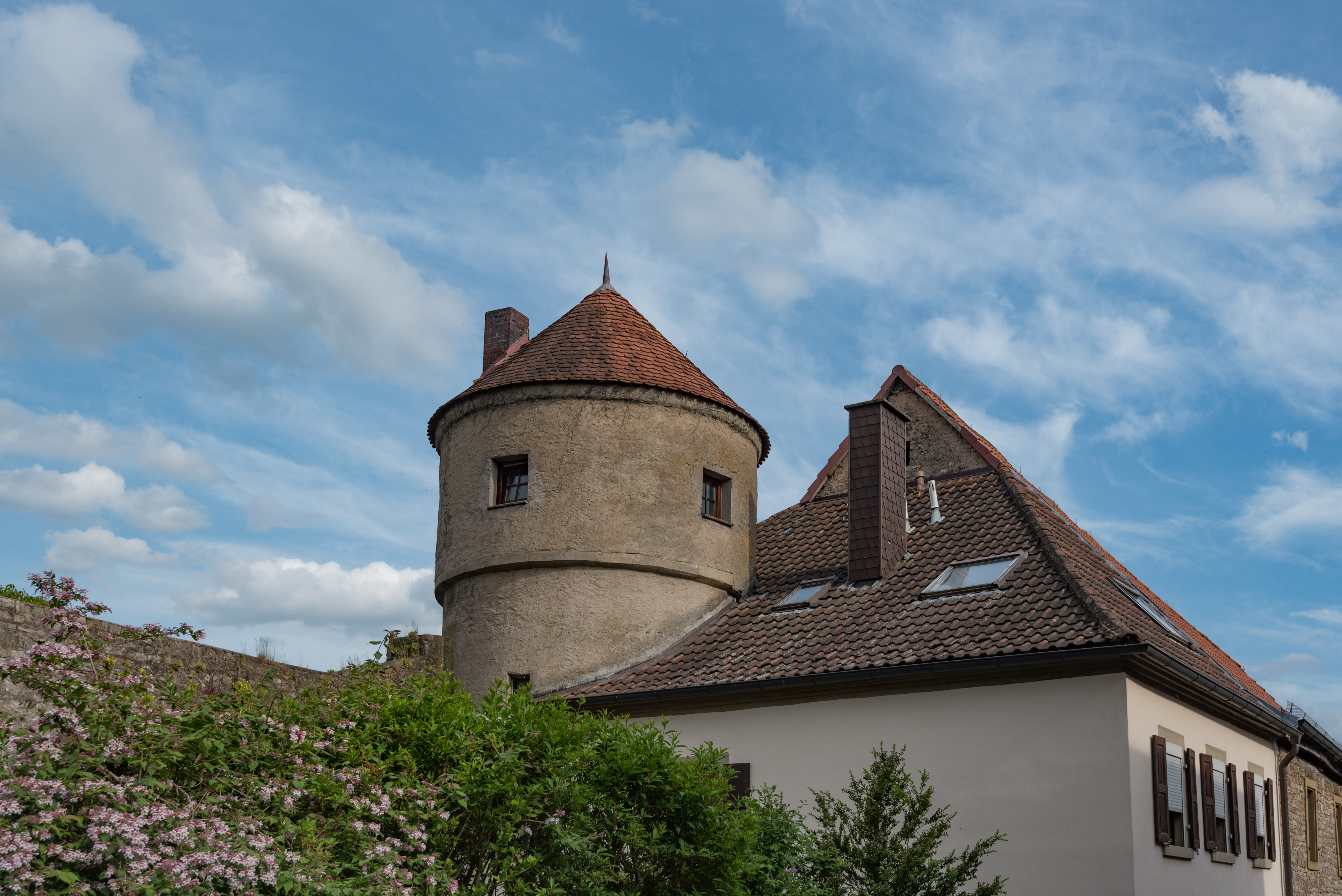
Mauerturm, Bahnhofstraße 2 weitere Bilder
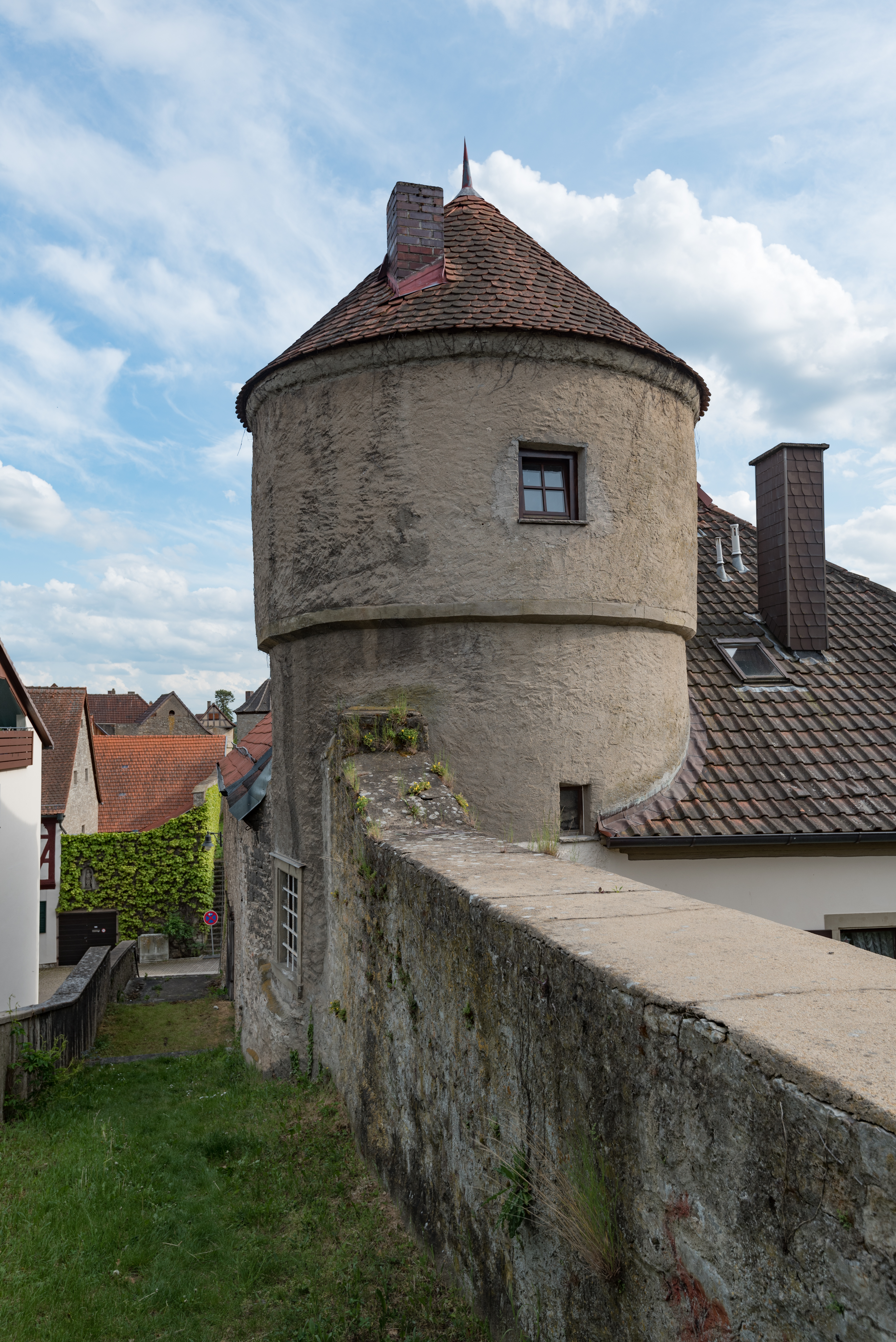
Mauerturm, Bahnhofstraße 2 weitere Bilder
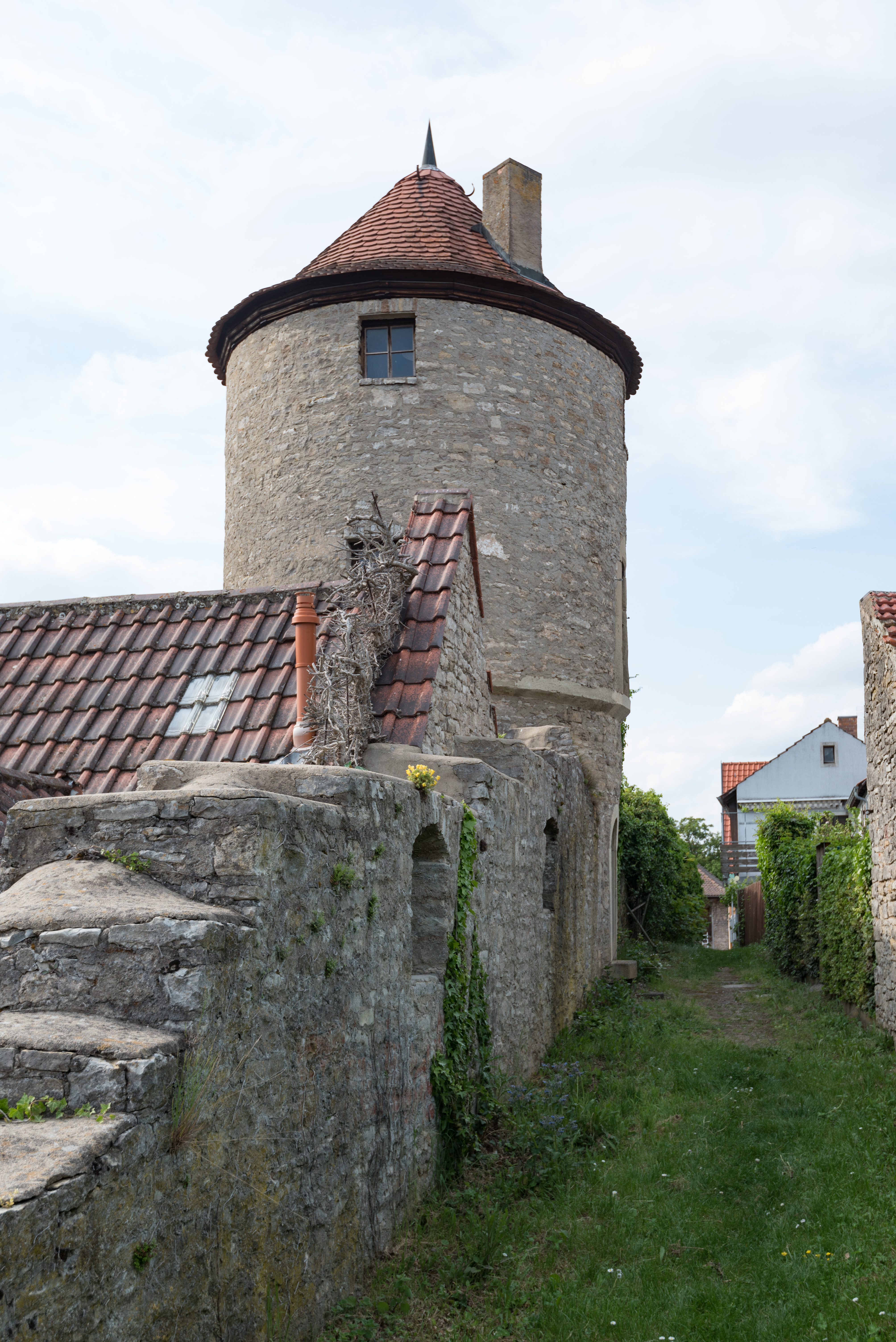
Mauerturm, Bahnhofstraße 4, Stadtseite weitere Bilder
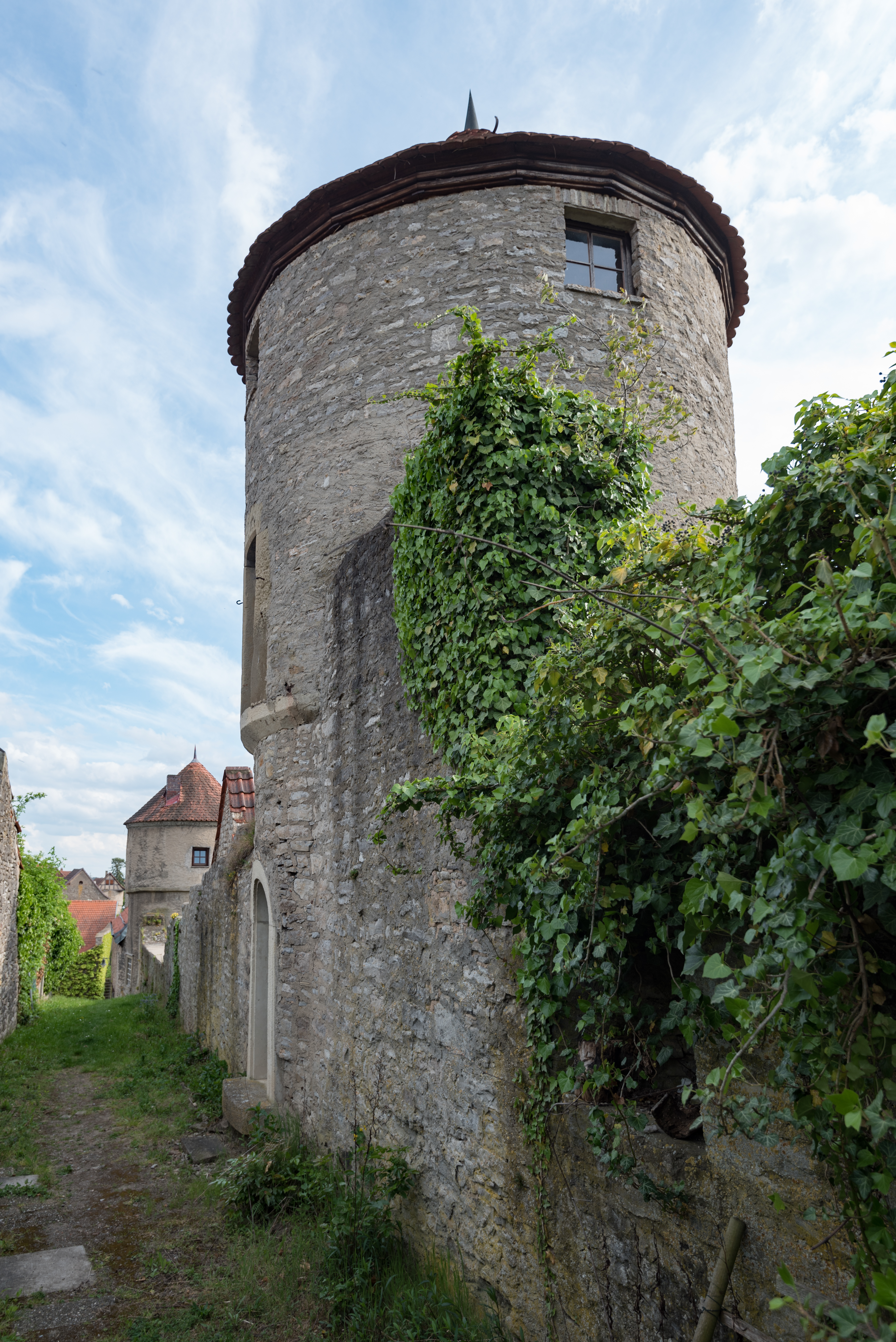
Mauerturm, Bahnhofstraße 4, Stadtseite weitere Bilder
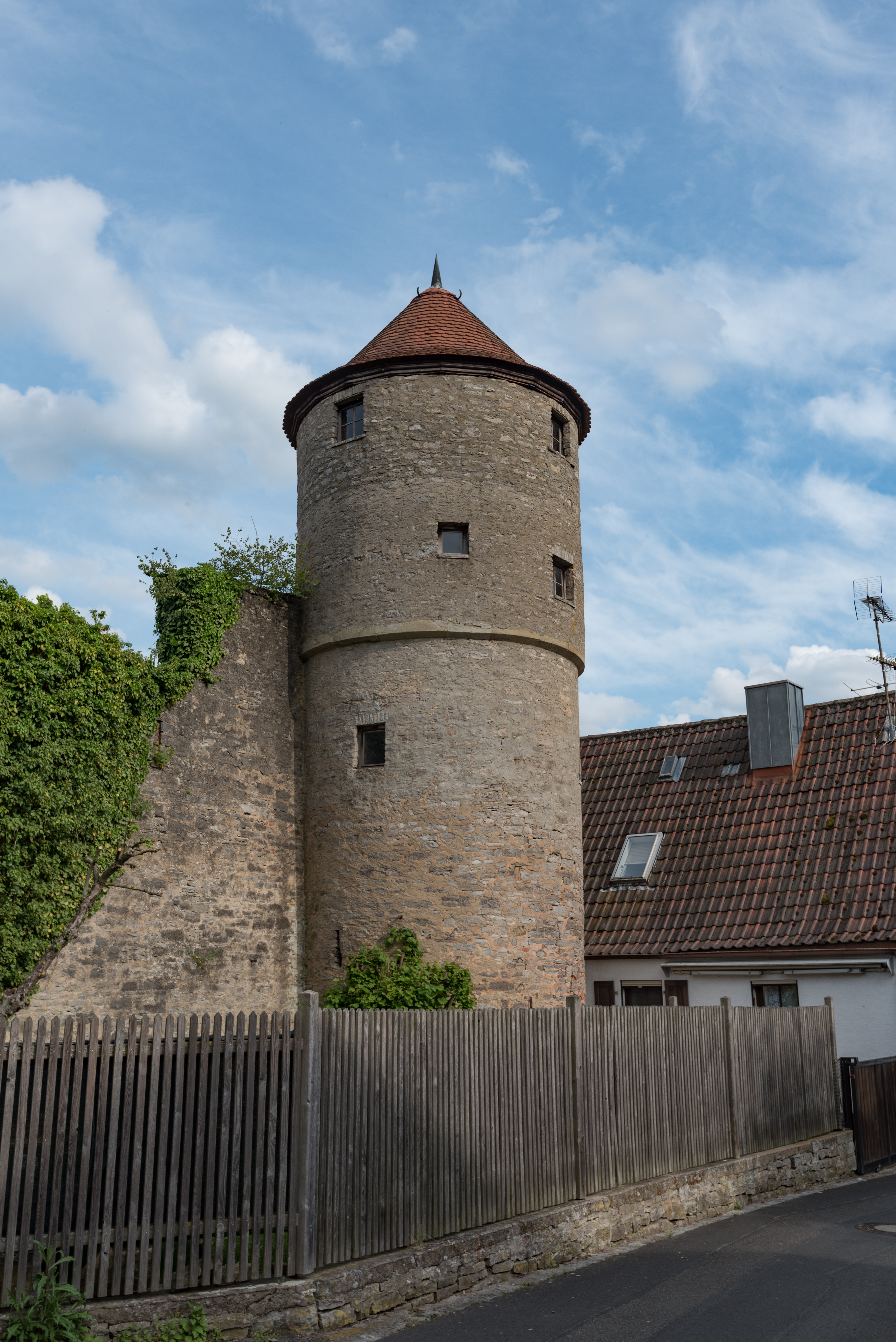
Mauerturm, Bahnhofstraße 4, Feldseite weitere Bilder
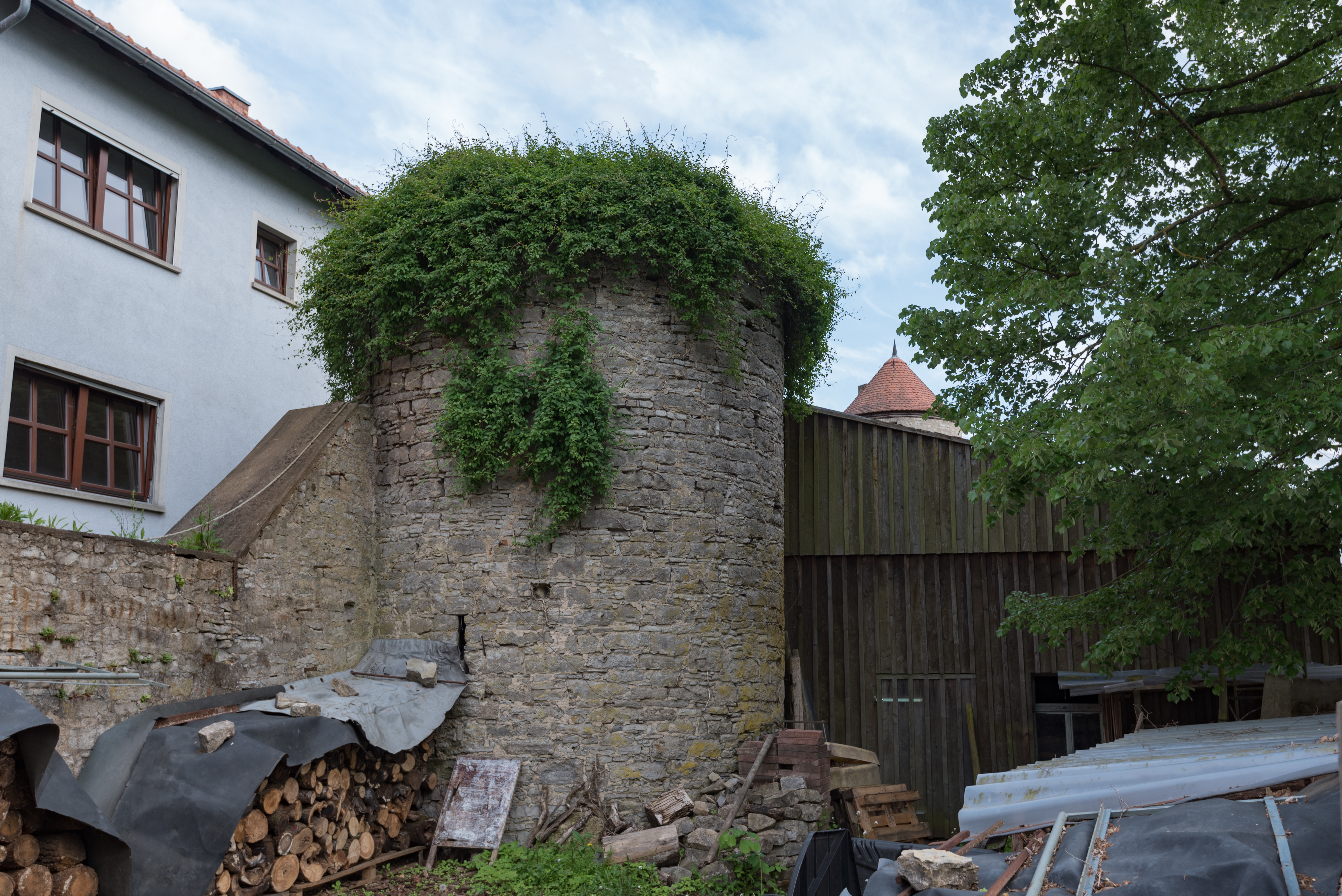
Mauerturm, Westliche Stadtmauer 1 weitere Bilder

## Baudenkmäler nach Gemeindeteilen

### Dettelbach

#### Einzeldenkmäler innerhalb des Ensembles Altstadt
| Lage                                                      | Objekt | Beschreibung | Akten-Nr.               | Bild           |
| --------------------------------------------------------- | --- | --- | ----------------------- | -------------- |
| Bamberger Straße 1 (Standort)                             | Wohnhaus | Zweigeschossiger Mansarddachbau mit geohrten Fensterrahmungen, 18. Jahrhundert | D-6-75-117-5 Wikidata   | weitere Bilder |
| Bamberger Straße 3 (Standort)                             | Mansarddachhaus | Zweigeschossiger Bau mit Fachwerkobergeschoss, 18. Jahrhundert | D-6-75-117-6 Wikidata   | weitere Bilder |
| Bamberger Straße 5 (Standort)                             | Giebelhaus | Zweigeschossiger Halbwalmdachbau, Obergeschoss Fachwerk, 17. Jahrhundert | D-6-75-117-7 Wikidata   | weitere Bilder |
| Bamberger Straße 6, 8 (Standort)                          | Traufseithof | Zweigeschossiger Massivbau mit geohrten Fensterrahmen und Pilasterportal, erste Hälfte 18. Jahrhundert                                                                            | D-6-75-117-8 Wikidata   | weitere Bilder |
| Bamberger Straße 10, 12 (Standort)                        | Traufseithof | Dreigeschossiger Massivbau mit geohrten Fensterrahmen und korbbogigem Portal, 18. Jahrhundert                                                                                     | D-6-75-117-9 Wikidata   | weitere Bilder |
| Bamberger Straße 15 (Standort)                            | Gasthof Zum Goldenen Adler | Zweigeschossiger Mansarddachbau, bezeichnet „1753“ | D-6-75-117-10 Wikidata  | weitere Bilder |
| Bamberger Straße 15 (Standort)                            | Ausleger | Zweite Hälfte 18. Jahrhundert | D-6-75-117-10 Wikidata  | weitere Bilder |
| Bamberger Straße 20 (Standort)                            | Hausfigur | Madonna, 19. Jahrhundert | D-6-75-117-11 Wikidata  | weitere Bilder |
| Birklinger Hof 3 (Standort)                               | Wohnhaus | Dreigeschossiger Massivbau mit Walmdach, 16. Jahrhundert | D-6-75-117-12 Wikidata  | weitere Bilder |
| Birklinger Hof 8 (Standort)                               | Birklinger Hof, ehemaliger Zehnthof | Zweigeschossiger Massivbau mit Satteldach, bezeichnet „1550“ | D-6-75-117-13 Wikidata  | weitere Bilder |
| Birklinger Hof 9 (Standort)                               | Wohnhaus | Zweigeschossiger Traufseitbau, 18./19. Jahrhundert | D-6-75-117-14 Wikidata  | weitere Bilder |
| Birklinger Hof 11 (Standort)                              | Wohnhaus | Zweigeschossiger Eckbau mit Mansarddach, bezeichnet „1817“, über älterem Kern | D-6-75-117-15 Wikidata  | weitere Bilder |
| Birklinger Hof 11 (Standort)                              | Hausfigur | Heiliger Wendelin, 18. Jahrhundert | D-6-75-117-15 Wikidata  | weitere Bilder |
| Birklinger Hof 12 (Standort)                              | Hausfigur | Madonna mit Kind, 18. Jahrhundert | D-6-75-117-16 Wikidata  | weitere Bilder |
| Bohnmühlgasse 9, Eichgasse 1 (Standort)                   | Wohn- und Geschäftshaus | Zweigeschossiger Eckbau mit Mansarddach, 18. Jahrhundert | D-6-75-117-17 Wikidata  | weitere Bilder |
| Burggraben 2 (Standort)                                   | Ehemaliger Zehnthof, dann Franziskanerinnenkloster, jetzt Weingut                                                                                            | Langgestreckter dreigeschossiger Massivbau mit Satteldach, über ausgedehnten, wohl nachmittelalterlichen Kellergewölben, im 19. Jahrhundert und 20. Jahrhundert zum Teil erneuert | D-6-75-117-37 Wikidata  | weitere Bilder |
| Burggraben 2 (Standort)                                   | Torbogen | 17./18. Jahrhundert, zu Weingut Apfelbacher gehörig | D-6-75-117-24 Wikidata  | weitere Bilder |
| Dr. Mathias-Horn-Straße 2, im Hof des Anwesens (Standort) | Bildstock | Mit Pietà; nicht nachqualifiziert, im Bayerischen Denkmal-Atlas nicht kartiert | D-6-75-117-19 Wikidata  | BW             |
| Eichgasse 3 (Standort)                                    | Wohnhaus | Dreigeschossiger Traufseitbau mit Figurennische, bezeichnet „1770“ | D-6-75-117-20 Wikidata  | weitere Bilder |
| Eichgasse 4 (Standort)                                    | Hausfigur | Heiliger Nepomuk, Sandstein, 18. Jahrhundert | D-6-75-117-21 Wikidata  | weitere Bilder |
| Eichgasse 5 (Standort)                                    | Wohn- und Geschäftshaus | Zweigeschossiger Traufseitbau mit Fachwerkobergeschoss, 18. Jahrhundert | D-6-75-117-22 Wikidata  | weitere Bilder |
| Eichgasse 7 (Standort)                                    | Wohnhaus | Zweigeschossiger Giebelbau mit Fachwerkobergeschoss, 17. Jahrhundert | D-6-75-117-23 Wikidata  | weitere Bilder |
| Eichgasse 10 (Standort)                                   | Hausfigur | Vesperbild, Sandstein, bezeichnet „1705“ | D-6-75-117-25 Wikidata  | weitere Bilder |
| Eichgasse 19 (Standort)                                   | Wohnhaus | Zweigeschossiger Halbwalmdachbau mit Holzlaube und Fachwerkgiebel, 16./17. Jahrhundert                                                                                            | D-6-75-117-27 Wikidata  | weitere Bilder |
| Eichgasse 24 (Standort)                                   | Türrahmung | Sandstein, bezeichnet „1720“ | D-6-75-117-28 Wikidata  | weitere Bilder |
| Eichgasse 24 (Standort)                                   | Hausfigur | Maria mit Kind, frühes 18. Jahrhundert | D-6-75-117-28 Wikidata  | weitere Bilder |
| Erbsengasse 5 (Standort)                                  | Wohnhaus | Zweigeschossiger Traufseitbau mit Fachwerkobergeschoss, 18. Jahrhundert | D-6-75-117-29 Wikidata  | weitere Bilder |
| Erbsengasse 7 (Standort)                                  | Wohn- und Geschäftshaus | Dreigeschossiger Massivbau mit Walmdach, 18. Jahrhundert | D-6-75-117-30 Wikidata  | weitere Bilder |
| Falterstraße 2 (Standort)                                 | Gasthof Zum Grünen Baum | Zweigeschossiger Traufseitbau mit geohrten Fenster- und Türrahmungen, bezeichnet „1782“                                                                                           | D-6-75-117-31 Wikidata  | weitere Bilder |
| Falterstraße 2 (Standort)                                 | Ausleger | Eisen, zweite Hälfte 18. Jahrhundert | D-6-75-117-31 Wikidata  | weitere Bilder |
| Falterstraße 4 (Standort)                                 | Wohnhaus | Zweigeschossiger Giebelbau mit Halbwalm, geohrten Fensterrahmungen und Fachwerkgiebel, 18. Jahrhundert                                                                            | D-6-75-117-32 Wikidata  | weitere Bilder |
| Falterstraße 8 (Standort)                                 | Wohnhaus | Zweigeschossiger Halbwalmdachbau mit vorkragendem Obergeschoss, im Kern 16./17. Jahrhundert                                                                                       | D-6-75-117-33 Wikidata  | weitere Bilder |
| Falterstraße 9 (Standort)                                 | Wohnhaus | Zweigeschossiger Eckbau mit Walmdach, Obergeschoss verputztes Fachwerk, 18. Jahrhundert (über Kern von 1471)                                                                      | D-6-75-117-34 Wikidata  | weitere Bilder |
| Falterstraße 11 (Standort)                                | Wohnhaus | Dreigeschossiger Walmdachbau mit geohrten Fenster- und Türrahmungen, 18. Jahrhundert                                                                                              | D-6-75-117-35 Wikidata  | weitere Bilder |
| Falterstraße 12 (Standort)                                | Wohnhaus | Zweigeschossiges Traufseithaus, Obergeschoss verputztes Fachwerk, im Kern 17./18. Jahrhundert                                                                                     | D-6-75-117-36 Wikidata  | weitere Bilder |
| Falterstraße 16 (Standort)                                | Traufseithaus | Zweigeschossiges Bau mit korbbogiger Toreinfahrt, klassizistisch, bezeichnet „1834“                                                                                               | D-6-75-117-38 Wikidata  | weitere Bilder |
| Falterstraße 20 (Standort)                                | Hausfigur | Immaculata, Sandstein, 19. Jahrhundert | D-6-75-117-39 Wikidata  | weitere Bilder |
| Falterstraße 22 (Standort)                                | Wohnhaus | Zweigeschossiges Traufseithaus, Obergeschoss verputztes Fachwerk, 17. Jahrhundert                                                                                                 | D-6-75-117-40 Wikidata  | weitere Bilder |
| Falterstraße 22 (Standort)                                | Hausfigur | Pietà, 17. Jahrhundert | D-6-75-117-40 Wikidata  | weitere Bilder |
| Falterstraße 23 (Standort)                                | Hofanlage | Zweigeschossige barocke Anlage, Straßenflügel mit geohrten Fensterrahmungen und bossiertem Portal, 18. Jahrhundert                                                                | D-6-75-117-41 Wikidata  | weitere Bilder |
| Falterstraße 24 (Standort)                                | Eckpfeiler | Sandstein, 18. Jahrhundert, in Neubau eingebaut | D-6-75-117-42 Wikidata  | weitere Bilder |
| Falterstraße 29 (Standort)                                | Wohnhaus | Zweigeschossiger Giebelbau, 17. Jahrhundert | D-6-75-117-43 Wikidata  | weitere Bilder |
| Fischergasse 9 (Standort)                                 | Hausfigur | Heilige Elisabeth, 18. Jahrhundert | D-6-75-117-45 Wikidata  | BW             |
| Fischergasse 10 (Standort)                                | Hofanlage | Zweigeschossiges Wohnhaus mit verputztem Fachwerkobergeschoss, bezeichnet „1619“                                                                                                  | D-6-75-117-46 Wikidata  | weitere Bilder |
| Fischergasse 12 (Standort)                                | Hausfigur | Christus mit Weltkugel, 17. Jahrhundert | D-6-75-117-47 Wikidata  | weitere Bilder |
| Fischergasse 23 (Standort)                                | Wohnhaus | Dreigeschossiger Traufseitbau, bezeichnet „1566“ | D-6-75-117-49 Wikidata  | weitere Bilder |
| Häfner Markt 5 (Standort)                                 | Gasthof | Dreigeschossiger Halbwalmdachbau mit Fachwerkobergeschoss, bezeichnet „1569“ und „1719“                                                                                           | D-6-75-117-50 Wikidata  | weitere Bilder |
| Hirtengasse 12 (Standort)                                 | Heiligenfigur | Heiliger Vinzenz von Paul mit Kind, Sandstein, 17./18. Jahrhundert | D-6-75-117-52 Wikidata  | weitere Bilder |
| Hutergasse 1a, 3 (Standort)                               | Doppelhaus | Zweigeschossiger Traufseitbau mit Halbwalm, Obergeschoss verputztes Fachwerk, 17. Jahrhundert                                                                                     | D-6-75-117-53 Wikidata  | weitere Bilder |
| Hutergasse 1a, Hutergasse 3 (Standort)                    | Hausfigur | Sandstein, 17./18. Jahrhundert | D-6-75-117-53 Wikidata  | weitere Bilder |
| Hutergasse 6 (Standort)                                   | Wohnhaus | Zweigeschossiger Mansardhalbwalmdachbau, 18. Jahrhundert | D-6-75-117-54 Wikidata  | weitere Bilder |
| Hutergasse 11 (Standort)                                  | Wohnhaus | Zweigeschossiger Giebelbau, Obergeschoss verputztes Fachwerk, 17./18. Jahrhundert                                                                                                 | D-6-75-117-55 Wikidata  | weitere Bilder |
| Kirchplatz 1 (Standort)                                   | Katholische Pfarrkirche St. Augustinus | Unregelmäßige Anlage aus zwei Bauperioden mit polygonalem Chorraum und eingezogenem Westteil, Turm um 1444, 1498–1503 und 1769–1774; mit Ausstattung (Geschütztes Kulturgut)      | D-6-75-117-56 Wikidata  | weitere Bilder |
| Kirchplatz (Standort)                                     | Kirchenterrasse | Auf hohen Substruktionen, mittelalterlich | D-6-75-117-56 Wikidata  | weitere Bilder |
| Kirchplatz 2 (Standort)                                   | Ehemaliges Mesnerhaus, heute Heimatmuseum | Zwei- und dreigeschossiger Satteldachbau, Fachwerk verputzt, bezeichnet „1565“ und „18. Jahrhundert“                                                                              | D-6-75-117-227 Wikidata | weitere Bilder |
| Kirchplatz 3 (Standort)                                   | Ehemaliges Rentamt, jetzt Weingut, erst Zehntkellerei (eingeschossige Kelterhalle über hist. Gewölbekeller), dann Rentamt und Polizeistation, heute Wohnhaus | Zweigeschossiger Walmdachbau, bezeichnet „1548“ | D-6-75-117-57 Wikidata  | weitere Bilder |
| Kühngasse (Standort)                                      | Bildsäule | Mit Marienkrönung, Sandstein, 18. Jahrhundert | D-6-75-117-93 Wikidata  | weitere Bilder |
| Luitpold-Baumann-Straße, Neuseser Straße 2 (Standort)     | Sandsteinfigur des Guten Hirten | Auf einer Konsole, spätbarock, bezeichnet „1749;“ in einer Nische | D-6-75-117-418          | weitere Bilder |
| Maingasse 6 (Standort)                                    | Wohnhaus | Zweigeschossiger Halbwalmdachbau mit Fachwerkobergeschoss, 18./19. Jahrhundert | D-6-75-117-61 Wikidata  | weitere Bilder |
| Maingasse 6 (Standort)                                    | Relief | Mit Kreuzschlepper, 18. Jahrhundert | D-6-75-117-61 Wikidata  | weitere Bilder |
| Mansgasse 6 (Standort)                                    | Hausfigur | Immaculata, 17./18. Jahrhundert | D-6-75-117-62 Wikidata  | Hausfigur      |
| Mansgasse 13 (Standort)                                   | Hausfigur | Vespergruppe aus Sandstein, 18. Jahrhundert | D-6-75-117-63 Wikidata  | Hausfigur      |
| Markt 1 (Standort)                                        | Gasthof zur Sonne | Zweigeschossiger Mansarddachbau über gebrochenem Grundriss, mit geohrten Fensterrahmungen, bezeichnet „1781“                                                                      | D-6-75-117-64 Wikidata  | weitere Bilder |
| Markt 3 (Standort)                                        | Hausfigur | Immaculata, 18. Jahrhundert; nicht nachqualifiziert, im Bayerischen Denkmal-Atlas nicht kartiert                                                                                  | D-6-75-117-65 Wikidata  | weitere Bilder |
| Markt 4 (Standort)                                        | Wohn- und Geschäftshaus | Zweigeschossiger Eckhbau mit Satteldach, 18. Jahrhundert | D-6-75-117-66 Wikidata  | weitere Bilder |
| Markt 5 (Standort)                                        | Wohn- und Geschäftsheus | Dreigeschossiger Traufseitbau, bezeichnet „1835“ | D-6-75-117-67 Wikidata  | weitere Bilder |
| Markt 7 (Standort)                                        | Wohn- und Geschäftshaus | Dreigeschossiger Giebelbau, Fachwerk, bezeichnet „1577“ | D-6-75-117-68 Wikidata  | weitere Bilder |
| Markt 9 (Standort)                                        | Wohn- und Geschäftshaus | Zweigeschossiger Giebelbau, verputztes Fachwerk, 17. Jahrhundert | D-6-75-117-69 Wikidata  | weitere Bilder |
| Markt 13 (Standort)                                       | Bürgerhaus | Sogenanntes Baumannsches Haus, zweigeschossiger Fachwerkbau mit Satteldach, teils verputzt, bezeichnet „1478“ und „1536“                                                          | D-6-75-117-70 Wikidata  | weitere Bilder |
| Östliche Stadtmauer 2 (Standort)                          | Wohnhaus | Zweiflügeliger Walmdachbau mit geohrten Fensterrahmungen, 18. Jahrhundert | D-6-75-117-77 Wikidata  | weitere Bilder |
| Rathausplatz (Standort)                                   | Brückenfigur | Heiliger Nepomuk, Sandstein, bezeichnet „1719“ | D-6-75-117-81 Wikidata  | weitere Bilder |
| Rathausplatz 1 (Standort)                                 | Rathaus | Dreigeschossiger Satteldachbau mit Freitreppe und Mittelerker, 1484–1512; mit Ausstattung                                                                                         | D-6-75-117-80 Wikidata  | weitere Bilder |
| Rebenhügel 9 (Standort)                                   | Giebelhaus | Verputztes Fachwerk, 17./18. Jahrhundert | D-6-75-117-83 Wikidata  | weitere Bilder |
| Rebenhügel 11 (Standort)                                  | Hausfigur | Madonna, 17./18. Jahrhundert | D-6-75-117-84 Wikidata  | weitere Bilder |
| Rebenhügel 17 (Standort)                                  | Hoftor | Bogendurchfahrt mit Sandsteingewände, 18./19. Jahrhundert | D-6-75-117-85 Wikidata  | weitere Bilder |
| Sackgasse 2 (Standort)                                    | Hausfigur | Heiliger. Nepomuk, Sandstein, 17. Jahrhundert | D-6-75-117-86 Wikidata  | weitere Bilder |
| Sackgasse 5 (Standort)                                    | Wohnhaus | Zweigeschossiger Giebelbau mit Mittelerker, im Kern 16. Jahrhundert | D-6-75-117-87 Wikidata  | weitere Bilder |
| Sackgasse 5, im Inneren der Scheune (Standort)            | Rundbogenfries | Auf Konsolen, bezeichnet „158“ | D-6-75-117-87 Wikidata  | BW             |
| Sackgasse 7 (Standort)                                    | Hausfigur | Vesperbild, 18. Jahrhundert | D-6-75-117-88 Wikidata  | weitere Bilder |
| Schweinfurter Straße 1 (Standort)                         | Wohnhaus | Zweigeschossiger Giebelbau mit Fachwerkobergeschoss, 17. Jahrhundert | D-6-75-117-89           | weitere Bilder |
| Schweinfurter Straße 2 (Standort)                         | Steinrelief | Caritas, 17. Jahrhundert | D-6-75-117-90 Wikidata  | Steinrelief    |
| Schweinfurter Straße 3 (Standort)                         | Wohnhaus | Zweigeschossiger giebelständiger Satteldachbau, Fachwerk, 17. Jahrhundert | D-6-75-117-91 Wikidata  | weitere Bilder |
| Schweinfurter Straße 13 (Standort)                        | Wohnhaus | Zweigeschossiger Halbwalmdachbau mit verputztem Fachwerkobergeschoss, dekorativem schmiedeeisernem Balkon und Umfassungsmauer, bezeichnet „1666“                                  | D-6-75-117-92 Wikidata  | weitere Bilder |
| Spitalgasse 1, 3 (Standort)                               | Wohnhaus | Zweigeschossiger Traufseitbau mit Fachwerkobergeschoss, 17. Jahrhundert | D-6-75-117-95 Wikidata  | weitere Bilder |
| Spitalgasse 4 (Standort)                                  | Wohnhaus | Zweigeschossiger Giebelbau mit Fachwerkobergeschoss, 17. Jahrhundert | D-6-75-117-96           | weitere Bilder |
| Spitalgasse 10 (Standort)                                 | Spital, jetzt Altersheim | Zweigeschossiger Massivbau mit Walmdach, Stiftung von 1481, Neubau 1785 | D-6-75-117-97 Wikidata  | weitere Bilder |
| Spitalgasse 10 (Standort)                                 | Spital, Wappenrelief | Sandstein, bezeichnet „1531“ | D-6-75-117-97 Wikidata  | weitere Bilder |
| Würzburger Straße 2 (Standort)                            | Hausfigur | Madonna, 19. Jahrhundert | D-6-75-117-106          | weitere Bilder |
| Würzburger Straße 3 (Standort)                            | Wohnhaus | Zweigeschossiger Halbwalmdachbau, bezeichnet „1579“ | D-6-75-117-107 Wikidata | weitere Bilder |
| Würzburger Straße 4 (Standort)                            | Wohnhaus | Zweigeschossiger Traufseitbau, Obergeschoss verputztes Fachwerk, 17./18. Jahrhundert                                                                                              | D-6-75-117-108 Wikidata | weitere Bilder |
| Würzburger Straße 5 (Standort)                            | Hausfigur | Pietà, Sandstein, 17. Jahrhundert | D-6-75-117-109 Wikidata | weitere Bilder |
| Würzburger Straße 7 (Standort)                            | Tür | Bezeichnet „1783“ | D-6-75-117-110 Wikidata | weitere Bilder |
| Würzburger Straße 8 (Standort)                            | Wohnhaus | Zweigeschossiger Traufseitbau mit Halbwalm und verputztem Fachwerkobergeschoss, bezeichnet „1787“                                                                                 | D-6-75-117-111 Wikidata | weitere Bilder |
| Würzburger Straße 10 (Standort)                           | Traufseithof | Zweigeschossiger Walmdachbau mit verputztem Fachwerkobergeschoss, 17. Jahrhundert                                                                                                 | D-6-75-117-112 Wikidata | weitere Bilder |
| Würzburger Straße 11, 13 (Standort)                       | Traufseithof | Zweigeschossiger Satteldachbau mit Fachwerkobergeschoss, bezeichnet „1623“ | D-6-75-117-114 Wikidata | weitere Bilder |

#### Einzeldenkmäler restliche Kernstadt
| Lage                          | Objekt            | Beschreibung                                                                        | Akten-Nr.               | Bild           |
| ----------------------------- | ----------------- | ----------------------------------------------------------------------------------- | ----------------------- | -------------- |
| Am Felsenkeller (Standort)    | Bildstock         | Mit Monstranz des Allerheiligsten und Engeln, Sandstein, um 1730                    | D-6-75-117-124 Wikidata | Bildstock      |
| Am Güthlein (Standort)        | Bildstock         | Mit Pietà und heiliger Anna, Sandstein, bezeichnet „1773“                           | D-6-75-117-127 Wikidata | BW             |
| Am Lehnstein (Standort)       | Bildstock         | Mit Pietà, Sandstein, bezeichnet „1607“                                             | D-6-75-117-126 Wikidata | BW             |
| An der Leite 4 (Standort)     | Bildsäule         | Mit Dreifaltigkeit, Sandstein, bezeichnet „1732“                                    | D-6-75-117-132 Wikidata | BW             |
| An der Leite 4 (Standort)     | Bildsäule         | Mit Dreifaltigkeit, Sandstein, bezeichnet „1761“                                    | D-6-75-117-131 Wikidata | BW             |
| An der Leite 4 (Standort)     | Figurennische     | Nit Schmerzensmann, Sandstein, 18./19. Jahrhundert                                  | D-6-75-117-133 Wikidata | BW             |
| Beim Wallfahrtsweg (Standort) | Kreuzwegstationen | Östlich der Wallfahrtskirche Einfriedung mit eingelassenen Grabsteinen des 18. Jhs. | D-6-75-117-215 Wikidata | weitere Bilder |

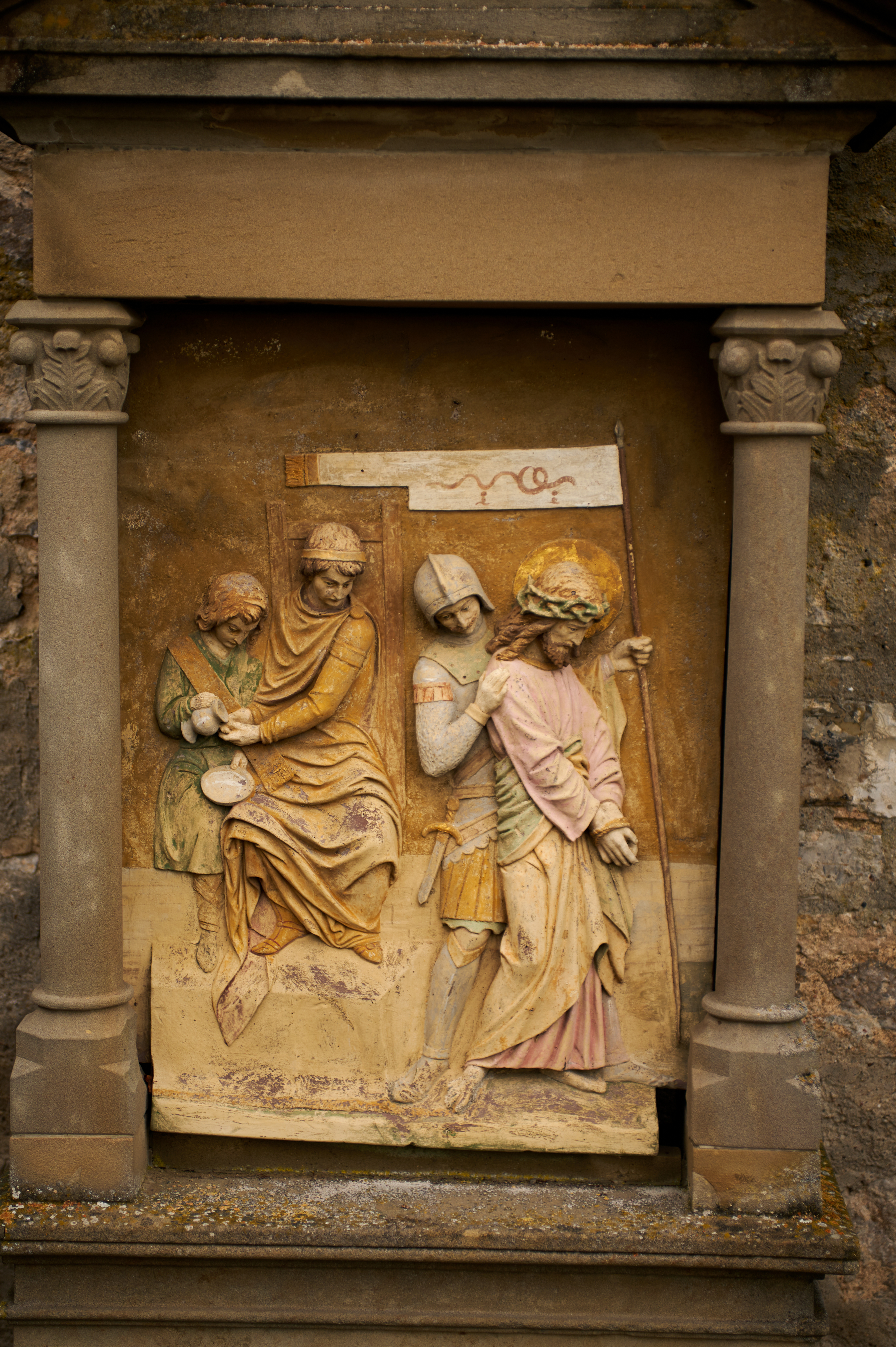
Station I
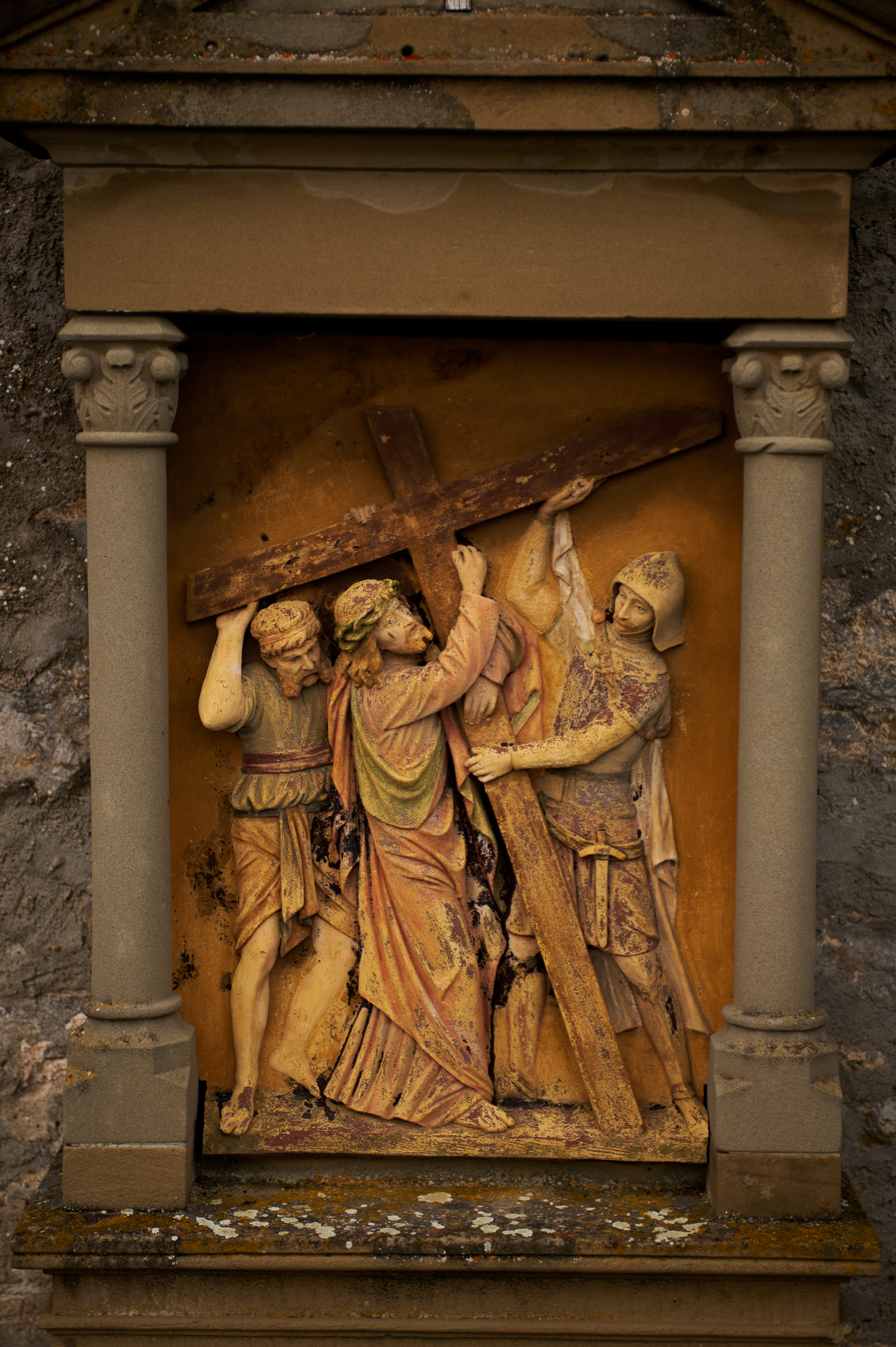
Station II
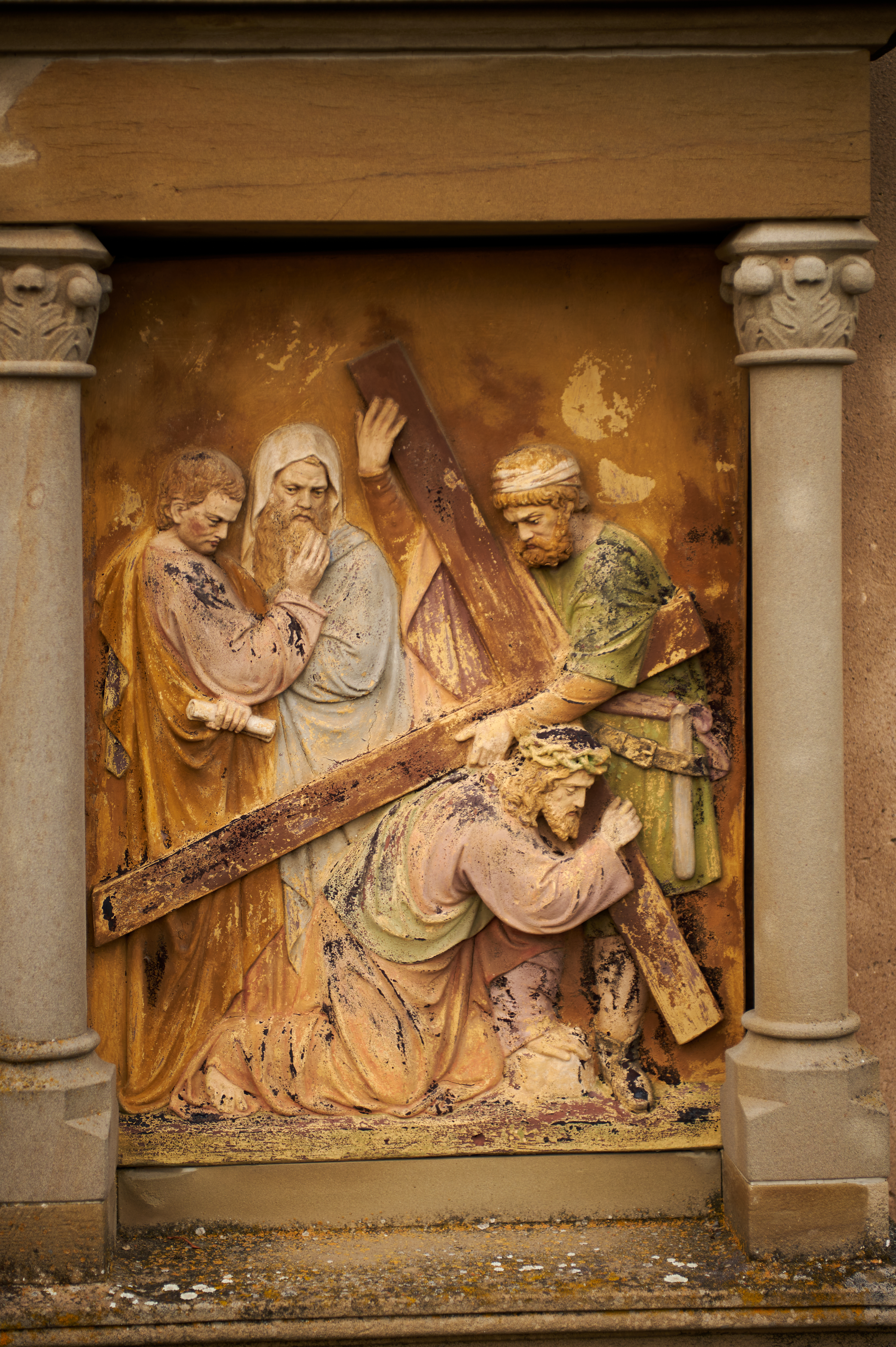
Station III
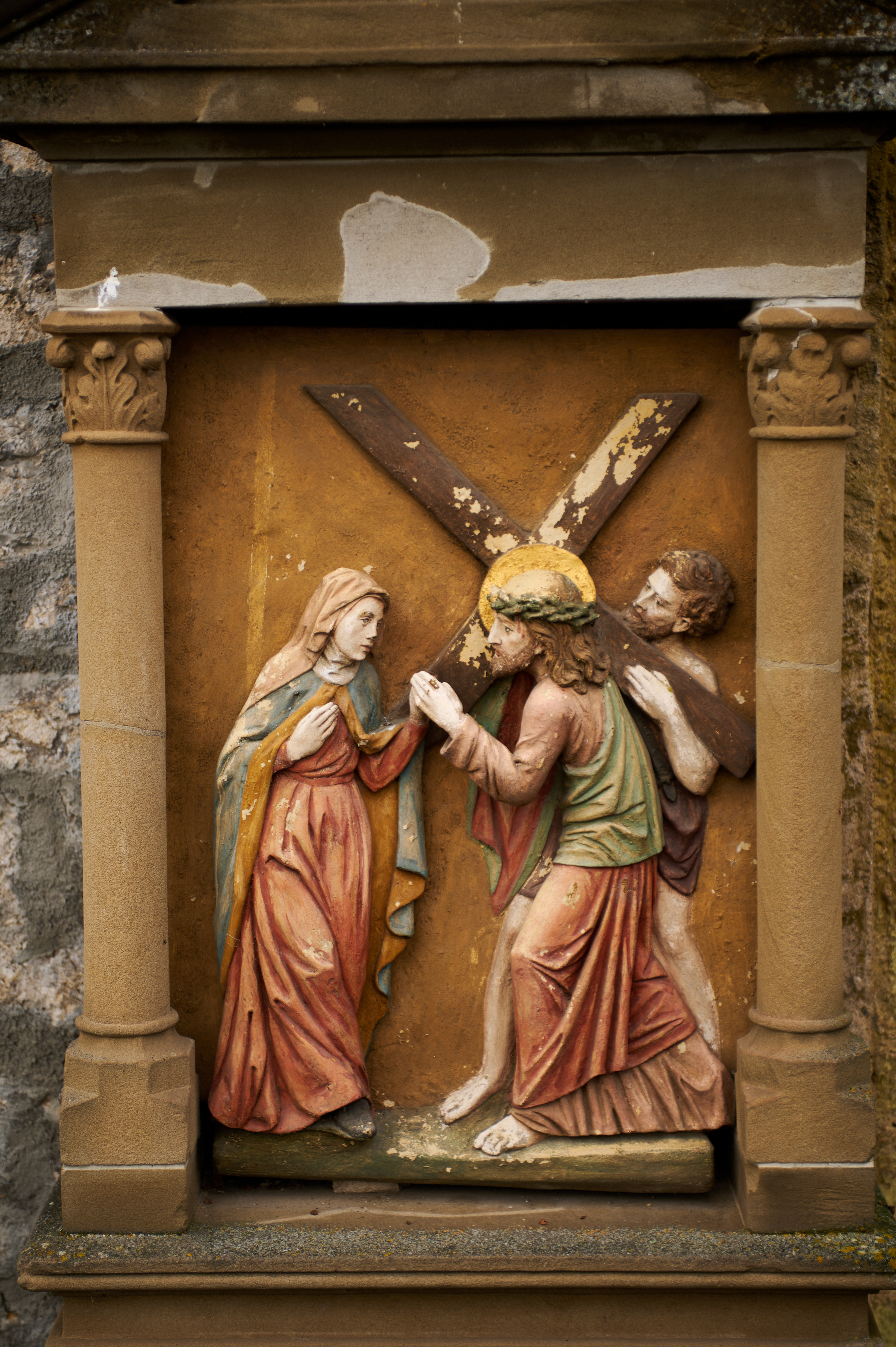
Station IV
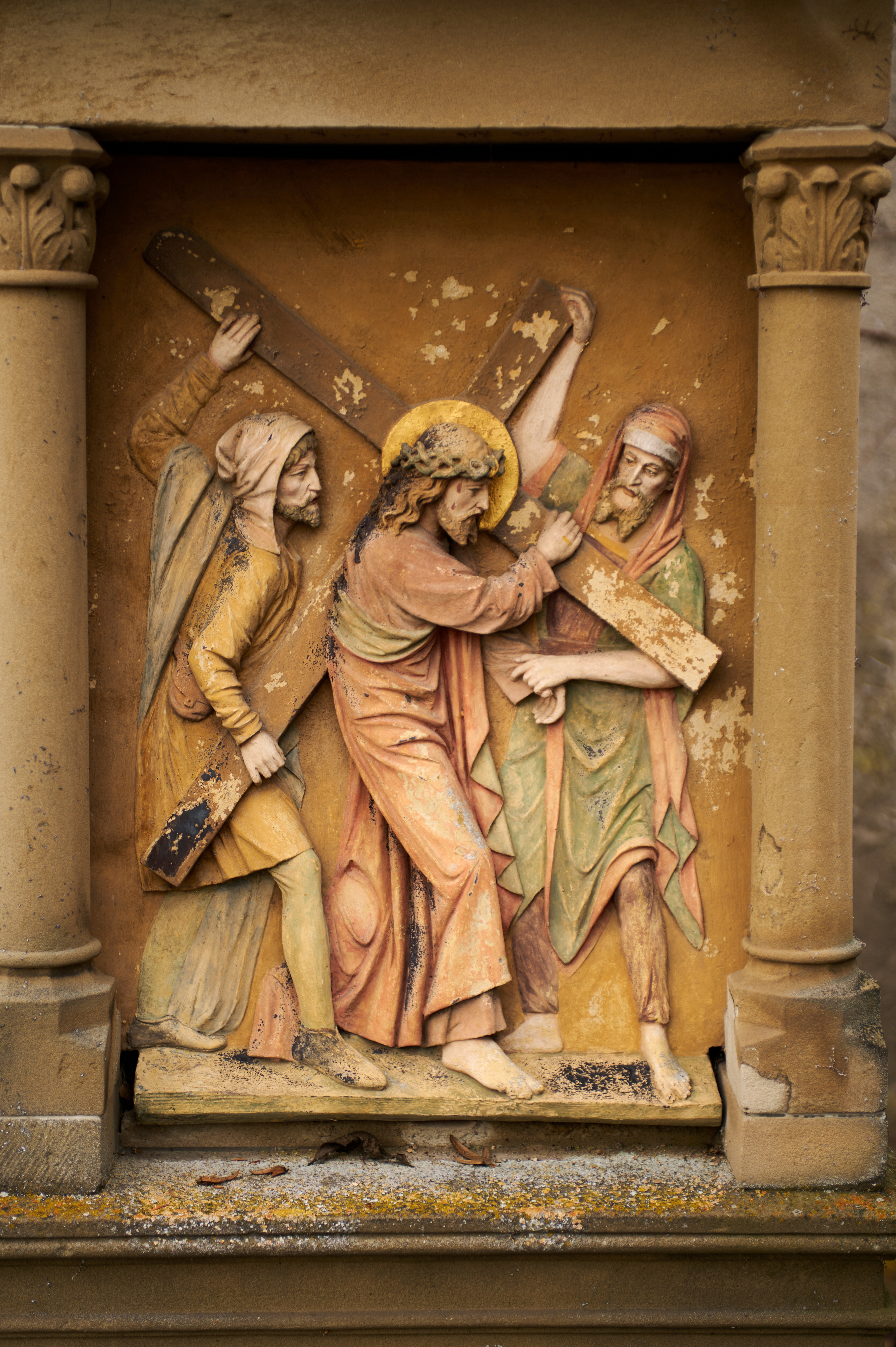
Station V
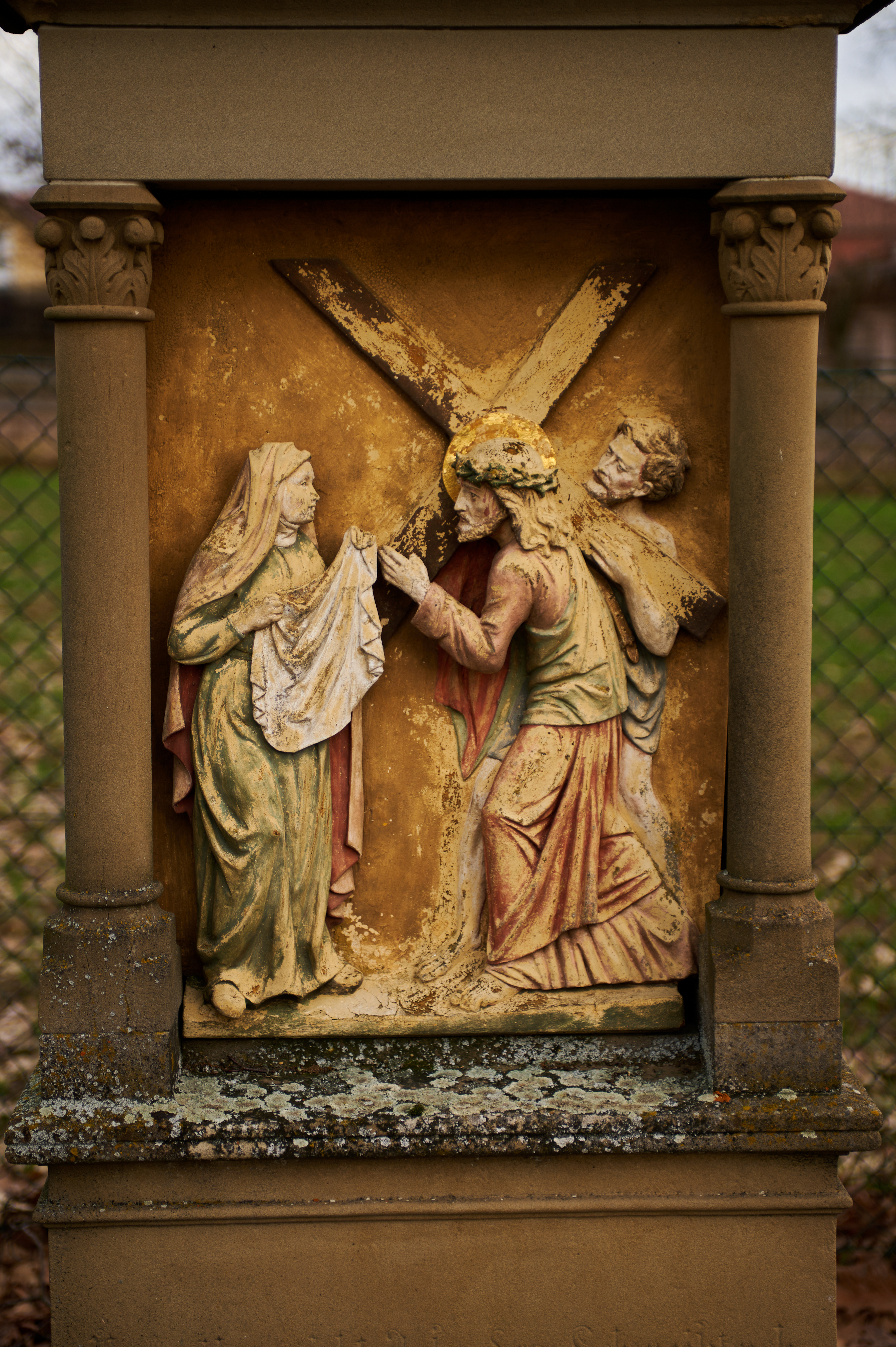
Station VI
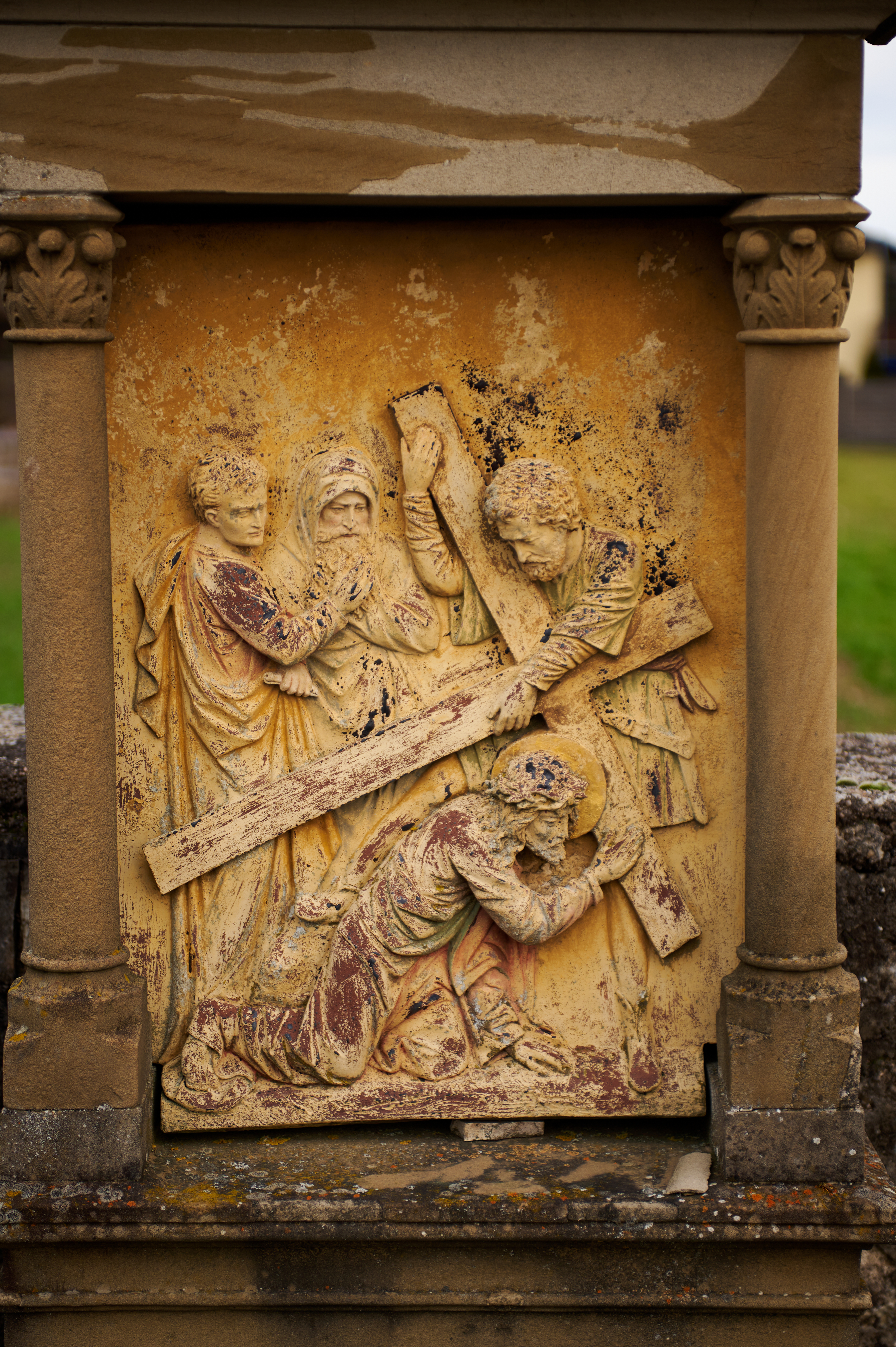
Station VII
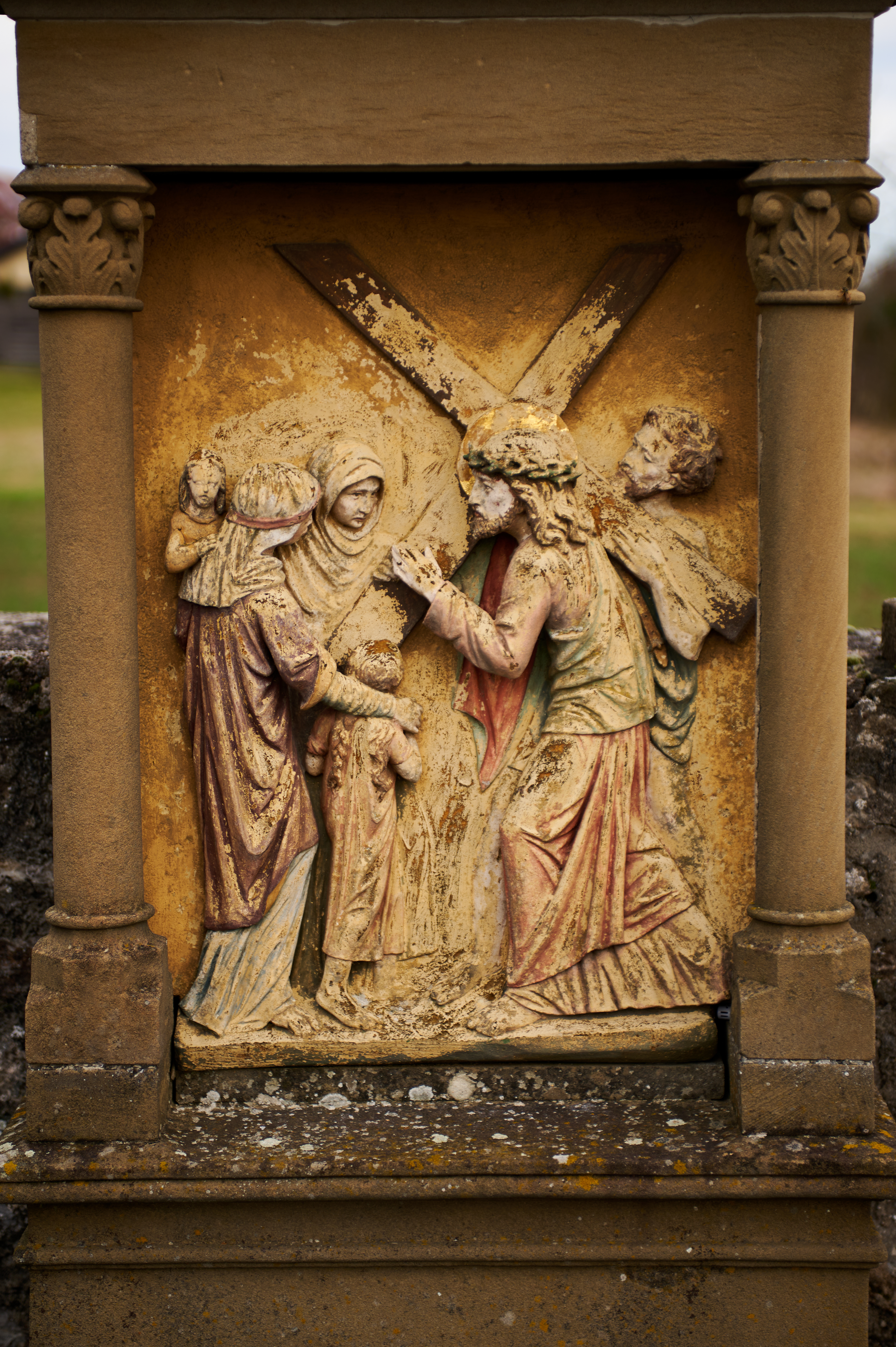
Station VII
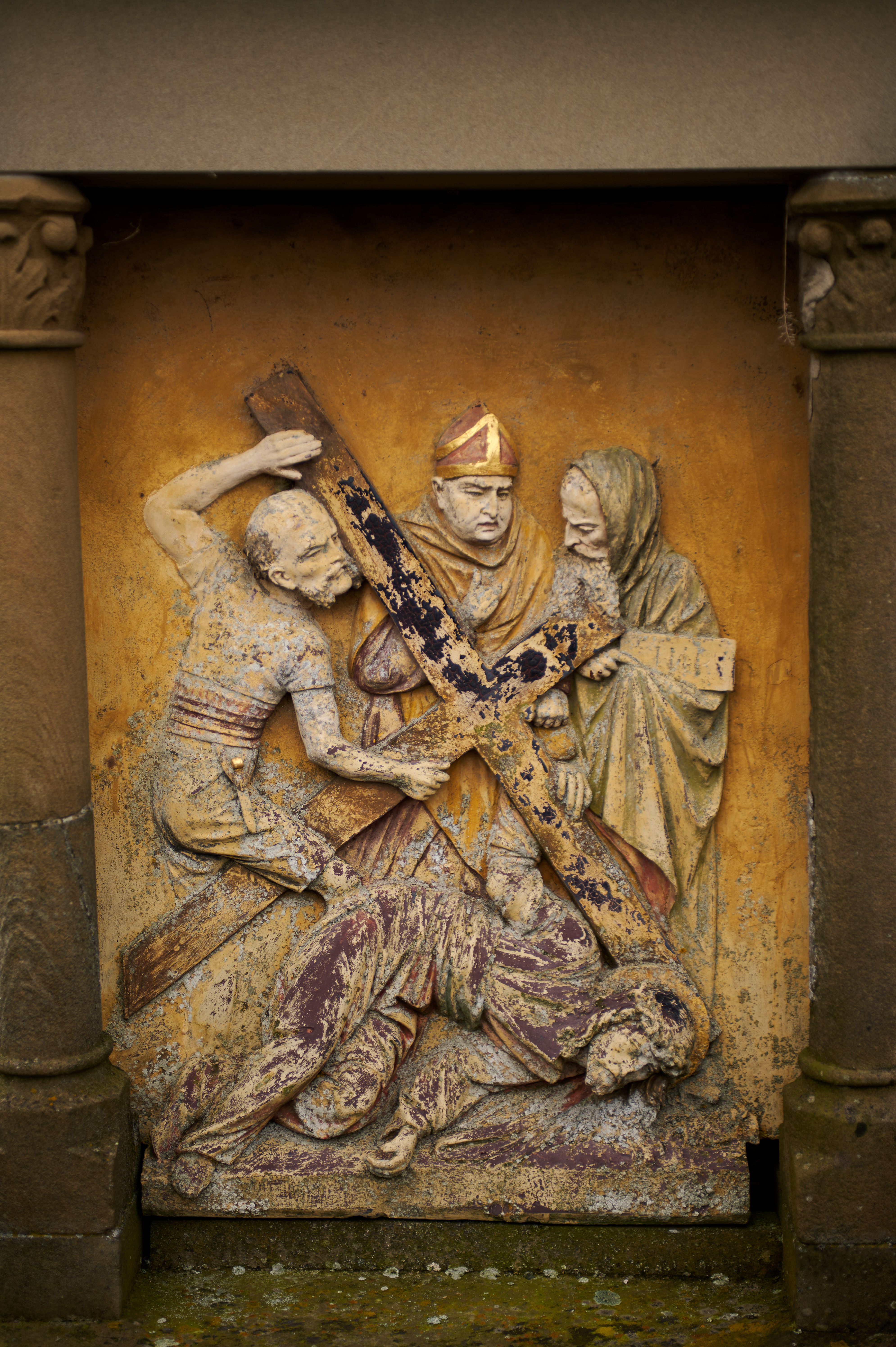
Station IX
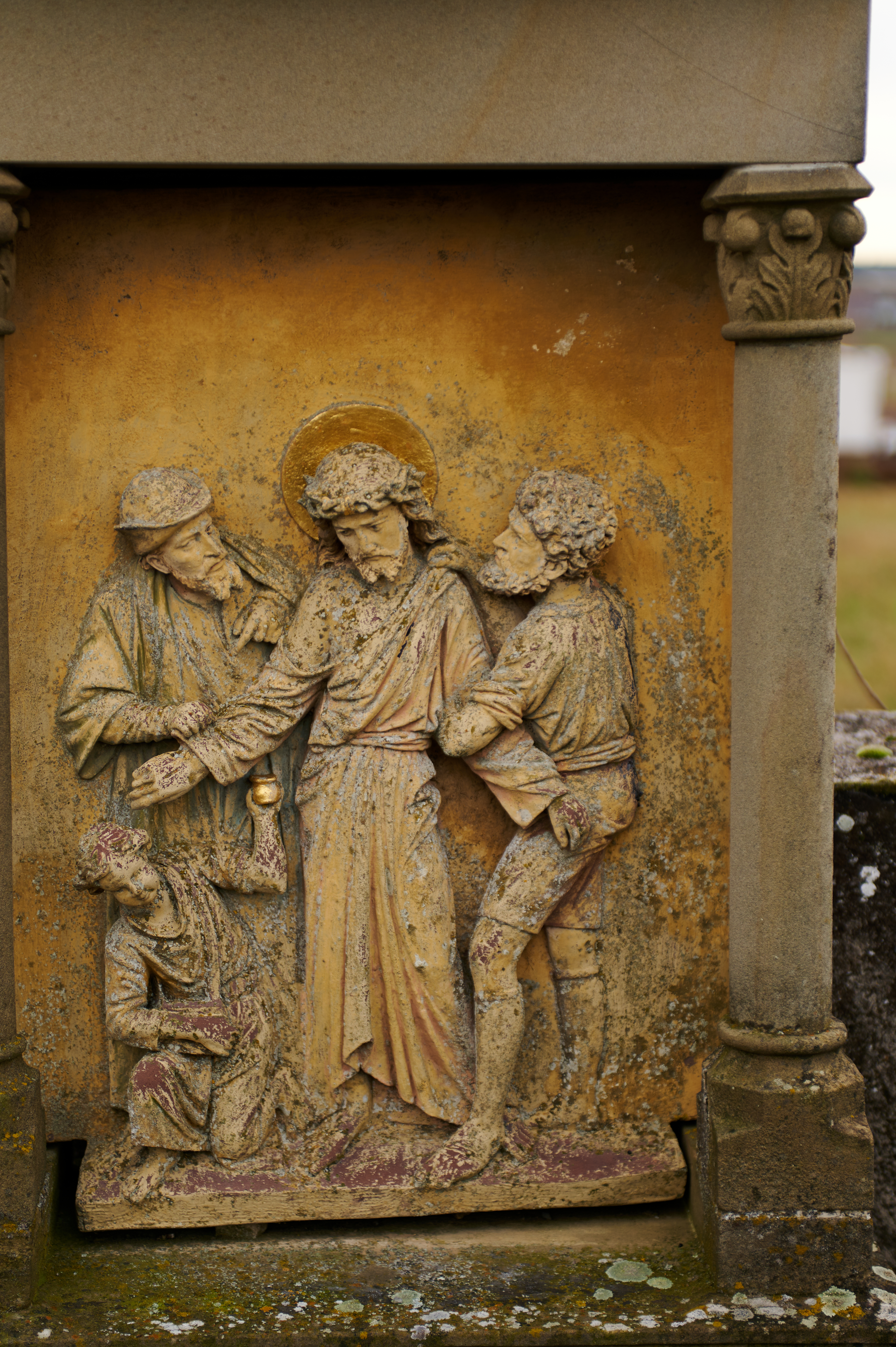
Station X
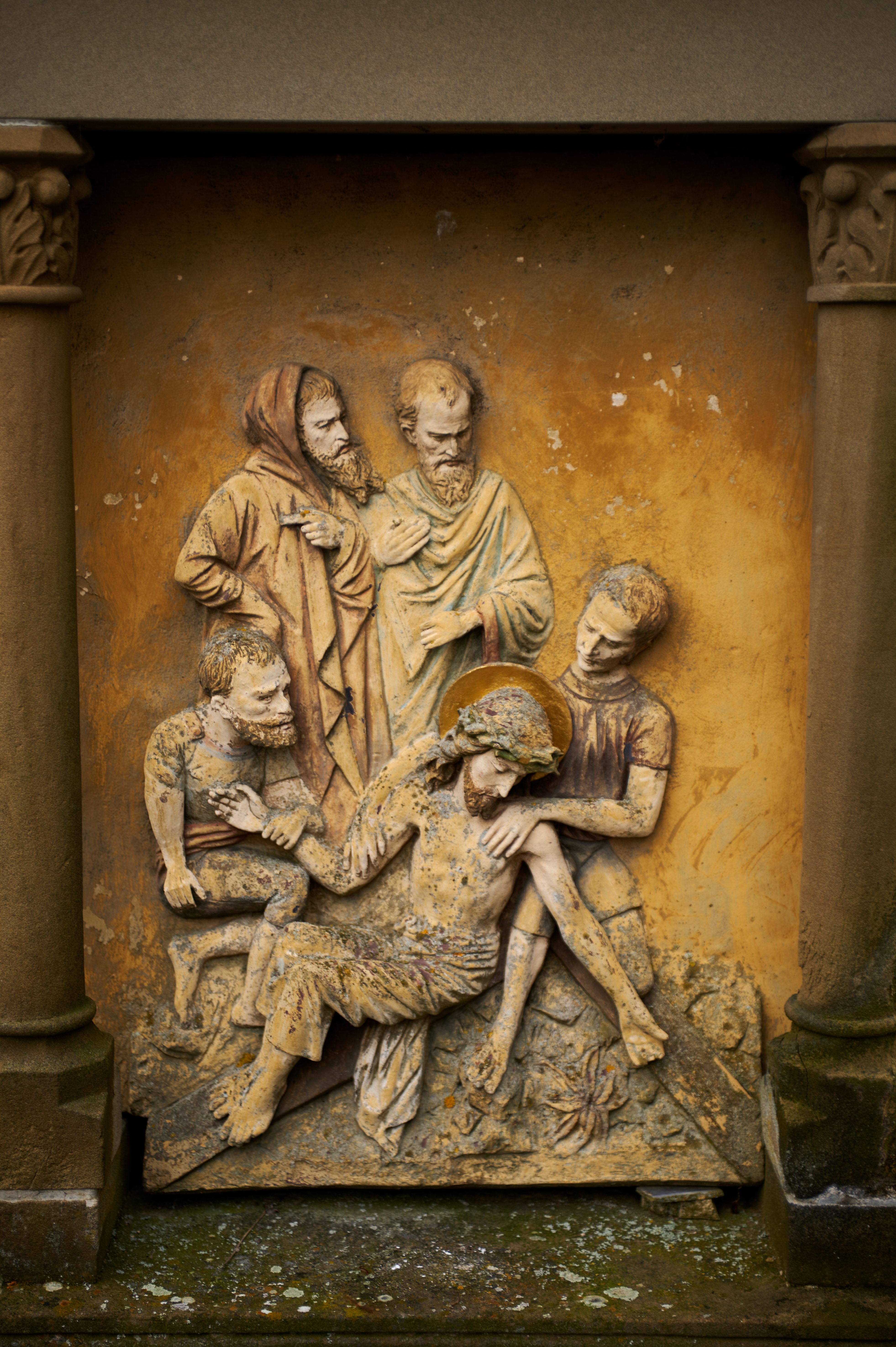
Station XI
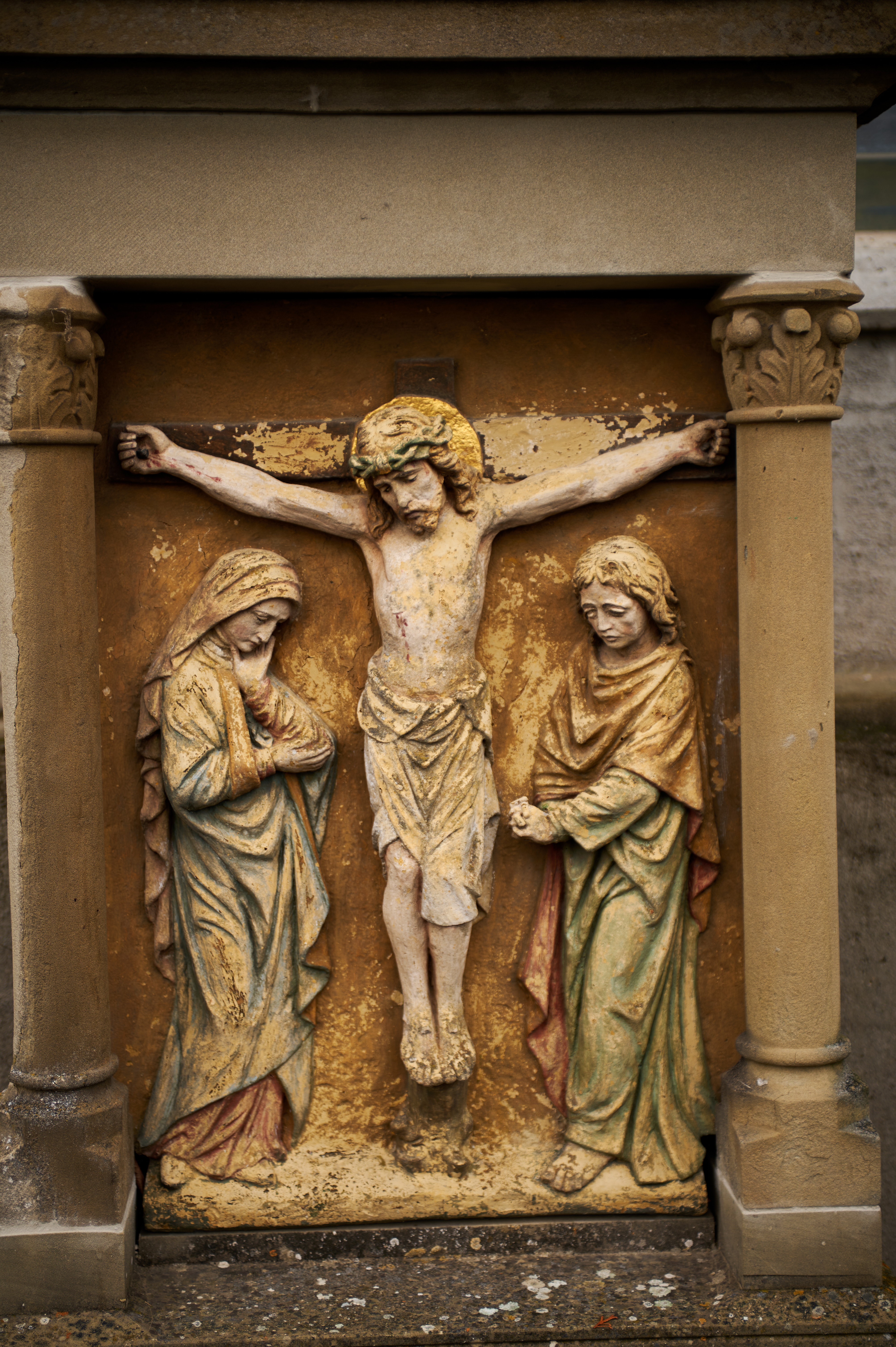
Station XII
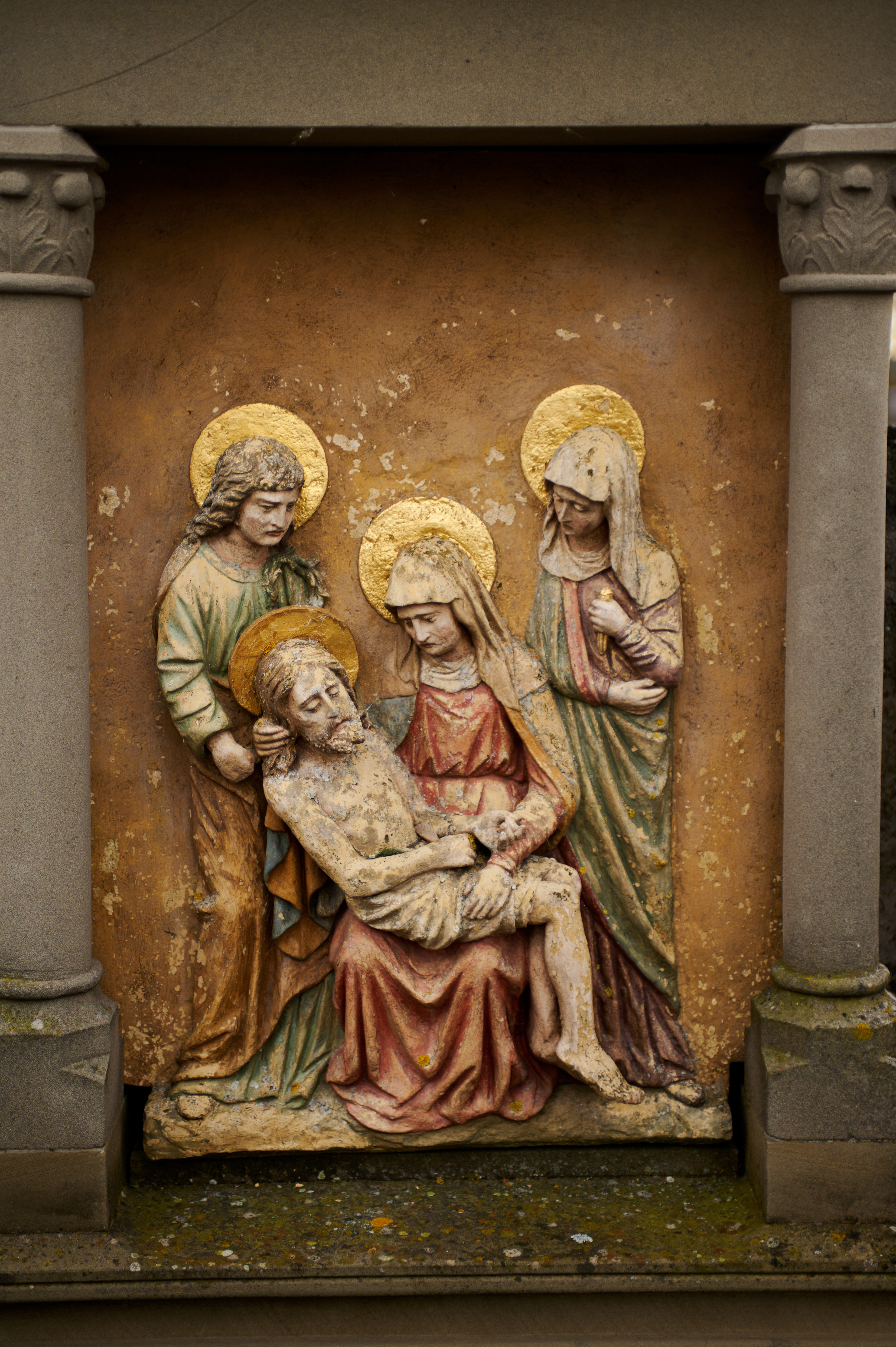
Station XIII
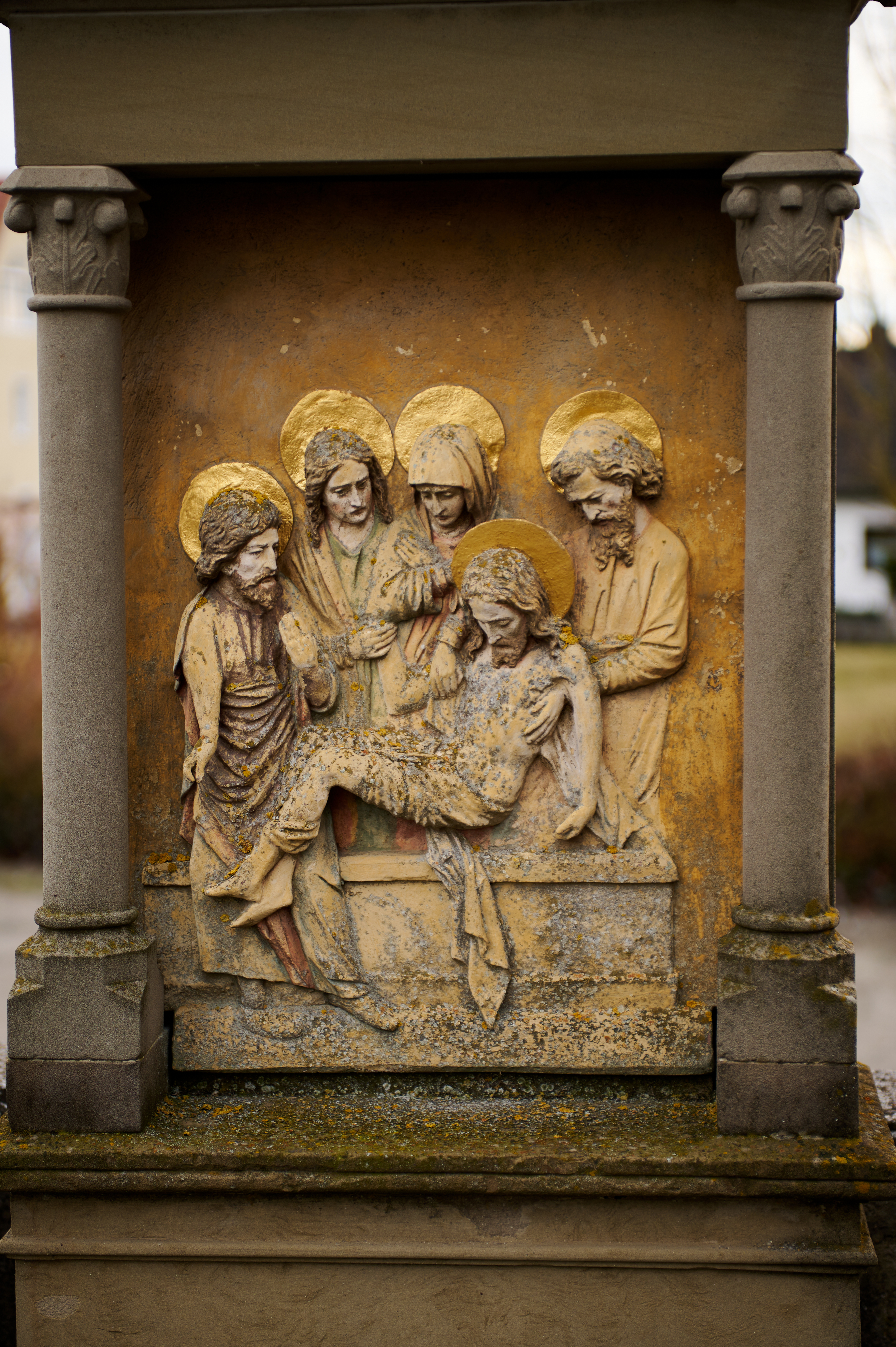
Station XIV

| Lage                                                | Objekt                                                                      | Beschreibung | Akten-Nr.               | Bild             |
| --------------------------------------------------- | --------------------------------------------------------------------------- | --- | ----------------------- | ---------------- |
| Beim Wallfahrtsweg (Standort)                       | Kreuzigungsgruppe                                                           | eingehaust, Sandstein, neugotisch und neubarock, nach 1893 | D-6-75-117-215 Wikidata | weitere Bilder   |
| Beim Wallfahrtsweg (Standort)                       | Kreuzwegstationen                                                           | Zwölf Grünsandsteinädikulen mit farbig gefassten Hochreliefs aus Ton, 19. Jahrhundert                                                                                        | D-6-75-117-215 Wikidata | weitere Bilder   |
| Beim Wallfahrtsweg (Standort)                       | Brunnenfassung                                                              | frühes 20. Jh. | D-6-75-117-215 Wikidata | BW               |
| Beim Wallfahrtsweg (Standort)                       | Grabdenkmäler                                                               | des 19. und 20. Jahrhunderts im Friedhof von 1612 mit erster Erweiterung 1893                                                                                                | D-6-75-117-215 Wikidata | weitere Bilder   |
| Brücker Holz (Standort)                             | Martersäule mit Kreuzigung                                                  | Sandstein, bezeichnet „1602“ | D-6-75-117-128 Wikidata | BW               |
| Brücker Holz (Standort)                             | Bildsäule                                                                   | Mit Engel und Medaillon mit Dreifaltigkeit, Sandstein, bezeichnet „1784“ | D-6-75-117-129 Wikidata | weitere Bilder   |
| Burggraben, an der nördlichen Stadtmauer (Standort) | Pietà                                                                       | Sandstein, bezeichnet „1730“, erneuert 1902 | D-6-75-117-2 Wikidata   | weitere Bilder   |
| Hecke (Standort)                                    | Christus-Figur                                                              | Sandstein, Säulenaufbau bezeichnet „1900“, Figur bezeichnet „1955“ | D-6-75-117-120 Wikidata | weitere Bilder   |
| Katzental (Standort)                                | Bildstock, sogenannte Sieben-Köpfe-Marter                                   | Gefaster Pfeiler mit Blattkapitell und dreiseitigem Aufsatz mit Reliefs der Kreuzigung sowie den flankierenden hll. Stephanus und Felicitas, Sandstein, spätgotisch, um 1500 | D-6-75-117-420          | weitere Bilder   |
| Lochrötenweg (Standort)                             | Kapellennische                                                              | Mit Dreifaltigkeit, kleiner Massivbau mit Satteldach, bezeichnet „1836“ | D-6-75-117-118 Wikidata | BW               |
| Maingärten (Standort)                               | Bildstock                                                                   | Mit Mariä Verkündigung, Kruzifix und Dreifaltigkeit, bezeichnet „1608“ | D-6-75-117-123 Wikidata | weitere Bilder   |
| Mainstockheimer Berge (Standort)                    | Bildstock                                                                   | Mit Dreifaltigkeit, Sandstein, des 18. Jahrhunderts | D-6-75-117-121 Wikidata | BW               |
| Mainstockheimer Berge (Standort)                    | Josefstempel                                                                | Stufenanlage mit Figur des heiligen Josef mit Kind, bezeichnet „1892“ | D-6-75-117-122 Wikidata | BW               |
|                                                     | Martersäule                                                                 | Mit Kreuzigung, Sandstein, 18. Jahrhundert; nicht nachqualifiziert, im Bayerischen Denkmal-Atlas nicht kartiert                                                              | D-6-75-117-119 Wikidata | BW               |
| Nachtigallenstraße (Standort)                       | Kreuzschlepper                                                              | Sandstein, 18. Jahrhundert | D-6-75-117-116          | BW               |
| Nachtigallenstraße 31 (Standort)                    | Ehemaliger Gasthof Steigmühle                                               | zweigeschossiger Mansarddachbau, um 1800 | D-6-75-117-72 Wikidata  | weitere Bilder   |
| Nachtigallenstraße 35 (Standort)                    | Hellersmühle                                                                | Zweigeschossiger Bruchsteinbau mit Halbwalm, 18./19. Jahrhundert | D-6-75-117-73 Wikidata  | weitere Bilder   |
| Nachtigallenstraße 35 (Standort)                    | Remise                                                                      | Eingeschossiger Bruchsteinbau mit Satteldach, 18./19. Jahrhundert | D-6-75-117-73 Wikidata  | weitere Bilder   |
| Nähe Hans-Löffler-Straße (Standort)                 | Martersäule, sogenannter Lorenzmarter                                       | Mit Kreuzigung, Sandstein, bezeichnet „1514“ und „1608“ | D-6-75-117-125 Wikidata | weitere Bilder   |
| Nähe Hans-Löffler-Straße (Standort)                 | Bildstock                                                                   | Mit Kreuzigungsgruppe und Stiftern, bezeichnet „1513“ | D-6-75-117-226 Wikidata | BW               |
| Neuseser Straße 1 (Standort)                        | Bildsäule                                                                   | Kreuzschlepper, Sandstein, bezeichnet „1704“ | D-6-75-117-74 Wikidata  | BW               |
| Ober der Hellersmühle (Standort)                    | Kapellennische                                                              | Mit den Vierzehn Nothelfern und der Dreifaltigkeit, kleiner Massivbau mit Satteldach, erste Hälfte 19. Jahrhundert                                                           | D-6-75-117-117 Wikidata | weitere Bilder   |
| Schweinfurter Straße (Standort)                     | Martersäule                                                                 | Mit Kreuzigung, Sandstein, bezeichnet „1671“ | D-6-75-117-130 Wikidata | weitere Bilder   |
| Schweinfurter Straße 34 (Standort)                  | Lamprechtsmühle, ehemaliges Mühlengebäude mit Wohnhaus                      | Zweigeschossiger Massivbau mit Satteldach, bezeichnet „1607“ | D-6-75-117-94 Wikidata  | BW               |
| Schweinfurter Straße 34 (Standort)                  | Lamprechtsmühle, Tenne                                                      | Eingeschossiger Bruchsteinbau mit Satteldach, 18./19. Jahrhundert | D-6-75-117-94 Wikidata  | BW               |
| Schweinfurter Straße 34 (Standort)                  | Lamprechtsmühle, Scheune                                                    | Eingeschossiger Massivbau mit Satteldach, 18./19. Jahrhundert; über älterem Kern                                                                                             | D-6-75-117-94 Wikidata  | BW               |
| Südring (Standort)                                  | Sockel eines Mariendenkmals                                                 | Piedestal mit Inschrift auf Postament, bez. 1889; Marienstatue um 1965 erneuert                                                                                              | D-6-75-117-424          | BW               |
| Wallfahrtsweg (Standort)                            | Kreuzwegstationen                                                           | Natursteingrotten mit Relieftafeln, bezeichnet „1894“ | D-6-75-117-103 Wikidata | BW               |
| Wallfahrtsweg 4 (Standort)                          | Bildstock                                                                   | Mit Kreuzigung, Sandstein, bezeichnet „1603“ | D-6-75-117-102 Wikidata | BW               |
| Wallfahrtsweg 16 (Standort)                         | Katholische Wallfahrts- und Franziskanerklosterkirche Maria im Sande        | Kreuzförmige Anlage mit eingezogenem Langchor, nachgotisch 1610–13, Chor 1506–23; mit Ausstattung                                                                            | D-6-75-117-104 Wikidata | weitere Bilder   |
| Wallfahrtsweg 16 (Standort)                         | Kriegerdenkmal für die Gefallenen des deutsch-französischen Krieges 1870-71 | Obelisk auf Postament, Sandstein, um 1880 | D-6-75-117-423          | weitere Bilder   |
| Wallfahrtsweg (Standort)                            | Bildstock                                                                   | Mit Auferstehung und Pietà, Sandstein, bezeichnet „1617“ | D-6-75-117-104 Wikidata | weitere Bilder   |
| Wallfahrtsweg (Standort)                            | Prozessionsaltar                                                            | Mit Darstellungen der Leidensgeschichte Christi, 17. Jahrhundert | D-6-75-117-104 Wikidata | Prozessionsaltar |
| Wallfahrtsweg (Standort)                            | Bildstock                                                                   | Mit Kreuzabnahme, bezeichnet „1606“, 1960 erneuert, vom Dettelbacher Bildstockmeister                                                                                        | D-6-75-117-104 Wikidata | weitere Bilder   |
| Wallfahrtsweg 18 (Standort)                         | Franziskanerkloster Maria im Sand, vierflügelige Anlage, Hauptgebäude       | Mit Ziergiebel und Portal, bezeichnet „1617“ | D-6-75-117-104 Wikidata | weitere Bilder   |
| Würzburger Straße 16 (Standort)                     | Martersäule mit der Darstellung des Weges nach Golgatha                     | Sandstein, bezeichnet „1608“, vom Dettelbacher Bildstockmeister | D-6-75-117-115 Wikidata | weitere Bilder   |

### Bibergau
| Lage                                              | Objekt                                      | Beschreibung | Akten-Nr.               | Bild           |
| ------------------------------------------------- | ------------------------------------------- | --- | ----------------------- | -------------- |
| Am Dettelbacher Weg (Standort)                    | Bildhäuschen                                | Mit Relieftafel der Vierzehn Nothelfer und Dreifaltigkeit, bezeichnet „1872“                                           | D-6-75-117-143 Wikidata | weitere Bilder |
| Am Dettelbacher Weg (Standort)                    | Bildhäuschen                                | Mit Sandsteinrelief der Heiligen Familie, bezeichnet „1836“                                                            | D-6-75-117-144 Wikidata | weitere Bilder |
| Effeldorfer Straße 2; in der Hofmauer (Standort)  | Sandsteinrelief                             | Mit Pietà, bezeichnet „1693“                                                                                           | D-6-75-117-138 Wikidata | BW             |
| An der Straße nach Euerfeld                       | Kreuz                                       | Bezeichnet „1812“; nicht nachqualifiziert, im Bayerischen Denkmal-Atlas nicht kartiert                                 | D-6-75-117-141 Wikidata | BW             |
| Lindenstraße 1 (Standort)                         | Katholische Pfarrkirche St. Simon und Judas | Saalbau mit Chorturm von 1630, Langhaus 1732; mit Ausstattung                                                          | D-6-75-117-134 Wikidata | weitere Bilder |
| Muckengasse 4 (Standort)                          | Scheune                                     | Umfassungswände der ehem., 1907 profanierten Synagoge, Umnutzung als Ökonomiebau, durch Brand 1930 weitgehend zerstört | D-6-75-117-425          | BW             |
| Nähe Am Kreuz; am Schernauer Weg (Standort)       | Kruzifix                                    | Bezeichnet „1894“ | D-6-75-117-142 Wikidata | weitere Bilder |
| Nähe Ritterstraße; Ecke Katharinenberg (Standort) | Bildstock                                   | Ädikula mit Ölberg-Szene, bezeichnet „1893“                                                                            | D-6-75-117-216 Wikidata | weitere Bilder |
| Ritterstraße (Standort)                           | Kapellennische                              | Mit Marien-Krönung und den Vierzehn Nothelfern, Sandstein, 18. Jahrhundert                                             | D-6-75-117-139 Wikidata | weitere Bilder |
| Ritterstraße 15 (Standort)                        | Kreuzschlepper                              | Sandstein, 18. Jahrhundert                                                                                             | D-6-75-117-135          | weitere Bilder |
| Ritterstraße 17 (Standort)                        | Bauernhaus                                  | Zweigeschossiger Massivbau mit Krüppelwalm und Fachwerkgiebel, 18./19. Jahrhundert                                     | D-6-75-117-136 Wikidata | weitere Bilder |
| Ritterstraße 22 (Standort)                        | Gutshof, ehemaliges Weiherhaus              | Zweigeschossiger Massivbau mit Treppengiebel, 16. Jahrhundert, Treppenturm älter                                       | D-6-75-117-140 Wikidata | weitere Bilder |
| Ritterstraße; Ritterstraße 21 (Standort)          | Hoftorpfosten                               | Sandstein, 19. Jahrhundert                                                                                             | D-6-75-117-137 Wikidata | weitere Bilder |

### Brück
| Lage                                                    | Objekt                                          | Beschreibung | Akten-Nr.               | Bild           |
| ------------------------------------------------------- | ----------------------------------------------- | --- | ----------------------- | -------------- |
| Lindenbergweg 1; Lindenbergweg 3 (Standort)             | Katholische Filialkirche St. Markus und Jakobus | Saalkirche mit Flachdecke und Polygonchor, spätes 17. Jahrhundert, Turmuntergeschoss romanisch, 1846 erweitert; mit Ausstattung | D-6-75-117-145 Wikidata | weitere Bilder |
| Lindenbergweg 1; Lindenbergweg 3 (Standort)             | Bildsäule                                       | Mit Vesperbild, am Aufgang zur Kirche, Sandstein, bezeichnet „1720“                                                             | D-6-75-117-145 Wikidata | weitere Bilder |
| Steinäcker; an der Straße nach Schnepfenbach (Standort) | Bildstock                                       | Mit Pietà, bezeichnet „1897“ | D-6-75-117-146 Wikidata | weitere Bilder |

### Effeldorf
| Lage                                               | Objekt                                         | Beschreibung                                                                                               | Akten-Nr.               | Bild           |
| -------------------------------------------------- | ---------------------------------------------- | --- | ----------------------- | -------------- |
| Am Dorfbrunnen (Standort)                          | Bildstock                                      | Mit heikligem Lukas, Sandstein, 18. Jahrhundert                                                            | D-6-75-117-159 Wikidata | BW             |
| Jesuitenstraße 14 (Standort)                       | Hoftorpfosten                                  | Sandstein, frühes 19. Jahrhundert                                                                          | D-6-75-117-150 Wikidata | weitere Bilder |
| Am Dorfbrunnen 6 (Standort)                        | Hausrelief                                     | Vesperbild, Sandstein, 18. Jahrhundert                                                                     | D-6-75-117-149 Wikidata | BW             |
| Heinrich-Schatzel-Straße (Standort)                | Bildsäule                                      | Mit Kreuzigung, Sandstein, bezeichnet „1602“                                                               | D-6-75-117-153 Wikidata | weitere Bilder |
| Jesuitenstraße (Standort)                          | Bildstock                                      | Mit heiligem Johannes, Sandstein, bezeichnet „1726“                                                        | D-6-75-117-148 Wikidata | weitere Bilder |
| Jesuitenstraße (Standort)                          | Kruzifix                                       | Bezeichnet „1864“                                                                                          | D-6-75-117-157 Wikidata | weitere Bilder |
| Jesuitenstraße 6 (Standort)                        | Wohnhaus                                       | Zweigeschossiger Walmdachbau mit Fachwerkobergeschoss, bezeichnet „1836“                                   | D-6-75-117-152 Wikidata | weitere Bilder |
| Jesuitenstraße 6 (Standort)                        | Pfortengiebel                                  | Sandstein, bezeichnet „1690“                                                                               | D-6-75-117-152 Wikidata | weitere Bilder |
| Jesuitenstraße 10 (Standort)                       | Türstein                                       | Bezeichnet „1690“                                                                                          | D-6-75-117-151 Wikidata | weitere Bilder |
| Jesuitenstraße 13 (Standort)                       | Ehemaliges Pfarrhaus                           | Zweigeschossiger Satteldachbau, Bruchsteinmauerwerk mit Hausteinrahmungen, mit Anbau und Pumpbrunnen, 1869 | D-6-75-117-233 Wikidata | weitere Bilder |
| Jesuitenstraße 16 (Standort)                       | Katholische Pfarrkirche St. Jakobus der Ältere | Chor 1653, Langhaus 1753; mit Ausstattung                                                                  | D-6-75-117-147 Wikidata | weitere Bilder |
| Kirchhofsweg (Standort)                            | Kapellennische                                 | Mit Relief des heiligen Matthäus, Sandstein, 18. Jahrhundert                                               | D-6-75-117-154 Wikidata | BW             |
| Lange Länge (Standort)                             | Kreuz                                          | Mit Pietà, Sandstein, bezeichnet „1846“                                                                    | D-6-75-117-160 Wikidata | BW             |
| Nähe Heinrich-Schatzel-Straße (Standort)           | Bildstock                                      | Sandstein, 19. Jahrhundert                                                                                 | D-6-75-117-158 Wikidata | BW             |
| Nähe Rothofer Straße; Rothofer Straße 4 (Standort) | Hoftor                                         | Sandstein, Mitte 19. Jahrhundert                                                                           | D-6-75-117-155 Wikidata | weitere Bilder |
| Rothofer Straße 2 (Standort)                       | Hoftorpfosten                                  | Sandstein, 19. Jahrhundert                                                                                 | D-6-75-117-156          | weitere Bilder |

### Euerfeld
| Lage                                                    | Objekt                              | Beschreibung | Akten-Nr.               | Bild           |
| ------------------------------------------------------- | ----------------------------------- | --- | ----------------------- | -------------- |
| am Kürnacher Weg                                        | Bildsäule                           | Mit Dreifaltigkeit und Enthauptung der heiligen Katharina; nicht nachqualifiziert, im Bayerischen Denkmal-Atlas nicht kartiert | D-6-75-117-179 Wikidata | BW             |
| 200 m westlich Herrengarten 1 (Standort)                | Bildsäule                           | Mit Maria und Kind; nicht nachqualifiziert, im Bayerischen Denkmal-Atlas nicht kartiert                                        | D-6-75-117-183 Wikidata | BW             |
| Bräugasse 2 (Standort)                                  | Hoftorpfosten                       | Bezeichnet „181“6 | D-6-75-117-164 Wikidata | BW             |
| Frühlingsgasse 8 (Standort)                             | Relief                              | mit Hl. Familie, Sandstein, bezeichnet 1694                                                                                    | D-6-75-117-170 Wikidata | weitere Bilder |
| Giebelwand (Standort)                                   | Bildsäule                           | Mit Pietà und zwei Aposteln, Sandstein, bezeichnet „1705“                                                                      | D-6-75-117-181 Wikidata | BW             |
| Güßgraben (Standort)                                    | Bildsäule                           | Mit Anna Selbdritt und heiligem Michael, Sandstein, 18. Jahrhundert                                                            | D-6-75-117-180 Wikidata | BW             |
| Hauptstraße 2 (Standort)                                | Martersäule                         | Mit Pietà, bezeichnet „1725“                                                                                                   | D-6-75-117-167 Wikidata | weitere Bilder |
| Hauptstraße 20 (Standort)                               | Ehemaliges Schul- und Rathaus       | Eingeschossiger massiver Halbwalmdachbau mit aus dem Hang tretendem Untergeschoss, bezeichnet „1789“                           | D-6-75-117-419          | weitere Bilder |
| Kirchstraße 21 (Standort)                               | Katholische Pfarrkirche St. Michael | Saalkirche mit Polygonalchor, Westturm bezeichnet „1617“, Langhaus 1627, Chor und Querschiff 1892; mit Ausstattung             | D-6-75-117-161 Wikidata | weitere Bilder |
| Kirchstraße 21 (Standort)                               | Bildsäule                           | Mit Kreuzigung, Sandstein, bezeichnet „1565“                                                                                   | D-6-75-117-161 Wikidata | weitere Bilder |
| Nähe Kirchstraße (Standort)                             | Priestergräber                      | Vier Grabdenkmale aus Sandstein, historistisch, 19. Jahrhundert und 1902                                                       | D-6-75-117-234 Wikidata | weitere Bilder |
| am Steinbrücher Weg                                     | Kreuz                               | Bezeichnet „1879“; nicht nachqualifiziert, im Bayerischen Denkmal-Atlas nicht kartiert                                         | D-6-75-117-175 Wikidata | BW             |
| Lindenallee 16 (Standort)                               | Kapellennische                      | Mit den Vierzehn Nothelfern und Krönung Mariä, Sandstein, bezeichnet „1844“                                                    | D-6-75-117-162 Wikidata | weitere Bilder |
| Lindenallee 34 (Standort)                               | Martersäule                         | mit Pietà, hl. Josef und Kind, Sandstein, bezeichnet 1721                                                                      | D-6-75-117-176 Wikidata | weitere Bilder |
|                                                         | Martersäule                         | Mit Pietà und Stifterfiguren, um 1830/40; abgebaut; nicht nachqualifiziert, im Bayerischen Denkmal-Atlas nicht kartiert        | D-6-75-117-169 Wikidata | BW             |
| an der Gabelung Alter Steinbrücher Weg/Röttendorfer Weg | Martersäule                         | Mit Pietà, bezeichnet „1871“; nicht nachqualifiziert, im Bayerischen Denkmal-Atlas nicht kartiert                              | D-6-75-117-174 Wikidata | BW             |
| Mödig (Standort)                                        | Kapellennische                      | Mit Dreifaltigkeit, Sandstein, bezeichnet „1865“                                                                               | D-6-75-117-173 Wikidata | BW             |
| Nähe Hauptstraße (Standort)                             | Kreuzschlepper                      | Sandstein, 18./19. Jahrhundert                                                                                                 | D-6-75-117-166 Wikidata | weitere Bilder |
| Nähe Kaiserstraße (Standort)                            | Kreuzigungsgruppe                   | Sandstein, bezeichnet „1855“                                                                                                   | D-6-75-117-163 Wikidata | weitere Bilder |
| Nähe Kaiserstraße (Standort)                            | Bildhäuschen                        | Mit Dreifaltigkeit und den Vierzehn Nothelfern, Sandstein, bezeichnet „1870“                                                   | D-6-75-117-178 Wikidata | weitere Bilder |
| Ödsfelder Kreuz (Standort)                              | Kruzifix                            | Sandstein, bezeichnet „1891“                                                                                                   | D-6-75-117-182 Wikidata | BW             |
| Säubrünnlein (Standort)                                 | Kruzifix                            | Sandstein, bezeichnet „1891“                                                                                                   | D-6-75-117-171          | weitere Bilder |
| Säubrünnlein (Standort)                                 | Bildsäule mit Kreuzigung            | Sandstein, bezeichnet „1603“                                                                                                   | D-6-75-117-172 Wikidata | weitere Bilder |
| Trappenberg (Standort)                                  | Kruzifix                            | Sandstein, bezeichnet „1857“                                                                                                   | D-6-75-117-177 Wikidata | BW             |
| Weihergasse 2 (Standort)                                | Kreuzschlepper                      | Sandstein, bezeichnet „1695“                                                                                                   | D-6-75-117-168 Wikidata | weitere Bilder |

### Kürnach
| Lage                 | Objekt    | Beschreibung                                                                                   | Akten-Nr.             | Bild |
| -------------------- | --------- | ---------------------------------------------------------------------------------------------- | --------------------- | ---- |
| Straßholz (Standort) | Bildstock | Reliefaufsatz mit Kreuzigungsszene, auf Pfeiler über Tischsockel, Sandstein, bezeichnet „1748“ | D-6-79-156-1 Wikidata | BW   |

### Mainsondheim
| Lage                                                      | Objekt                                      | Beschreibung | Akten-Nr.               | Bild                   |
| --------------------------------------------------------- | ------------------------------------------- | --- | ----------------------- | ---------------------- |
| Albertshofener Straße, an der Schlossmauer (Standort)     | Martersäule mit Kreuzschlepper              | | D-6-75-117-191 Wikidata | weitere Bilder         |
| Albertshofener Straße, an der Schlossmauer (Standort)     | Bildstock                                   | Mit Pietà und den 14 Nothelfern | D-6-75-117-193 Wikidata | BW                     |
| Albertshofener Straße 4 (Standort)                        | Kleinbauernhaus                             | Eingeschossiger giebelständiger Satteldachbau mit Fachwerkgiebel, 17./18. Jahrhundert | D-6-75-117-184 Wikidata | weitere Bilder         |
| Albertshofener Straße 9 (Standort)                        | Ehemaliges Forsthaus, Wohnhaus              | Zweigeschossiger traufständiger Walmdachbau mit geohrten Fensterrahmungen, spätes 18. Jahrhundert | D-6-75-117-185 Wikidata | weitere Bilder         |
| Albertshofener Straße 12 (Standort)                       | Katholische Pfarrkirche Maria (Mutter Jesu) | Chorturm 15. Jahrhundert, Langhaus 1583, 1705 verändert; mit Ausstattung | D-6-75-117-186 Wikidata | weitere Bilder         |
| am „Steinweg“ (Standort)                                  | Bildstock mit Golgatha-Szene                | Bezeichnet „1725“; nicht nachqualifiziert | D-6-75-117-192 Wikidata | BW                     |
| Hintere Kirchgasse 2 (Standort)                           | Gutshof                                     | Zum Schloss gehörige Gruppe von eingeschossigen Satteldachbauten aus unverputztem Bruchsteinmauerwerk | D-6-75-117-187 Wikidata | weitere Bilder         |
| Hintere Kirchgasse 2 (Standort)                           | Gutshof, Wohnhaus                           | Zweigeschossiger Bruchsteinbau mit profilierten Fenstergewänden, 17./18. Jahrhundert | D-6-75-117-187 Wikidata | Gutshof, Wohnhaus      |
| Hintere Kirchgasse 14a (Standort)                         | Hofanlage, Scheune                          | Bezeichnet „1793“ | D-6-75-117-188 Wikidata | weitere Bilder         |
| Hintere Kirchgasse 14a (Standort)                         | Hofanlage, Steinrelief                      | Mit Kreuzigung, bezeichnet „1655“ | D-6-75-117-188 Wikidata | Hofanlage, Steinrelief |
| An der Straße nach Albertshofen                           | Martersäule                                 | Mit Kreuzigung; nicht nachqualifiziert, im Bayerischen Denkmalatlas nicht kartiert | D-6-75-117-190 Wikidata | BW                     |
| Schloßweg 1 (Standort)                                    | Schloss                                     | Vierflügelanlage mit runden Ecktürmen um einen unregelmäßigen Hof, Stufengiebel und Schweifgiebel, zum Teil Fachwerk, Spätgotik/Frührenaissance, 16. Jahrhundert, nach 1727 ausgebaut, über dem Portal Wappen der Freiherren von Mauchenheim genannt Bechtolsheim | D-6-75-117-189 Wikidata | weitere Bilder         |
| Zur Mainfähre, an der Straße nach Großlangheim (Standort) | Martersäule                                 | Mit Pietà und heiligem Wendelin, Sockel bezeichnet „1763“; nach originalem Vorbild in den 1960er Jahren neu errichtet | D-6-75-117-194 Wikidata | BW                     |
| Zur Mainfähre 1 (Standort)                                | Ehemaliges Fährhaus, Wohnhaus               | Zweigeschossiger Halbwalmdachbau aus unverputztem Bruchsteinmauerwerk, mit Eisbrecher, zweite Hälfte 18. Jahrhundert | D-6-75-117-1 Wikidata   | weitere Bilder         |

### Neuhof
| Lage                | Objekt   | Beschreibung | Akten-Nr.               | Bild           |
| ------------------- | -------- | --- | ----------------------- | -------------- |
| Neuhof 4 (Standort) | Kruzifix | Dreinageltypus, Kreuzstamm auf Sockel mit Inschrift in gotischer Fraktur, Sandstein, gefasst, bezeichnet „1866“ | D-6-75-117-225 Wikidata | weitere Bilder |

### Neuses am Berg
| Lage                         | Objekt                                                 | Beschreibung | Akten-Nr.               | Bild           |
| ---------------------------- | ------------------------------------------------------ | --- | ----------------------- | -------------- |
| Dorfstraße 16 (Standort)     | Gasthaus zum Goldenen Hirschen                         | Zweigeschossiger giebelständiger Halbwalmdachbau aus unverputztem Bruchsteinmauerwerk, 18. Jahrhundert, verändert Mitte 19. Jahrhundert                                | D-6-75-117-218 Wikidata | weitere Bilder |
| Dorfstraße 17 (Standort)     | Wohnhaus                                               | Eingeschossiger giebelständiger Satteldachbau, Fenster im massiven Erdgeschoss mit geohrten Rahmen, Fachwerkgiebel, 17./18. Jahrhundert                                | D-6-75-117-219 Wikidata | weitere Bilder |
| Dorfstraße 23 (Standort)     | Wohnhaus                                               | Zweigeschossiger giebelständiger Satteldachbau mit Fachwerk, Eckstiel bezeichnet „1598“                                                                                | D-6-75-117-220 Wikidata | weitere Bilder |
| Dorfstraße 24 (Standort)     | Wohnhaus                                               | Zweigeschossiger, etwas zurück versetzter Walmdachbau mit Fachwerkobergeschoss und geohrten Fensterrahmungen, Kellerbogen bezeichnet „1707“                            | D-6-75-117-224 Wikidata | BW             |
| Dorfstraße 27 (Standort)     | Wohnhaus                                               | Zweigeschossiger giebelständiger Satteldachbau, Fachwerk verputzt, 15./16. Jahrhundert                                                                                 | D-6-75-117-221 Wikidata | weitere Bilder |
| Dorfstraße 27 (Standort)     | Scheune                                                | Bezeichnet „1818“ | D-6-75-117-221 Wikidata | BW             |
| Dorfstraße 29 (Standort)     | Wohnhaus                                               | Zweigeschossiger giebelständiger Walmdachbau mit verputztem Fachwerkobergeschoss, bezeichnet „1707“                                                                    | D-6-75-117-222 Wikidata | weitere Bilder |
| Dorfstraße 34 (Standort)     | Wohnhaus                                               | Zweigeschossiger giebelständiger Satteldachbau mit geohrten Fensterrahmungen, 18. Jahrhundert; über Kern des 16./17. Jahrhunderts                                      | D-6-75-117-197 Wikidata | weitere Bilder |
| Dorfstraße 34 (Standort)     | Rundbogiges Hoftor                                     | | D-6-75-117-197 Wikidata | weitere Bilder |
| Dorfstraße 34 (Standort)     | Madonnenfigur                                          | Barock | D-6-75-117-197 Wikidata | weitere Bilder |
| Dorfstraße 36 (Standort)     | Wohnhaus                                               | Zweigeschossiger Putzbau mit Satteldach und geohrten Fensterrahmungen, frühes 18. Jahrhundert, im Kern 16./17. Jahrhundert, Stallbereich zweite Hälfte 19. Jahrhundert | D-6-75-117-421          | weitere Bilder |
| Kirchgasse 2 (Standort)      | Ehemaliges Rathaus                                     | Zweigeschossiger giebelständiger Satteldachbau mit Fachwerkobergeschoss, bezeichnet „1576“                                                                             | D-6-75-117-200 Wikidata | weitere Bilder |
| Kirchgasse 9 (Standort)      | Wohnhaus                                               | Zweigeschossiger giebelständiger Halbwalmdachbau mit Fachwerkgiebel, Bruchstein, bezeichnet „1803“                                                                     | D-6-75-117-198 Wikidata | weitere Bilder |
| Kirchgasse 9 (Standort)      | Nebengebäude                                           | | D-6-75-117-198 Wikidata | weitere Bilder |
| Kirchgasse 22 (Standort)     | Evangelisch-lutherische Pfarrkirche St. Nicolai        | Saalbau mit Glockenturm, erbaut 1784; mit Ausstattung | D-6-75-117-195 Wikidata | weitere Bilder |
| Kirchgasse 22 (Standort)     | Evangelisch-lutherische Pfarrkirche St. Nicolai, Anbau | Mit Mansarddach | D-6-75-117-195 Wikidata | weitere Bilder |
| Kirchgasse 20, 22 (Standort) | Kirchhofummauerung                                     | | D-6-75-117-195 Wikidata | weitere Bilder |
| Kirchgasse 20, 22 (Standort) | Treppenaufgang                                         | | D-6-75-117-195 Wikidata | weitere Bilder |
| Kirchgasse 21, 23 (Standort) | Evangelisch-lutherisches Pfarrhaus                     | Zweigeschossiger giebelständiger Satteldachbau mit Vorbau, verputztes Fachwerkobergeschoss, 18. Jahrhundert                                                            | D-6-75-117-199 Wikidata | weitere Bilder |
| Kirchgasse 21, 23 (Standort) | Hoftor und Pforte                                      | | D-6-75-117-199 Wikidata | weitere Bilder |
| Kreuzgasse 6 (Standort)      | Katholische Pfarrkirche St. Nikolaus                   | Saalbau mit polygonalem Chorabschluss und Glockenturm, nach einem Entwurf von Major Adam Salomon Fischer, erbaut 1784–1790; mit Ausstattung                            | D-6-75-117-196 Wikidata | weitere Bilder |
| Kreuzgasse 8 (Standort)      | Ehemaliges katholisches Schulhaus                      | Zweigeschossiger Walmdachbau mit Fachwerkobergeschoss, um 1800 | D-6-75-117-223 Wikidata | weitere Bilder |

### Neusetz
| Lage                                                      | Objekt                                                                         | Beschreibung | Akten-Nr.               | Bild           |
| --------------------------------------------------------- | ------------------------------------------------------------------------------ | --- | ----------------------- | -------------- |
| am Weg nach Sulzhof                                       | Bildhäuschen                                                                   | In der Nische Figur der Pietà, 19. Jahrhundert; nicht nachqualifiziert, im Bayerischen Denkmalatlas nicht kartiert | D-6-75-117-206 Wikidata | BW             |
| Grund, an der Straße nach Schnepfenbach (Standort)        | Martersäule                                                                    | Mit Kreuzigung und Heiliger Familie, bezeichnet „1745“                                                             | D-6-75-117-204 Wikidata | weitere Bilder |
| Nähe Prosselsheimer Straße; an der Hauptstraße (Standort) | Martersäule                                                                    | Bildtafel mit Kreuzigung und Vierzehn Nothelfer auf der Rückseite, 17./18. Jahrhundert                             | D-6-75-117-203 Wikidata | weitere Bilder |
| Oberer Köhlerer Weg (Standort)                            | Bildhäuschen                                                                   | In der Nische Hochrelief der Maria mit Kind, bezeichnet „1875“                                                     | D-6-75-117-205 Wikidata | weitere Bilder |
| Prosselsheimer Straße 17 (Standort)                       | Hoftorpfosten                                                                  | Mit klassizistischem Dekor, Sandstein, bezeichnet „1858“                                                           | D-6-75-117-202 Wikidata | weitere Bilder |
| St 2270, an der Straße nach Prosselsheim (Standort)       | Martersäule                                                                    | Mit Darstellung der Kreuzigung und der Vierzehn Nothelfer, bezeichnet „1743“ und „1831“                            | D-6-75-117-207 Wikidata | weitere Bilder |
| Sulzhofer Straße 2 (Standort)                             | Katholische Filialkirche Mariä Himmelfahrt, Heilige Kilian, Totnan und Kolonat | Saalbau mit seitlich angeschlossenem Glockenturm, Bau des 17. Jahrhunderts, 1766 erweitert; mit Ausstattung        | D-6-75-117-201 Wikidata | weitere Bilder |
| Sulzhofer Straße (Standort)                               | Bildstock                                                                      | Pfeiler mit Aufsatz, Rundbogennische mit Relief der heiligen Dreifaltigkeit aus Carraramarmor, um 1920             | D-6-75-117-235 Wikidata | BW             |

### Schernau
| Lage                            | Objekt                                          | Beschreibung                                                                                 | Akten-Nr.               | Bild           |
| ------------------------------- | ----------------------------------------------- | -------------------------------------------------------------------------------------------- | ----------------------- | -------------- |
| Am Mutzenbrünnlein 2 (Standort) | Evangelisch-lutherische Pfarrkirche St. Andreas | Saalbau mit eingezogenem Chor und Turmfassade, von Thaddäus Dückelmann 1802; mit Ausstattung | D-6-75-117-208 Wikidata | weitere Bilder |
| Schloßstraße 17 (Standort)      | Schloss, so genanntes Kleines Adelspalais       | Zweigeschossiger traufständiger Walmdachbau, barock, bezeichnet „1739“                       | D-6-75-117-209 Wikidata | weitere Bilder |
| Schloßstraße 17 (Standort)      | Schloss, Wappen der Freiherren von Roman        |                                                                                              | D-6-75-117-209 Wikidata | weitere Bilder |

### Schnepfenbach
| Lage                                     | Objekt                              | Beschreibung | Akten-Nr.               | Bild           |
| ---------------------------------------- | ----------------------------------- | --- | ----------------------- | -------------- |
| am Triebbergweg                          | Bildsäule                           | Maria mit dem Kind, bezeichnet „1868“; nicht nachqualifiziert, im Bayerischen Denkmal-Atlas nicht kartiert                     | D-6-75-117-213 Wikidata | BW             |
| an der Straße nach Dettelbach            | Bildstock                           | Mit Darstellung der Vierzehn Nothelfer, bezeichnet „1884“; nicht nachqualifiziert, im Bayerischen Denkmal-Atlas nicht kartiert | D-6-75-117-211 Wikidata | BW             |
| Geiersbergweg 1, Klingenweg 1 (Standort) | Steinkreuze                         | Sandstein, ehemals den Bildstock flankierend; heute an die Nordfassade der Kirche verbracht                                    | D-6-75-117-212 Wikidata | weitere Bilder |
| Sankt-Kilian-Straße 15 (Standort)        | Katholische Filialkirche St. Kilian | Saalbau, neugotisch, um 1880; mit Ausstattung                                                                                  | D-6-75-117-210 Wikidata | weitere Bilder |

## Ehemalige Baudenkmäler
| Lage                                       | Objekt     | Beschreibung                                                        | Akten-Nr.               | Bild       |
| ------------------------------------------ | ---------- | ------------------------------------------------------------------- | ----------------------- | ---------- |
| Dettelbach Nachtigallenstraße 2 (Standort) | Bauernhof  | Halbwalmdachhaus, Obergeschoss verputztes Fachwerk, 18. Jahrhundert | D-6-75-117-71 Wikidata  | BW         |
| Dettelbach Rebenhügel 7 (Standort)         | Giebelhaus | Verputztes Fachwerk, 17./18. Jahrhundert                            | D-6-75-117-82           | Giebelhaus |
| Euerfeld Hauptstraße 13 (Standort)         | Hausrelief | Mit Marienkrönung, 18. Jahrhundert                                  | D-6-75-117-165 Wikidata | BW         |